# Kosmopolite Art Tour 2015 à Louvain-la-Neuve

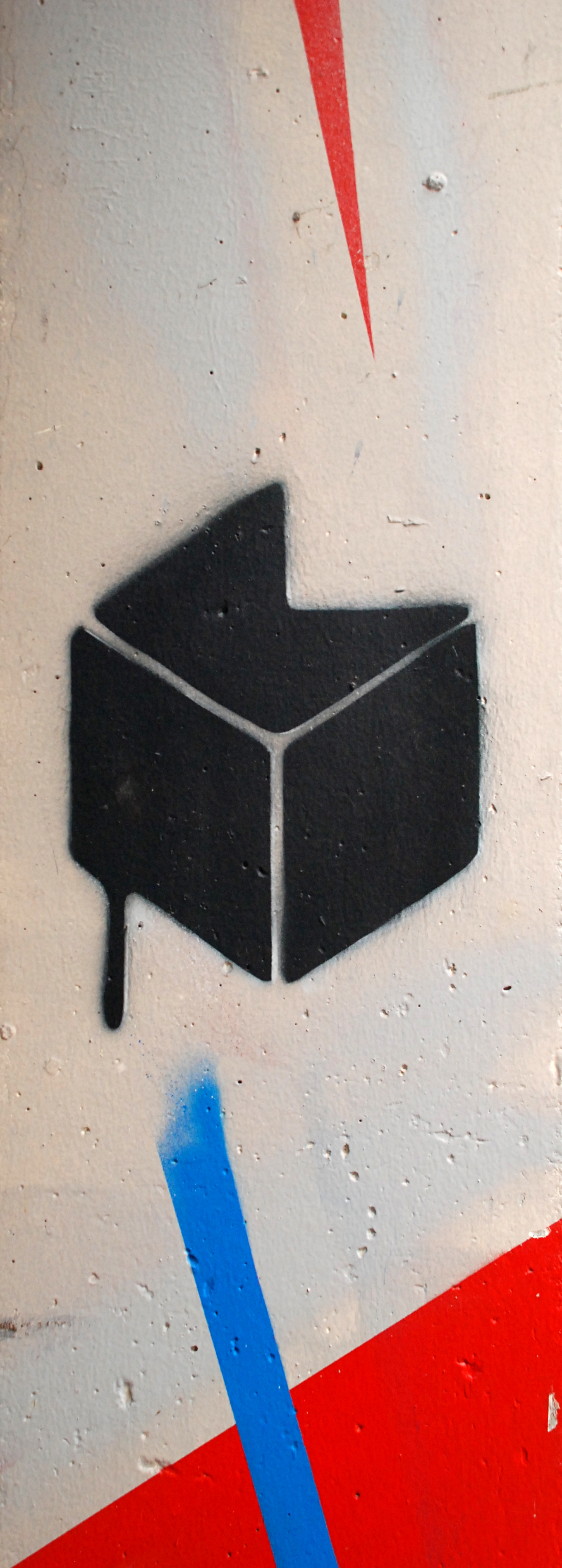
Le cube en forme de K, logo du festival Kosmopolite (peint ici sur le théâtre Jean Vilar par Damien-Paul Gal).

Le Kosmopolite Art Tour 2015 à Louvain-la-Neuve est un festival international d'art urbain (street art) et de graffiti qui s'est tenu du 31 juillet au 7 août 2015 à Louvain-la-Neuve, section de la ville belge d'Ottignies-Louvain-la-Neuve, en Brabant wallon.
Le festival est une collaboration entre la ville d'Ottignies-Louvain-la-Neuve, UCL Culture, le collectif de graffeurs bruxellois Farm Prod et la maison des jeunes de Louvain-la-Neuve « Chez Zelle ».
Il avait été précédé trois ans plus tôt par le Kosmopolite Art Tour 2012 et est suivi en 2021-2023 par le festival Fresh Paint OLLN.
Le thème imposé de l'édition 2015 est l'utopie,,. En effet, l'année académique 2015-2016 marque les 500 ans de la publication à Leuven de L'Utopie de l'humaniste anglais Thomas More, et le conseil rectoral de l'UCL en a fait une Année Louvain des utopies pour le temps présent.

## Historique

### Origines du Kosmopolite Art Tour
Le festival Kosmopolite est créé en 2002 en France et devient un événement de référence sur la scène graffiti internationale,. 
Fort de son succès à Bagnolet près de Paris depuis 2002, le festival international de graffiti Kosmopolite veut s'étendre à partir de 2009 au-delà de la région parisienne,,,,. 
En 2010, le collectif MAC crew de Paris s'associe aux collectifs de graffeurs « Farm Prod » (basé à Bruxelles en Belgique) et « Aerosol Bridge Club » (Amsterdam, Pays-Bas) pour créer le « Kosmopolite Art Tour » (KAT), un projet visant à provoquer des rencontres entre artistes français et étrangers et à promouvoir la richesse et la diversité du Street Art,,,,,.
Ce festival itinérant s'invite à Paris, Amsterdam et Bruxelles en 2010, puis élargit ses frontières en 2011 jusque Rio de Janeiro, São Paulo et Jakarta, pour ensuite débarquer en 2012 à Hong Kong, Johannesbourg, Amsterdam, Szczecin, Bruxelles et Louvain-la-Neuve,,,,.
D'autres éditions ont ensuite lieu aux États-Unis, au Maroc (Casablanca), en Espagne, à Singapour et au Chili,,.

### Kosmopolite Art Tour 2015

#### Organisation
Après Bruxelles en 2010, Bruxelles et Louvain-la-Neuve en 2012, le festival de graffiti et de street art Kosmopolite Art Tour revient en 2015 en Belgique pour réaliser des fresques murales collectives dans trois villes : Bruxelles (2 au 10 juillet), Louvain-La-Neuve (31 juillet au 7 août) et Alost (18 au 20 septembre),,,. L'objectif de l'édition 2015 est de créer un trait d'union entre les trois régions de Belgique,.
Au départ, il était prévu que le festival revienne à Louvain-la-Neuve en 2014 mais ce ne fut pas le cas pour des raisons budgétaires.
L'édition belge est une co-organisation entre la maison des jeunes de Louvain-la-Neuve « Chez Zelle » et le collectif de graffeurs bruxellois « Farm Prod »,,, le lien entre les deux étant Fred Lebbe, membre de « Farm Prod » et animateur de la maison des jeunes de Louvain-la-Neuve,,.
La Ville d'Ottignies-Louvain-la-Neuve octroie 18 000 € de subsides à « Farm Prod » et à « Chez Zelle » pour l'organisation du KAT 2015,.
Fred Lebbe, l'un des organisateurs, souligne que le succès de la première édition a aidé : « Quand on arrive avec un projet graffiti et qu'on négocie avec les autorités, la première réaction c'est un peu frileux, surtout si on ne connait pas la culture. Mais voilà! Le projet a été bien géré en 2012. Ils ont vu l'impact que ça avait sur la ville, le succès touristique aussi. Ça a permis d'ouvrir des portes et de travailler collectivement ». Cette opinion est partagée par Sophie Gérard, d'UCL Culture : « En 2012, le KAT avait eu un retentissement positif auprès des étudiants, des habitants et du personnel de l'UCL. Il a donné des couleurs à la ville ».
« Pourquoi revenir à Louvain-la-Neuve? J'en suis originaire. Mais au-delà de ça, c'est une ville jeune, cosmopolite et pleine de béton. Enfant, quand je voyais ces murs bétonnés, je rêvais de les mettre en couleur. De plus, avec le piétonnier, les artistes sont visibles et on peut voir leur progression. Louvain-la-Neuve est donc une ville idéale pour ce festival d'art urbain », précise encore Fred Lebbe.

La maison des jeunes de Louvain-la-Neuve « Chez Zelle », co-organisatrice du festival
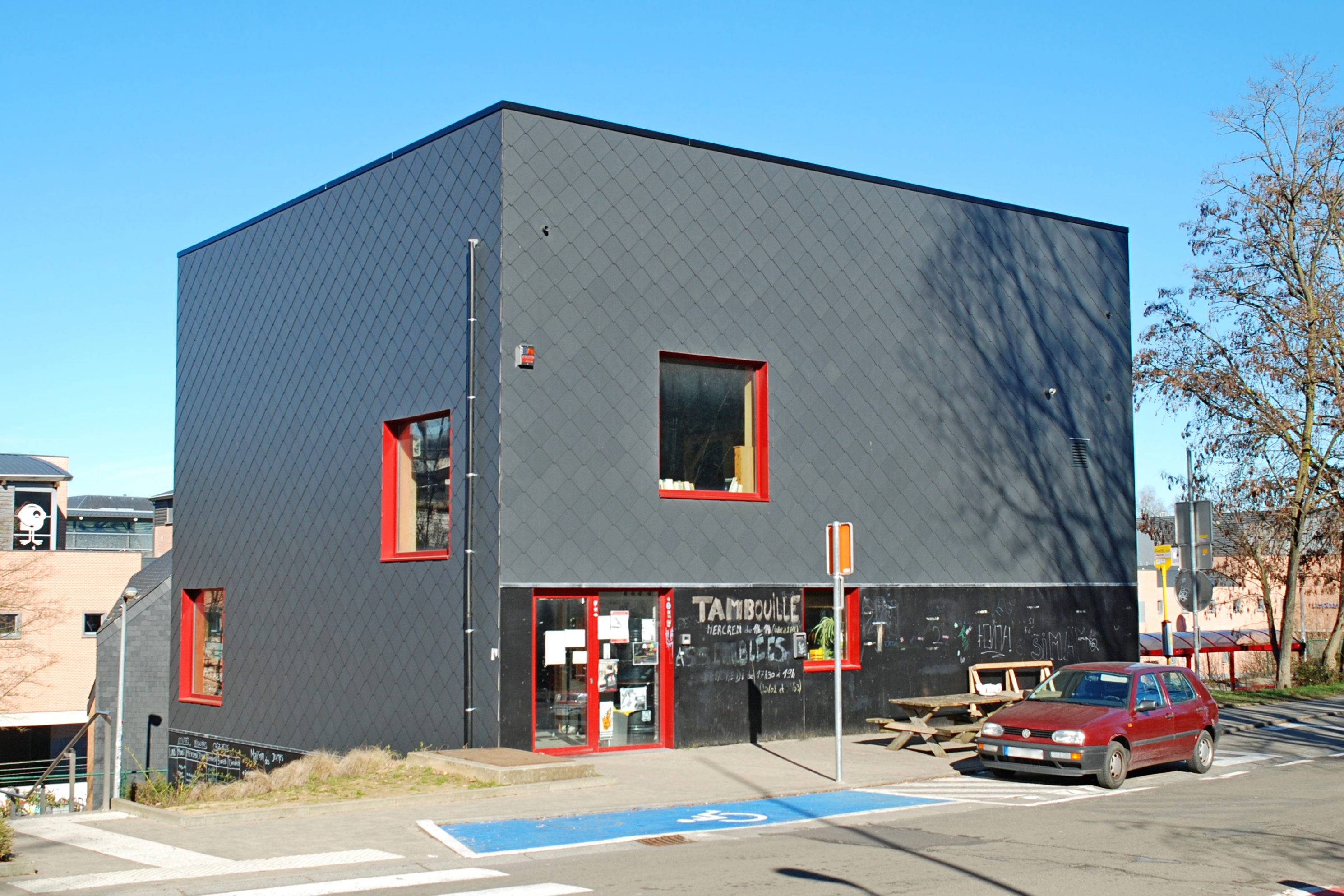
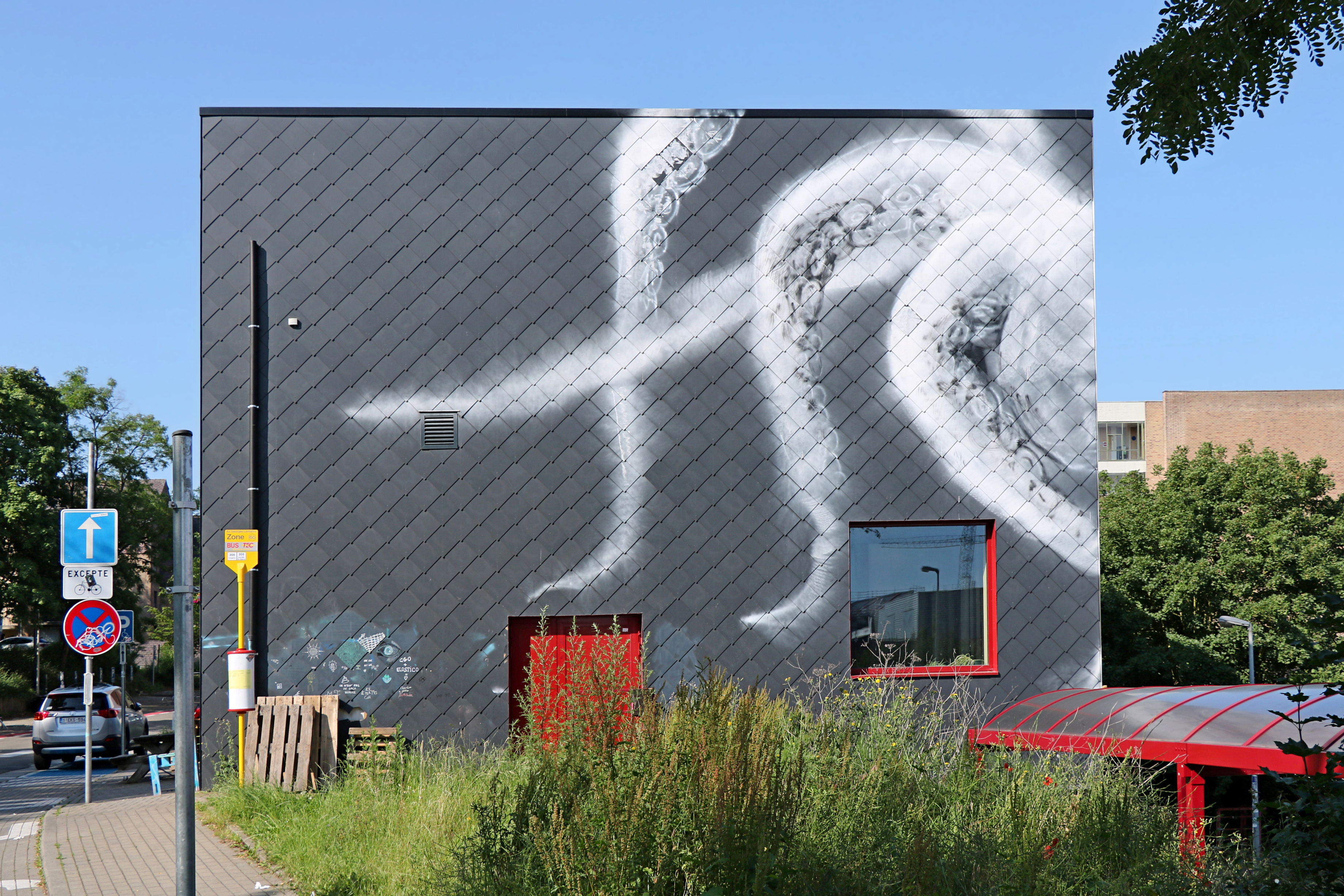
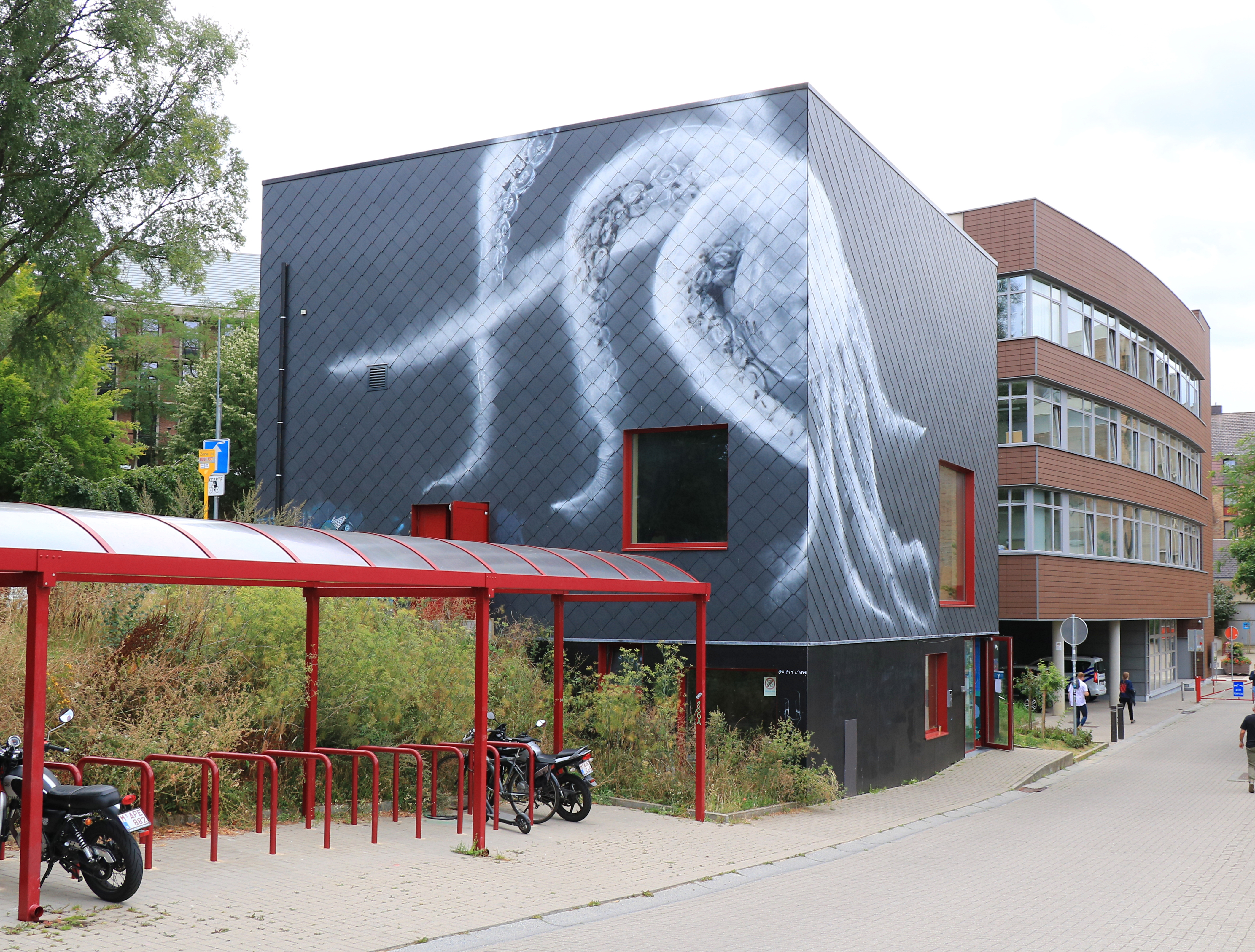

#### Artistes invités

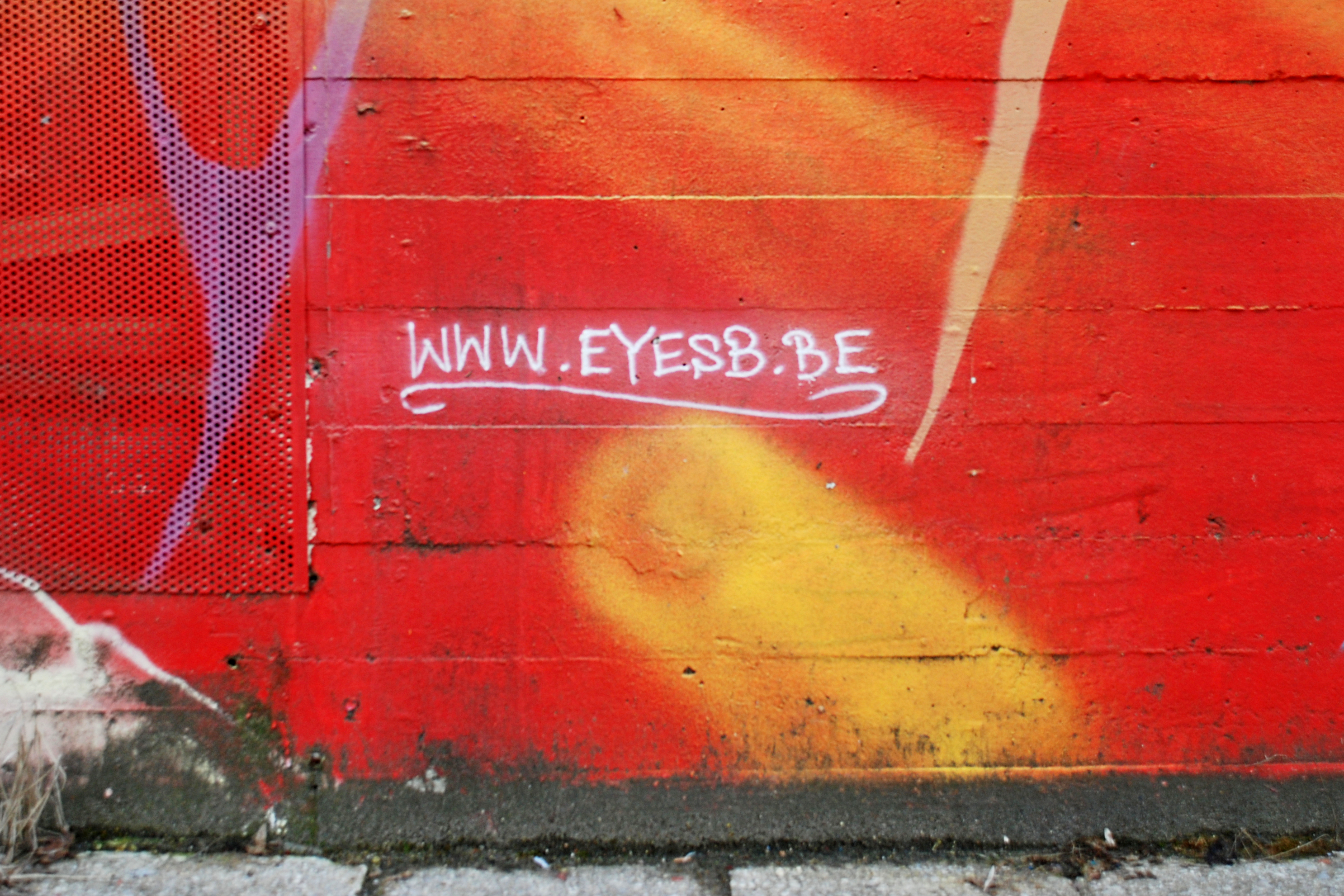
Signature d'Eyes-B.

Se prêtant mieux, selon les organisateurs, aux artistes étrangers que Bruxelles et Alost, Louvain-la-Neuve accueille une scène internationale, alors que l'édition bruxelloise est dédiée aux artistes belges.
45 artistes internationaux sont accueillis à Louvain-la-Neuve pour décorer 10 spots de la ville étudiante : Cone, Rookie, Isa Frau, Grems, Opera, Taroe, 2Shy, Delicious Brains, Tyrsa, Ilk, Norione, Horor, Nexer, Mr147, Fan Sack, Monky, Lady Alezia, Mr Cana, Pi, Samee, Fredone Fone, Damien-Paul Gal, Farm Prod, Parole, Legz, Dourone, Milu Correch, Mariela Ajras, Zësar Bahamonte, Pelucas, Bandi, Isaac Cordal, Zumi, Lady Shove, Aien, HMI, Thia, Amty, Amandine Lesay, Solid, PsoMan, CÄät, Babs, Vision, Mart Aire, Kool Koor, Popay, Remed, 3TTMan, Action, Fars, Cimer, Dogs.
Quelques artistes belges sont malgré tout présents : Eyes-B, Arno 2bal et Brisk.

Signatures de graffeurs
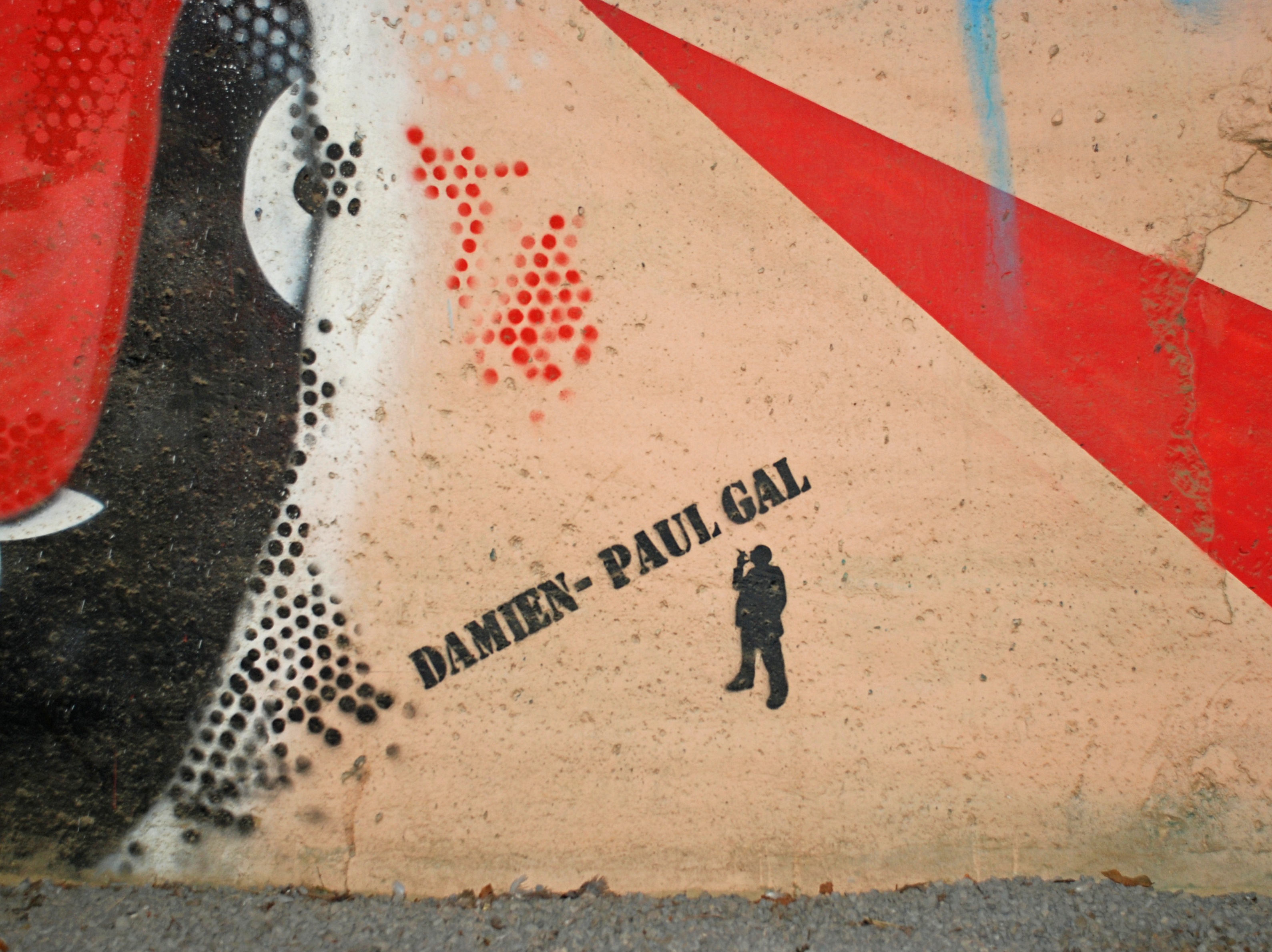
Damien-Paul Gal.
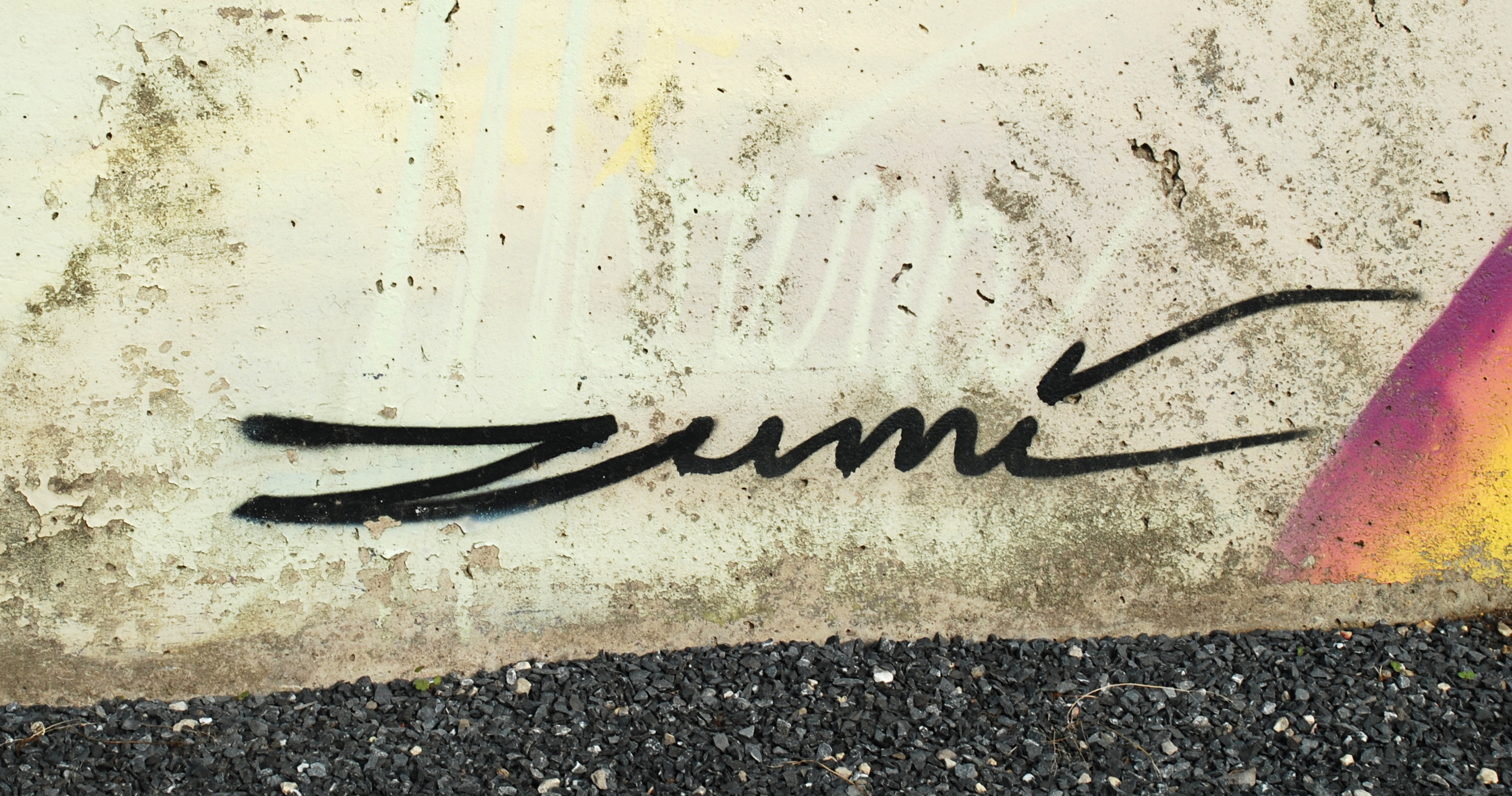
Marina Zumi.
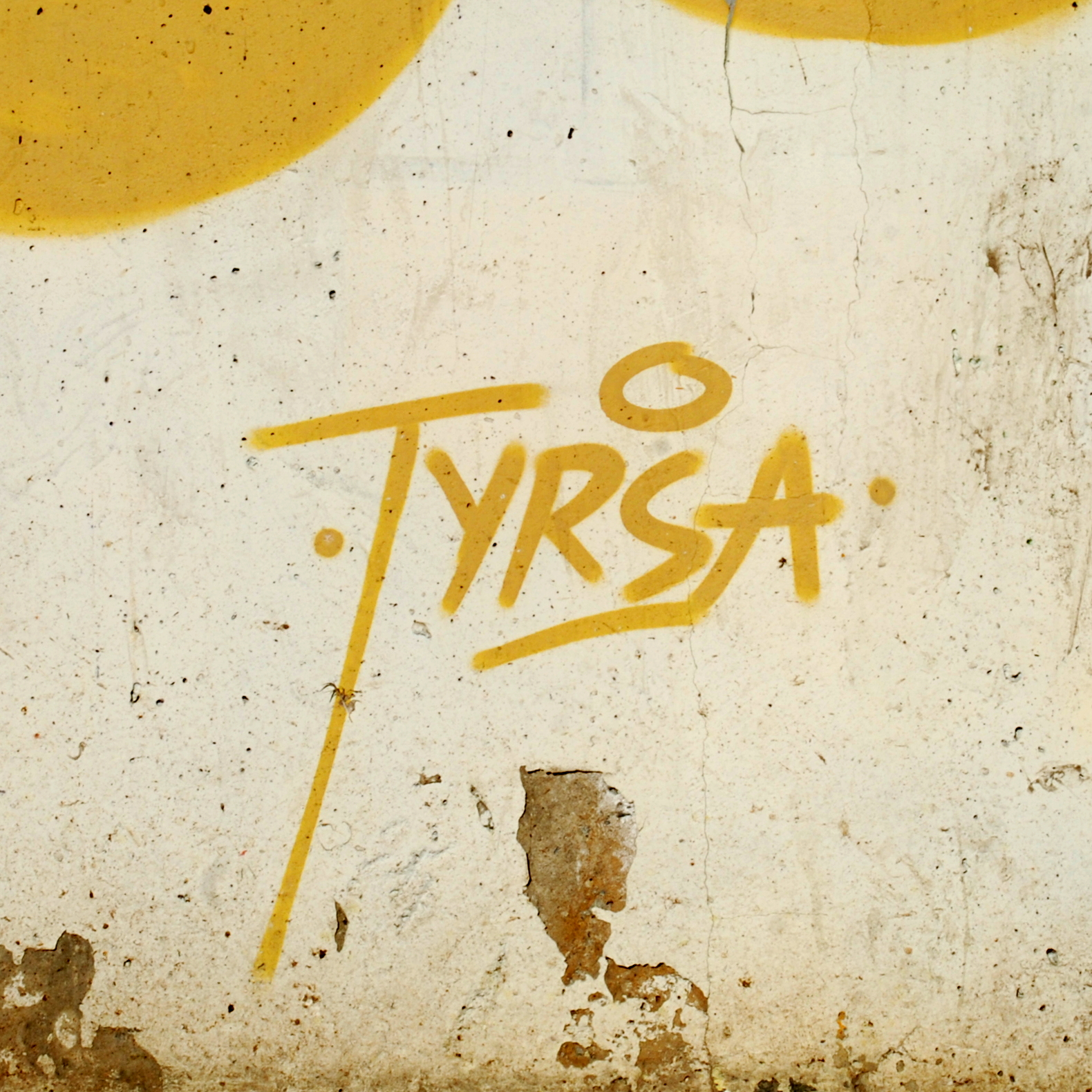
Tyrsa.
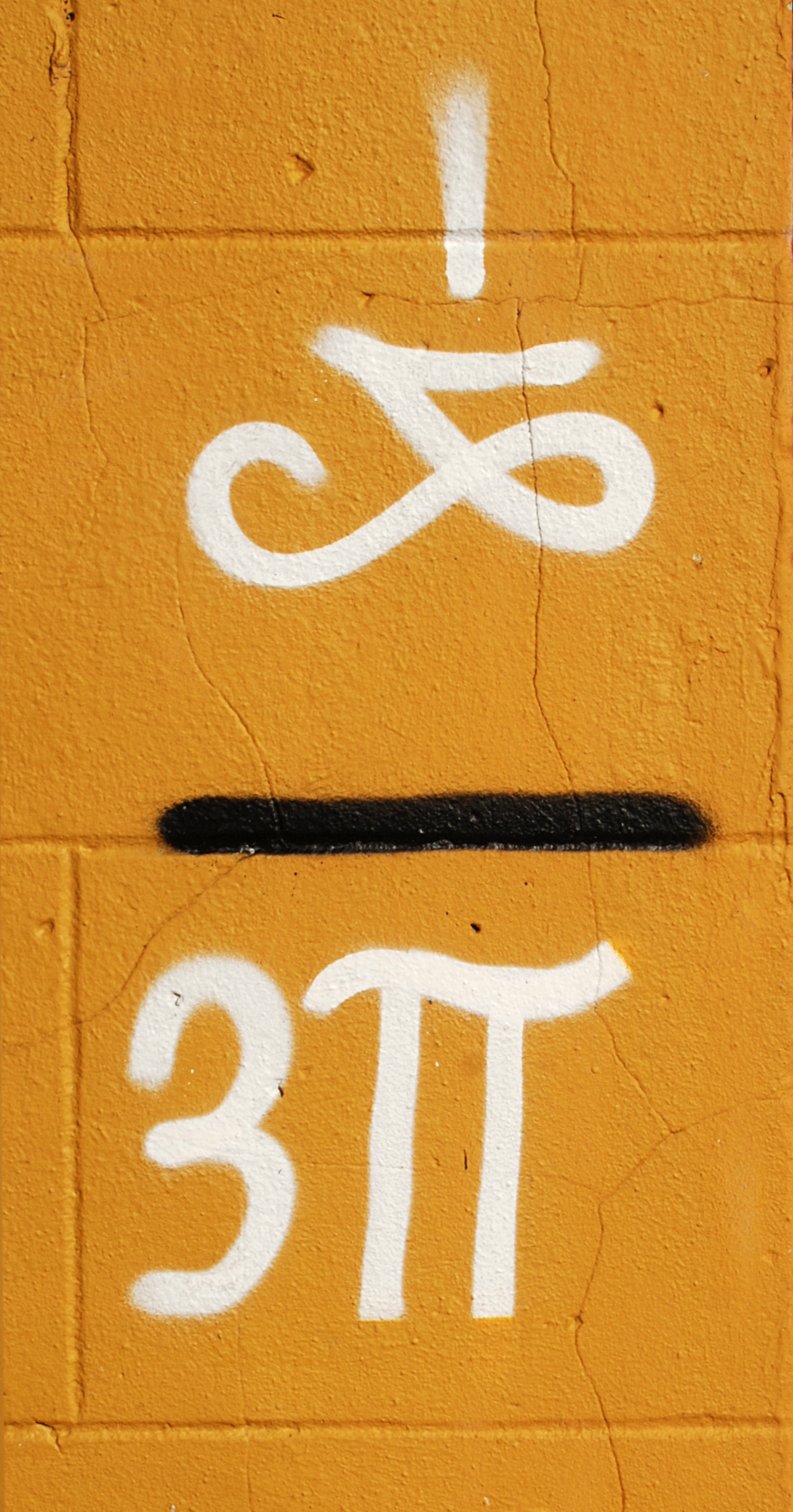
3TT.

#### Promotion des fresques collectives
Le site de Kosmopolite souligne que « la création de fresques murales collectives par des artistes de cultures et d'univers picturaux différents constitue un des points incontournables de la manifestation ». Le journal le Vif précise : « Alors que le milieu du street art invite souvent un seul artiste à s'exprimer sur « son » mur, les organisateurs du K.A.T. ont voulu insister sur la notion de partage et de collaboration », en attribuant un même mur à plusieurs artistes.

#### Lieux concernés
Les graffeurs réalisent des fresques murales sur 3 000 m2 de murs, stratégiques de la cité universitaire : à hauteur de la gare, du boulevard de Wallonie, du parking du Sablon, de la gare des bus, de la place Raymond Lemaire, du boulevard André Oleffe, de la rue des Liégeois, de la place des Brabançons et du parking des Sciences.
Lors de l'édition 2015, d'anciennes fresques de l'édition 2012 sont recouvertes par de nouvelle créations, notamment celles des quais de la gare et la moitié de celles du parking du Sablon,. Comme le souligne Fredd Lebbe, organisateur du festival : « Est-ce dommage ? Non, il faut rafraîchir ces murs très exposés. De plus, les artistes savent que leur art est éphémère. Ils ont l'habitude que leurs fresques soient recouvertes après un certain temps ».

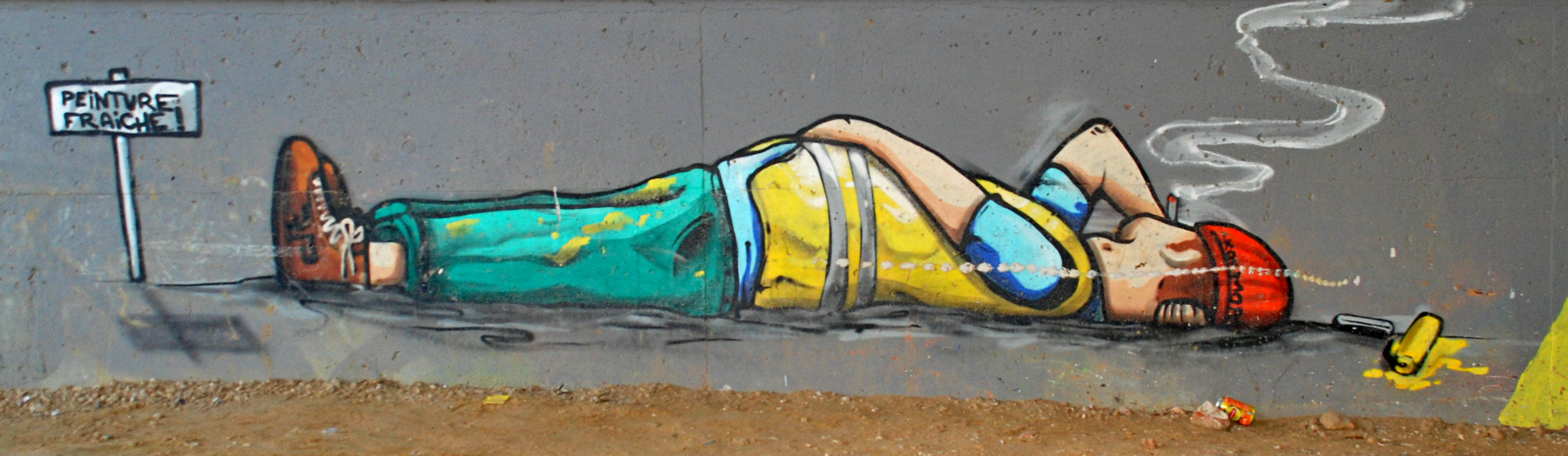
Le repos du graffeur (boulevard de Wallonie, le long de la gare).

#### Logo Kosmopolite
Le logo du festival Kosmopolite est un cube découpé en forme de K, dont l'angle gauche présente une coulée de peinture.
Ce logo était déjà représenté sur plusieurs fresques du Kosmopolite Art Tour 2012, comme sur la passerelle de la rue des Wallons et sur le parking du Sablon où on le retrouve deux fois à quelques mètres de distance : porté par un ourson sur la fresque de Zumi et peint sur un petit drapeau tenu par les doigts griffus du personnage « Narvaland ». 
Il est ensuite repris sur certaines fresques du Kosmopolite Art Tour 2015 : on le retrouve peint plusieurs fois sur le théâtre Jean Vilar et sur un garde-fou dans ses environs immédiats par Damien-Paul Gal, mais aussi sous les escaliers de la gare par Brisk.

Logo Kosmopolite
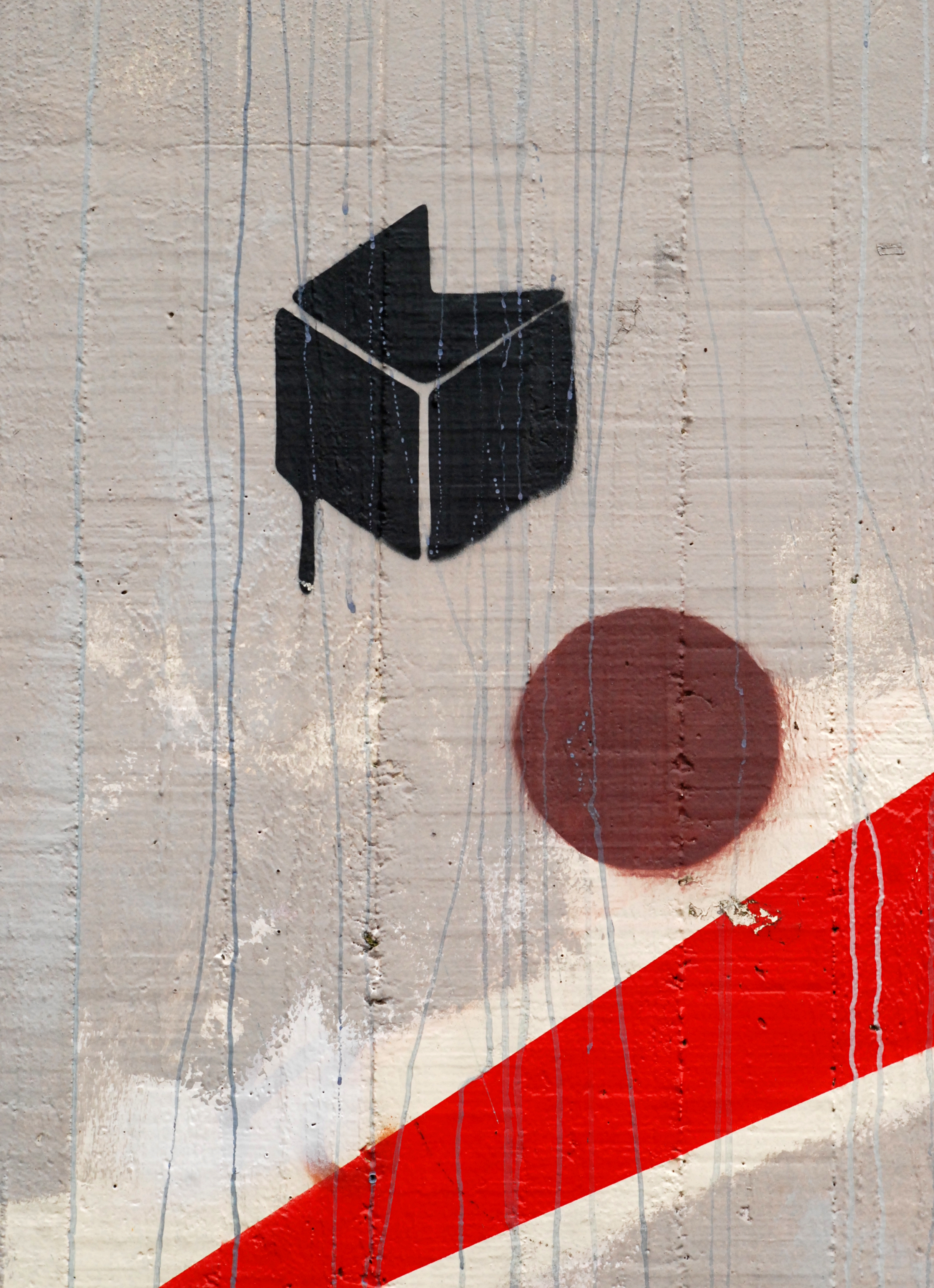
DP Gal.
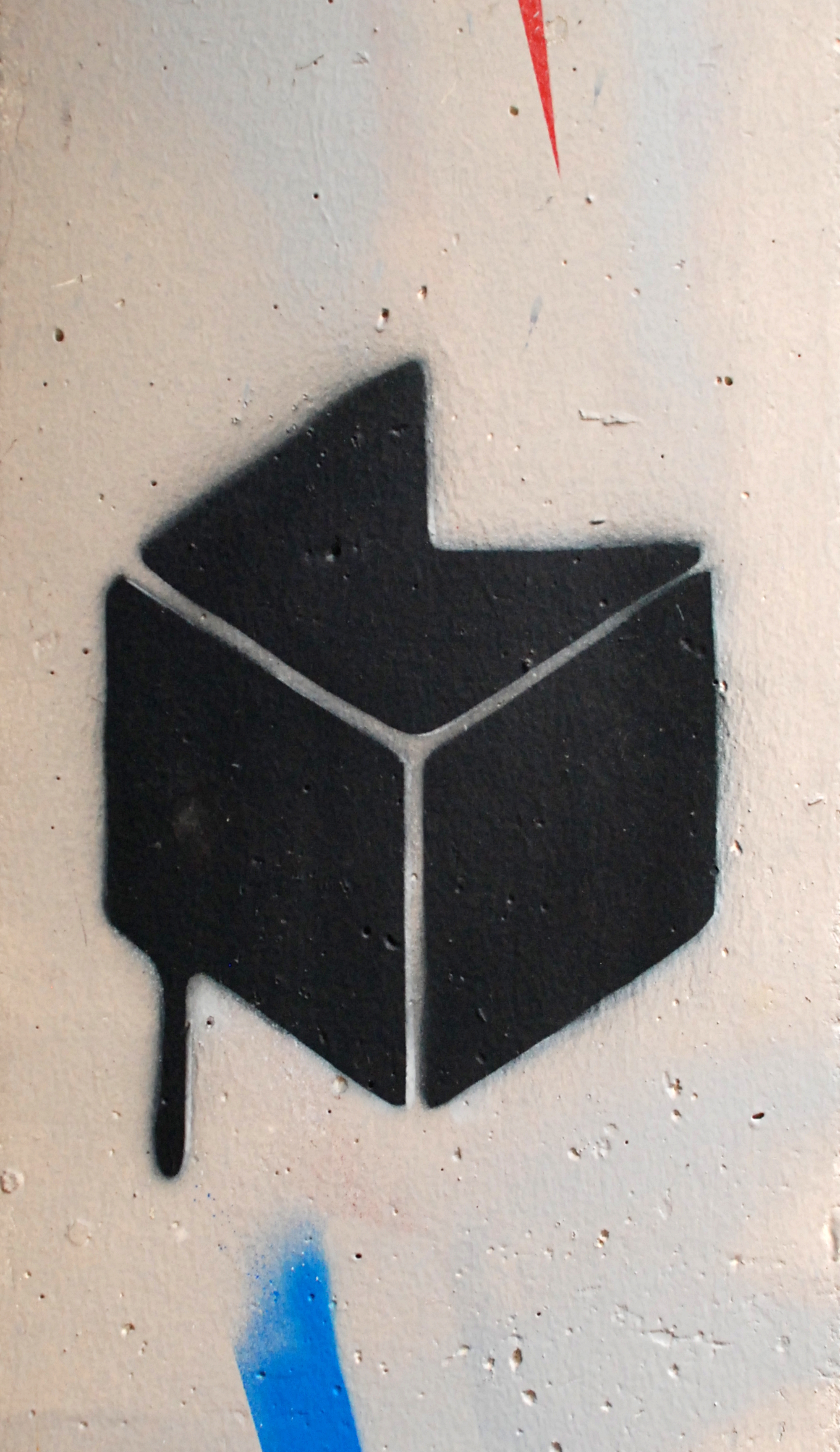
DP Gal.
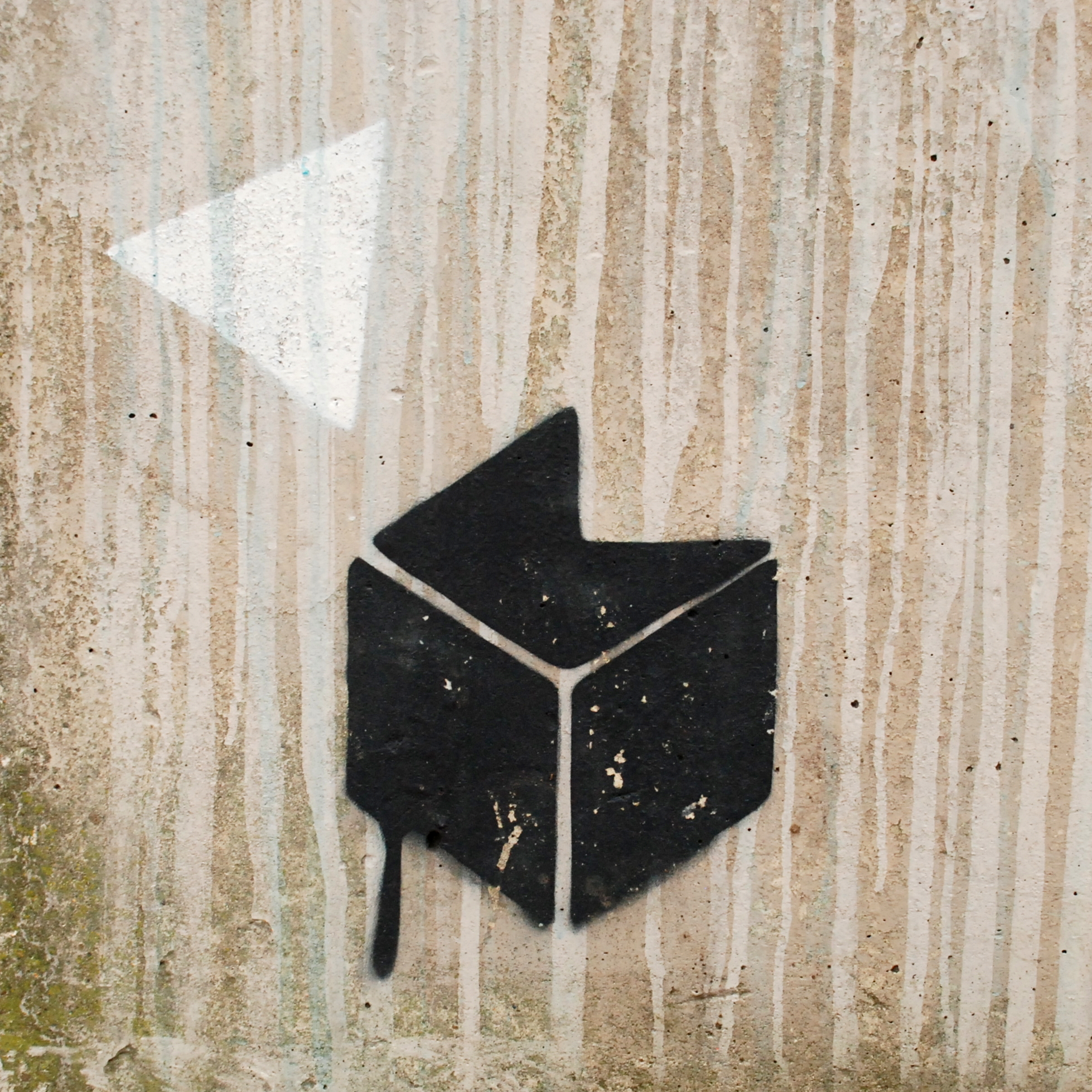
DP Gal.
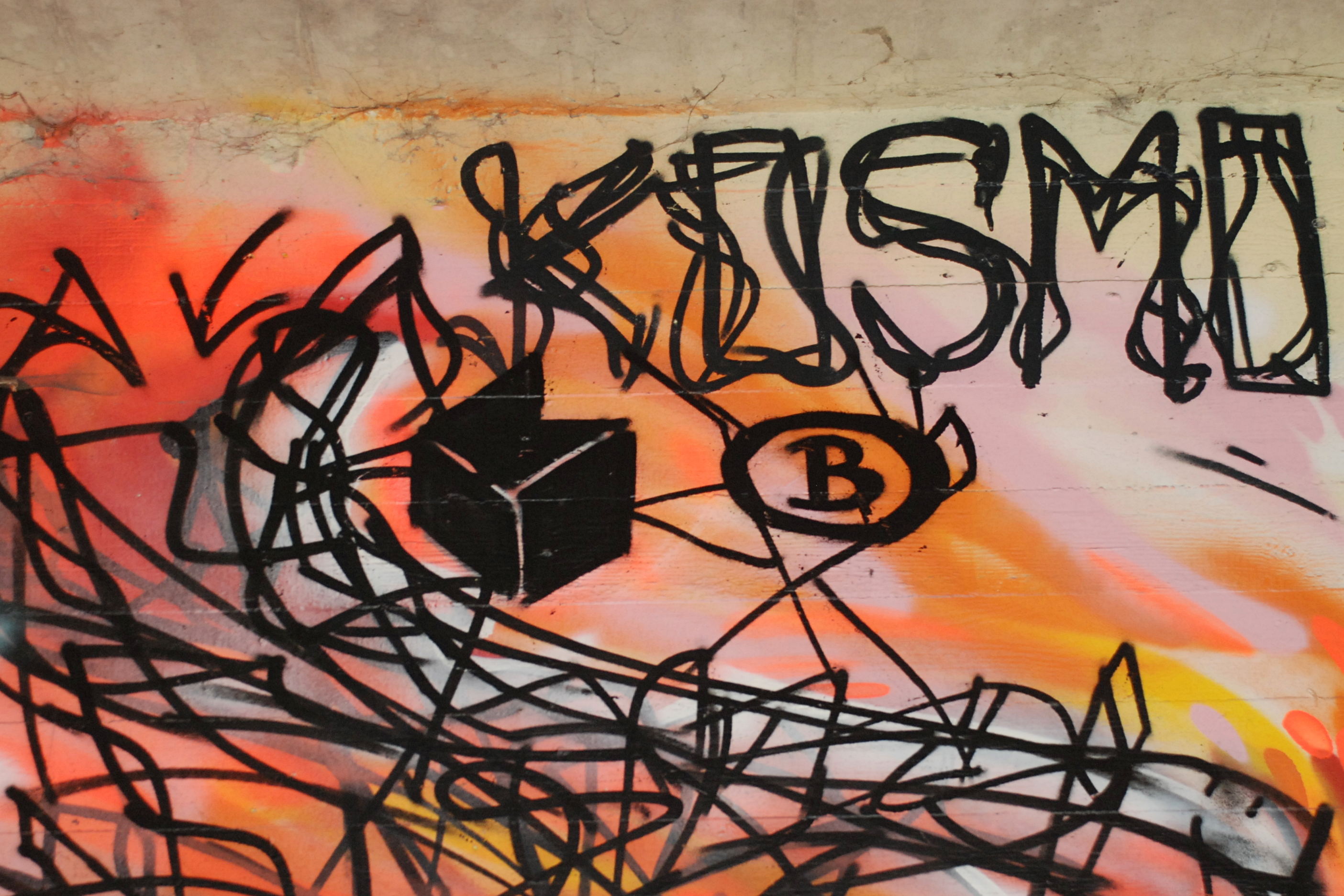
Brisk.

## Support des fresques
Louvain-la-Neuve est une ville très représentative de l'architecture brutaliste, caractérisée par des surfaces de « béton brut » qui présentent une texture héritée du bois de coffrage, le béton « brut de décoffrage »,, gardant la marque des planches de bois qui ont servi au moulage, leurs veinures ainsi que leurs lignes de jointure.
Un grand nombre des fresques du Kosmopolite Art Tour 2015 à Louvain-la-Neuve sont peintes sur ces surfaces de « béton brut » comme, par exemple, la tour en béton et l'escalier de secours secondaire du Théâtre Jean Vilar, le parapet, les ascenseurs et les escaliers de la gare, la fresque de la place Galilée ou encore la minuscule fresque du Collège Jacques Leclercq.
Mais d'autres fresques sont réalisées sur du béton lisse comme, par exemple, celles du quai de la gare, de la place Raymond Lemaire et de la gare des bus, voire sur un support métallique comme celles de la passerelle du chemin des Lorrains ou de l'Anneau central.

## Réalisations

### Les statuettes d'Isaac Cordal

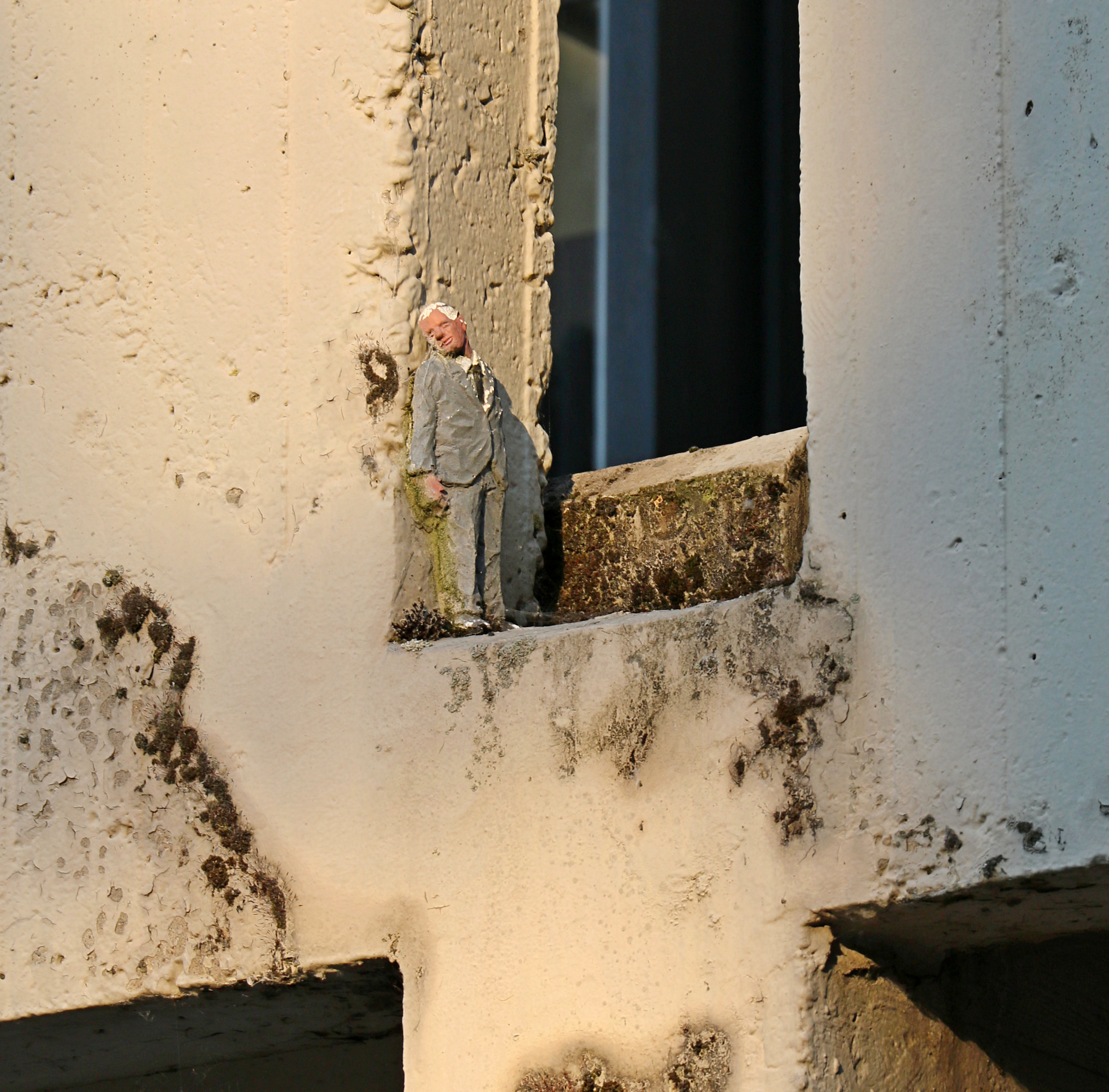
Collège Jacques Leclercq
Place Montesquieu.

Bien que consacré presque entièrement aux peintures murales, le festival Kosmopolite Art Tour 2015 accueille également les statuettes du sculpteur espagnol Isaac Cordal.
Isaac Cordal est un artiste espagnol né en 1974 à Pontevedra, où il étudie la sculpture à l'université des Beaux-Arts, avant de suivre une formation de cinq ans à l'école Canteiros, un établissement spécialisé dans les métiers de la pierre,,.
Ses petites figurines humaines de 15 cm environ, fabriquées en béton ou en résine polyuréthane, peuvent être trouvées à Londres, Berlin, Paris, Barcelone, Milan, Malmö, Bogota, Nantes, Vienne, Bruxelles,,, et Louvain-la-Neuve. Elles représentent souvent un homme en costume gris clair, à l'allure de fonctionnaire anonyme, placé sur une façade en équilibre sur une corniche, un boîtier électrique, un câble électrique, un tuyau ou un bord de fenêtre,, et illustrent la routine de la société actuelle et l'absurdité de notre existence.
À Louvain-la-Neuve, Isaac Cordal installe une vingtaine de ces petites statuettes à plus de 3 mètres de hauteur dans des endroits insolites. Il en installe, entre autres, une au balcon du Collège Jacques Leclercq à la place Montesquieu, une dans la rue Montesquieu sur le côté du cinéma de la Grand-Place, deux à la place Agora, une à l'angle de la Grand-Rue et de la place Rabelais, deux sur les façades de la Traverse d'Ésope, une au no 45 de la rue du Sablon, trois le long de la voie des Hennuyers près de la gare  et une sur la façade des Halles universitaires. Mais ces statuettes disparaissent au fil des années.

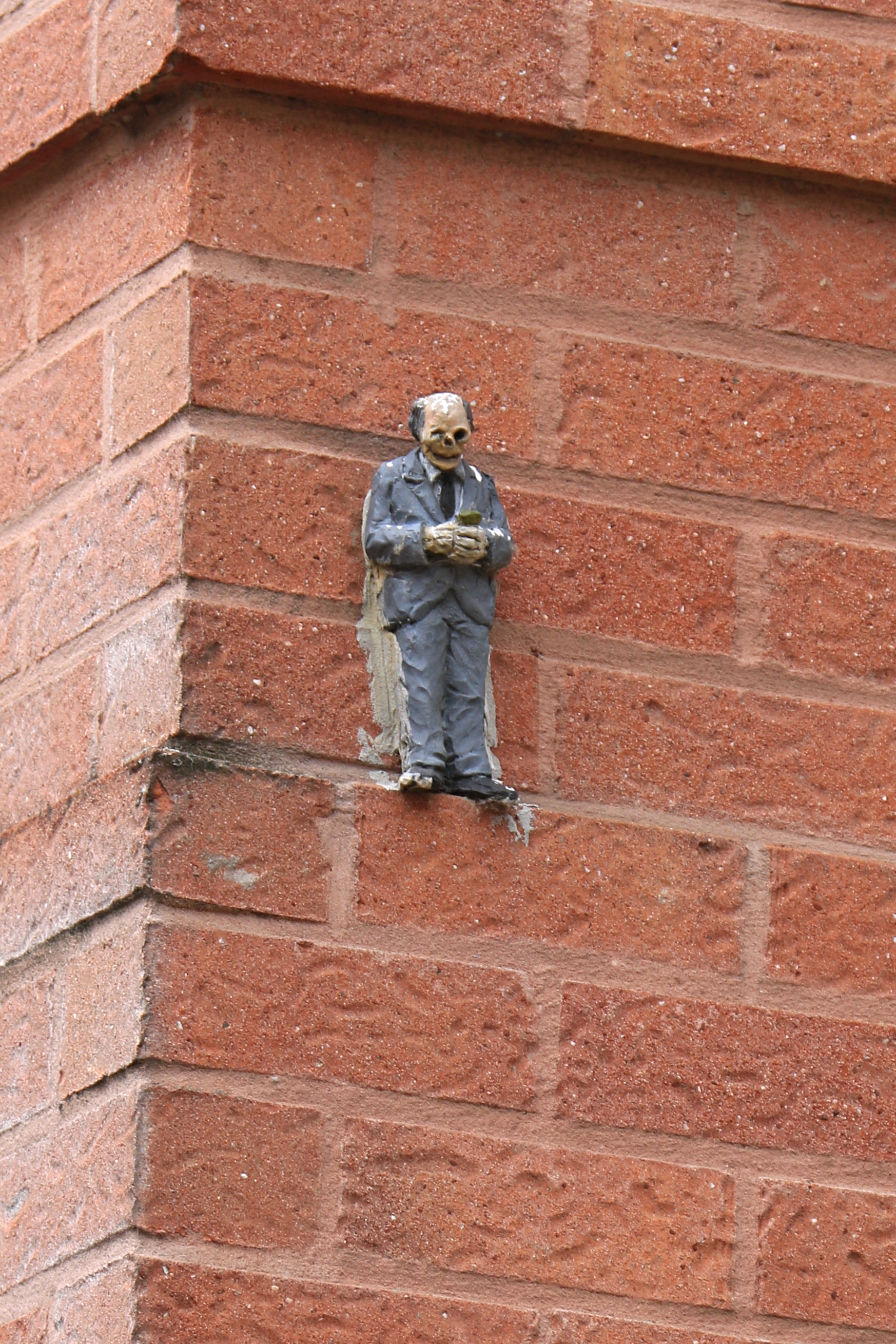
Cinéma.
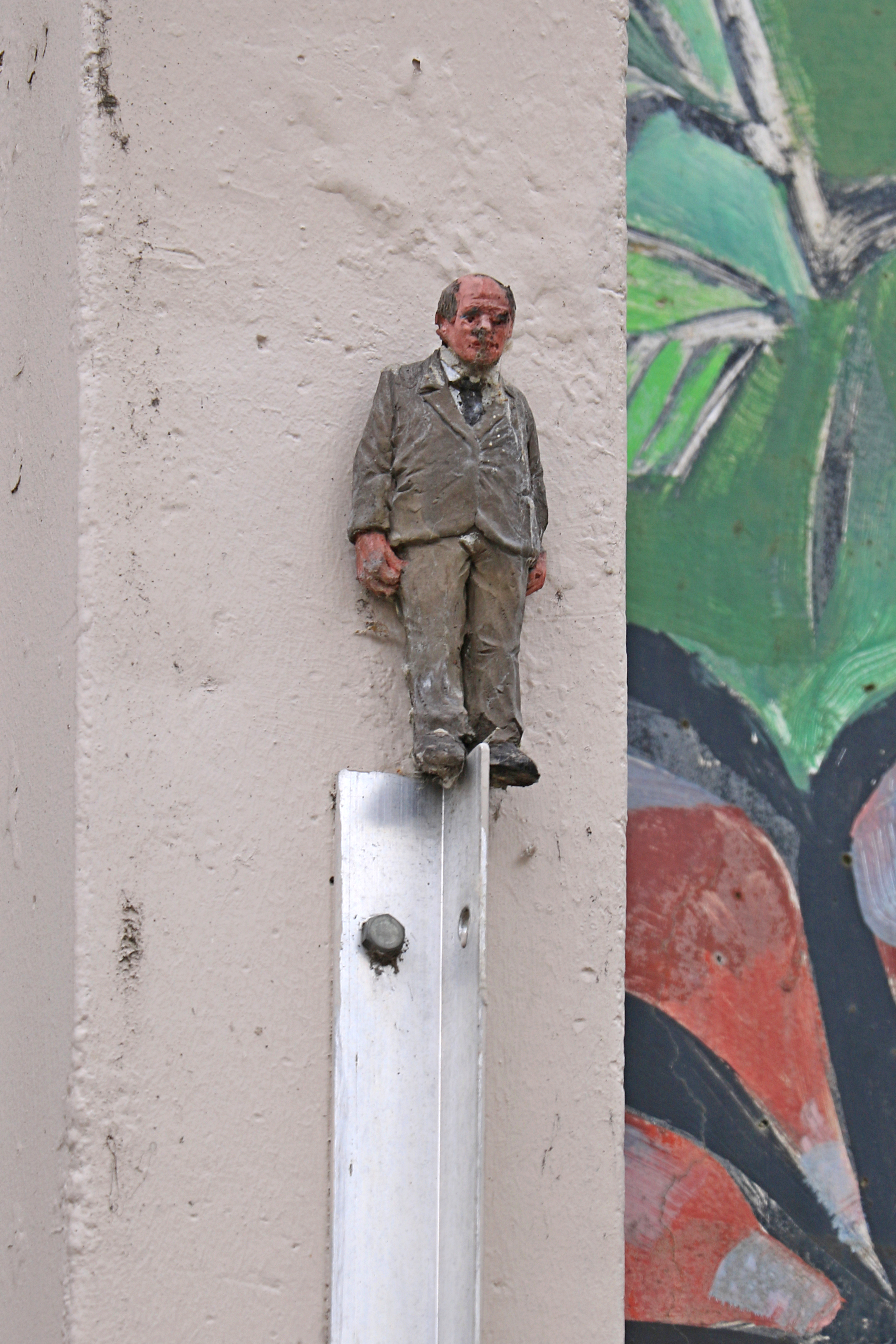
Agora.
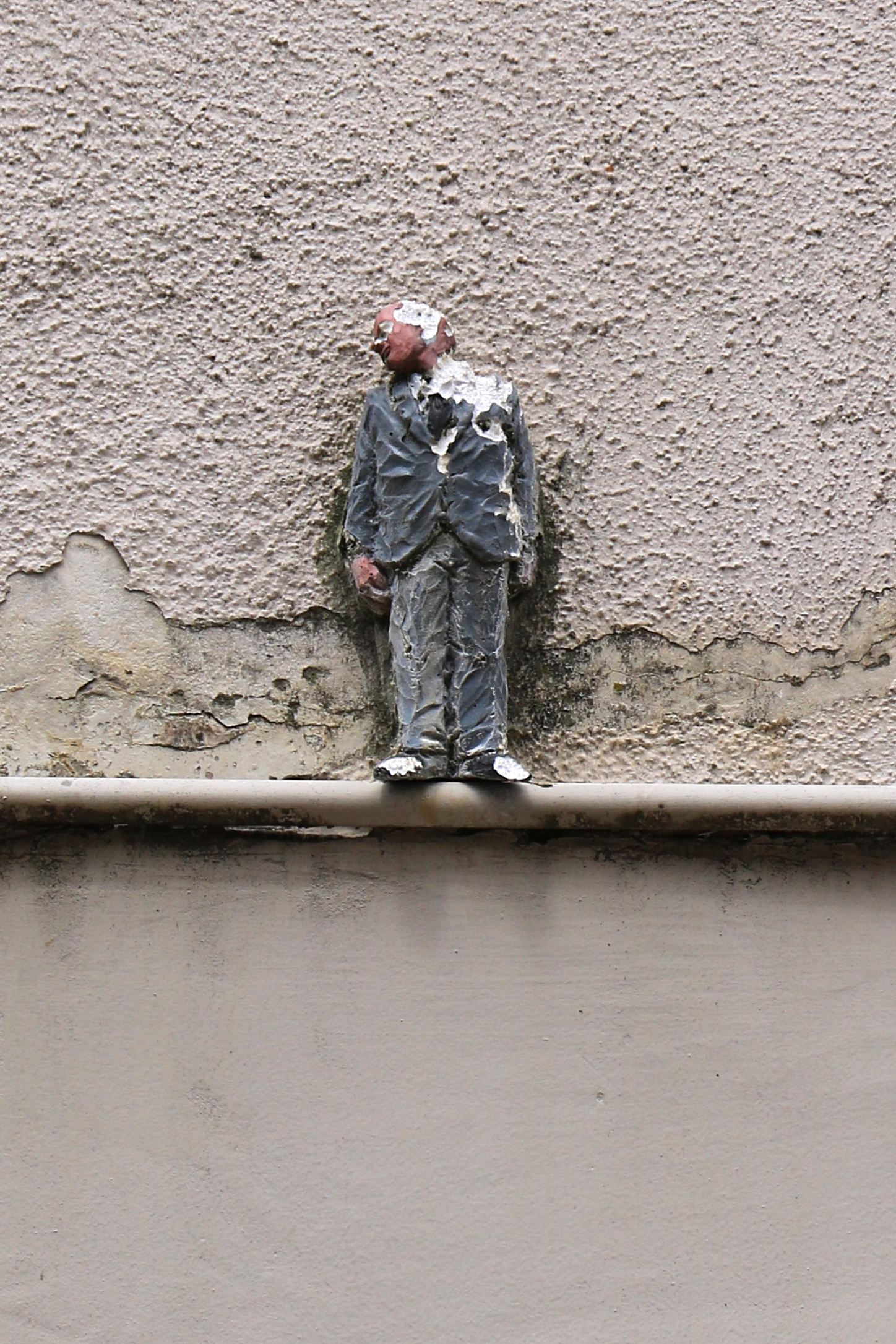
Agora.
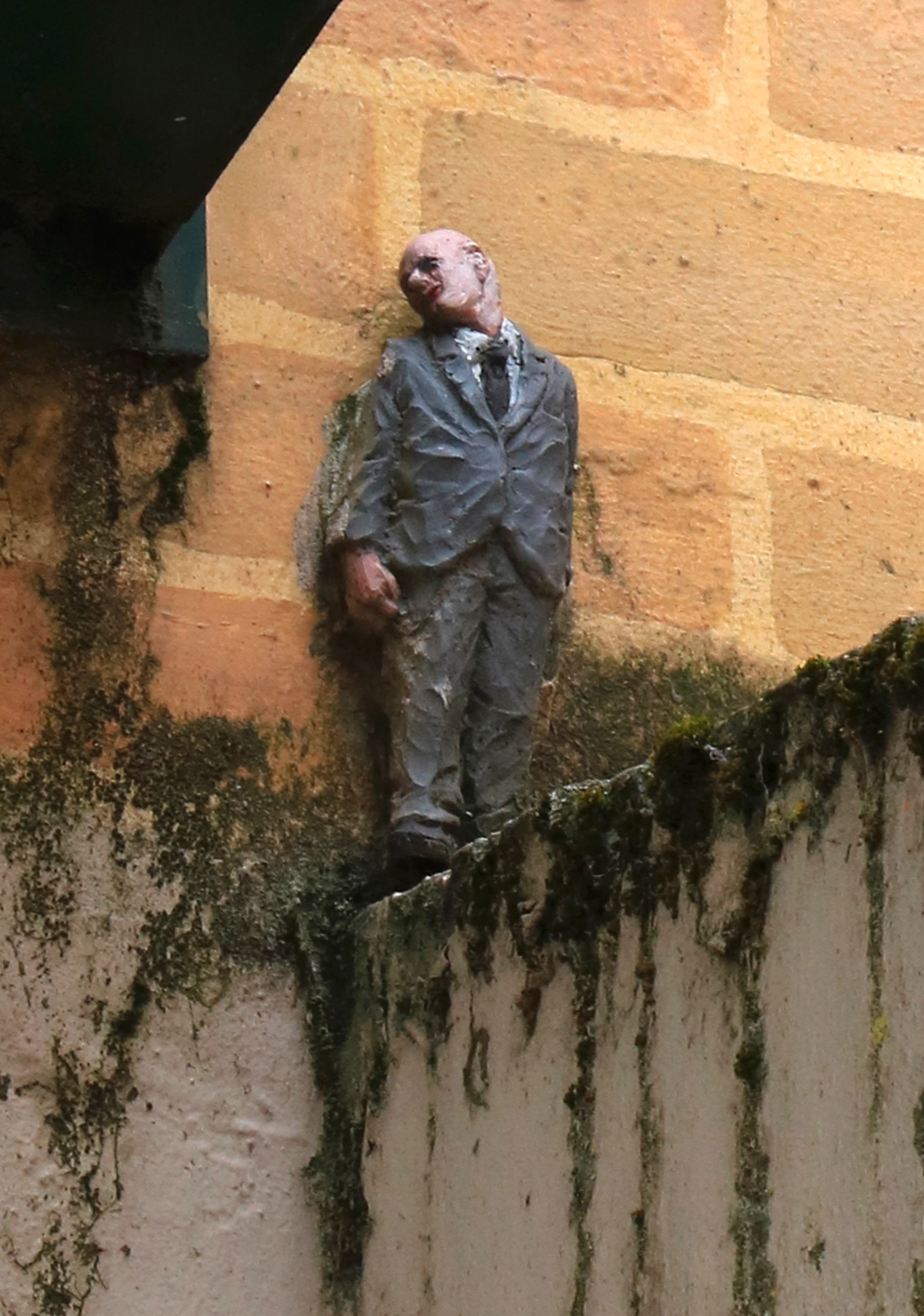
Grand-Rue.
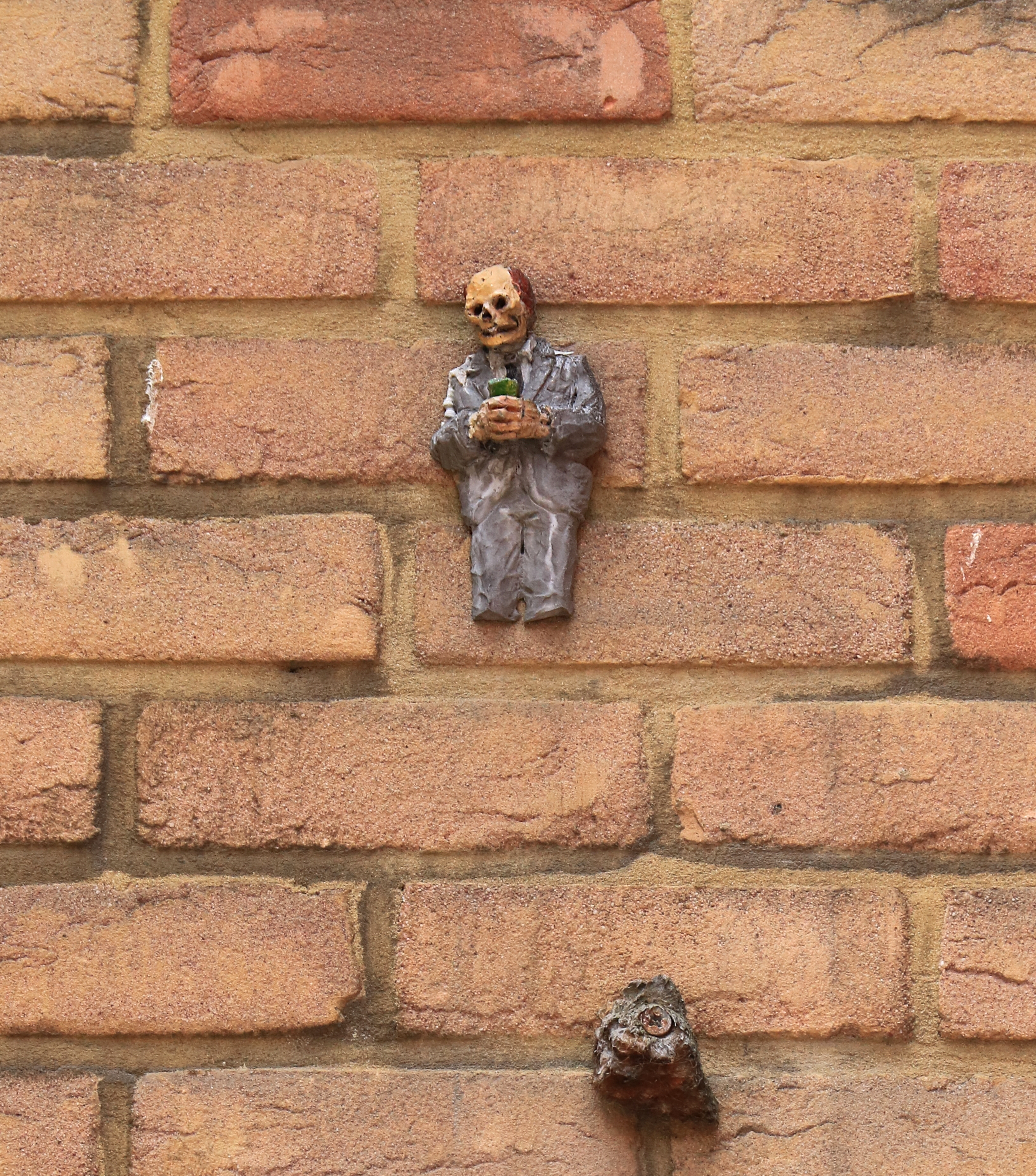
Rue du Sablon.
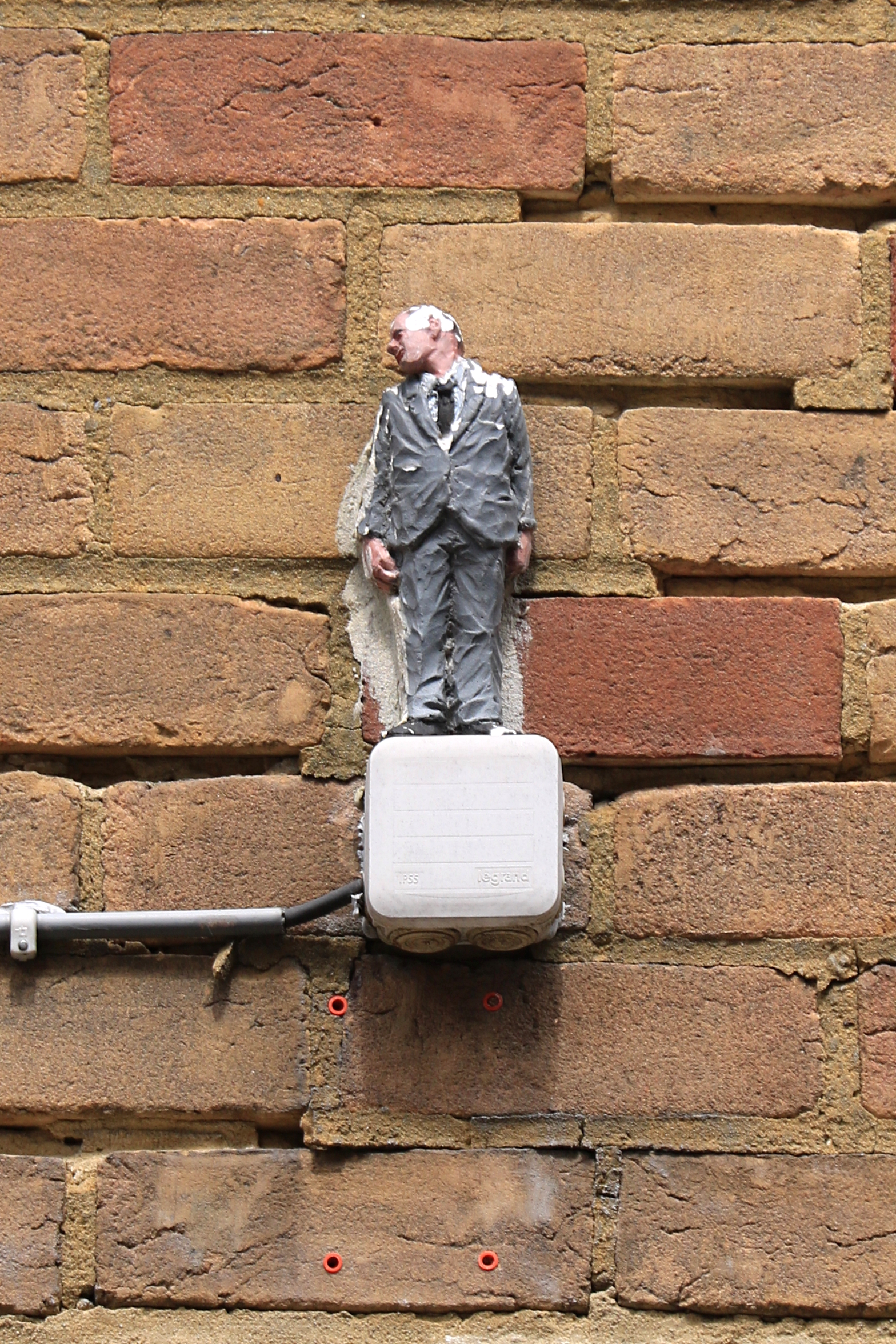
Traverse d'Ésope.
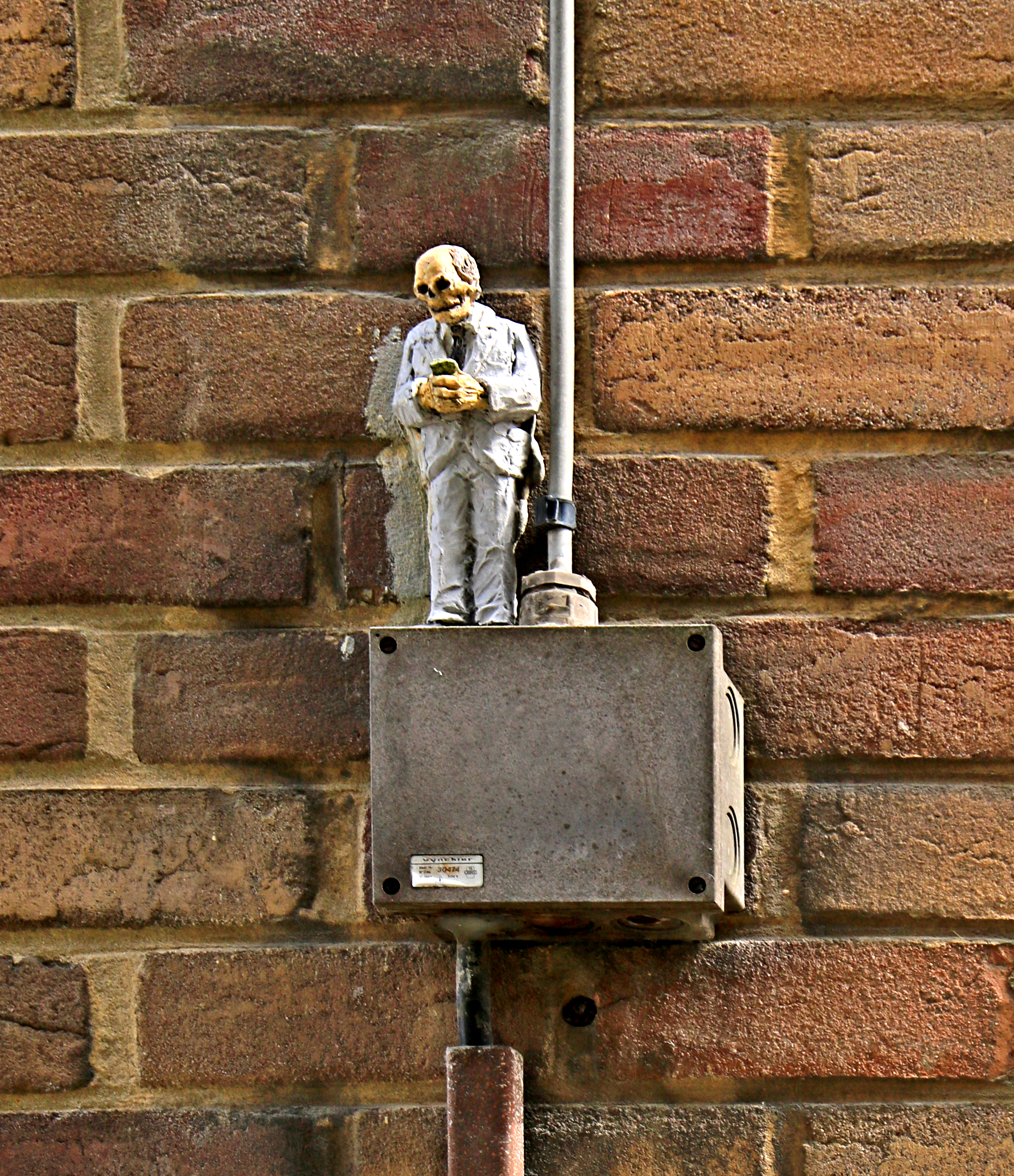
Voie des Hennuyers.
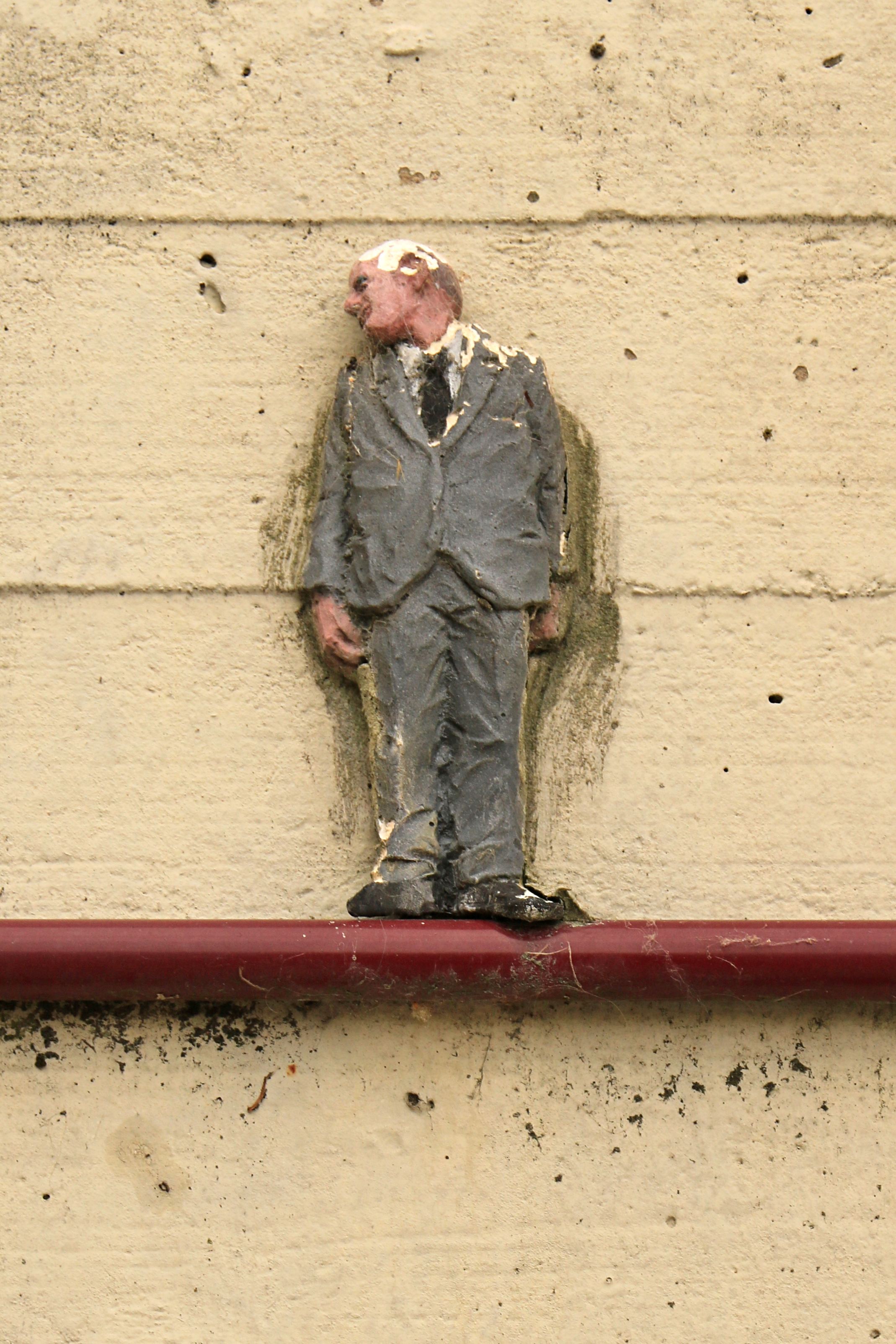
Voie des Hennuyers.
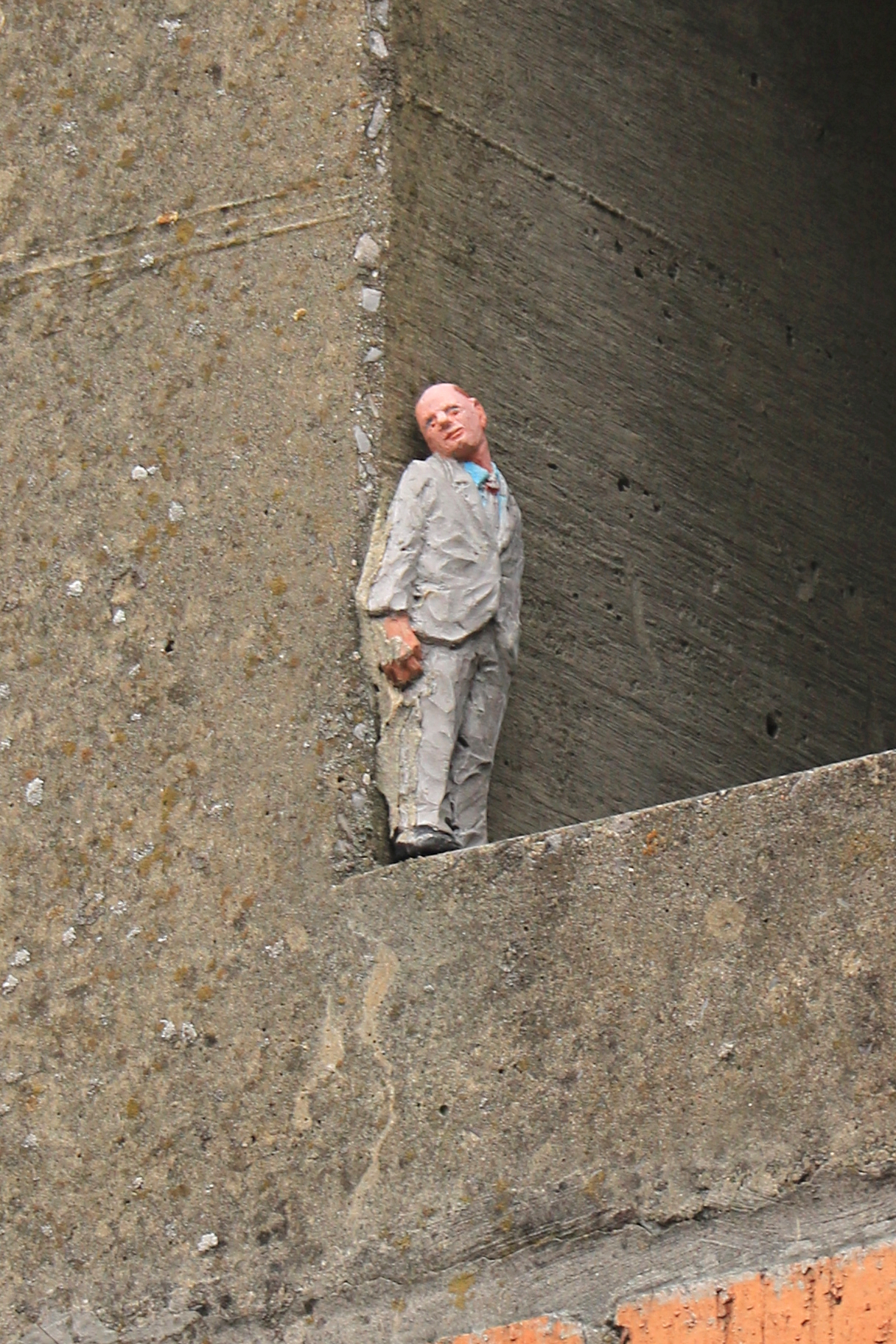
Voie des Hennuyers.

### Place Raymond Lemaire

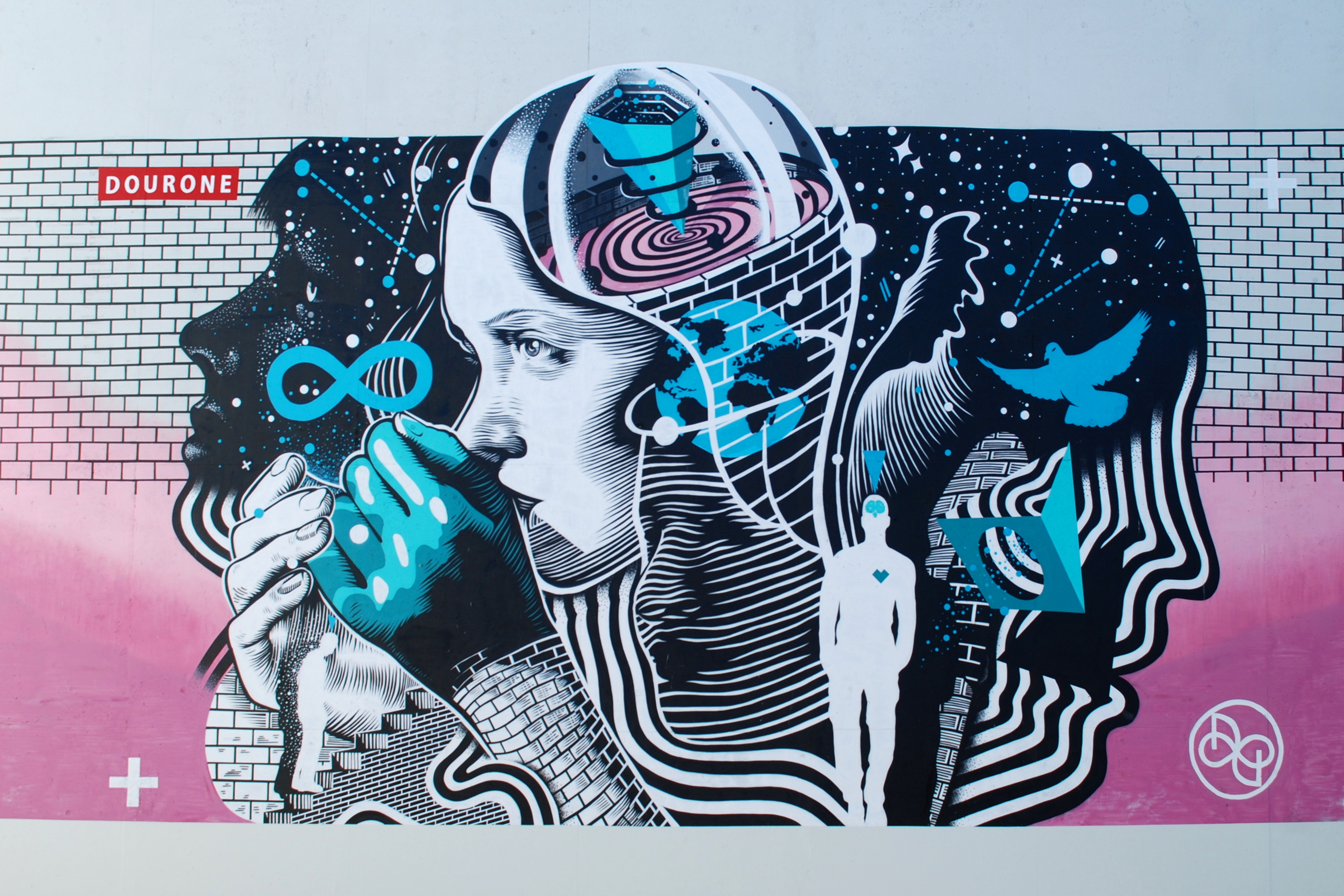
Fresque de Dourone et Élodie.

La place Raymond Lemaire, située entre la Grand-Place et l'Aula Magna, est ornée de trois grandes fresques, dont la première est la Tour Infinie réalisée en 2010 (donc bien avant le KAT 2015) par le dessinateur de bande dessinée François Schuiten.
Les deux autres fresques ont été réalisées par le Kosmopolite Art Tour 2015. 
La première de celles-ci, réalisée au pinceau et pas à la bombe, représente deux femmes dos à dos et est l'œuvre des artistes argentines Mariela Ajras et Milu Correch, originaires de Buenos Aires,. Les deux jeunes artistes ont bénéficié d'un des plus grands murs proposés lors du Kosmopolite Art Tour 2015. « À la base, on avait l'idée de peindre un couple. Mais finalement, j'ai pris des photos de deux amies, une Portugaise et une Espagnole, qui servent de modèles », explique Milu Correch. Pour Mariela Ajras, cette fresque « est le symbole de la tempérance, une bonne valeur ».
La seconde fresque du Kosmopolite Art Tour 2015 sur la place Raymond Lemaire, aux couleurs plus froides, occupe un mur de 9 mètres de haut sur 20 mètres de large,. Elle est l'œuvre des graffeurs Dourone et Élodie. Dourone est un graffeur espagnol du nom de Fabio Lopez qui a commencé à faire des graffitis en 1999 à Madrid et qui a commencé à faire équipe avec Elodieloll en 2012. Dourone décrit son mur en ces termes : « Il fait entre 8 et 9 mètres de haut. Notre travail se compose de nombreux petits éléments : des constellations, des visages cachés, le signe de l'infini… Je ne veux pas trop en dire pour que les gens fasse leur propre interprétation ». La fresque est signée « Dourone », en haut à gauche et affiche son logo en bas à droite.

Fresque de Mariela Ajras & Milu Correch
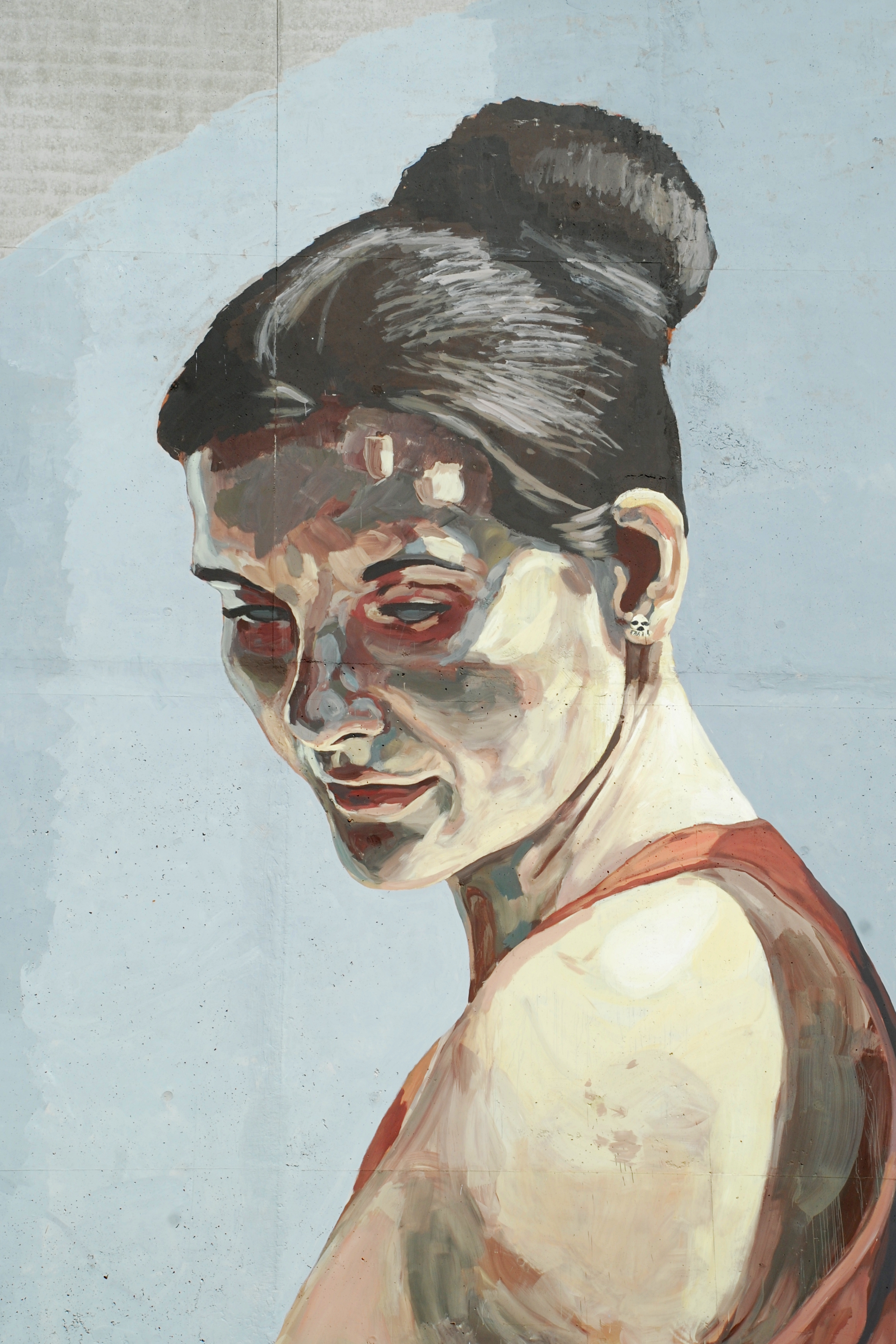
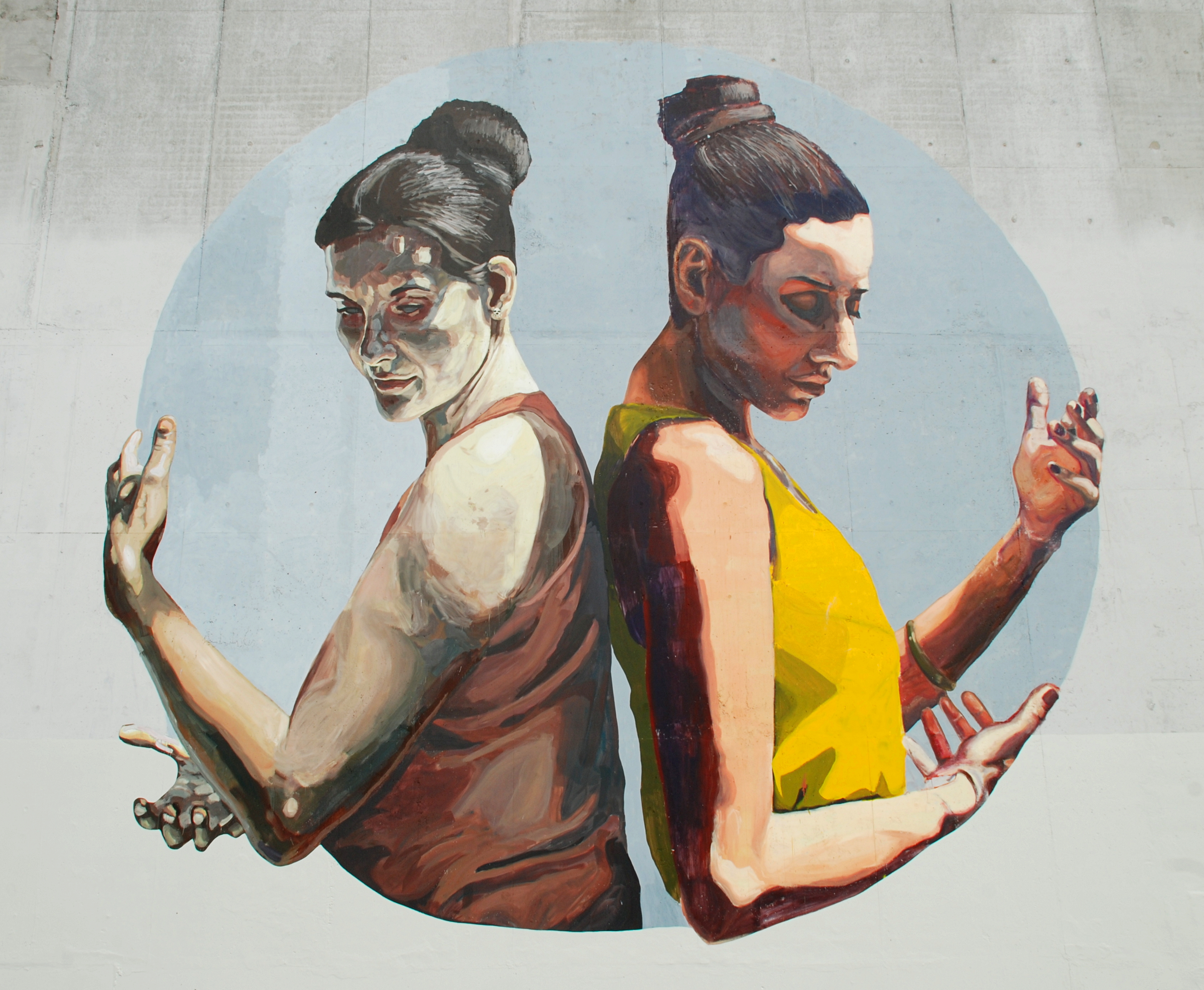
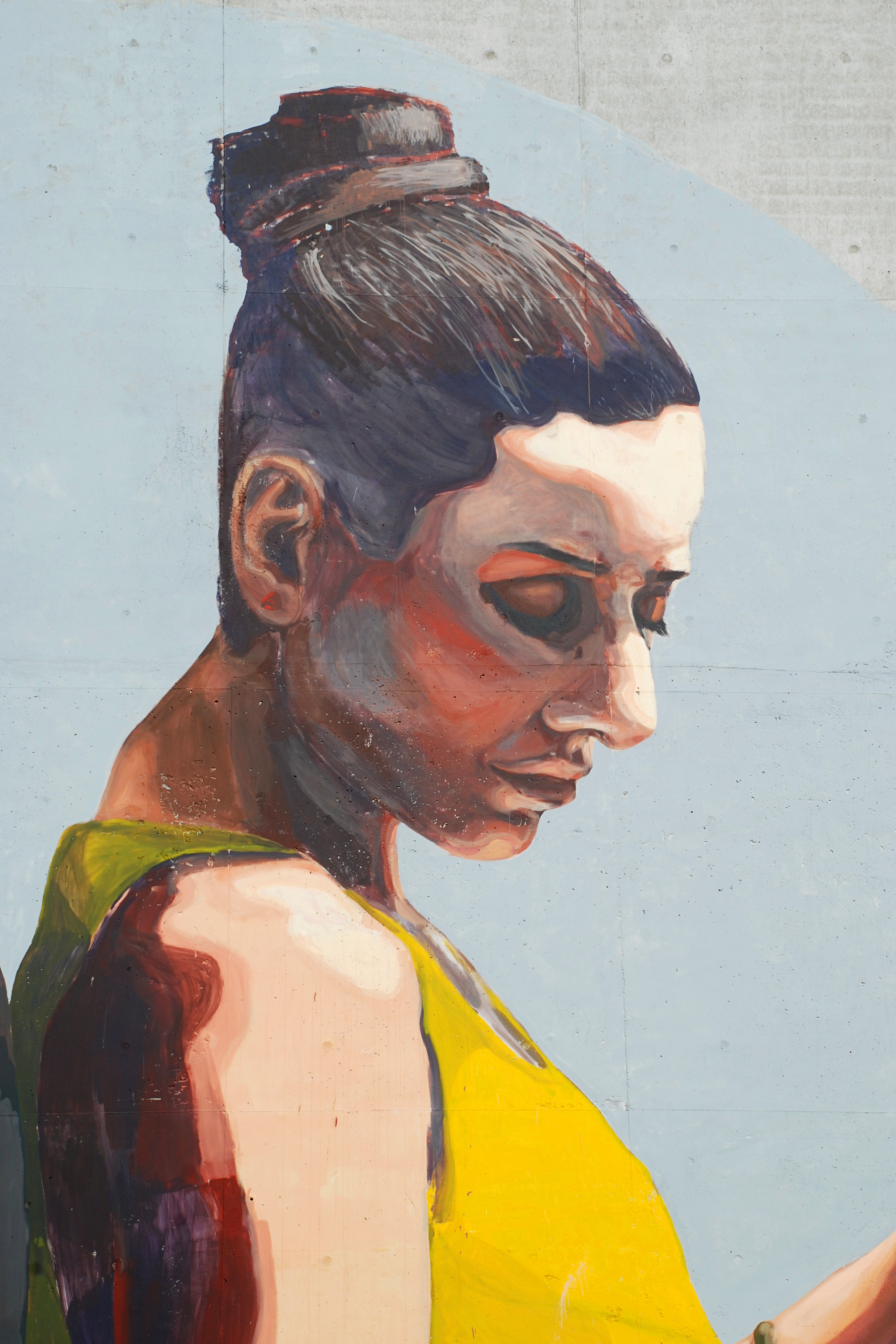

### Théâtre Jean Vilar

#### Peintures murales de Damien-Paul Gal
Dans le cadre de ce Kosmopolite Art Tour 2015, le graffeur Damien-Paul Gal a orné la tour en béton du Théâtre Jean Vilar de peintures murales (qui ont été recouvertes de peinture blanche en avril 2019).
Damien-Paul Gal, également surnommé DPG, est un artiste de street art et plasticien français né en 1976 en Bretagne et établi à Bruxelles depuis 2003,. En dehors du street art, ce plasticien adepte de la récupération réutilise dans ses œuvres les déchets engendrés par la société de consommation, comme des cartons d'emballage ou des sacs plastiques, pour dénoncer la société qui nous opprime,,.
La tour d'escalier en « béton brut » est ornée de peintures murales, dont l'élément le plus frappant est le grand portrait de Jean Vilar. Le sommet de la tour est orné sur une de ses faces d'un grand œil.
Damien-Paul Gal a peint plusieurs fois, sur le théâtre Jean Vilar et sur le parapet qui se trouve derrière, le cube en forme de K qui constitue le logo du festival Kosmopolite. 

La tour d'escalier en « béton brut » ornée (de 2015 à 2019) de fresques de Damien-Paul Gal
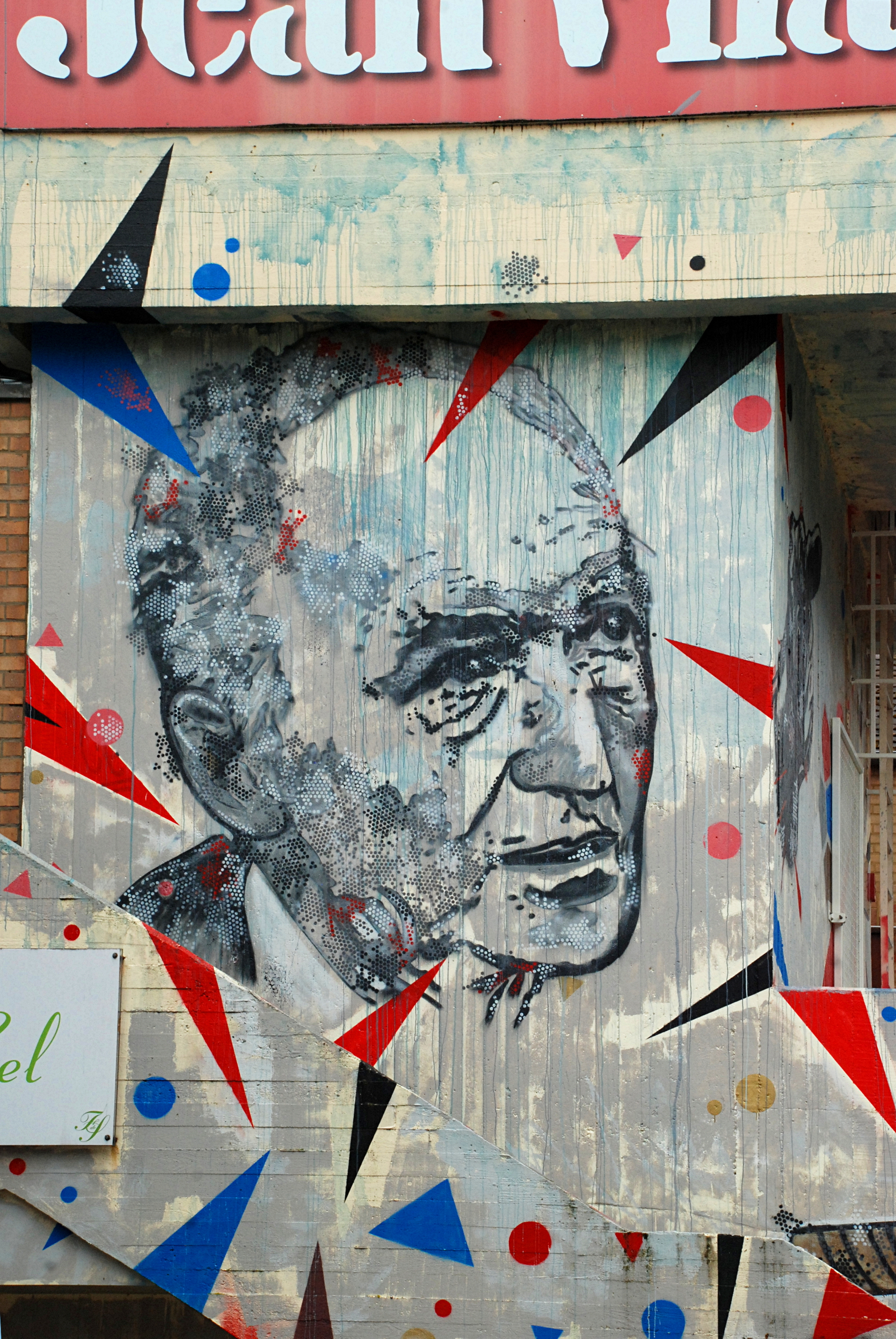
Portrait de Jean Vilar.
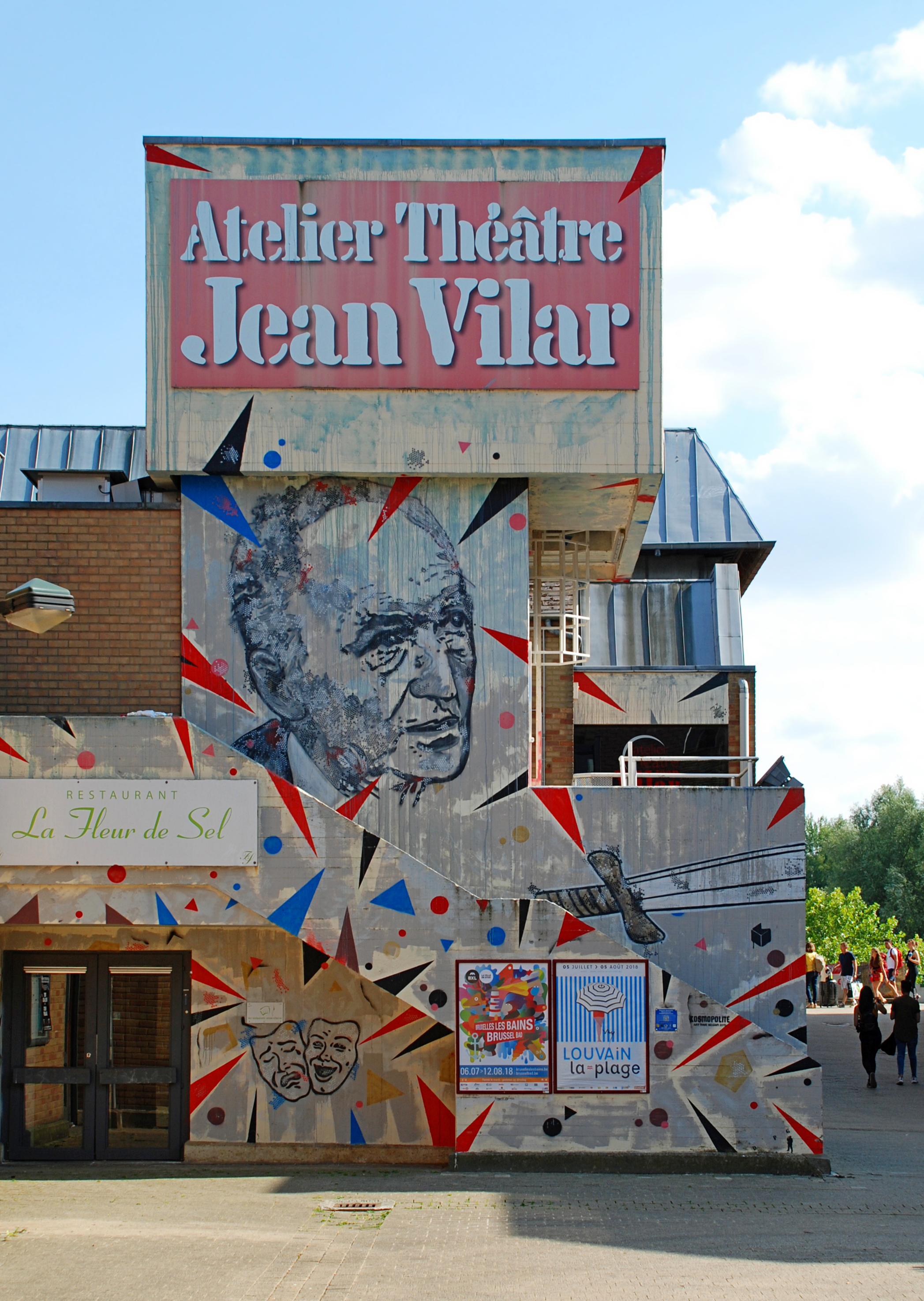
La tour d'escalier en « béton brut ».
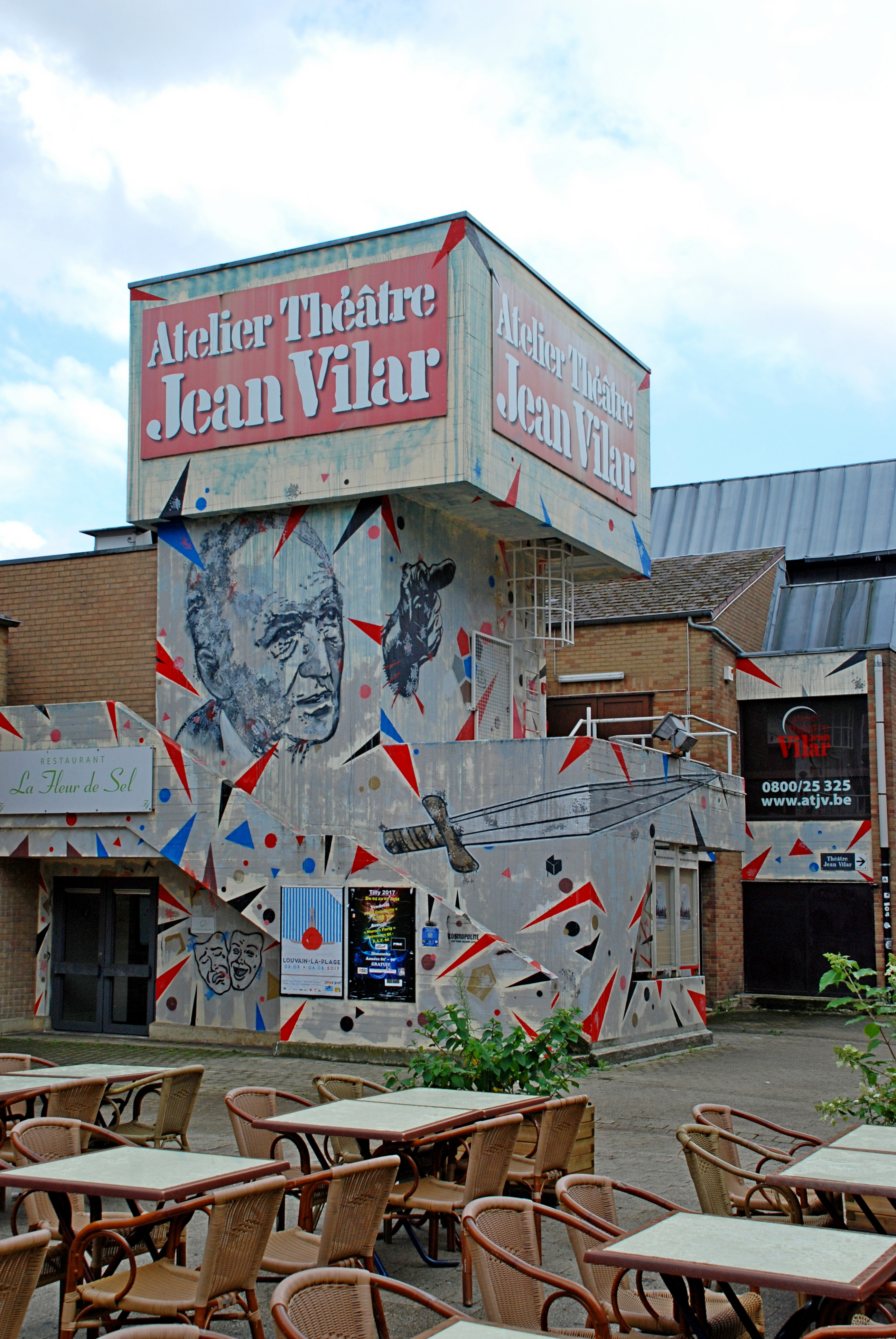
La tour et la place.
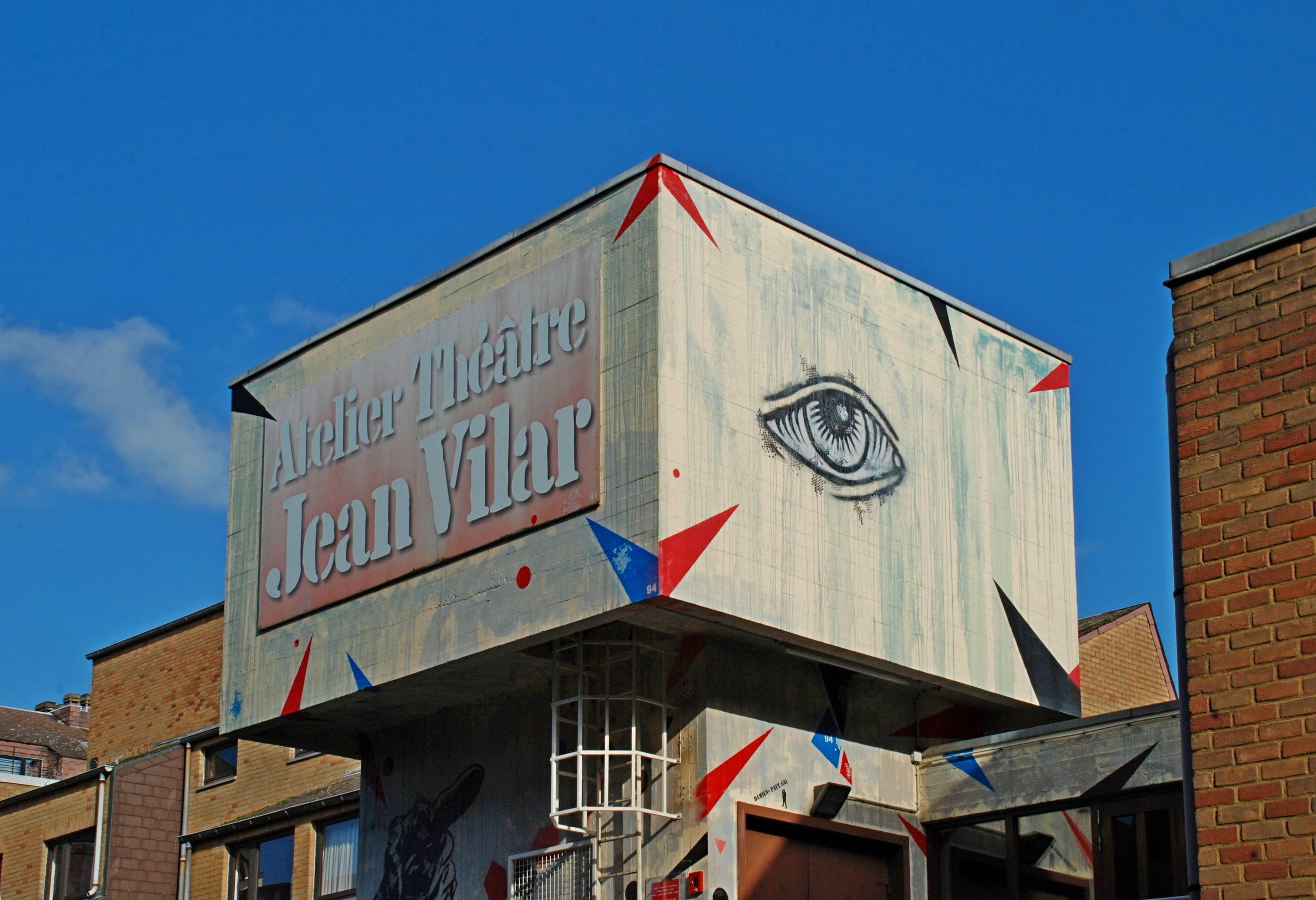
Le sommet de la tour orné d'un grand œil.
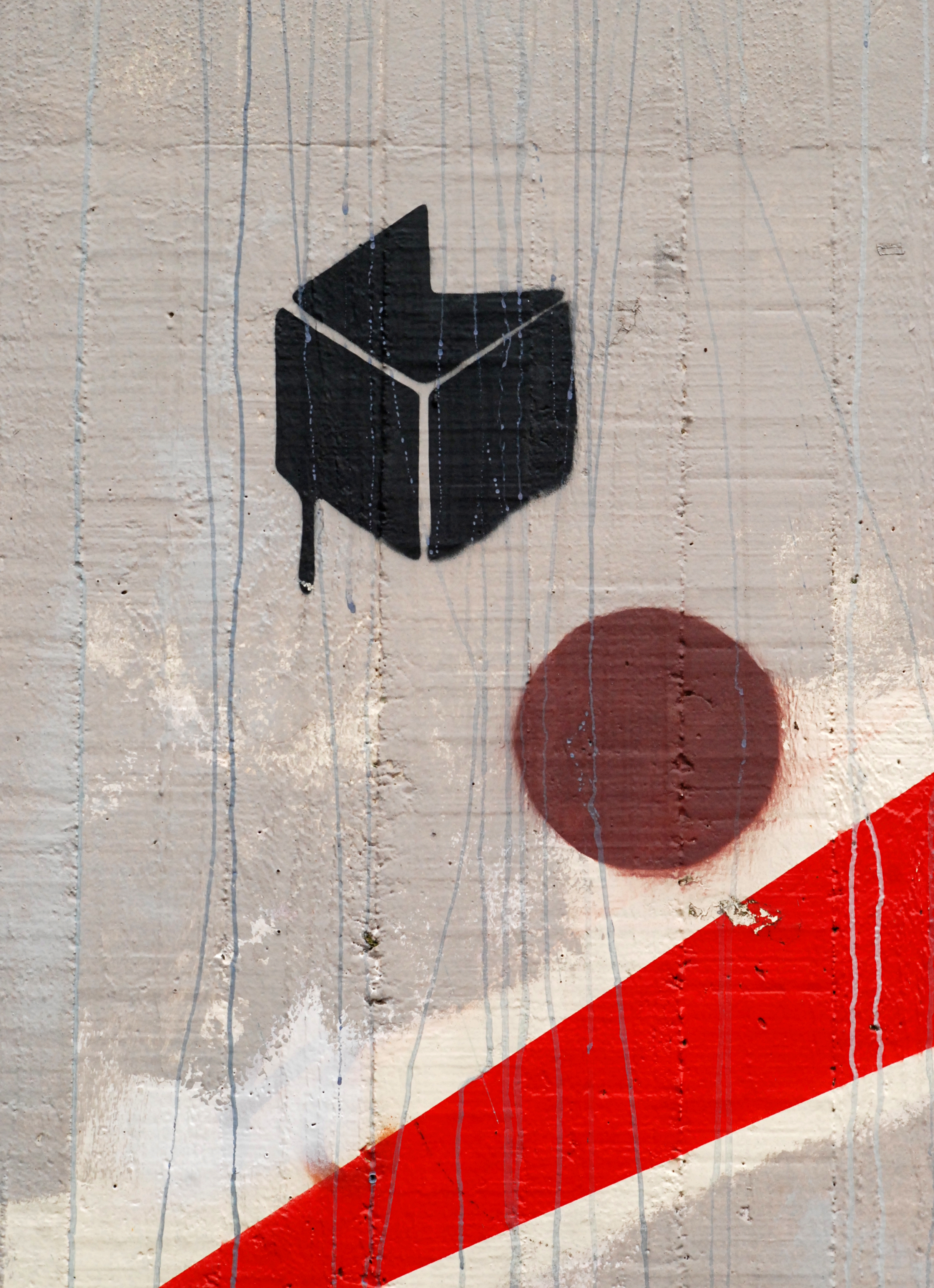
Le cube en forme de K qui constitue le logo du festival Kosmopolite.

L'artiste utilise une palette de motifs ornementaux comprenant des masques de théâtre, un glaive, de fins triangles de couleur rouge, noire ou bleue, des boules de diverses couleurs, des motifs dorés (boules, triangle pentagone) et même l'œil de la Providence, un œil figuré dans un triangle entouré de rayons de lumière. Il a peint les masques non seulement sur le Théâtre mais également sur le parapet.
L'artiste peint également un motif « 94 » qui ne correspond ni à l'année de sa naissance ni à son département d'origine, mais qui est en fait le logo du modèle de bombe aérosol Montana MTN94 très populaire parmi les graffeurs, et en particulier parmi ceux du Kosmopolite Art Tour 2015 à Louvain-la-Neuve, au nombre desquels Kool Koor, Zësar, Tyrsa, Zumi, Daer, Lady Alezia, 2Shy et les collectifs Anyway, Farm Prod et Art Osons, comme le montrent les photos et la vidéo de 2015 que l'on peut encore apercevoir sur le portfolio de photos présenté sur le site Spraymiummagazine.

Ornements (2015 - 2019)
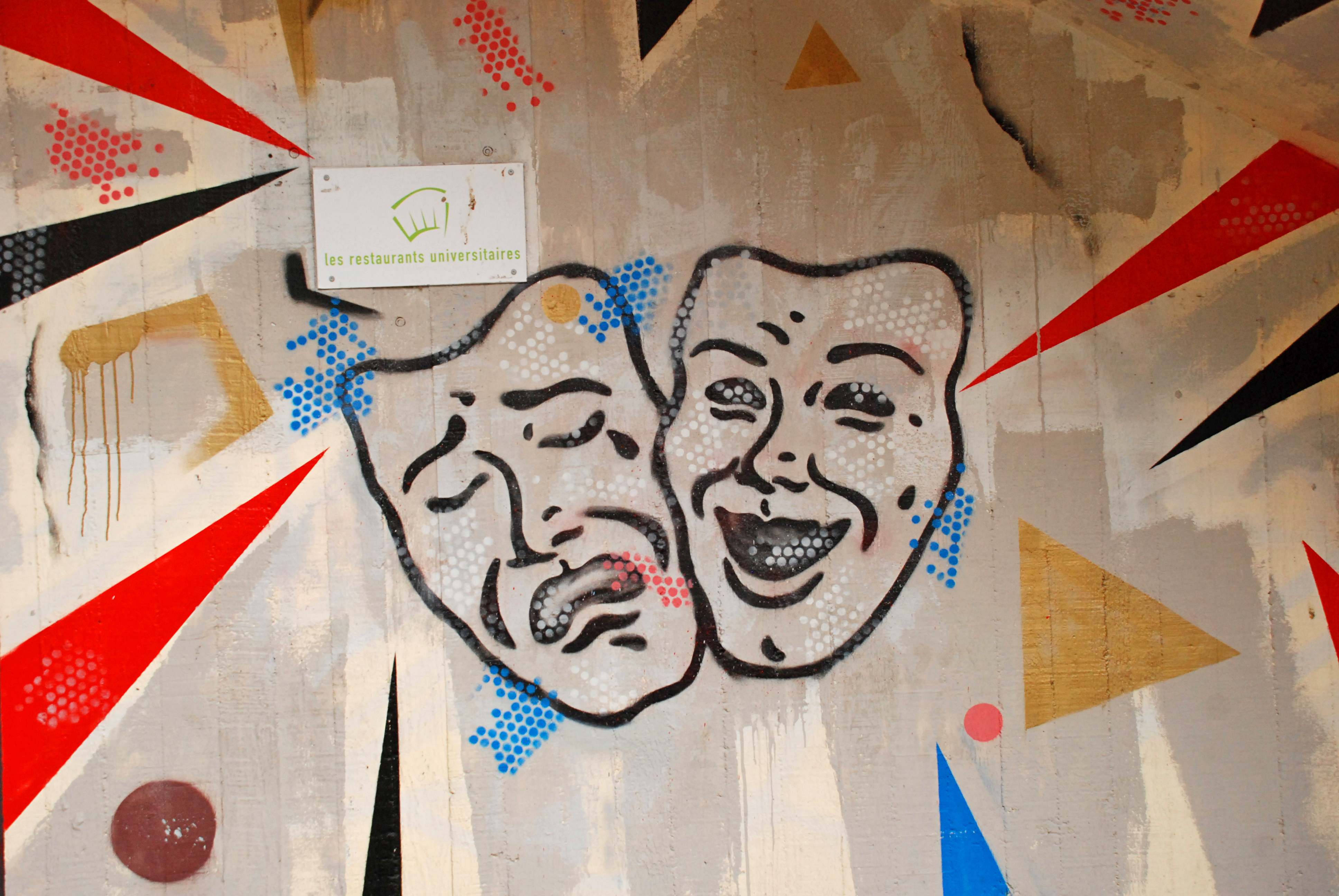
Masques de théâtre.
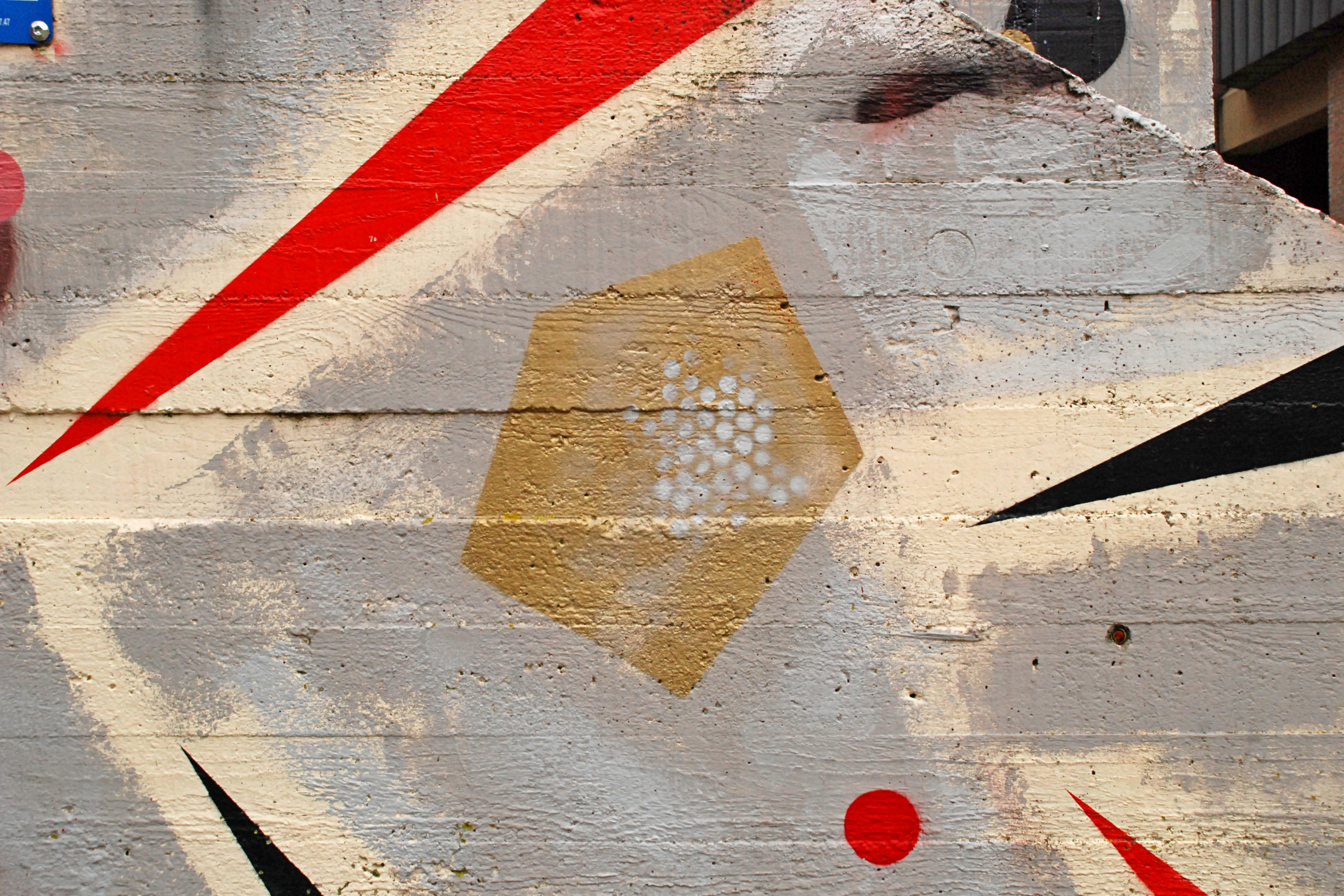
Pentagone doré.
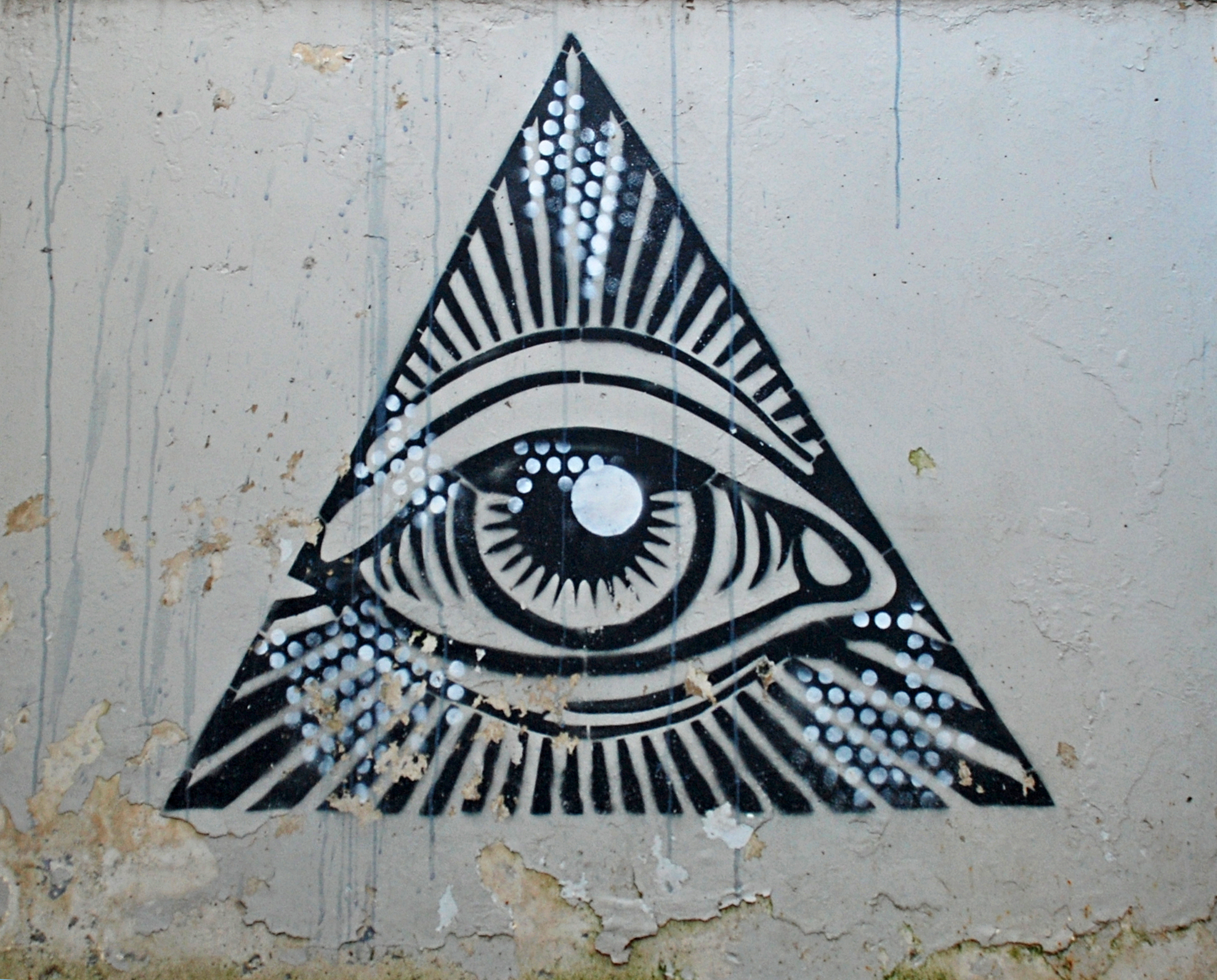
L'œil de la Providence.

L'artiste signe à plusieurs reprises, soit « Damien-Paul Gal » soit « D P G », et dans les deux cas, sa signature est accompagnée de la silhouette d'un homme en train de fumer.

Signatures (2015 - 2019)
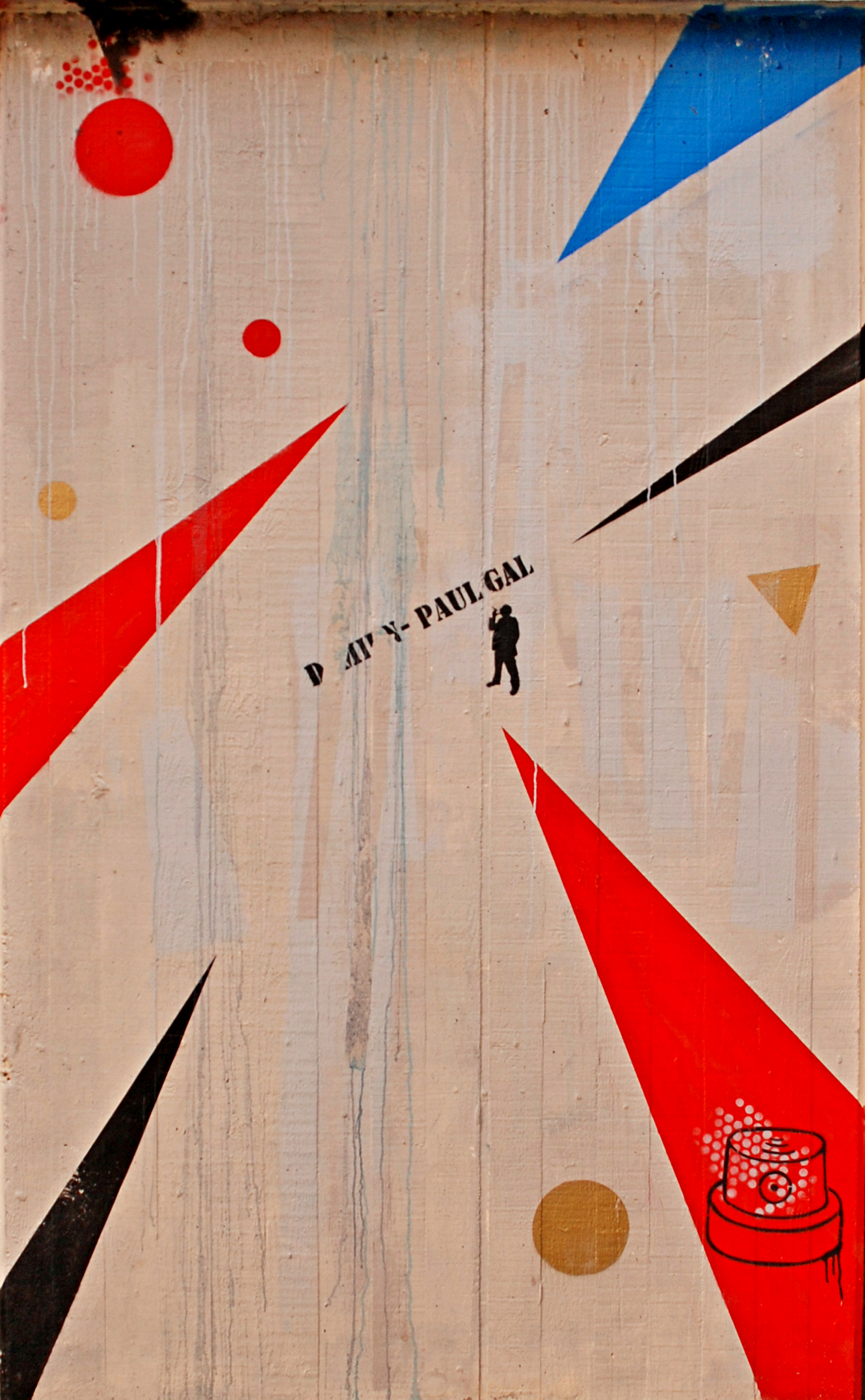
Pan de mur signé.
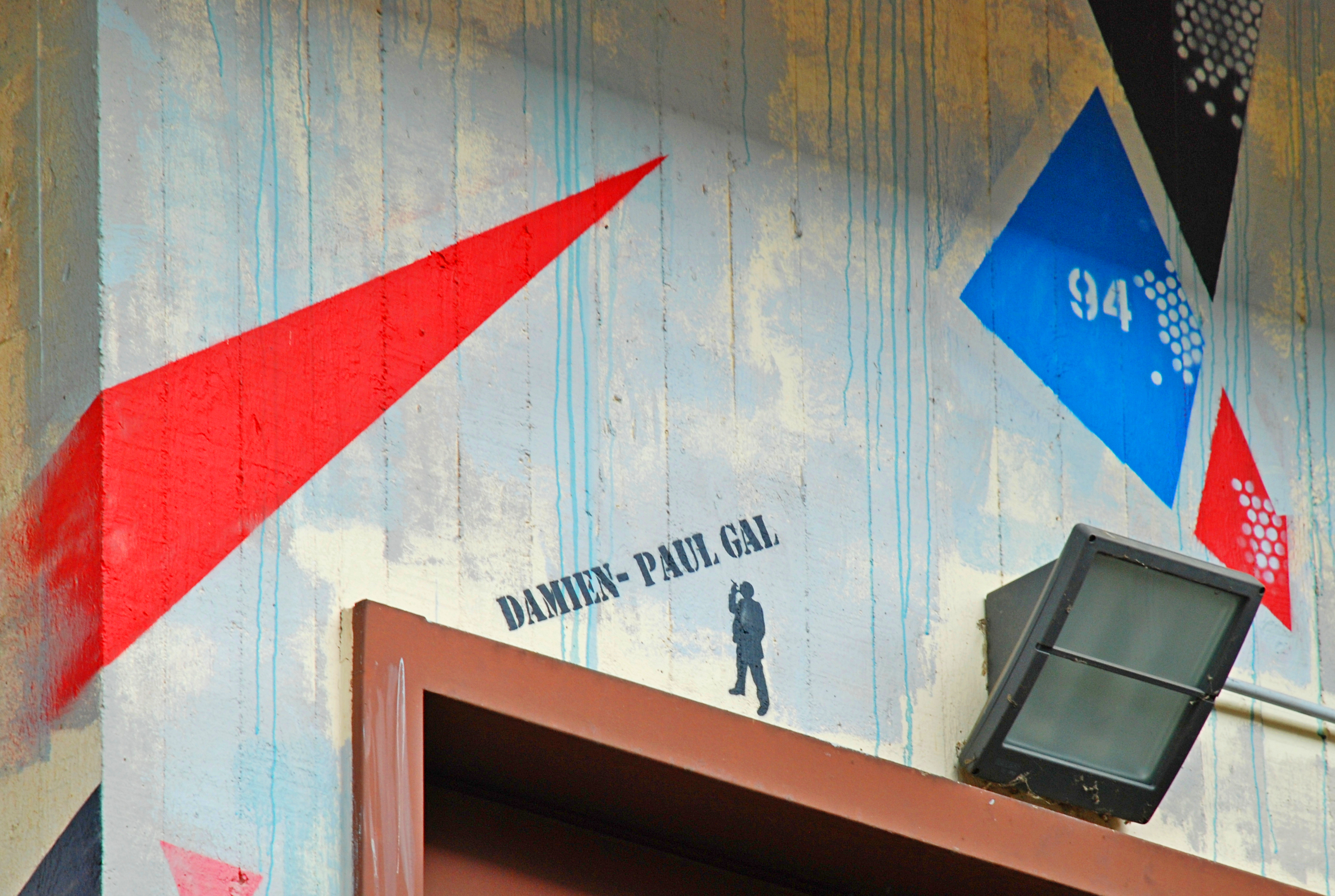
Signature « Damien-Paul Gal » et logo du spray Montana 94 au-dessus d'une issue de secours.
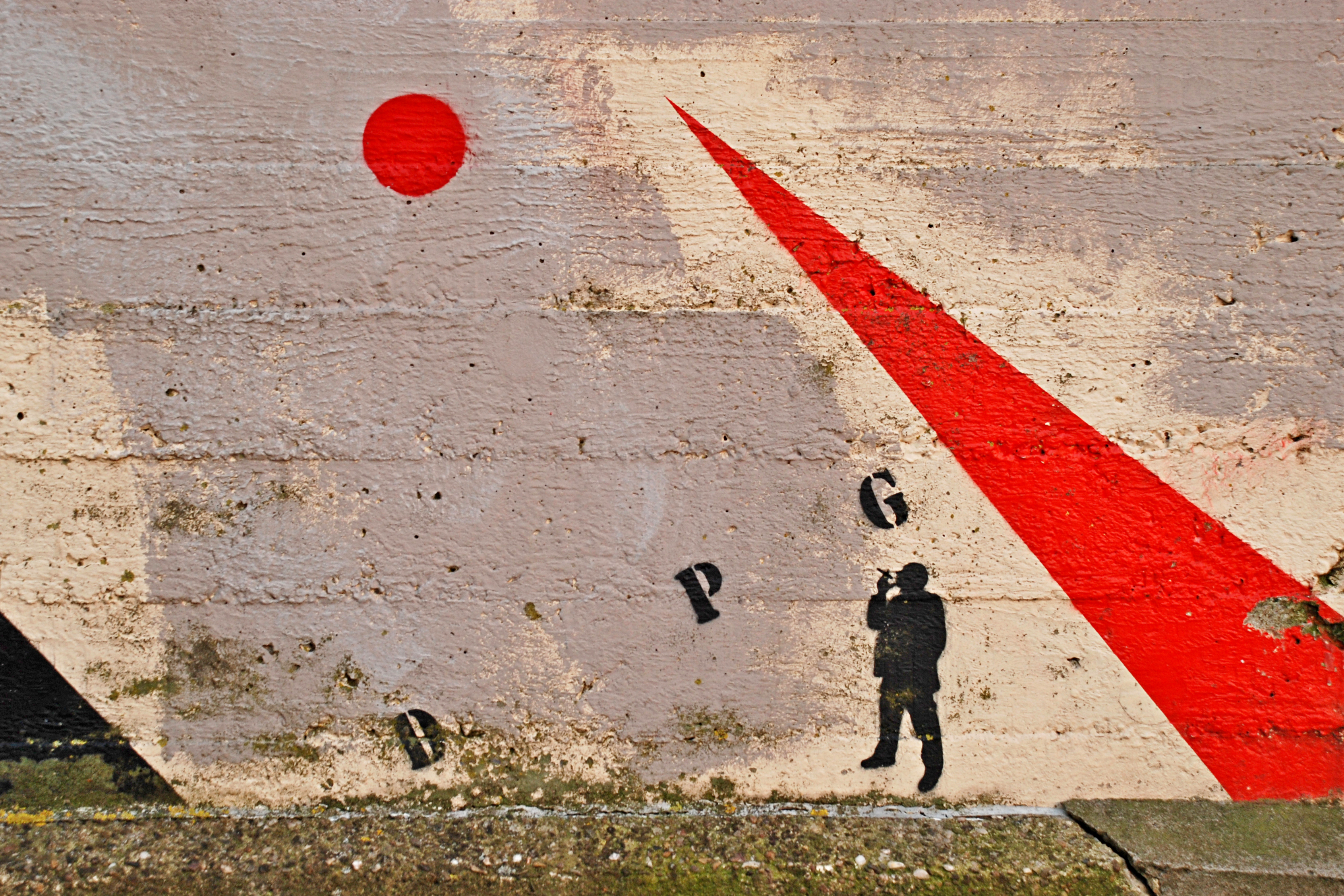
Signature « D P G » au ras du sol.

#### Peintures murales de Fredone Fone
Le petit escalier de secours accolé à l'entrée principale du Théâtre Jean Vilar, située au sud-est du bâtiment, a été ornée lors du Kosmopolite Art Tour 2015 de fresques dues au talent de Fredone Fone,.
Frederico Franco, connu sous le nom de Fredone Fone, est un artiste brésilien autodidacte qui est né à Bom Jesus do Itabapoana dans l'État de Rio de Janeiro et a grandi dans l'État d'Espírito Santo,,,. Il commença à travailler très jeune, en aidant son père maçon durant dix ans,,,. Après avoir pratiqué le graffiti illégal, il signa son premier mur en 1995,.
Il déclare lui-même utiliser des formes abstraites et minimalistes, ainsi que des couleurs comme le noir, le blanc, le gris et le rouge, couleurs que l'on retrouve dans sa réalisation à Louvain-la-Neuve.

Fredone Fone
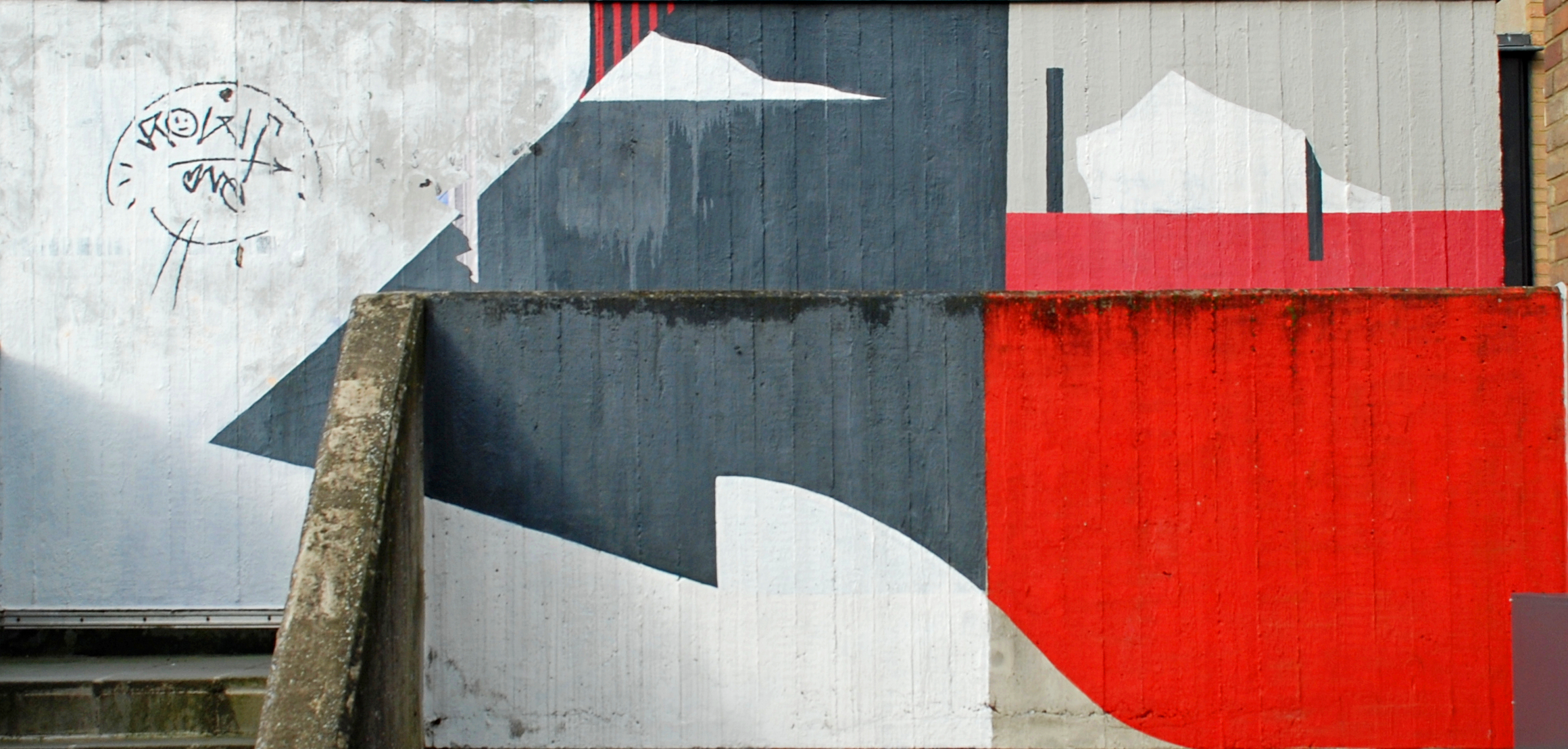
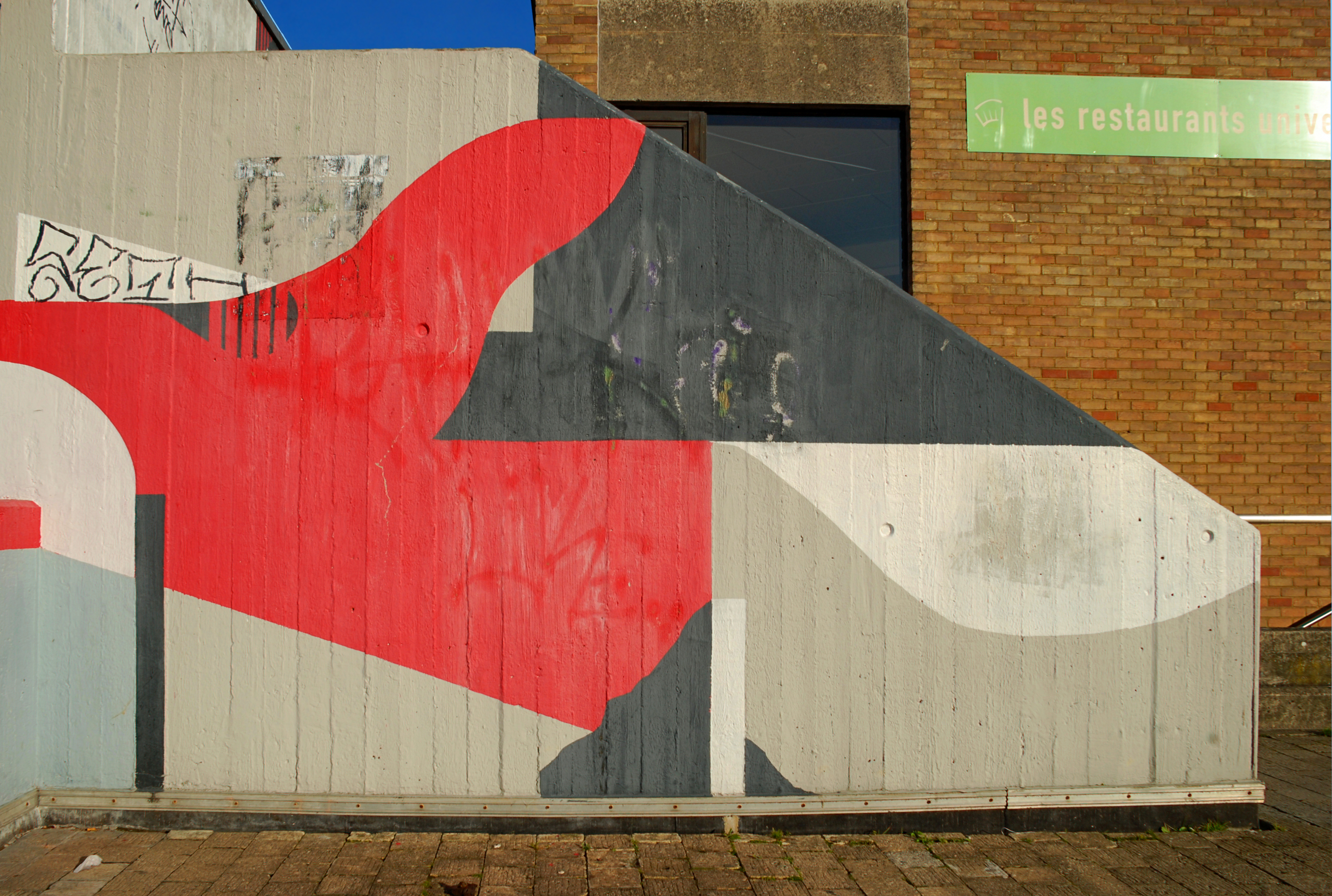
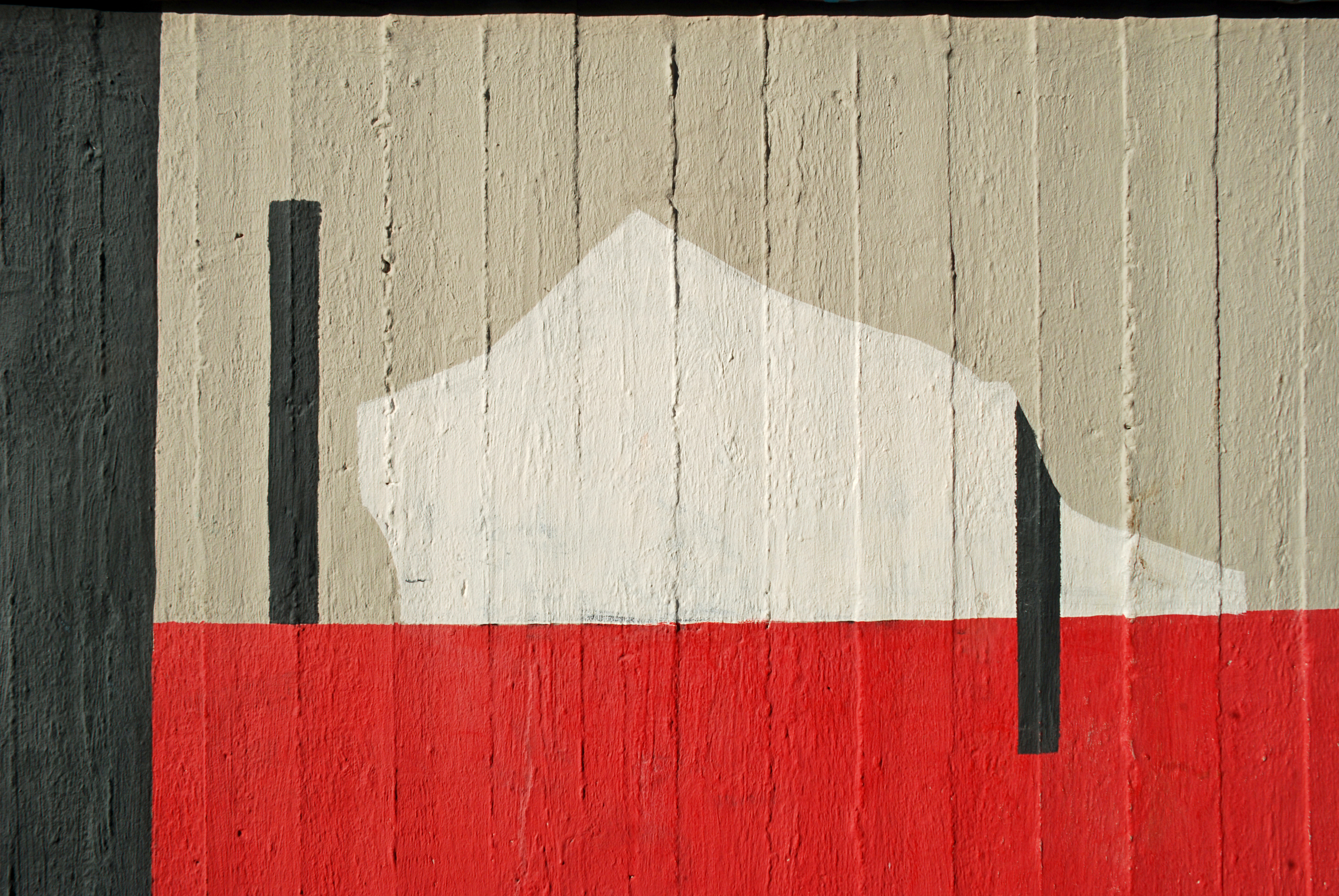

### Gare des bus

#### Fresques de style Art nouveau de Lady Alezia et du Collectif Renart
Lady Alezia, du collectif de street art « Renart » (Lille et environs) raconte avoir rencontré les membres du collectif organisateur « Farm Prod » : « Ils nous ont proposé de peindre le mur de la gare des bus de Louvain-la-Neuve. Nous sommes quatre à y travailler. Pi a réalisé le lettrage qui indique le nom de la station, comme une signalétique artistique. Le nom de Louvain-la-Neuve nous a fait penser à l'Art nouveau ».
« Pour Lady Alezia, il s'agit des « fly girls » : personnages féminins, arabesques, fleurs qui partent en volutes, avec une prédominance de la couleur bleue ». Elle précise : « C'est un long mur, pas trop haut, qui permet de s'étaler. Nous dévions un peu de notre projet initial, mais la base y est. On sait qui va faire quoi et après, c'est du « freestyle », suivant l'inspiration du moment ».
Et de conclure : les piétons « nous disent que c'est plus beau qu'avant. Nous sommes contents de les voir contents ! » ».

Les fresques de style Art nouveau de Lady Alezia et du Collectif Renart
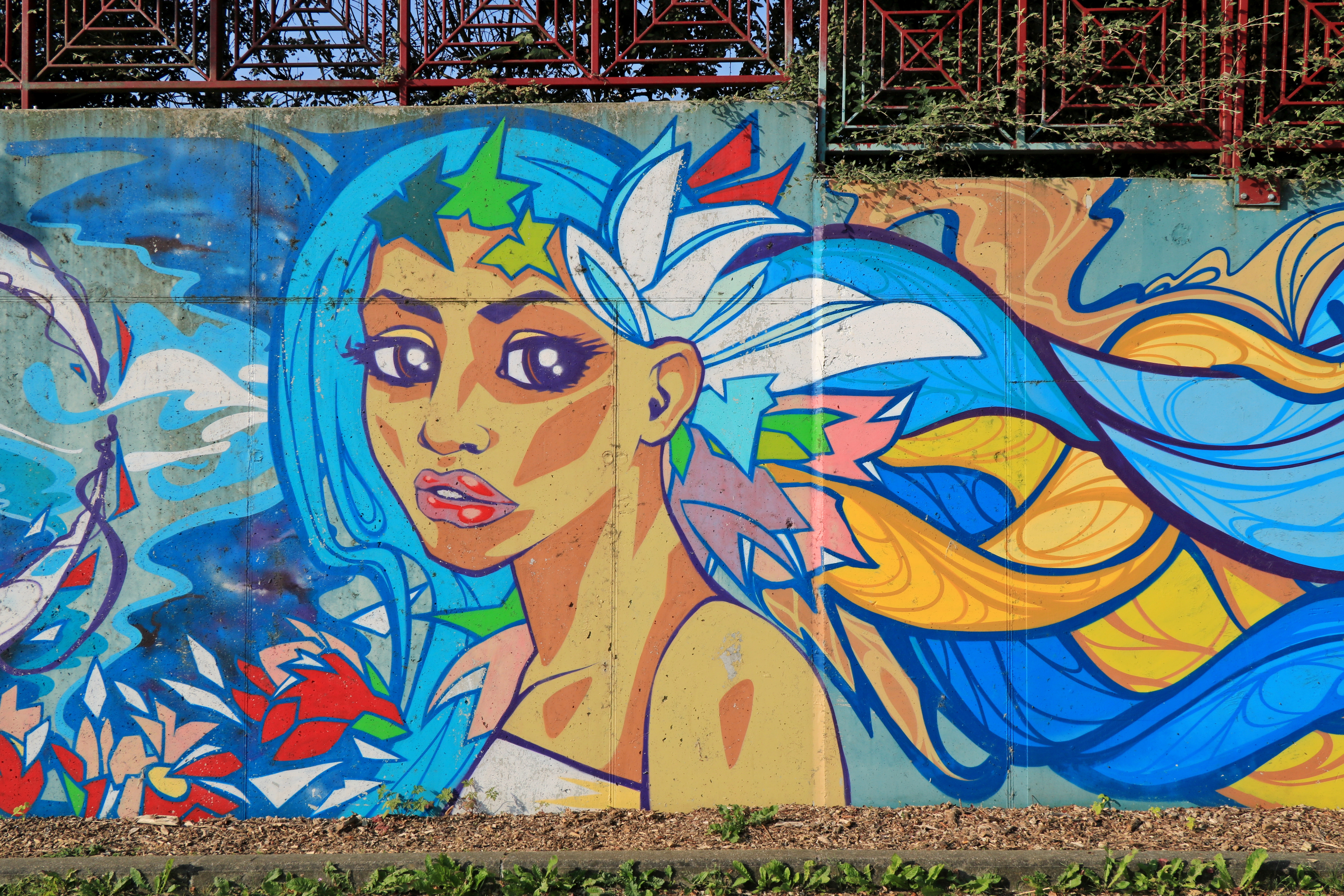
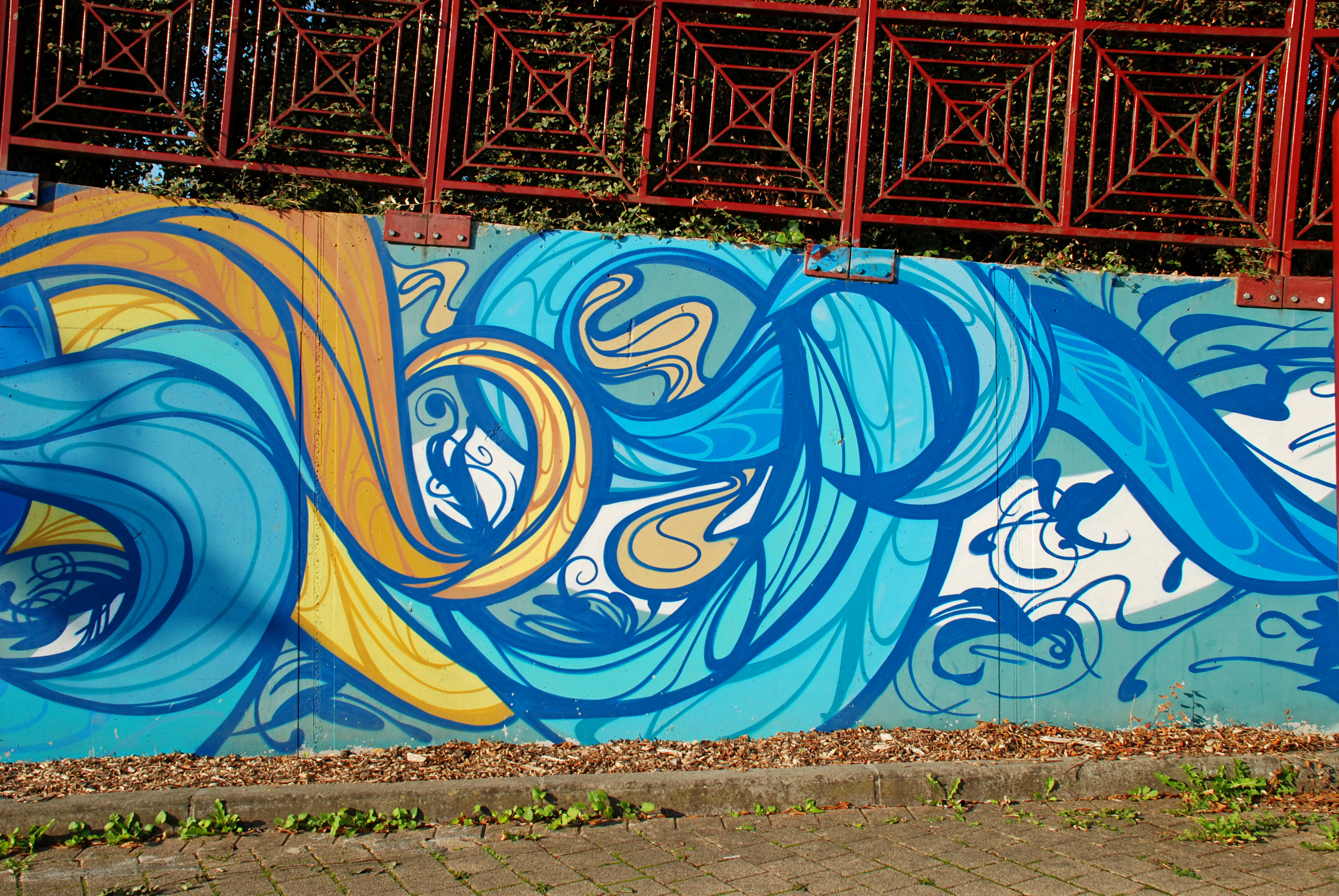
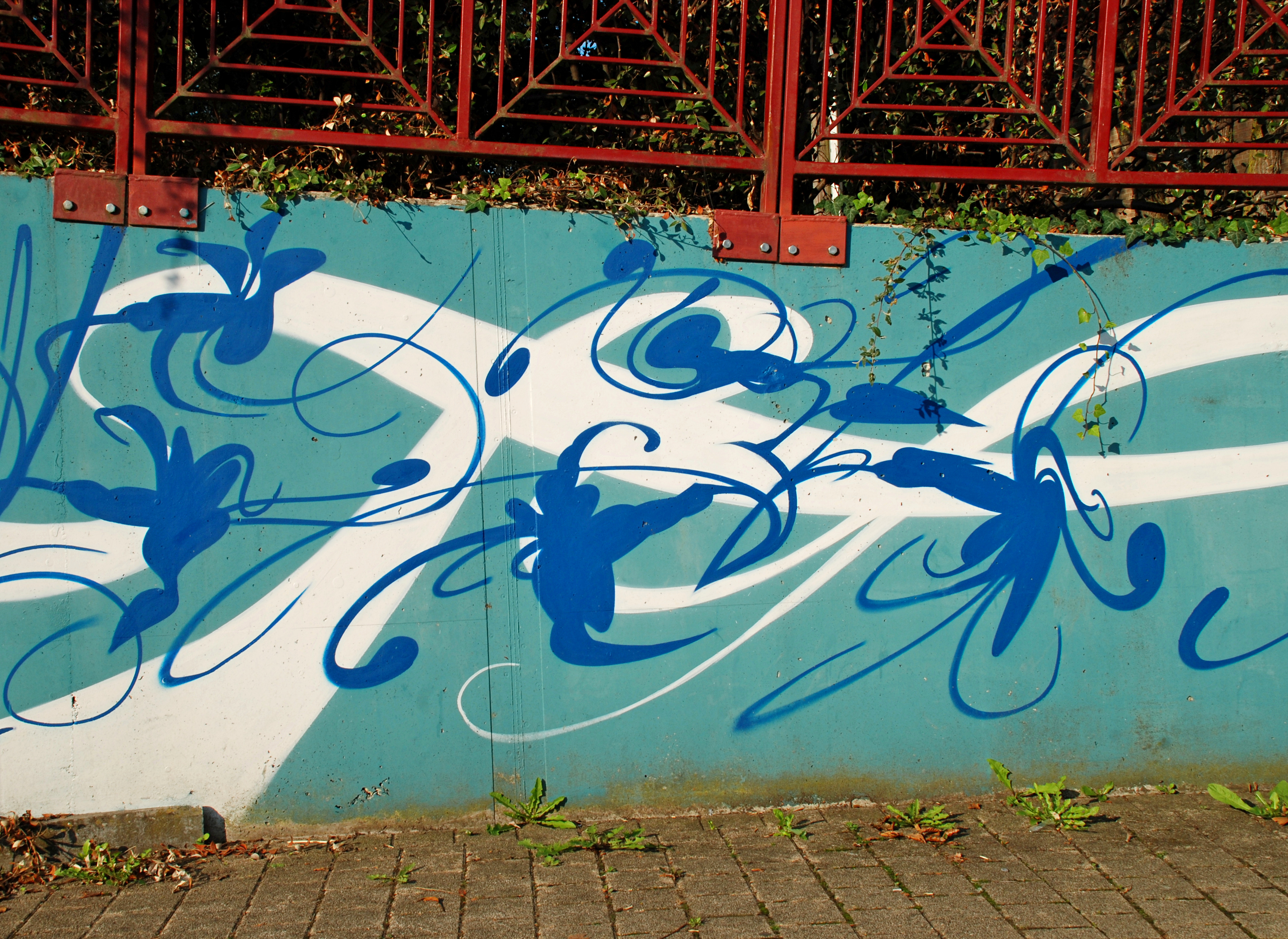

#### Fresques de Mr Cana
À gauche des fresques évoquant l'Art nouveau réalisées par Pi et Lady Alezia se dresse un escalier qui donne accès à la passerelle qui enjambe le chemin de fer.
La base de cet escalier est ornée de peintures murales dans les tons bleus et bruns réalisées par Mr Cana, un membre du collectif de graffeurs lillois Renart, originaire de Denain, actif à Valenciennes à ses débuts (1994/1999) puis à Lille, et qui est allé peindre des fresques jusqu'en Palestine.
Ces fresques bleues et brunes sont rehaussées de fleurs d'un rouge vif. L'artiste signe « Cana » en bas de la partie brune de la composition.
Dans le cadre du Kosmopolite Art Tour 2015, l'artiste a également peint de grands oiseaux bleus ou mauves sur les murs du Théâtre Jean Vilar et de la gare des chemins de fer. 

Les fresques de Mr Cana
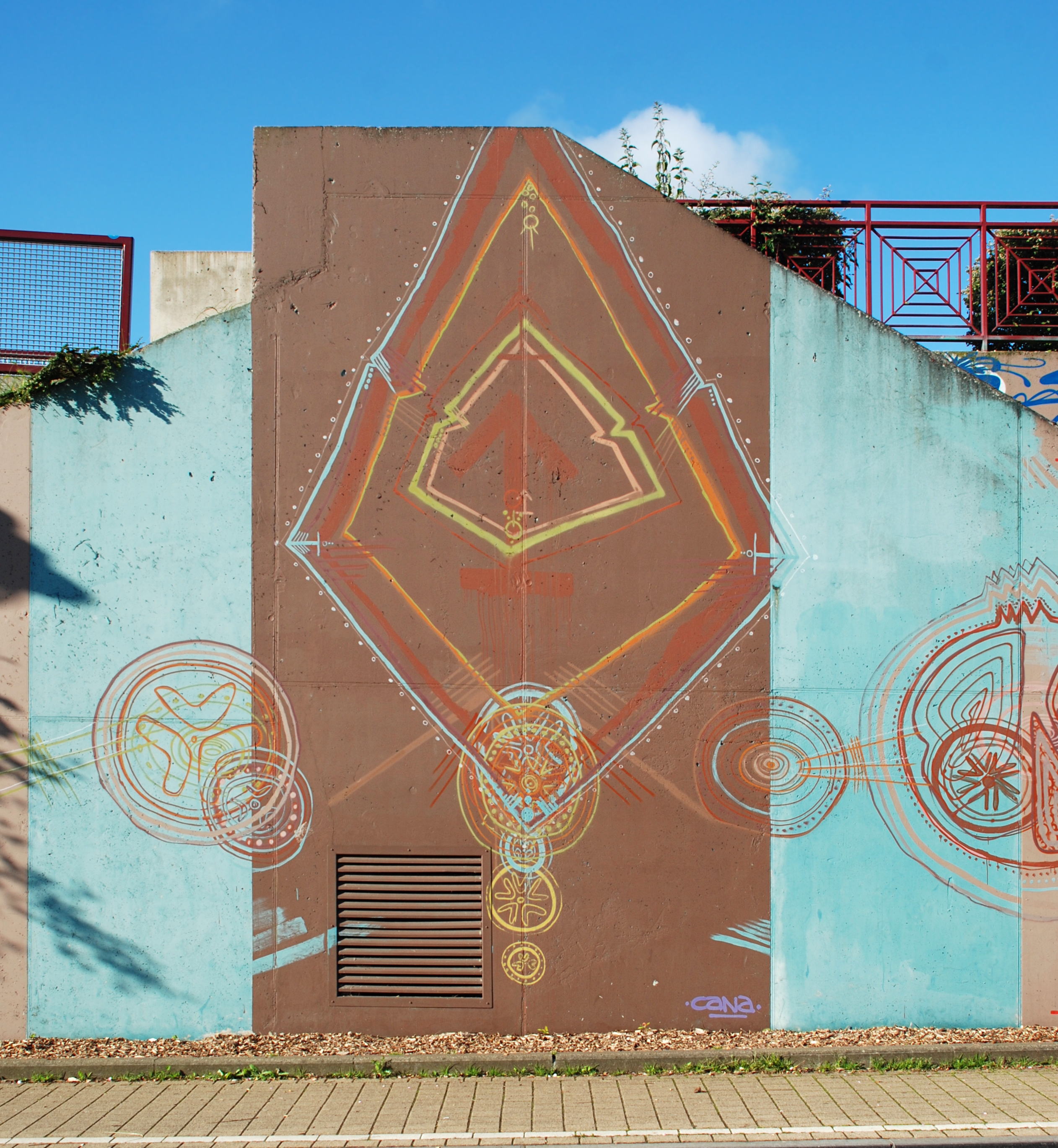
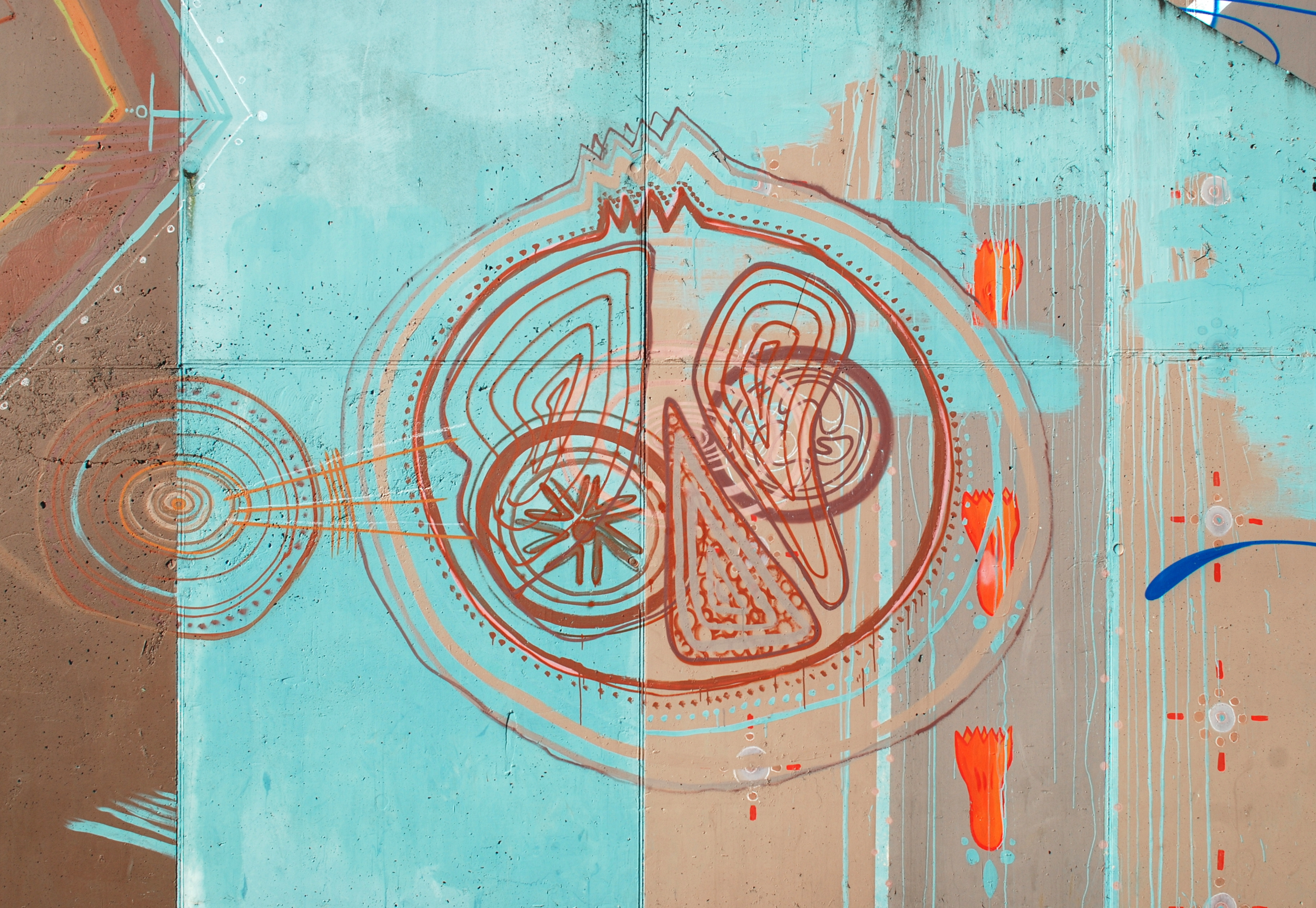
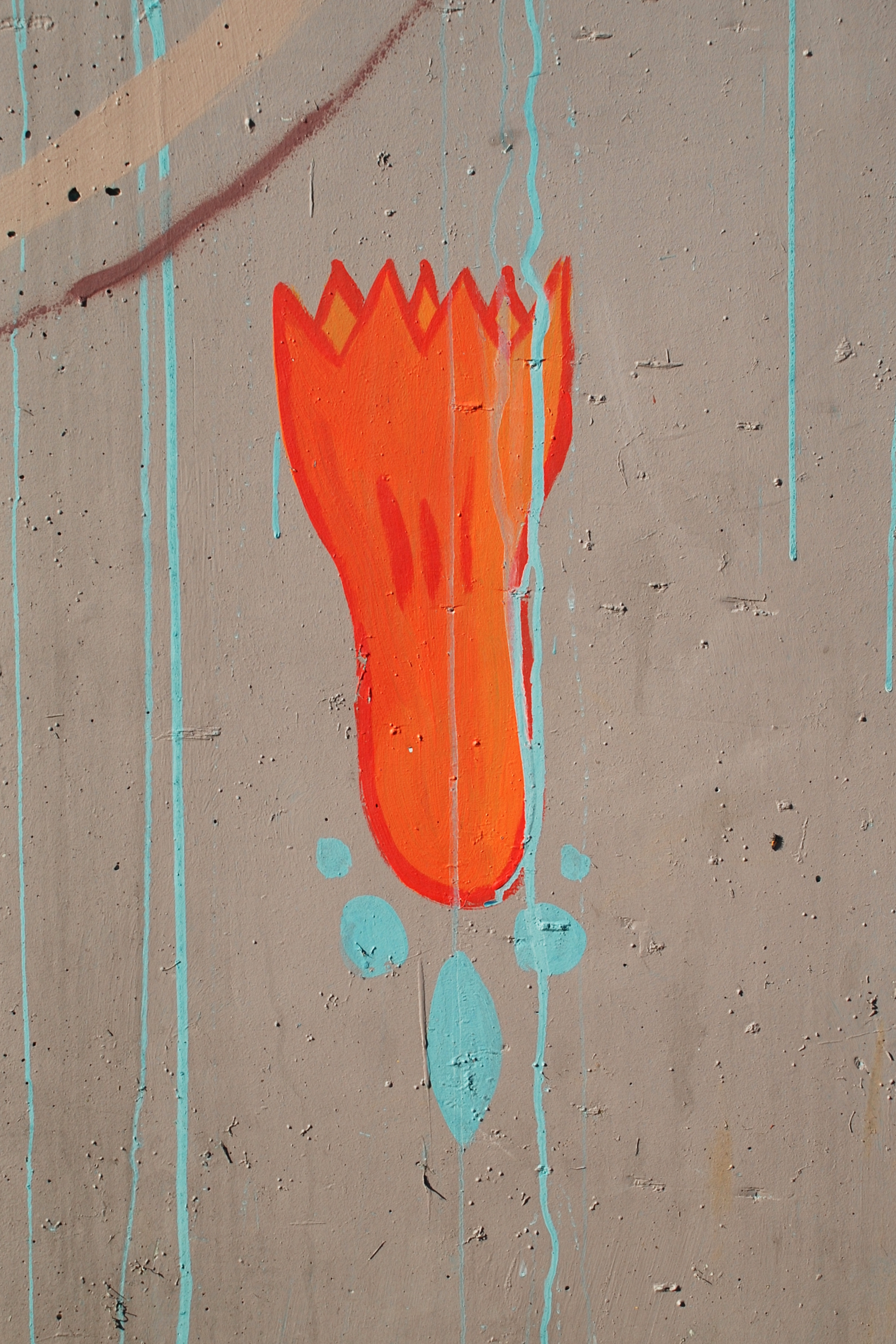

### Parking du Sablon
Juste sous le Théâtre Jean Vilar et sous le restaurant universitaire Le Sablon se trouve un espace non encore bâti, transformé depuis des décennies en parking : le parking du Sablon.
Le mur qui ferme le parking du Sablon est orné de peintures murales réalisées par le Kosmopolite Art Tour de 2015. On remarquera, au sommet de ce mur, les blocs de béton qui sont utilisés depuis des décennies comme garde-fou pour délimiter les espaces non encore bâtis, en attente d'allocation.
Ce mur avait déjà été décoré par le festival Kosmopolite Art Tour 2012 comme on peut le voir sur le portfolio de photos présentés sur le site kosmopolite.com. Le mur situé sous le Théâtre Jean Vilar a été repeint en 2015, alors celui situé sous le restaurant universitaire Le Sablon conserve intactes ses fresques du Kosmopolite Art Tour 2012 .

#### Fresques des collectifs «Farm Prod» et «Anyway»
Une longue fresque de couleur bleue commence sur un petit pan de mur perpendiculaire au mur principal qui ferme le fond du parking du Sablon.
Ce petit pan de mur arbore le logo du collectif de graffeurs bruxellois « Farm Prod » fait d'un F inversé et d'un P inscrits dans un écusson. On notera que ce petit pan de mur arborait déjà le logo de Farm Prod après le Kosmopolite Art Tour 2012, mais différent, comme on peut le voir sur le portfolio de photos du site kosmopolite.com : on y apercevait par exemple le nom de la maison des jeunes de Louvain-la-Neuve « Chez Zelle » et celui du collectif  Mac.
La fresque se prolonge ensuite sur le grand mur du fond du parking par une fresque du collectif « Anyway », composé de Grems, Taroe et Opéra,, qui représente une arme démontée en ses composantes. Elle porte en bas à gauche un cartouche (un encadré) portant la mention « Make Love Not War » de façon imagée (Love étant remplacée par un cœur et War par une grenade) et en bas à droite un cartouche « Made in Anyway ».

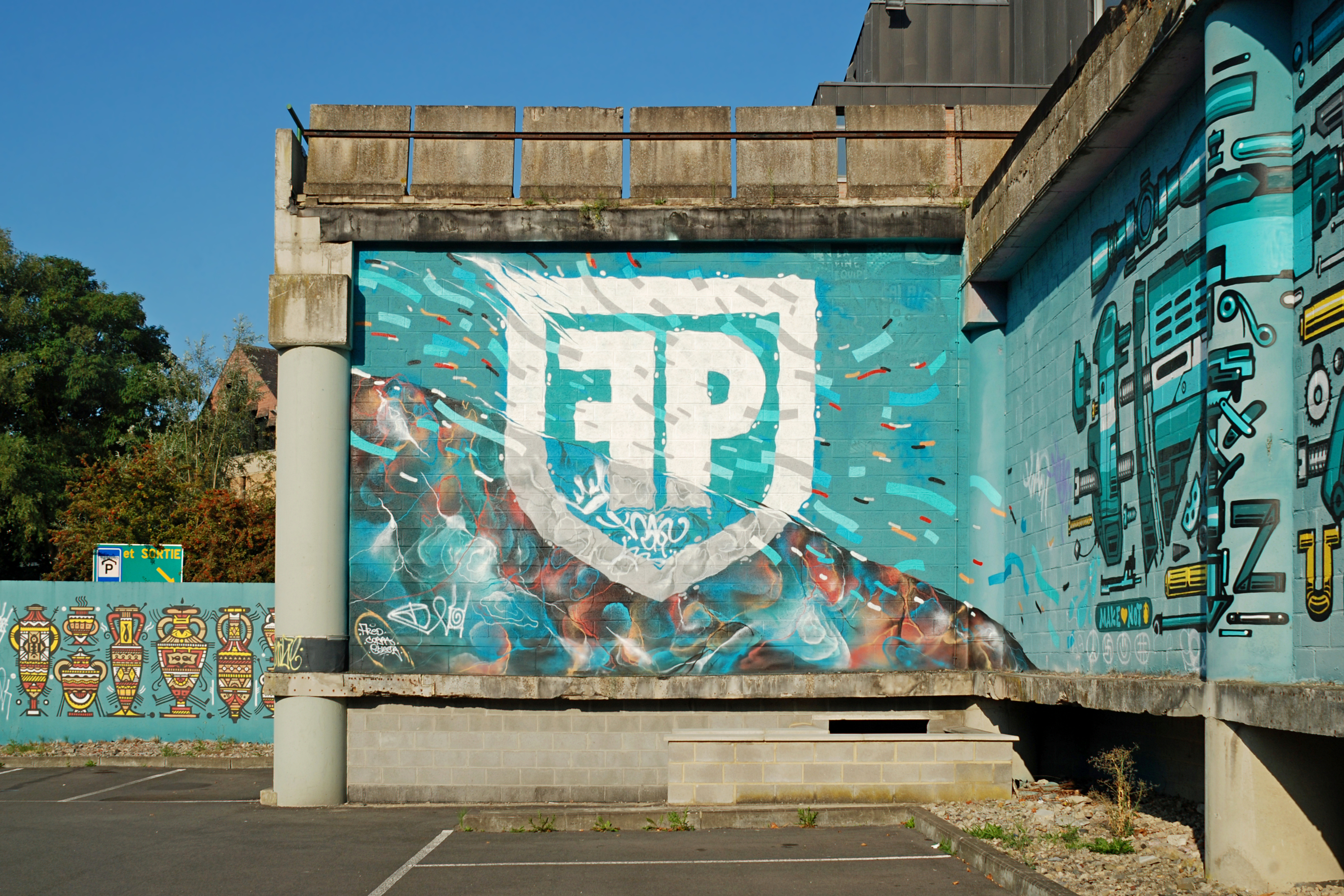
Le logo du collectif de graffeurs « Farm Prod ».
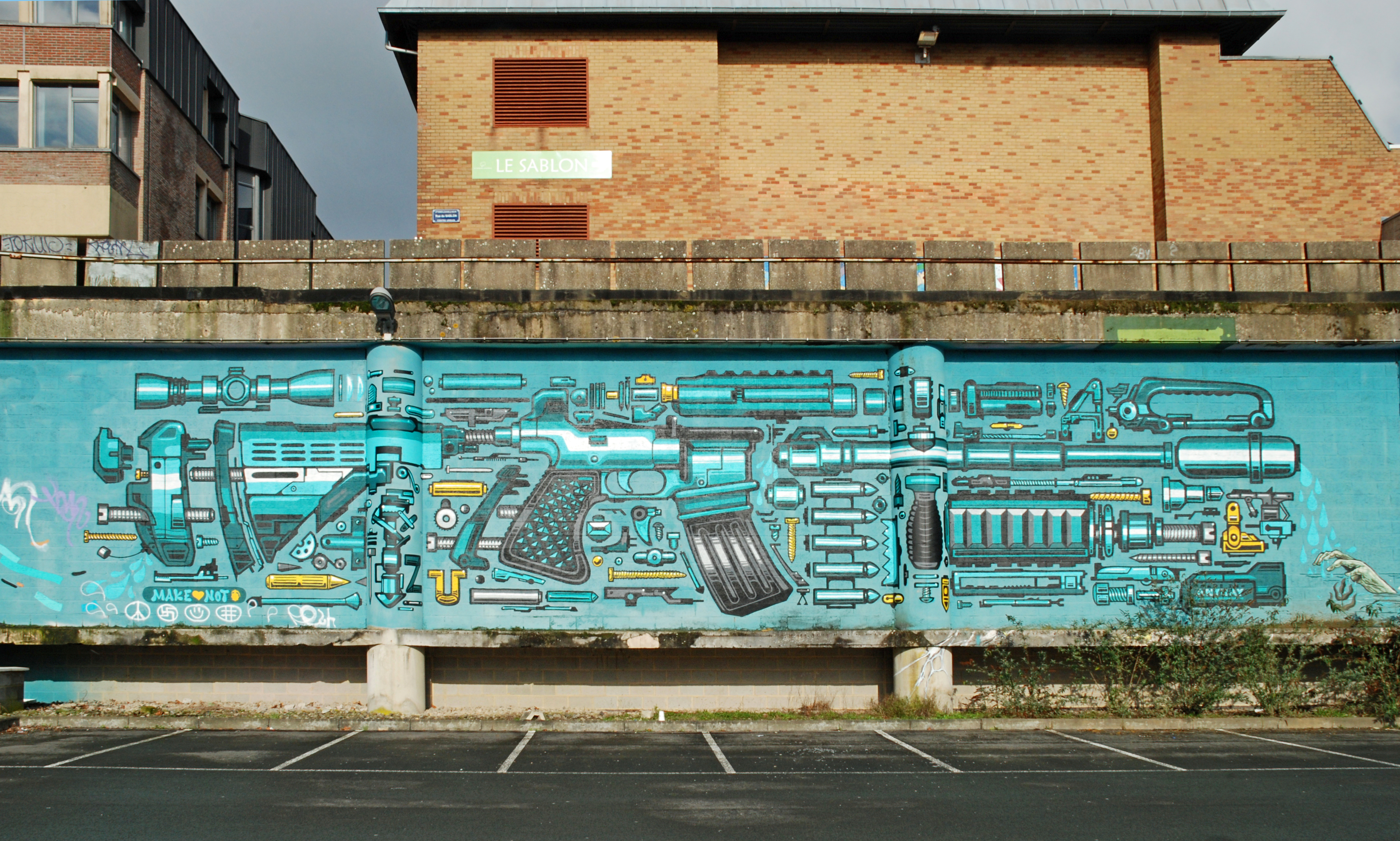
« Make Love Not War ».
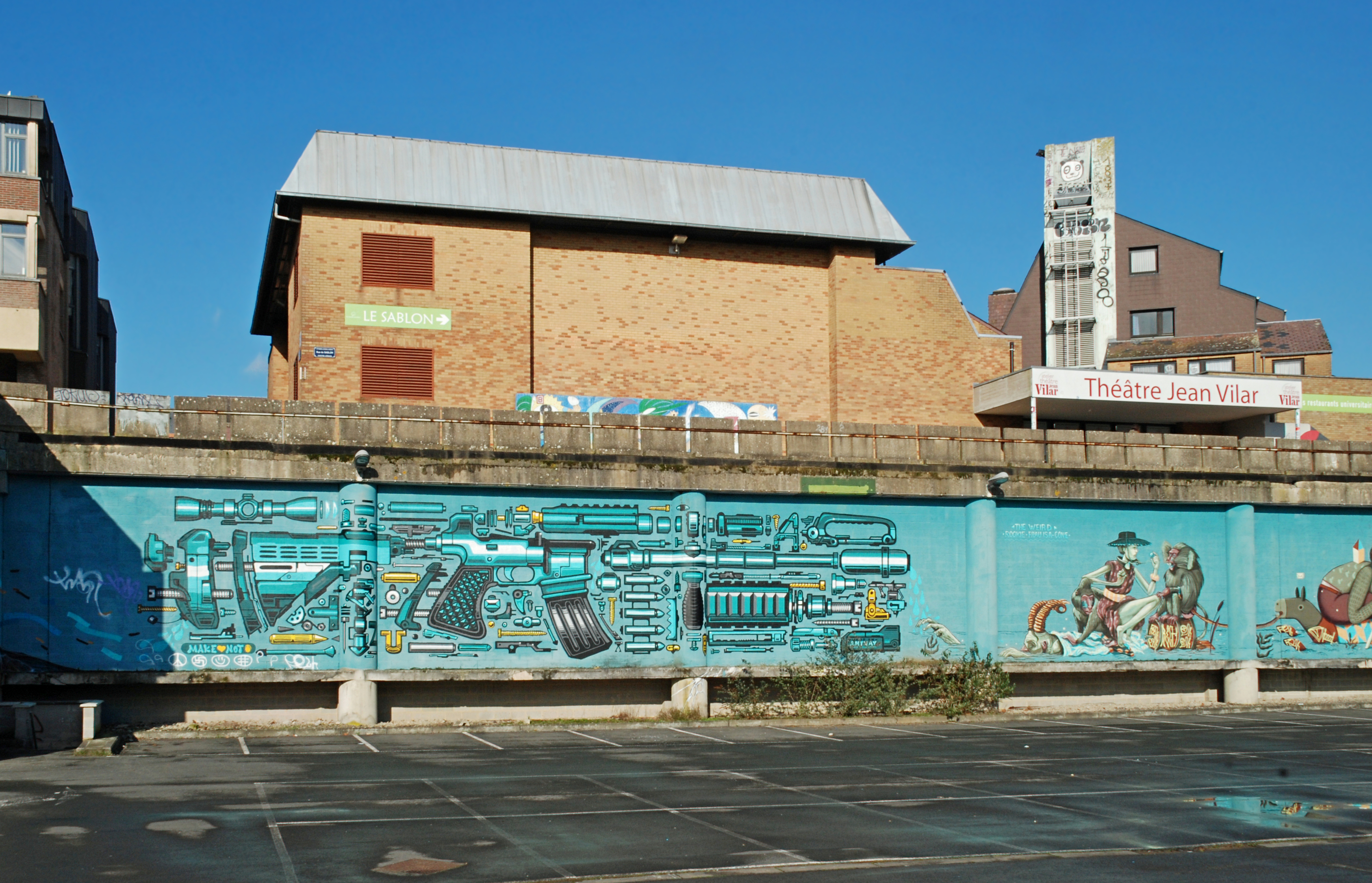
Les fresques de « Anyway » et de « The Weird » sous le Théâtre Jean Vilar.

#### Fresques du collectif «The Weird»

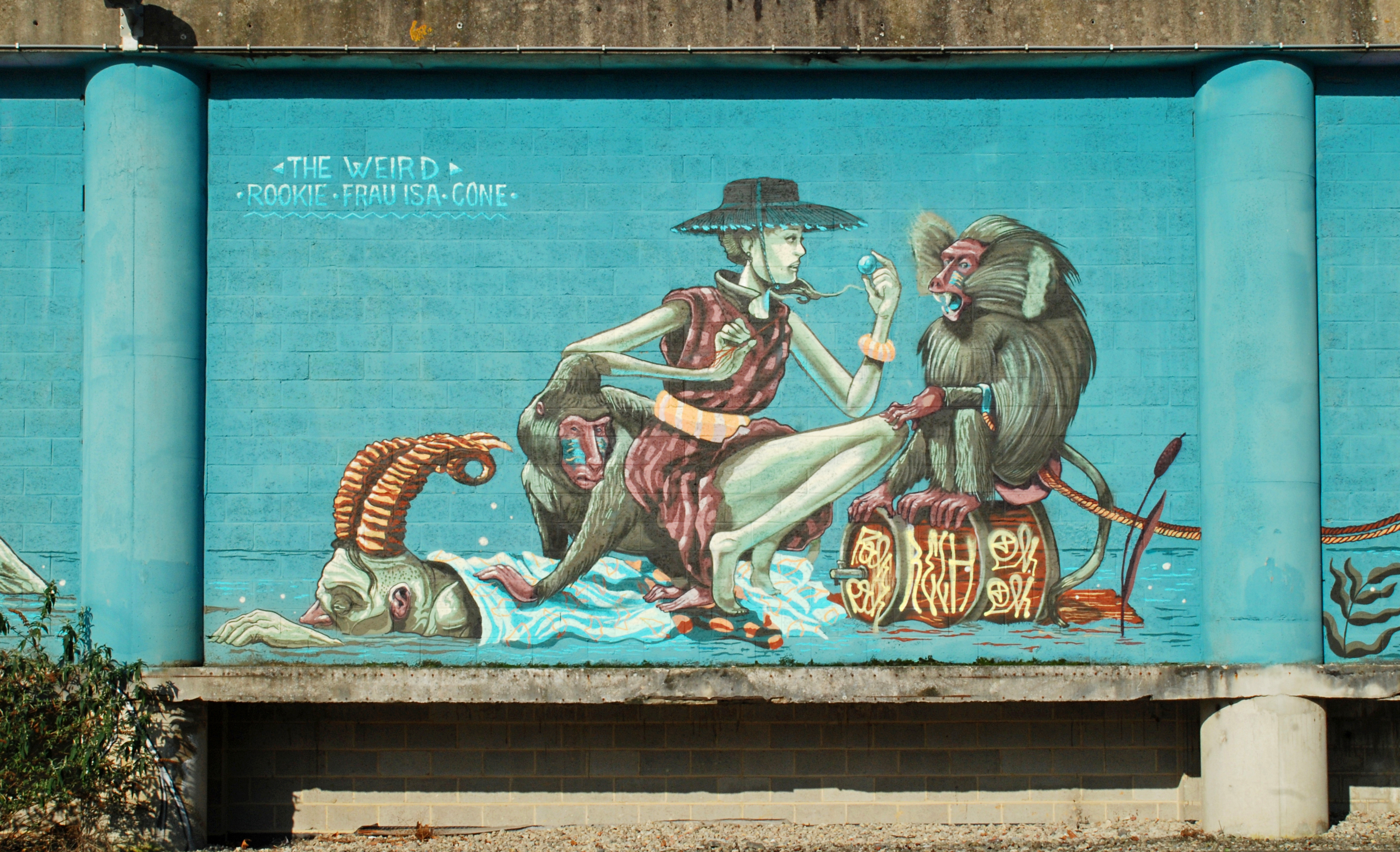
La première fresque porte la signature
« The Weird - Rookie - Frau Isa - Cone ».

La longue fresque du collectif « Anyway » est prolongée par une triple fresque, toujours de couleur bleue, signée des noms du collectif « The Weird » et des graffeurs allemands Rookie et Cone et de la graffeuse autrichienne Frau Isa, qui composent ce collectif. 
La première de ces fresques, qui porte la signature « The Weird - Rookie - Frau Isa - Cone » en haut à gauche, représente une femme et deux babouins installés sur le dos d'une créature marine fantastique à cornes.
La deuxième représente une jeune fille portant un glaive de la main droite et un anneau de la main gauche, juchée à l'envers sur un cheval en train de nager dans l'eau, dont le bridon est relié au bras gauche du babouin de la première fresque, assurant la liaison entre les fresques séparées par les pilastres du mur.
La troisième figure un homme au masque de poisson accroupi dans une petite barque pleine d'eau juchée sur le dos d'un homme en train de nager. Ici aussi, une corde relie la barque au bras de la jeune fille de la fresque précédente et assure la continuité des fresques.

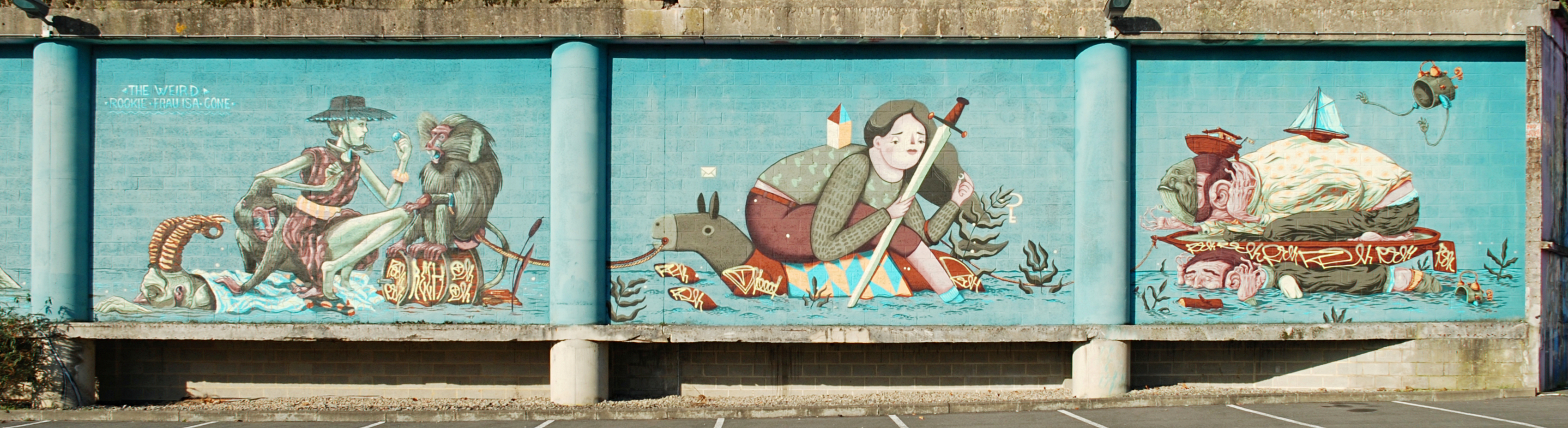

#### Fresque de Grems, Opera et Taroe
Une fresque plus petite, située sur le même parking mais un peu plus à l'ouest à hauteur du Collège des Doyens, porte la signature des graffeurs français Grems, Opera et Taroe, qui signent ici sous leurs noms propres et plus en tant que collectif « Anyway ».
Sur fond bleu pâle, elle représente neuf urnes peintes dans des tonalités noires, blanches jaunes et orange.
Les signatures des graffeurs français Grems, Opera et Taroe sont entrelacées dans le coin inférieur droit avec les mentions Kosmopolit 2015 LLN et Farm Prod, le nom du collectif de graffeurs bruxellois co-organisateur du Kosmopolite Art Tour en Belgique.

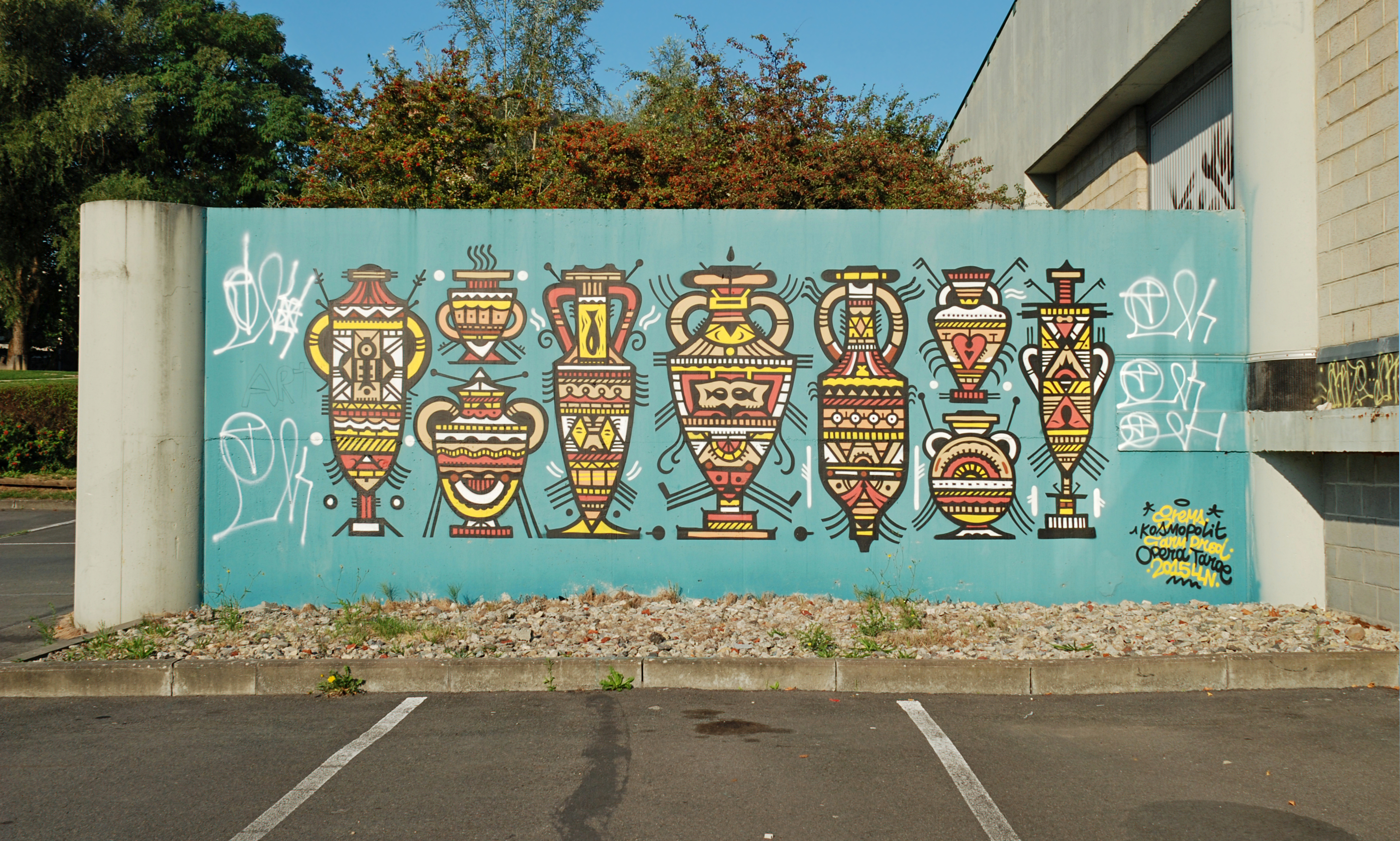
Les neuf urnes.
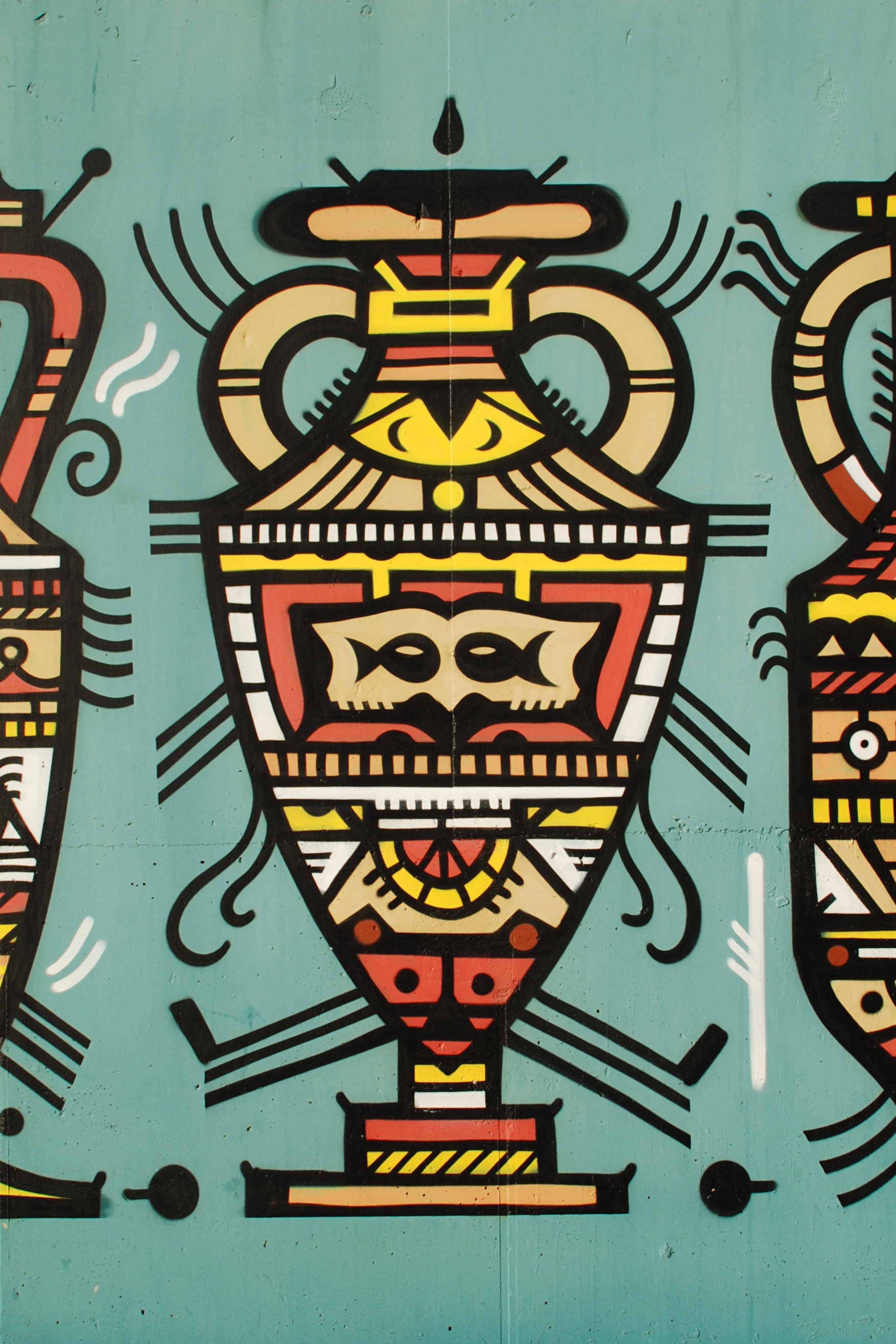
L'urne centrale.
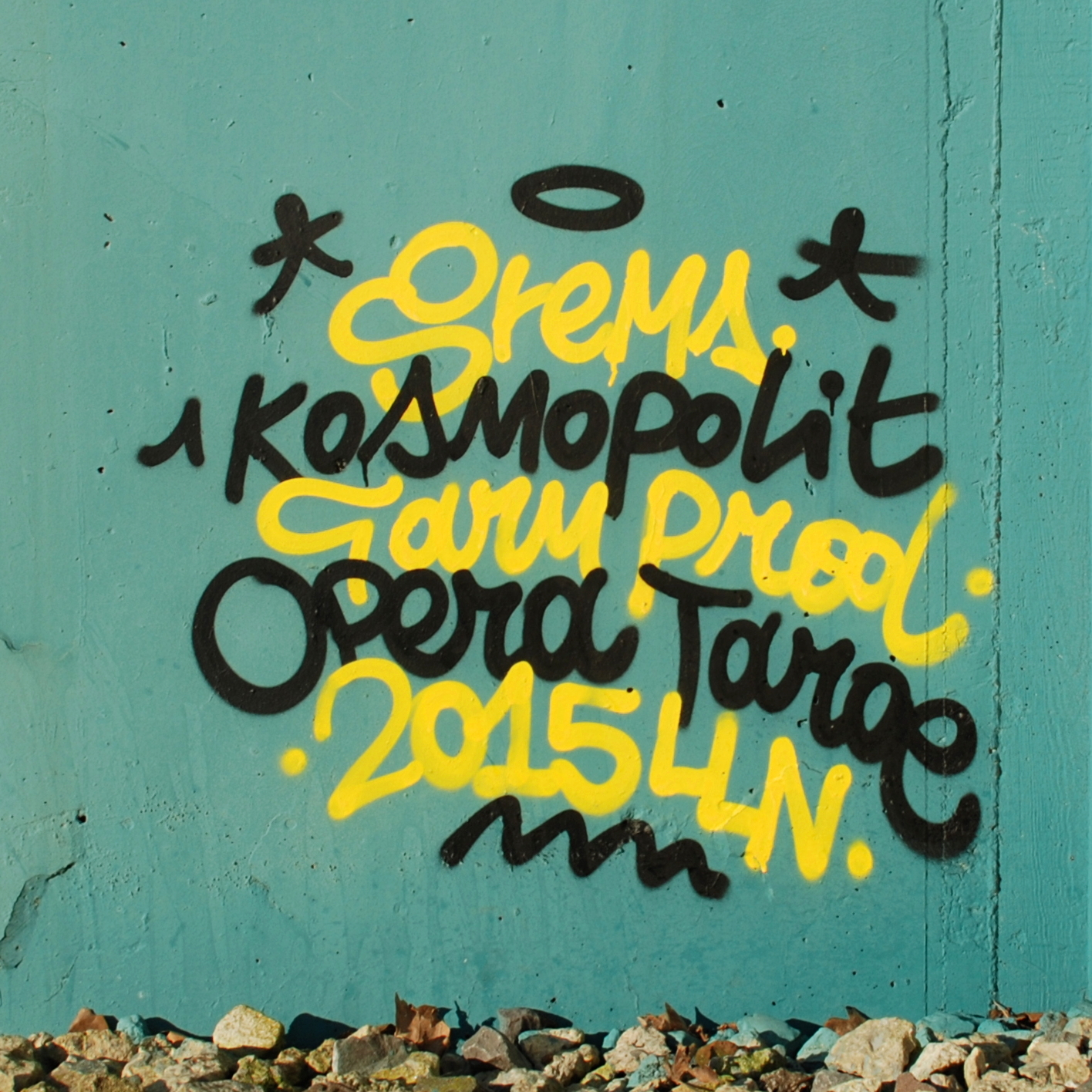
Signature de Grems, Opera et Taroe.

### Gare de Louvain-la-Neuve
Le Kosmopolite Art Tour 2015 a décoré de fresques le parapet, les ascenseurs, les escaliers et les quais de la gare de Louvain-la-Neuve qui ont remplacé des fresques qui avaient été réalisées lors du Kosmopolite Art Tour 2012 et que l'on peut encore apercevoir sur le portfolio de photos 2012 présenté sur le site kosmopolite.com.

#### Parapet de la rue des Condruziens

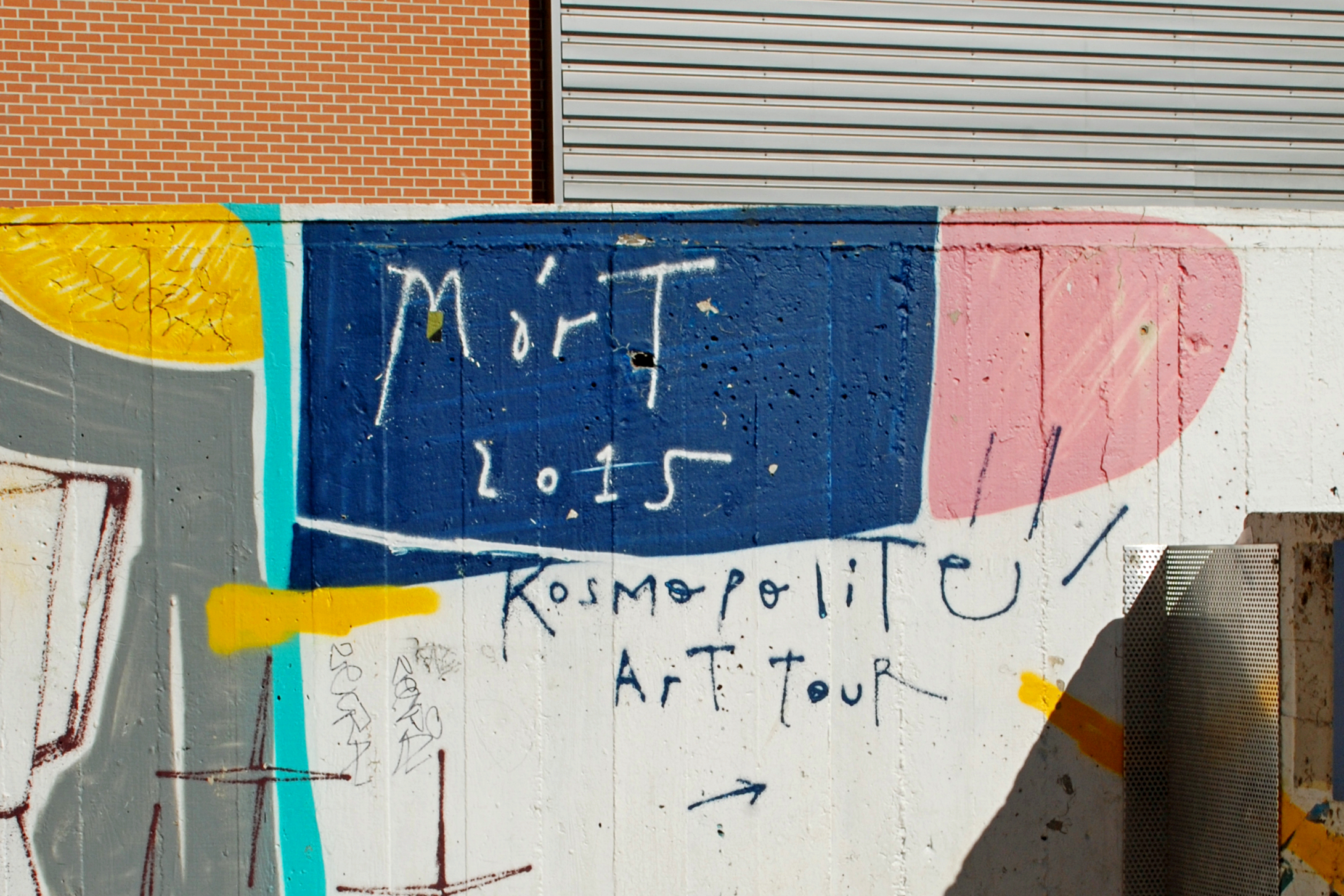
Signature de Mart Aire sur le parapet de la gare.

Le parapet situé derrière les Halles universitaires et qui borde la rue des Condruziens à la verticale des quais de la gare de Louvain-la-Neuve est orné de peintures murales de Mart Aire,.
Mart Aire est un artiste argentin né en 1986 à Buenos Aires. Il a commencé à peindre dans les rues de sa ville natale dans les années 1990 et, à l'âge de 12 ans, il s'est joint à des graffeurs plus âgés pour participer à la première grande vague d'artistes graffeurs en Argentine,. Après avoir peint des trains, il s'est tourné vers des peintures murales,. Ses peintures murales, de nature souvent fantaisistes,, sont ludiques, colorées, vibrantes et toujours positives. Il est l'un des rares artistes de rue dont les peintures murales mettent régulièrement en vedette des bicyclettes, ou des gens stylisés à bicyclette qu'il peint avec de fines lignes réalisées à main levée,.
L'artiste a représenté de gauche à droite (donc de l'escalier qui mène au quai no 1 vers celui qui mène au quai no 2) un vase, des poissons jaunes, des fleurs, un jeune homme, des oiseaux, un sablier, une plante en pot, un jeune homme coiffé d'un bonnet vert, un vélo ainsi qu'une cafetière et une tasse à café sous lesquelles est écrit « Bonjour ».
Il signe « Mart 2015 Kosmopolite Art Tour » juste avant le début de l'escalier qui mène au quai no 2.

Le parapet de la gare décoré par Mart Aire
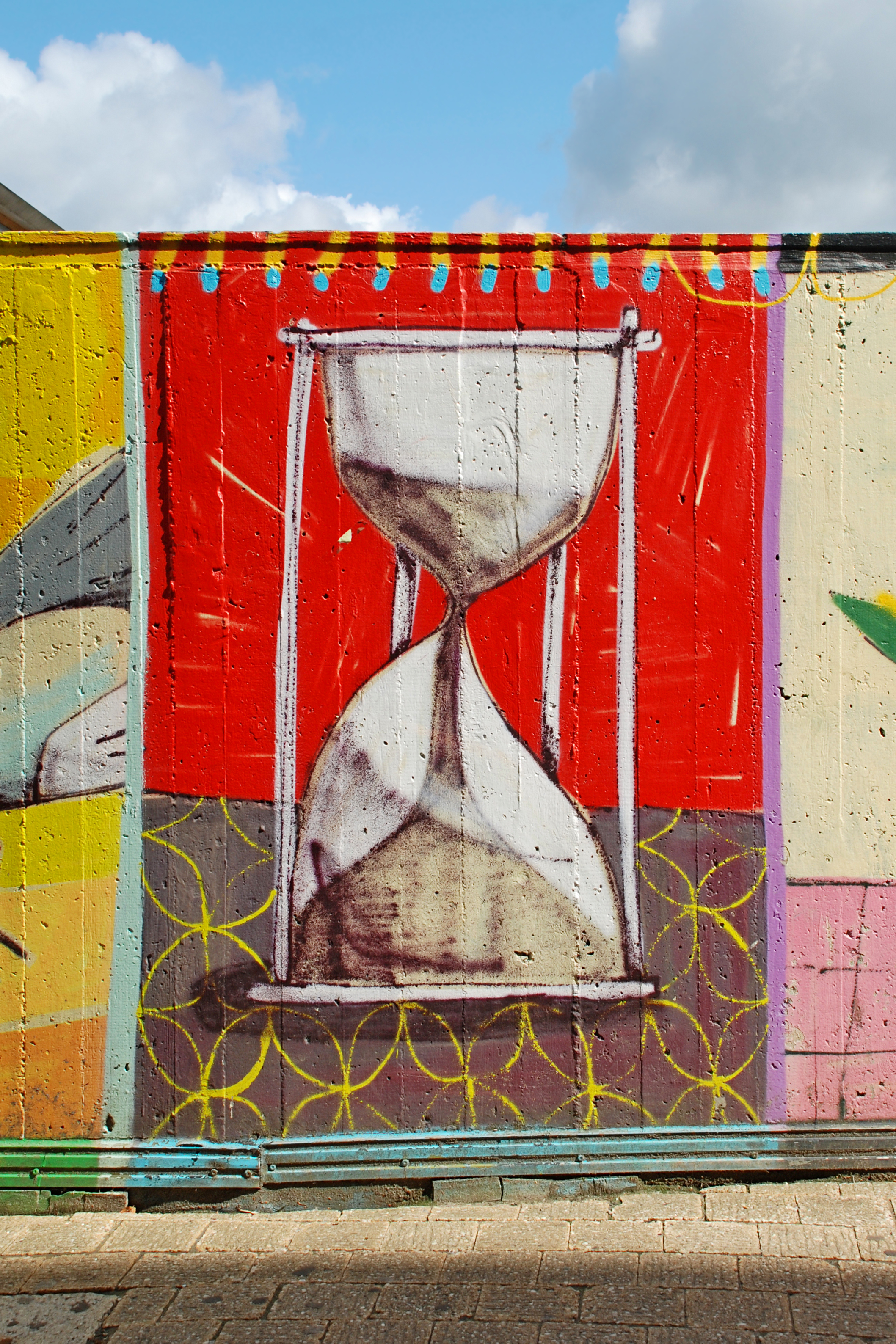
Sablier.
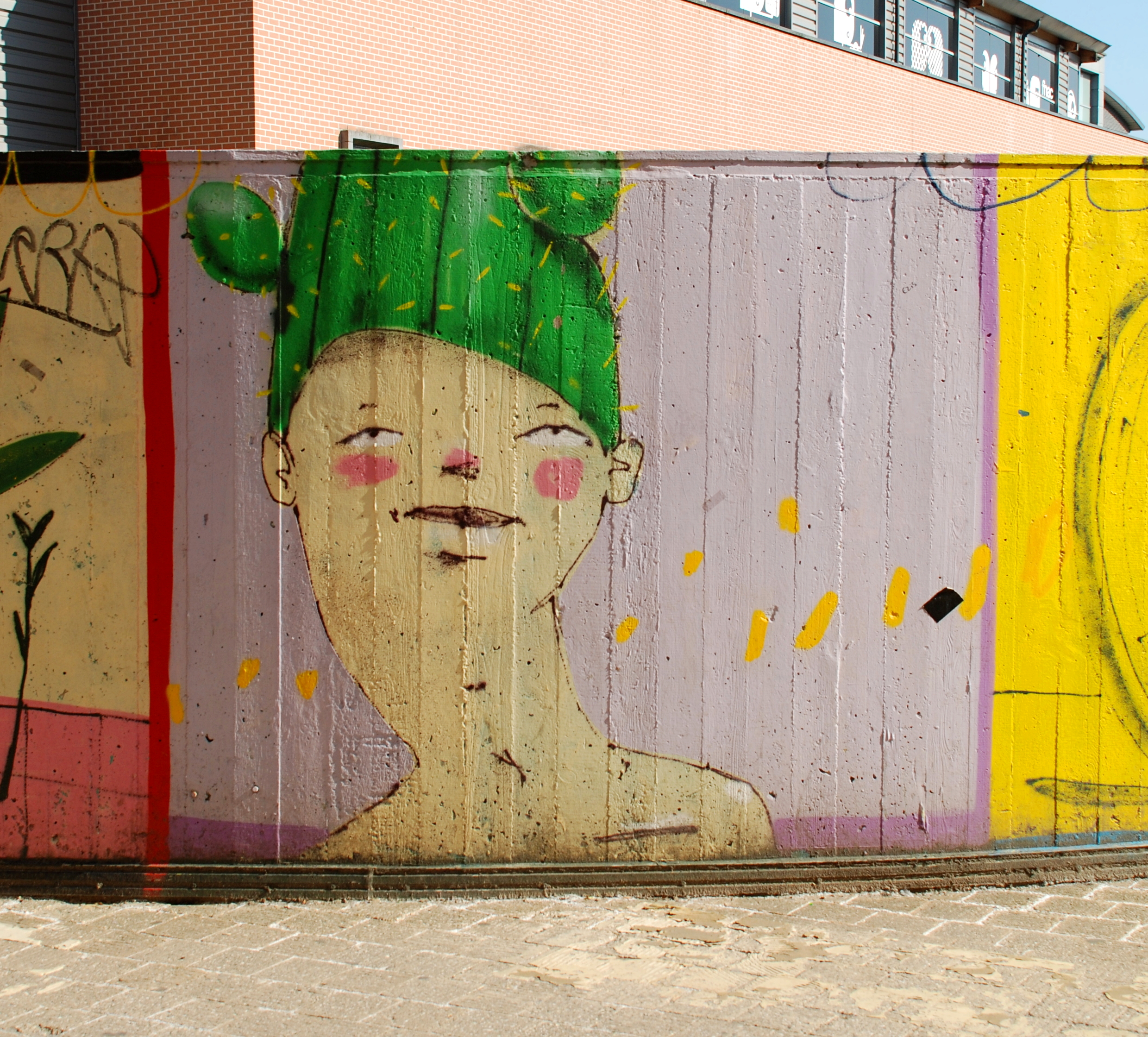
Jeune homme au bonnet vert.
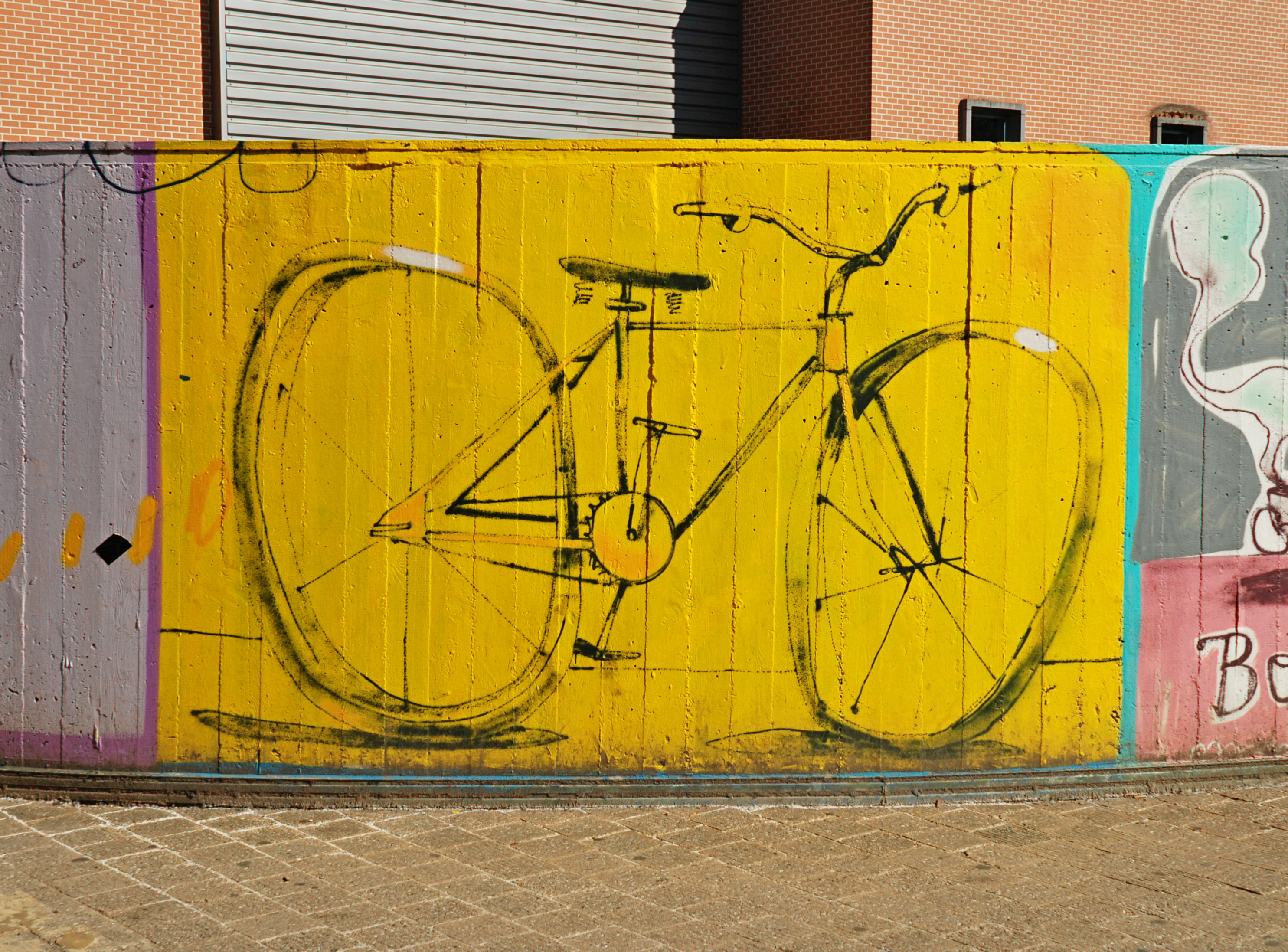
Vélo.
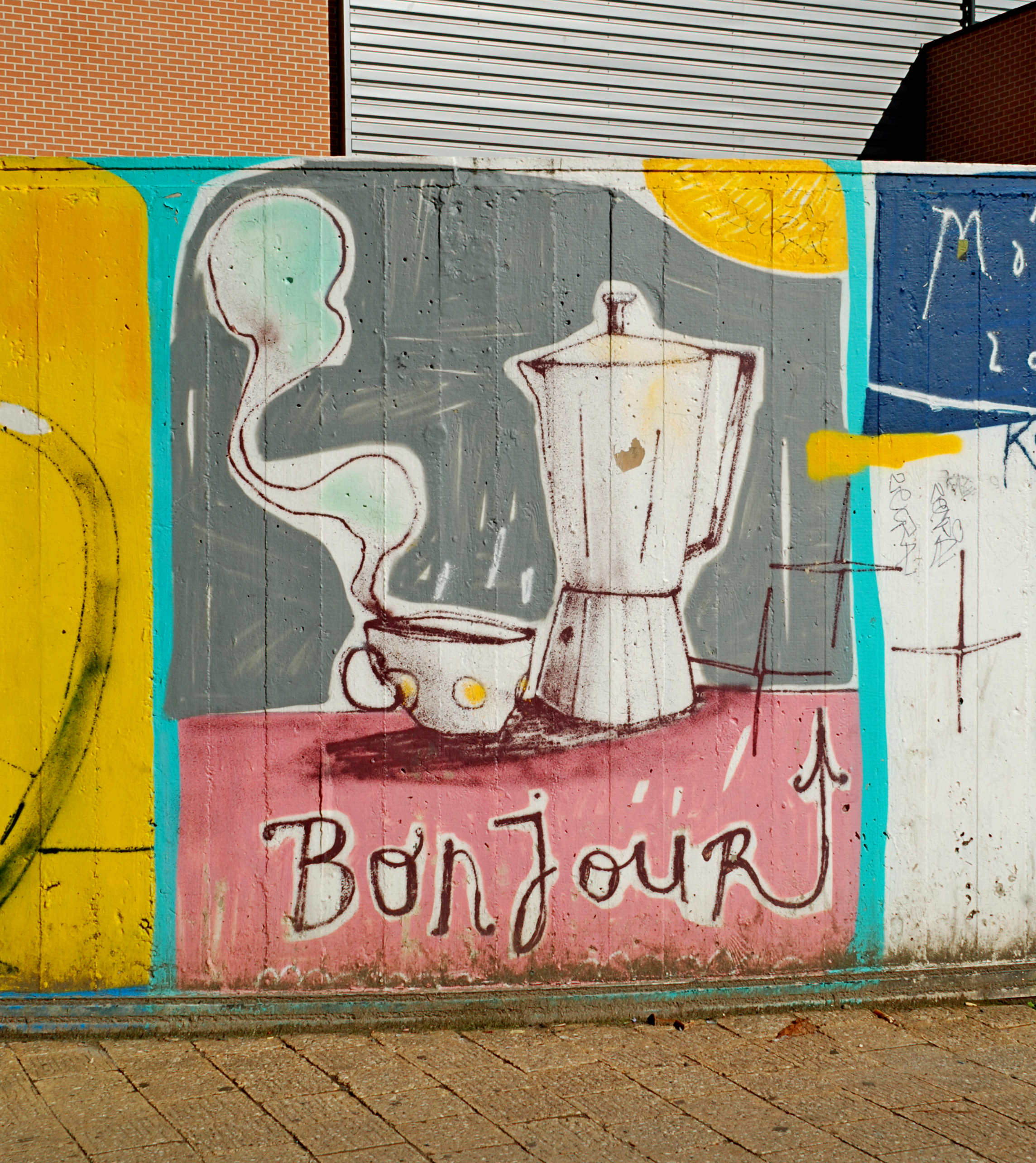
Cafetière.

#### Ascenseurs

##### Ascenseur décoré par Kool Koor

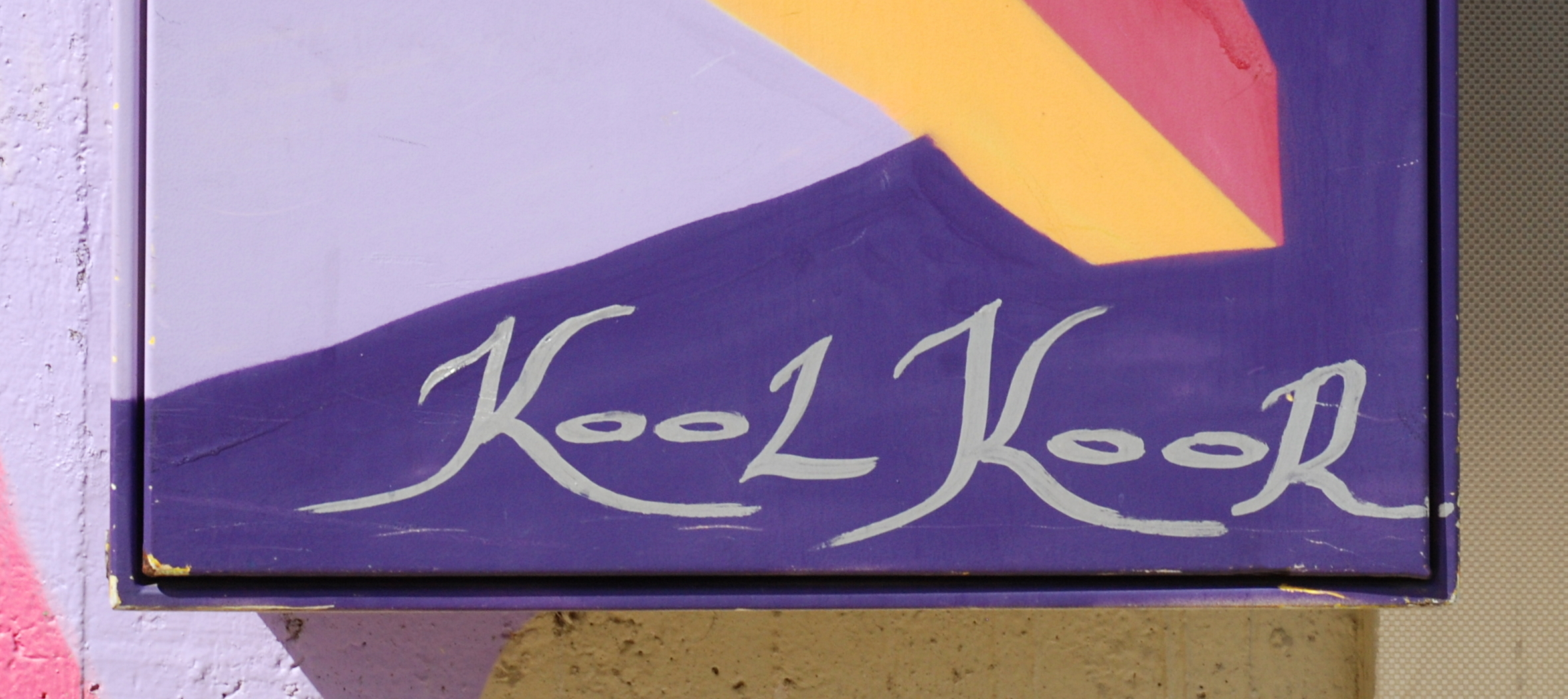
La signature de Kool Koor au niveau 0, disparue en 2018.

L'ascenseur de style « béton brut » qui mène de la rue des Condruziens au quai no 1 de la gare de Louvain-la-Neuve a été décoré par le graffeur américain Kool Koor.
Kool Koor, de son vrai nom Charles Hargrove, est né à New York en 1963, dans le South Bronx, le lieu de naissance du graffiti,. Fils de peintres, il étudie l'architecture et l'illustration. Il réalise ses premiers graffiti à l'âge de 13 ans et est l'un des pionniers du tagging des rues et du métro de New York,,. Il déclare lui-même : « J'ai fait partie des premiers graffeurs de New York. J'ai commencé le graffiti en 1976 ». 
Lors du Kosmopolite Art Tour 2015 à Louvain-la-Neuve, il décore l'ascenseur qui mène au quai no 1 de la gare : « Je voudrais créer un labyrinthe qui représente les gens qui passent par ici. Dès que j'ai vu les photos de l'endroit ça m'a plus, notamment parce que les murs sont arrondis ».
Le graffeur signe deux fois : sur le boîtier à gauche de la porte au niveau 0, et à droite de la porte, dans ses arabesques de couleur au niveau -1. On notera que la signature du niveau 0 a disparu entre avril et août 2018.

L'ascenseur de la gare de Louvain-la-Neuve décoré par Kool Koor
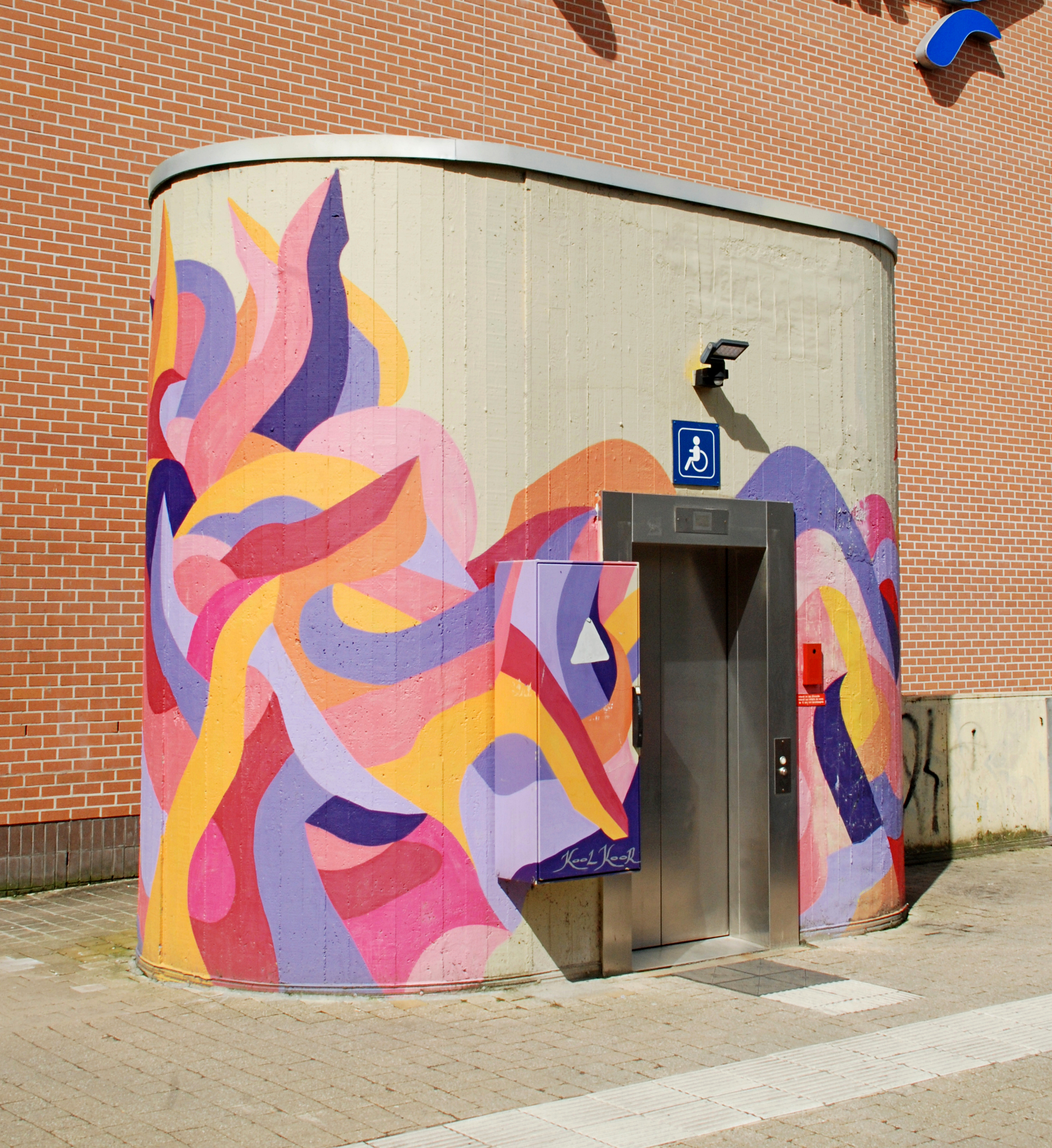
Niveau 0.
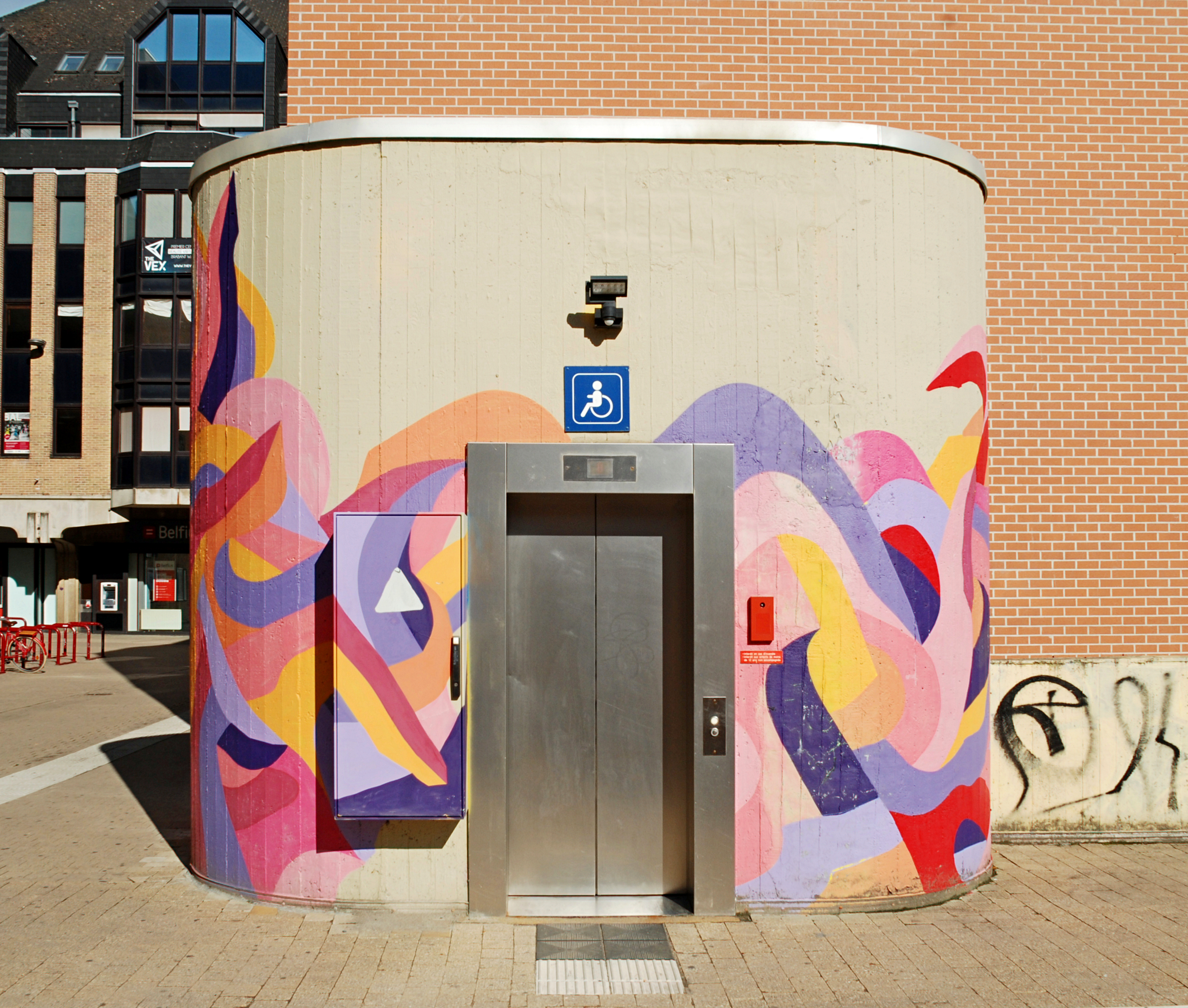
Niveau 0.
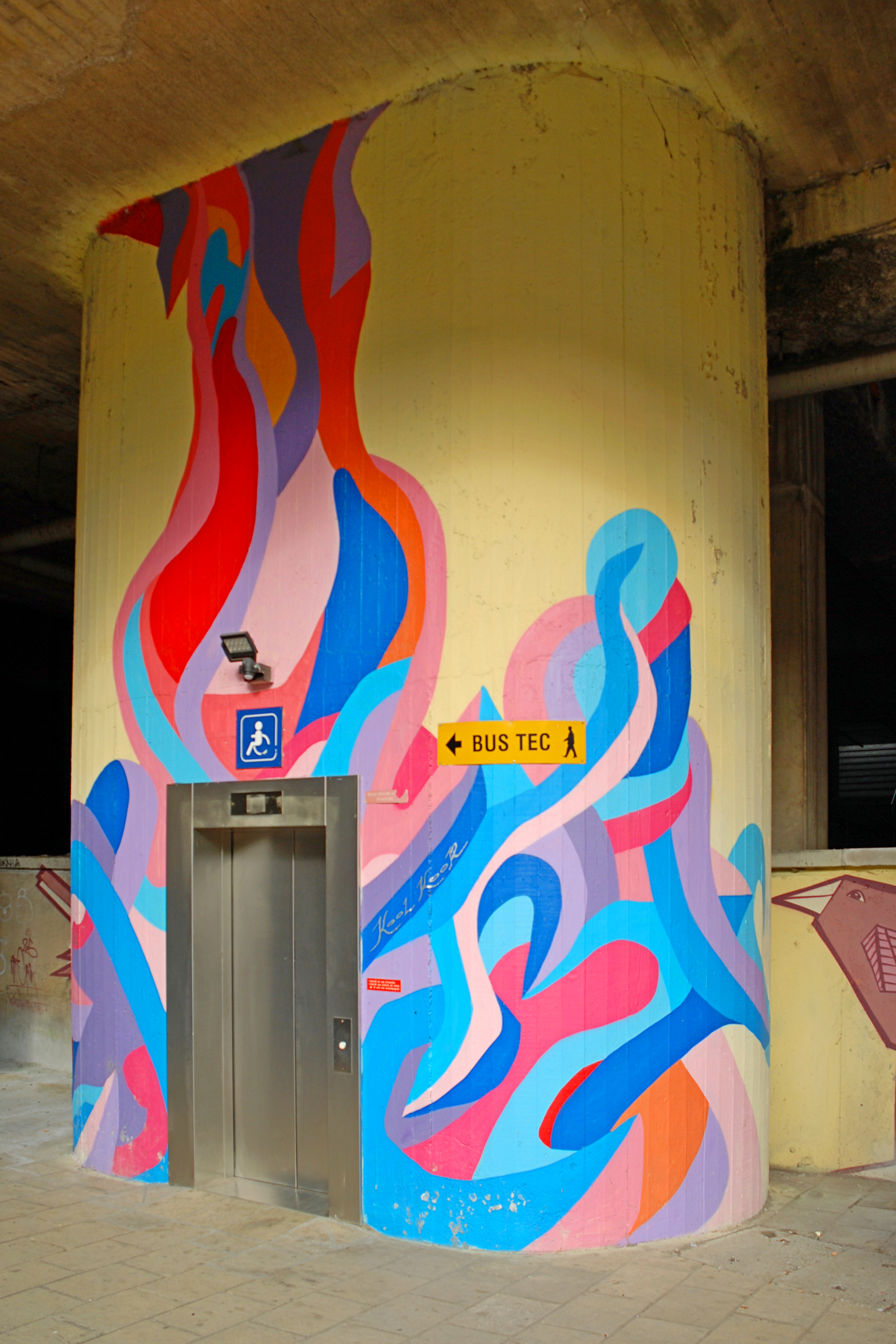
Niveau -1.
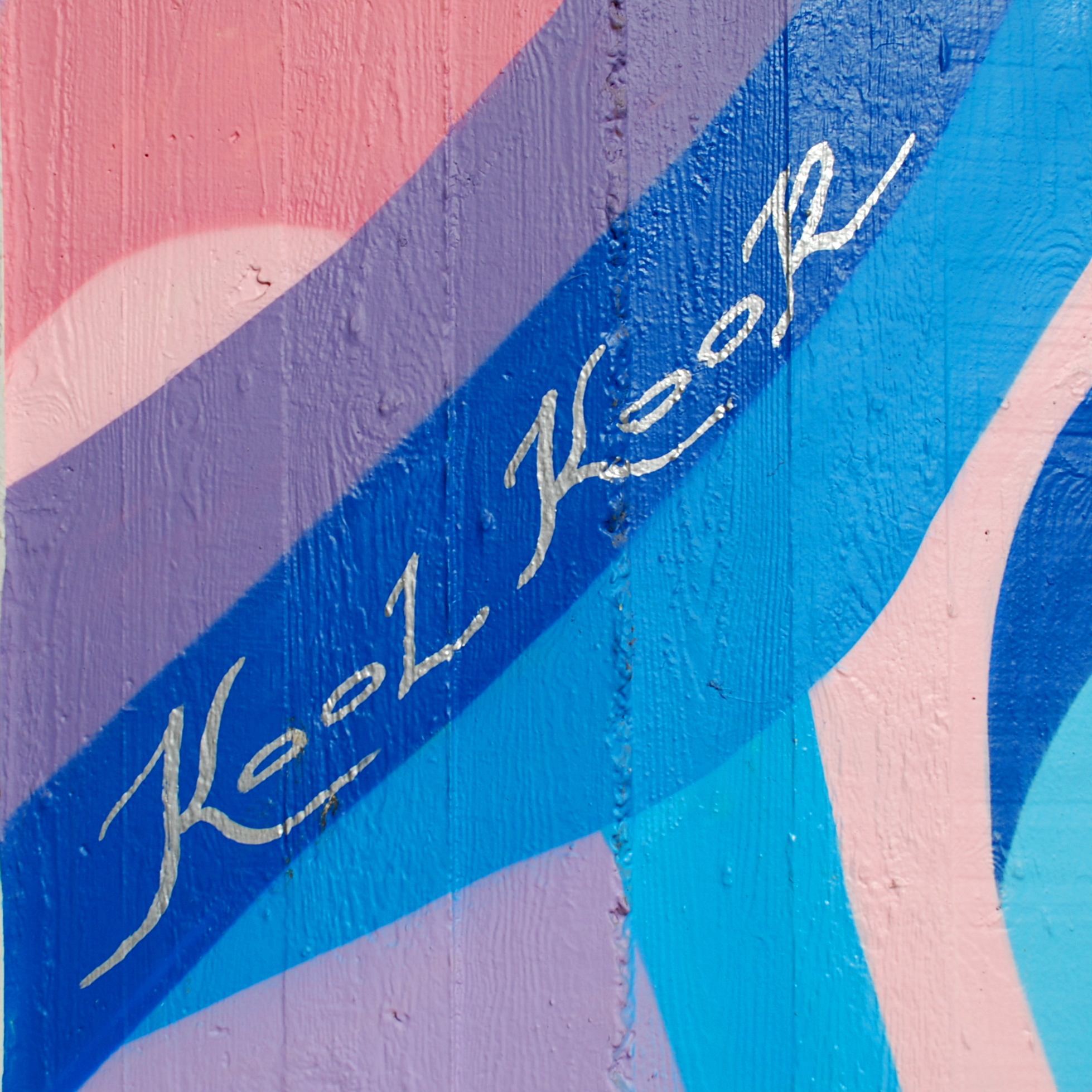
Signature au niveau -1.

##### Ascenseur décoré par Popay
Faisant face à l'ascenseur orné par Kool Koor, l'ascenseur qui mène de la rue des Condruziens au quai no 2 de la gare de Louvain-la-Neuve a été décoré par le graffeur français d'origine espagnole Popay, Juan Pablo de Ayguavives de son vrai nom.
Contrairement à Kool Koor qui a opté pour un style non figuratif, Popay opte ici pour un style figuratif qui évoque la nature, avec des montagnes, des lacs, des arbres et des chemins.
Le graffeur ne signe pas explicitement son œuvre.

L'ascenseur de la gare de Louvain-la-Neuve décoré par Popay
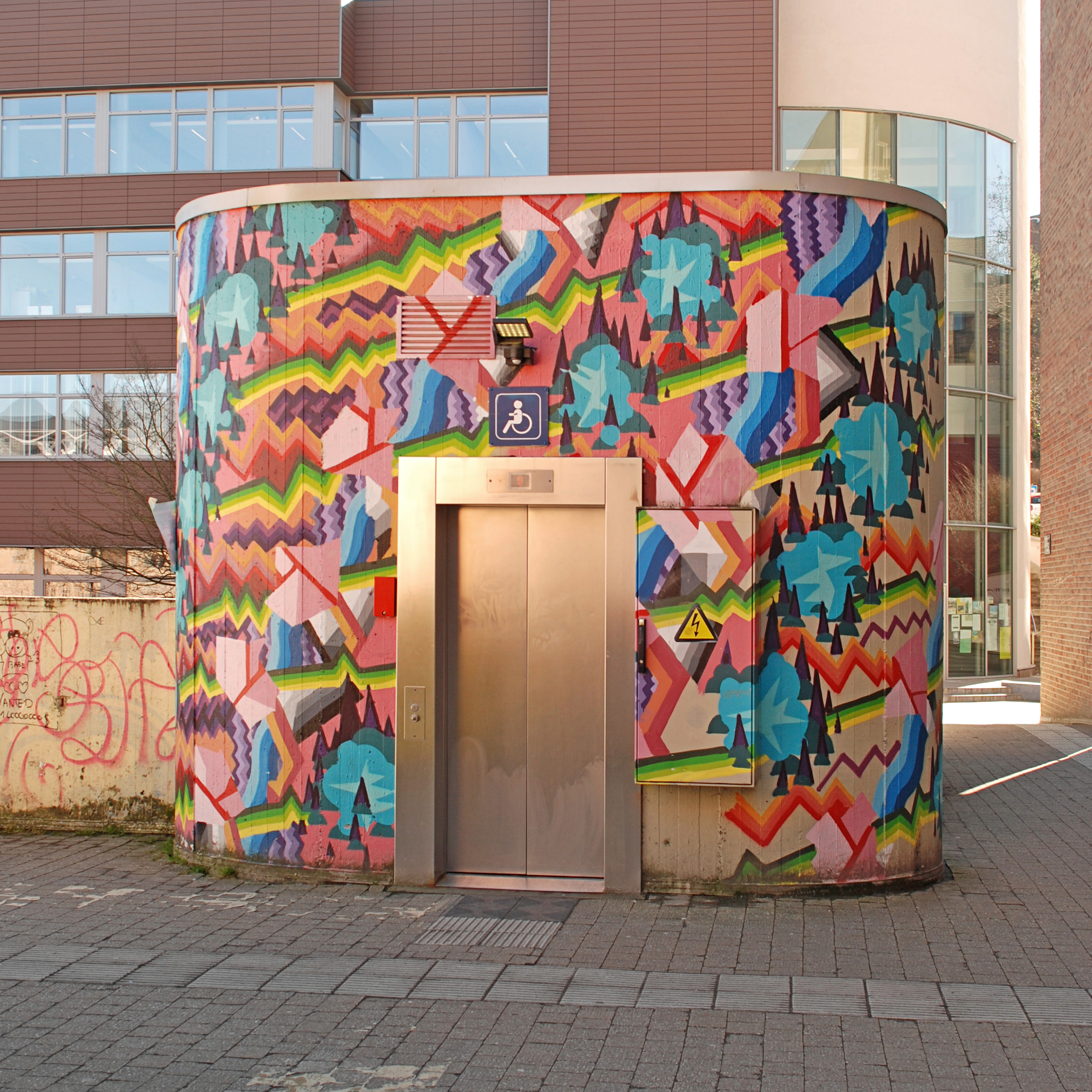
Niveau 0.
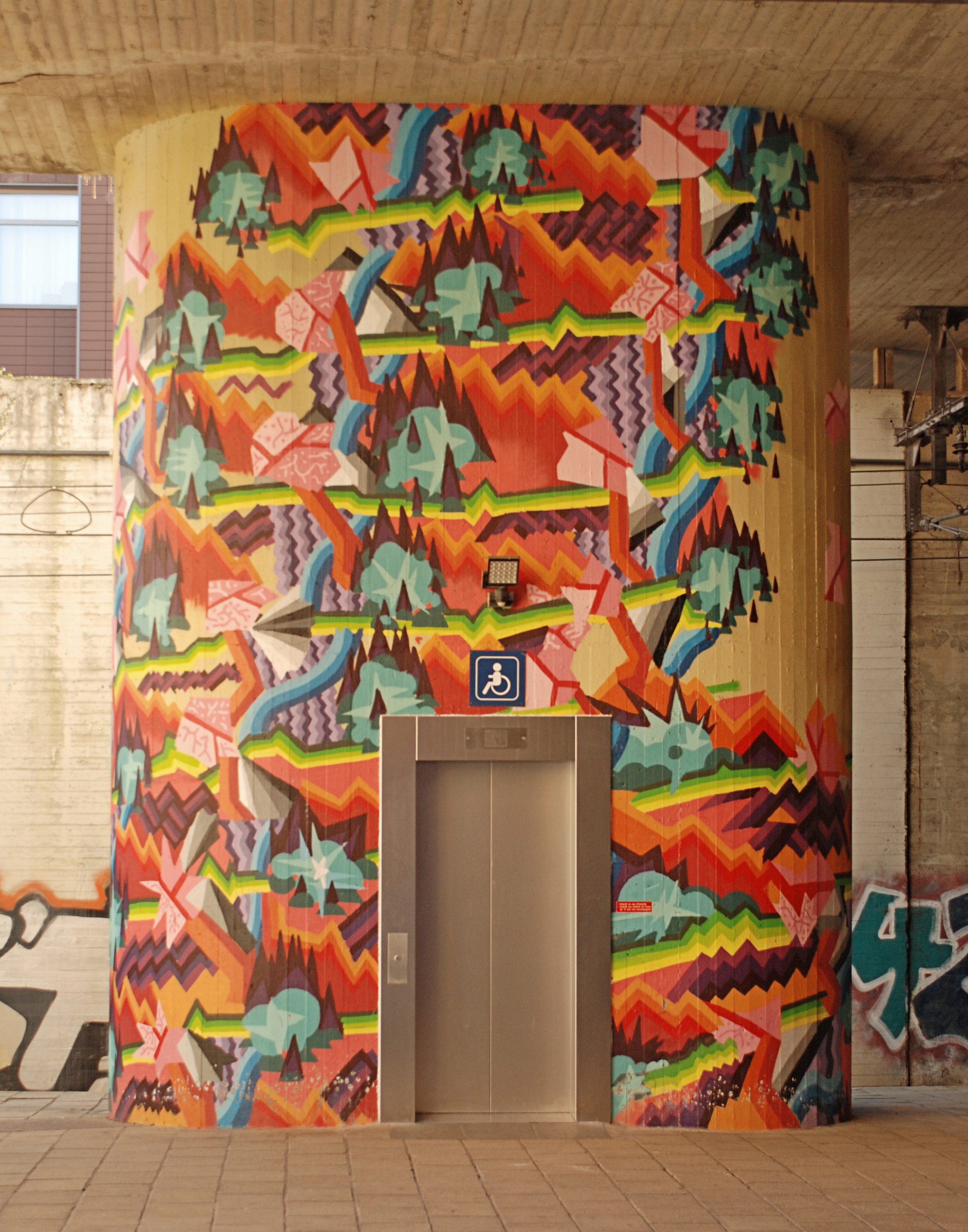
Niveau -1.
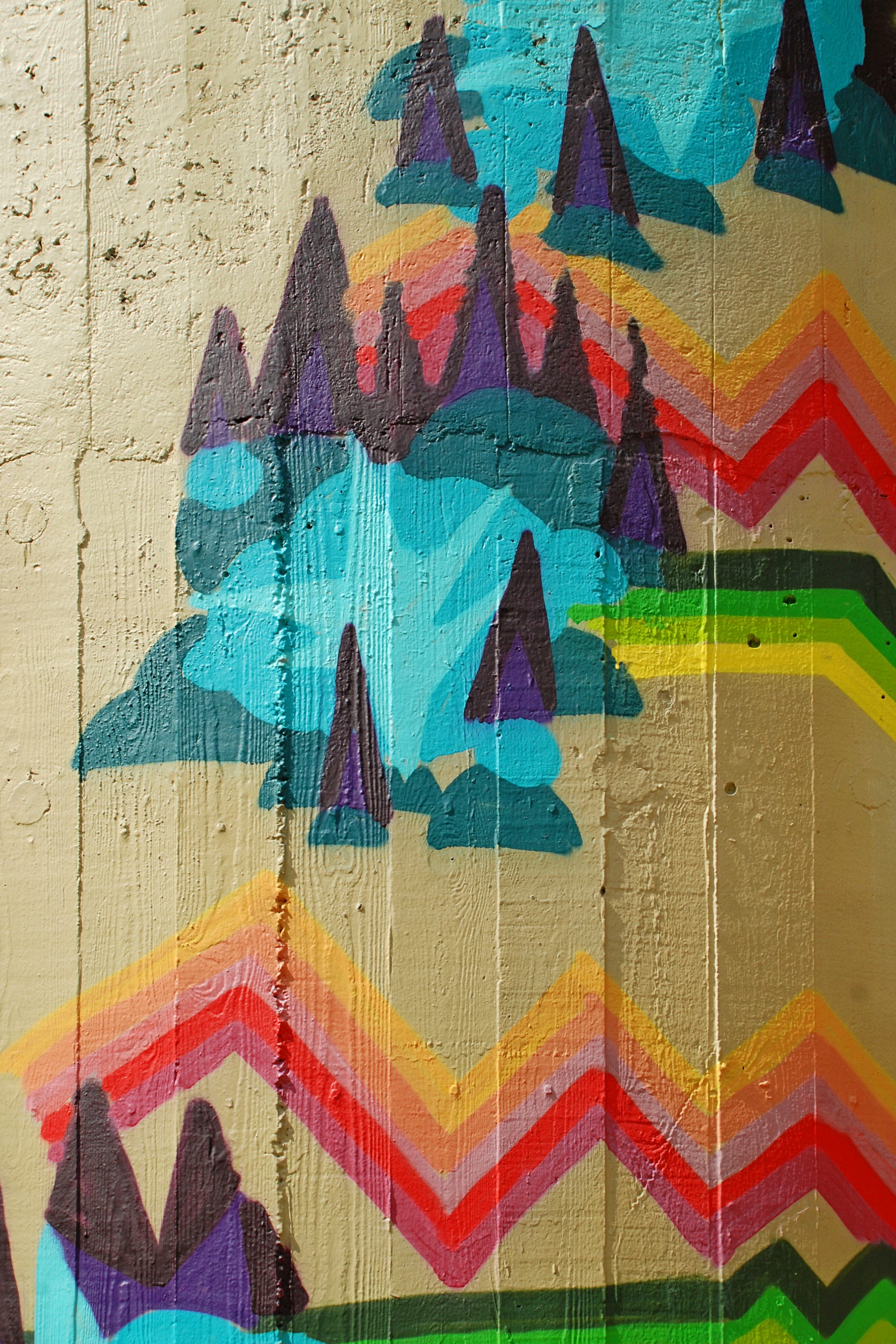
Ornementation du niveau 0.
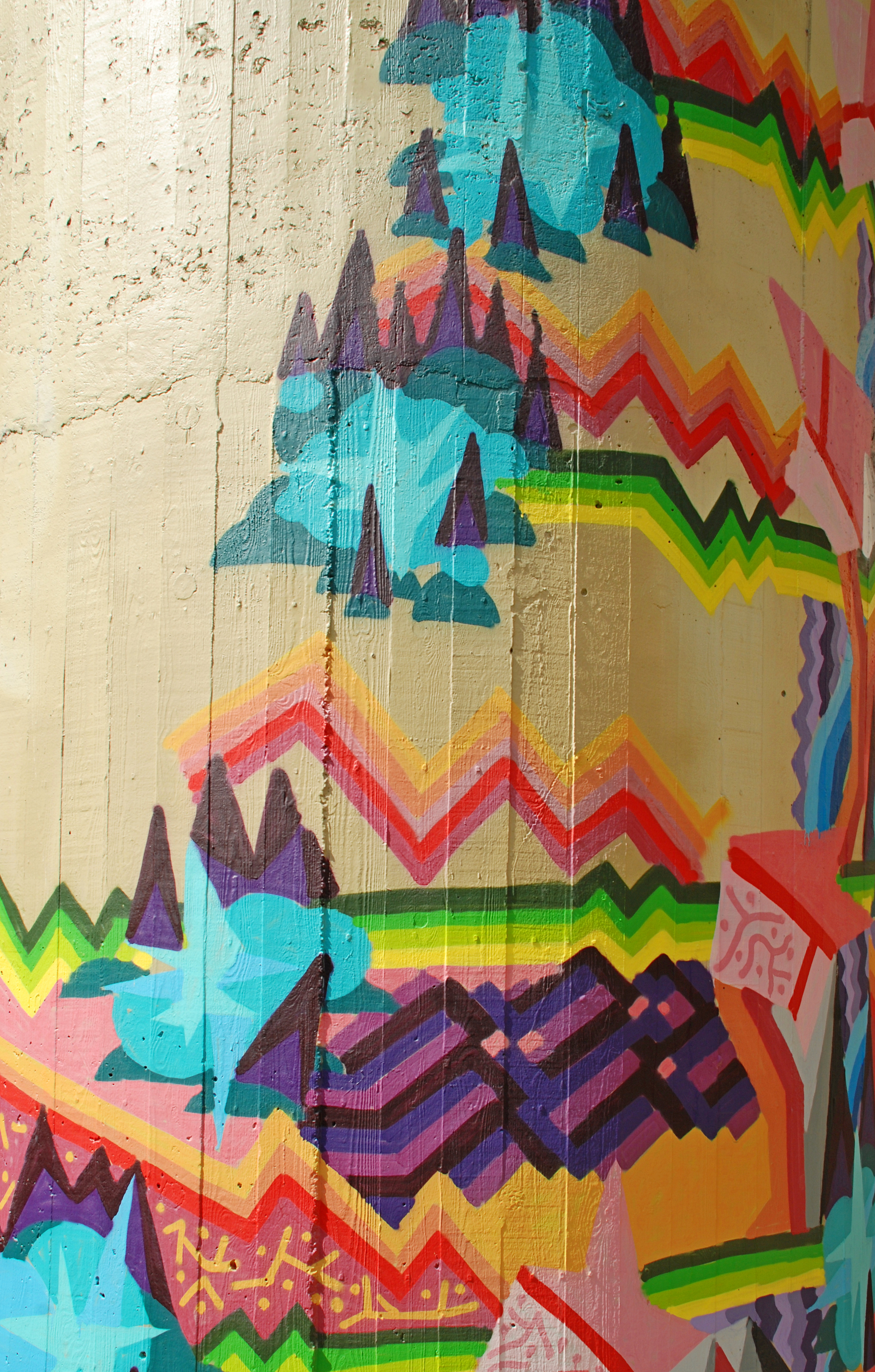
Montagnes, lacs et sapins.
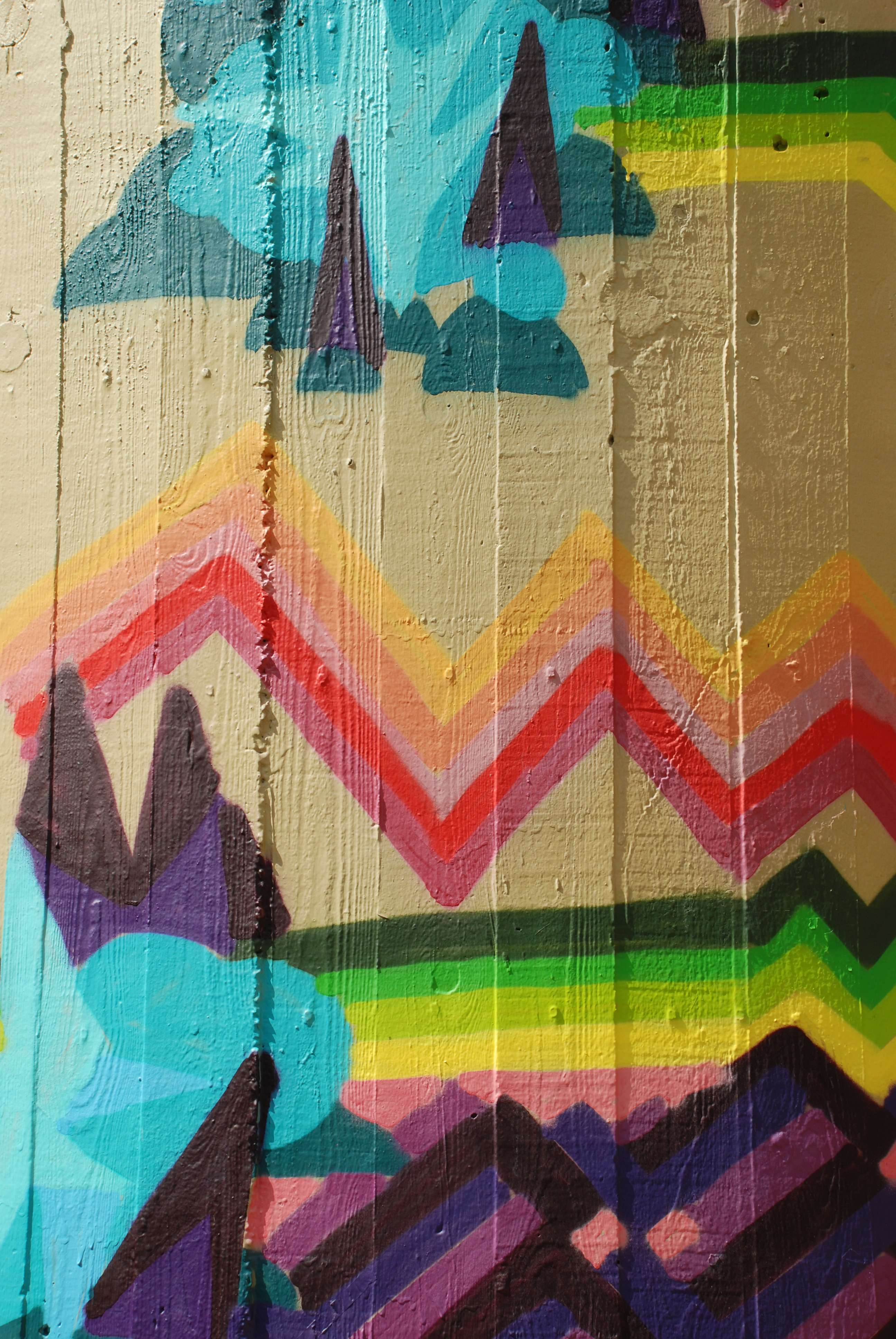
Aspect « béton brut ».

#### Escaliers

##### Escalier menant au quaino1

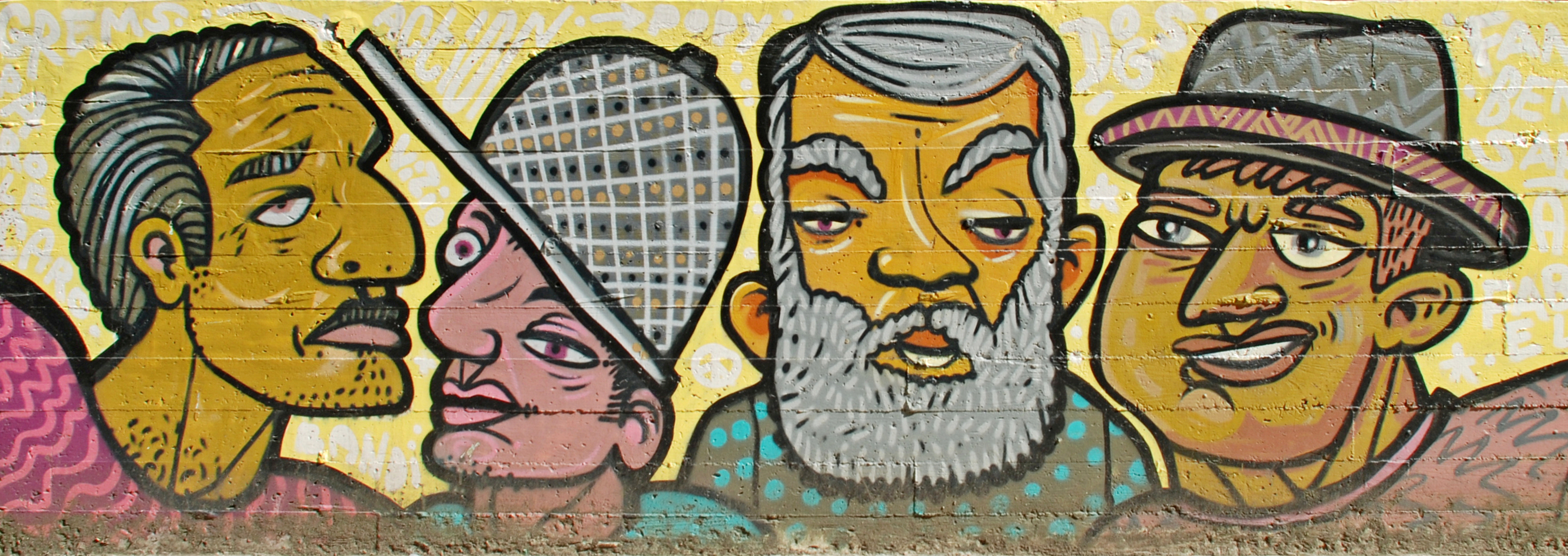
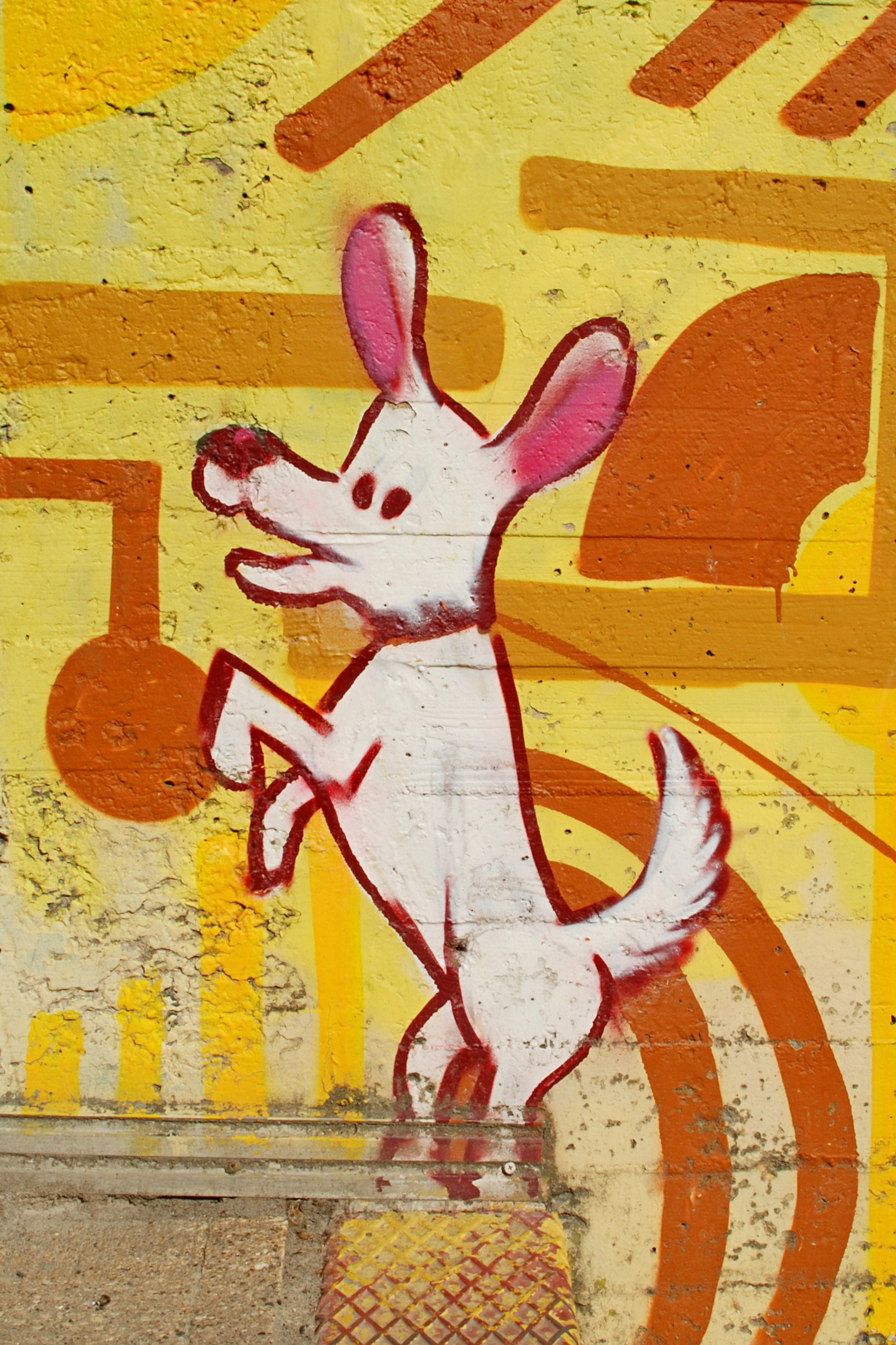

Les rampes de l'escalier qui mène au quai no 1 de la gare sont ornées de nombreux portraits réalisés par Arno 2bal, alias Arno Debal, un artiste belge formé à l'institut Saint-Luc de Tournai, cofondateur en 2003 du collectif de graffeurs bruxellois « Farm Prod », qui a travaillé à Kinshasa en tant que professeur d'Arts Plastiques au lycée français
,
.
Selon le site Brussels Art Factory « Il trouve son inspiration dans les grands classiques de l'histoire de l'art mais aussi dans l'art moderne, les motifs tribaux ou encore la bande dessinée ».
Entre les portraits, on aperçoit les noms de très nombreux artistes, parmi lesquels on reconnaît ceux de Grems, Bandi, Ilk et Oli, ainsi que le logo de « Farm Prod ».
Arno Debal a signé « Arno 2bal Be. 2015. » dans une niche située en haut de l'escalier.
Le socle de l'escalier qui mène au quai no 1 est orné d'une grande composition dans les tons bleus et verts due à Nadib Bandi. 
Sous l'escalier se cachent des peintures murales de Nadib Bandi, HMI et Brisk,,.
Nadib Bandi est un artiste français né en 1980 en France, dans la région frontalière de Genève. Il qualifie lui-même son art de « graffiti abstrait constructiviste » ou de « post-graffiti » et, selon le site de la Galerie Francis Noël, « il s'intéresse également à la peinture abstraite, tout particulièrement au mouvement de l'abstraction lyrique ». Il réalise ici un autoportrait qu'il signe « Bandi » en haut à droite.
Lionel Dury, alias Brisk, quant à lui, est un jeune artiste belge originaire de Corbais en Brabant wallon. Âgé de 18 ans en 2015, il se promenait dans Louvain-la-Neuve avec un ami pour saluer les graffeurs du Kosmopolite Art Tour et a proposé spontanément son aide à Nadib Bandi. « Je n'y croyais pas quand Nadib a accepté que nous l'aidions ». Lionel Dury réalise, au dos de l'autoportrait de Bandi, une fresque à dominante rouge qu'il signe « Kosmopolite 2015 Brisk » au-dessus de sa fresque.
Face à la fresque de Brisk, HMI réalise un beau portrait, qu'il signe simplement « HMI » à gauche.

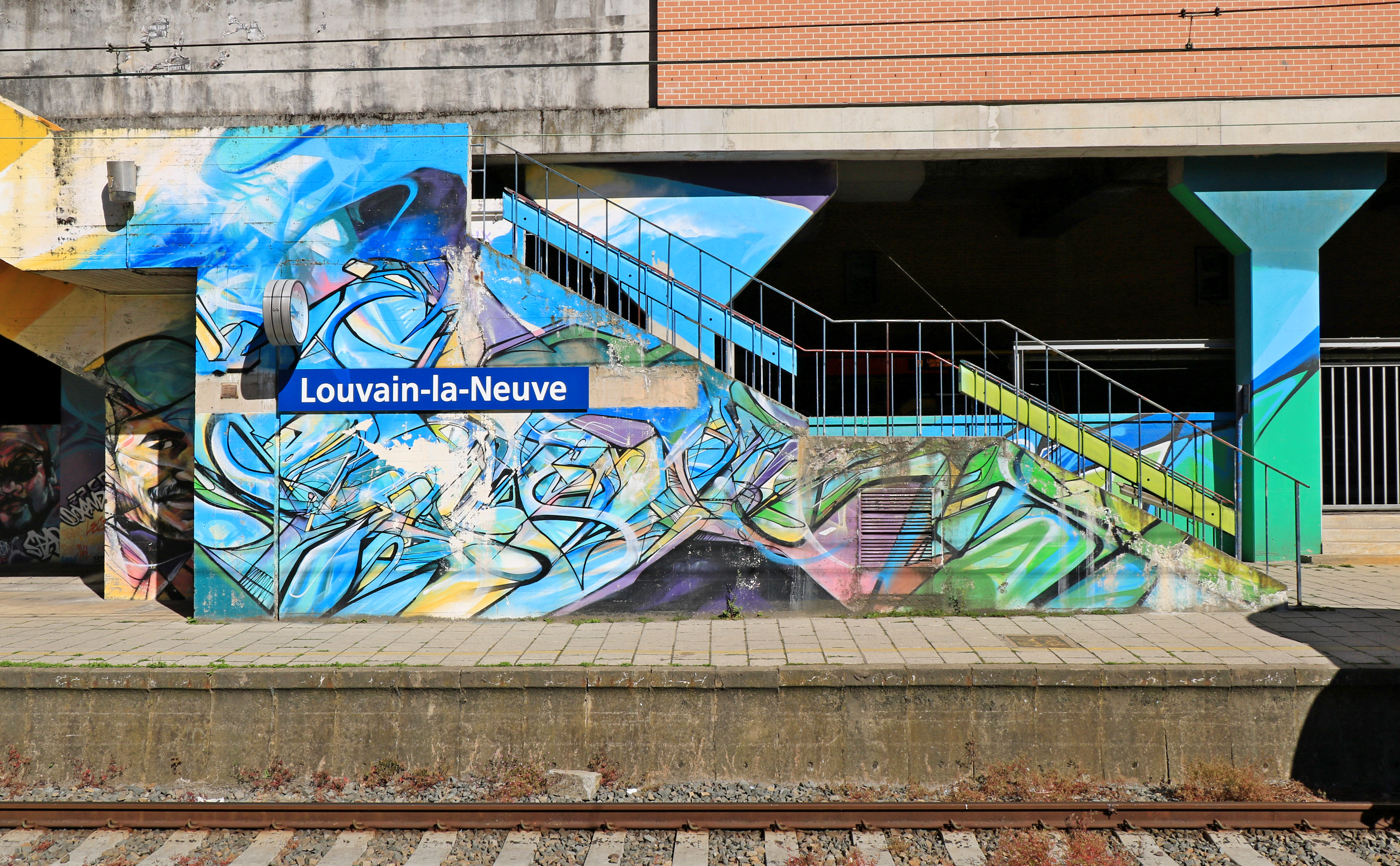
Fresque de Nadib Bandi sur l'escalier qui mène au quai no 1.
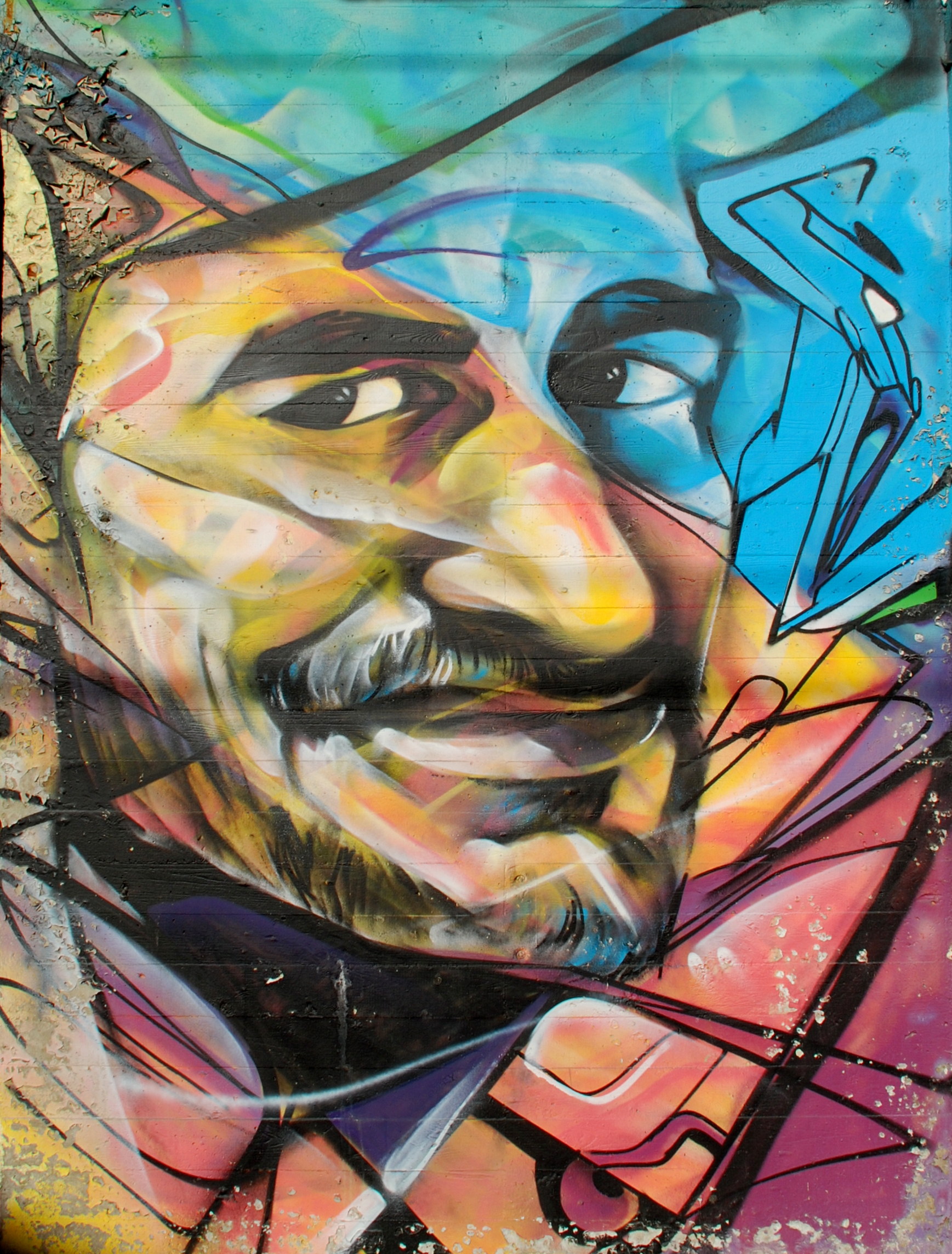
Autoportrait de Nadib Bandi.
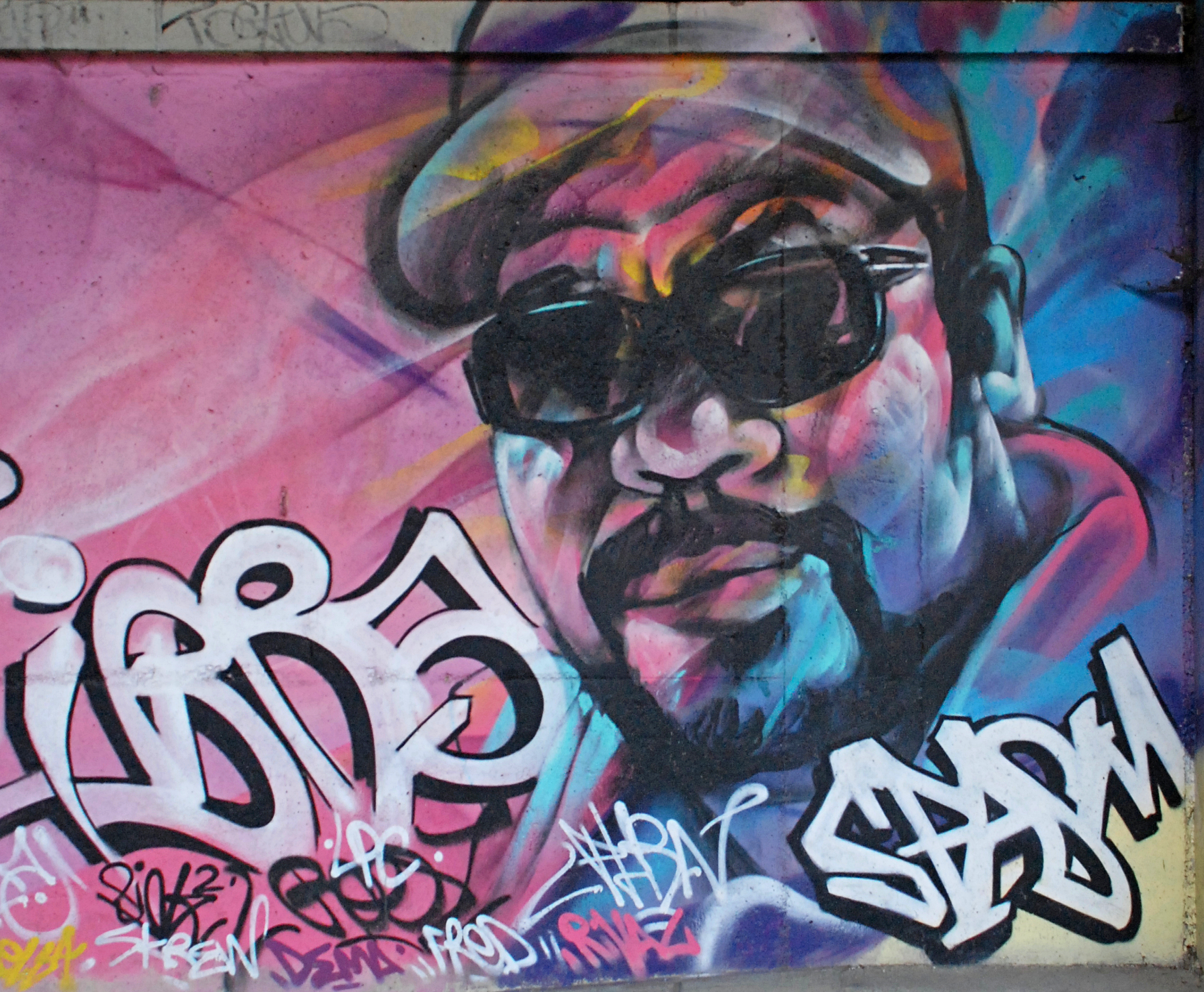
Fresque de HMI.

##### Escalier menant aux quaisno2etno3
Le socle de l'escalier qui mène aux quais no 2 et no 3 est orné, sur une face, d'une grande composition en forme de tourbillon dans les tons rouges et bleus due au graffeur Eyes-B et, sur l'autre face, d'une composition de Pelucas,,.
Eyes-B est un peintre et graffeur basé à Bruxelles,,. Peignant régulièrement depuis 2000, Eyes-B abandonne petit à petit le graffiti classique pour laisser place à la peinture abstraite. La musique est le moteur principal de son œuvre, ce qui lui a valu le surnom de « chef d'orchestre ».
Sa fresque emporte le spectateur dans un tourbillon de couleurs. Elle est signée « www.eyesb.be » en bas à droite.
Sous l'escalier se dissimulent d'autres fresques de Pelucas, qui signe « Pelucas 2015 ».

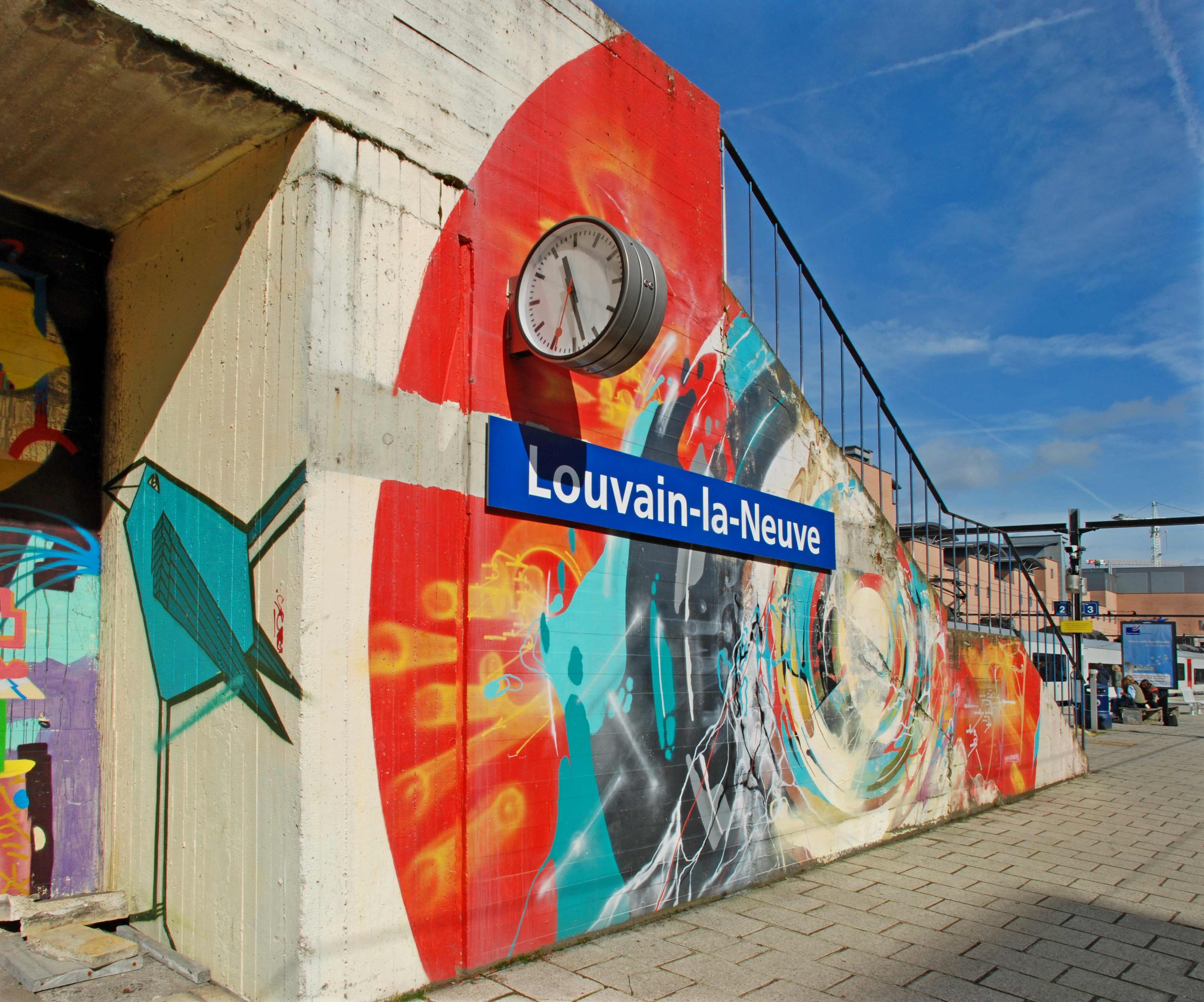
Fresque d'Eyes-B.
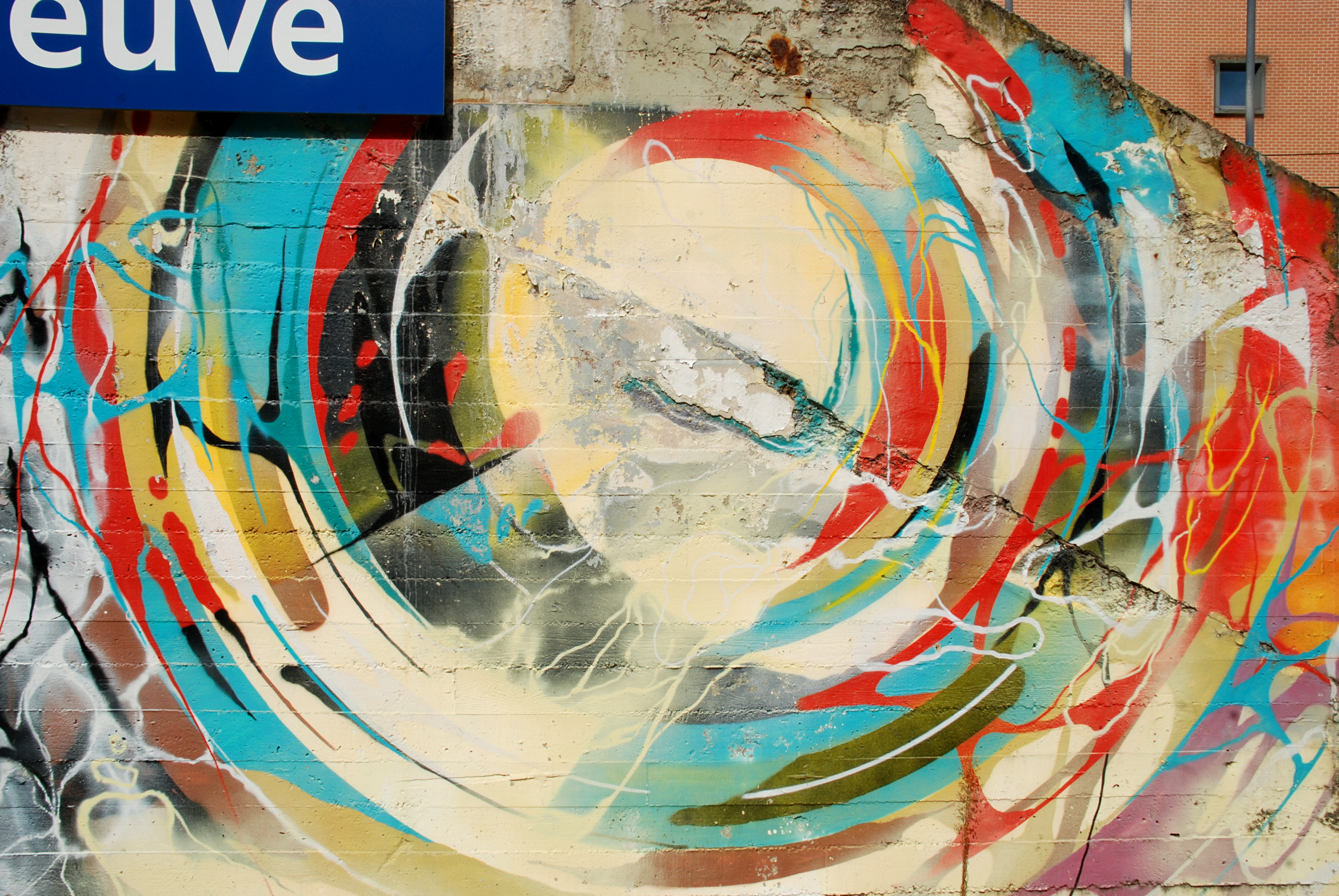
Tourbillon de couleurs (Eyes-B).
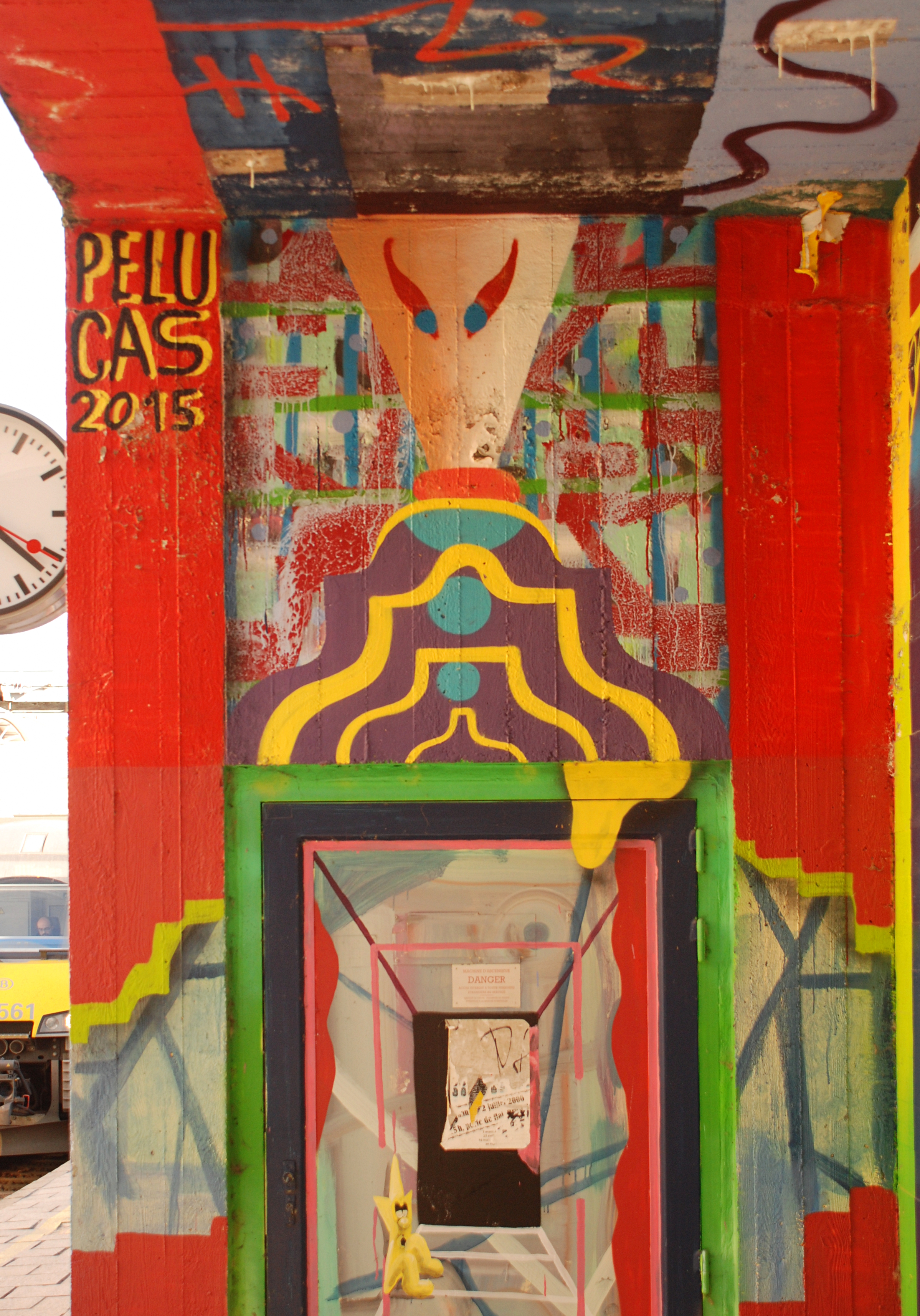
Fresque de Pelucas.
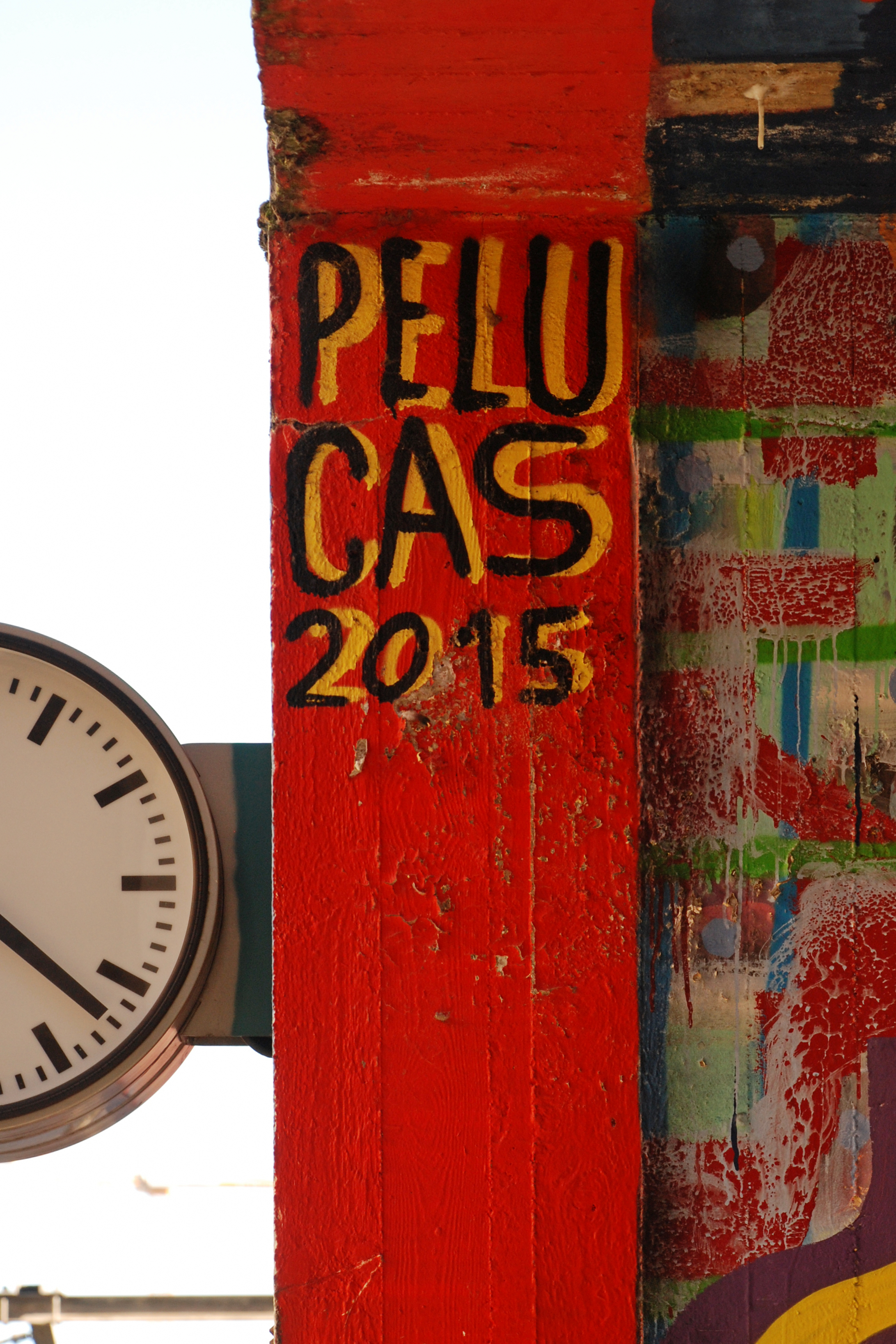
Signature de Pelucas.

#### Quai
Le mur du quai no 1 de la gare de Louvain-la-Neuve est orné de nombreuses fresques réalisées par Tyrsa, Zësar Bahamonte, Vision, Babs, Marina Zumi, Aitor Cara, Ilk, 2Shy, le collectif The Weird (Frau Isa, Cone et Rookie), Solid et Choc, Guitar, Daer, Johan Baggio, Damien-Paul Gal et Brisk,. 
Certaines d'entre elles ont été abîmées par des taggeurs, comme celles de Tyrsa (« Tyrsamisu ») et de Zësar dégradées par des inscriptions vulgaires, ou encore le train de Solid et Choc qu'un vandale a taggé « SNCB racket organisé ! ».

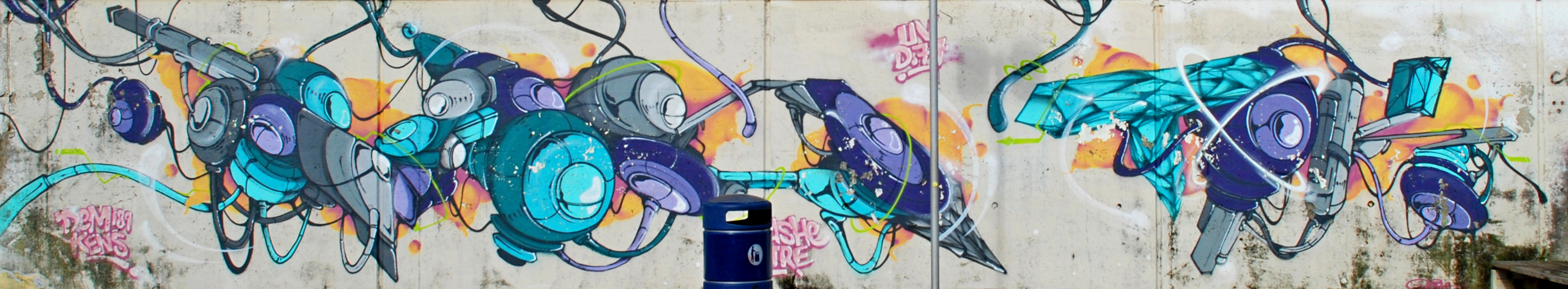
Fresque de Babs.

##### Marina Zumi
La fresque la plus poétique est assurément celle de la graffeuse argentine, Marina Zumi, qui avait déjà réalisé une fresque sur le parking du Sablon lors du Kosmopolite Art Tour 2012. Marina Zumi fut l'un des premiers membres du collectif Expression Session, un groupe de street art expérimental de Buenos Aires.
L'artiste dépeint une scène nocturne africaine, dans des tons à dominante bleue, représentant des antilopes et des brebis en train de boire. Elle signe « Marina Zumi » en blanc en bas à gauche, et « Zumi » en noir en bas à droite.

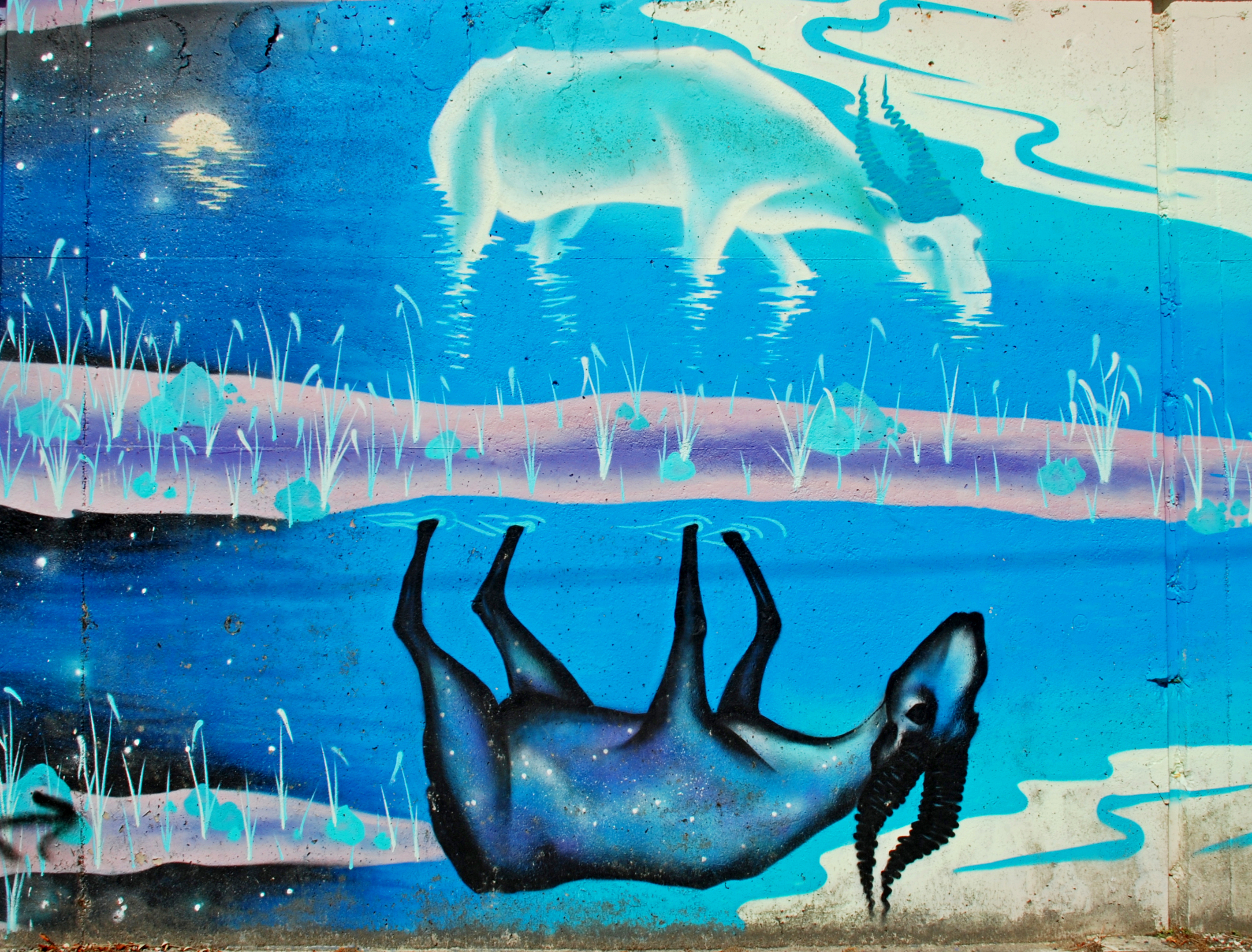
Antilopes.
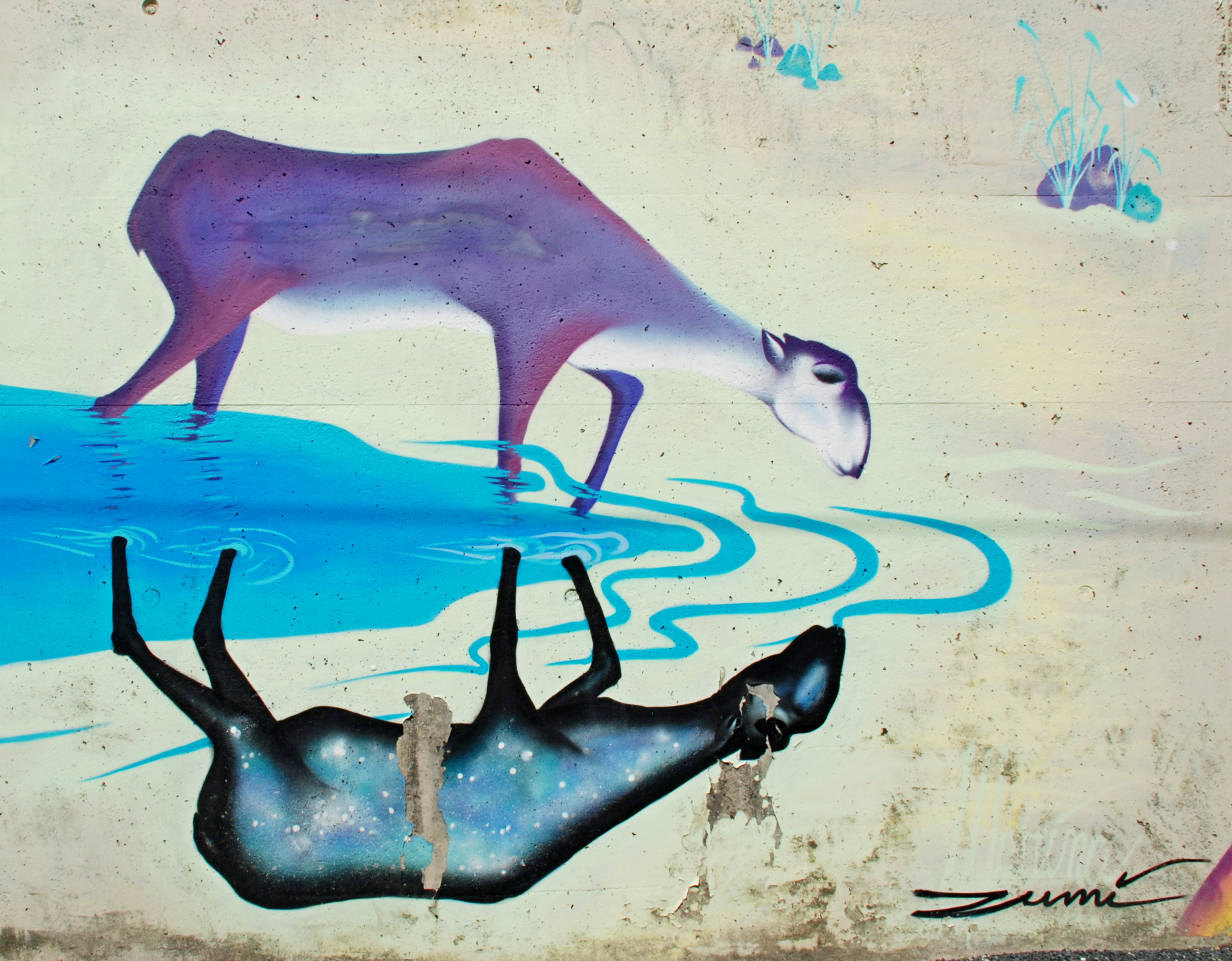
Brebis.
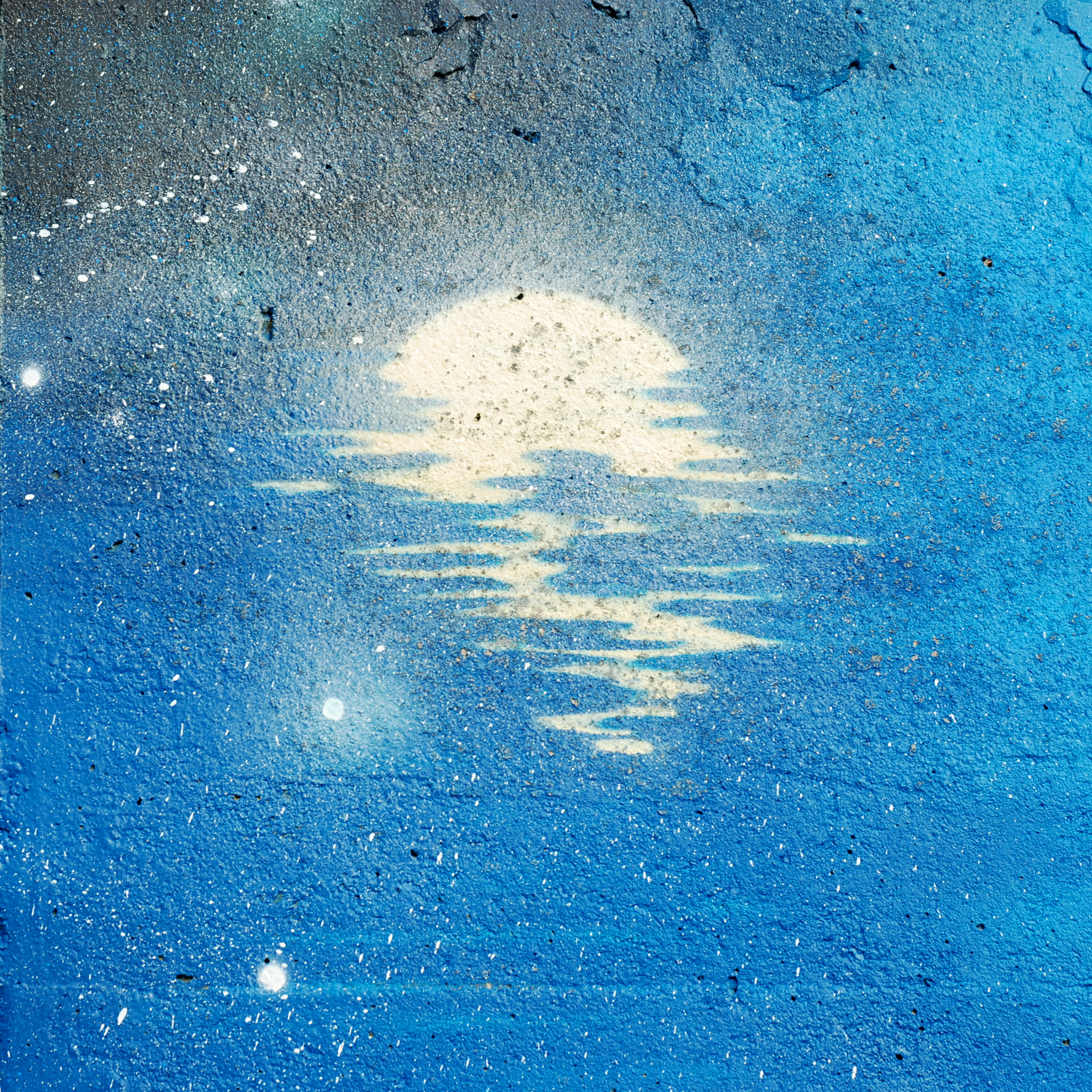
Reflet de lune.

##### 2Shy
Un peu plus loin, une fresque complexe réalisée par 2Shy, retient l'œil. Accolée à une fresque d'Ilk signée « Ilk flottante », la fresque de 2Shy montre deux visages d'hommes, coiffés chacun d'un grand chapeau, émergeant d'un entrelacs de lettres géantes et de formes géométriques.
L'artiste a signé « 2Shy Was Here » dans un motif géométrique mauve, à gauche.

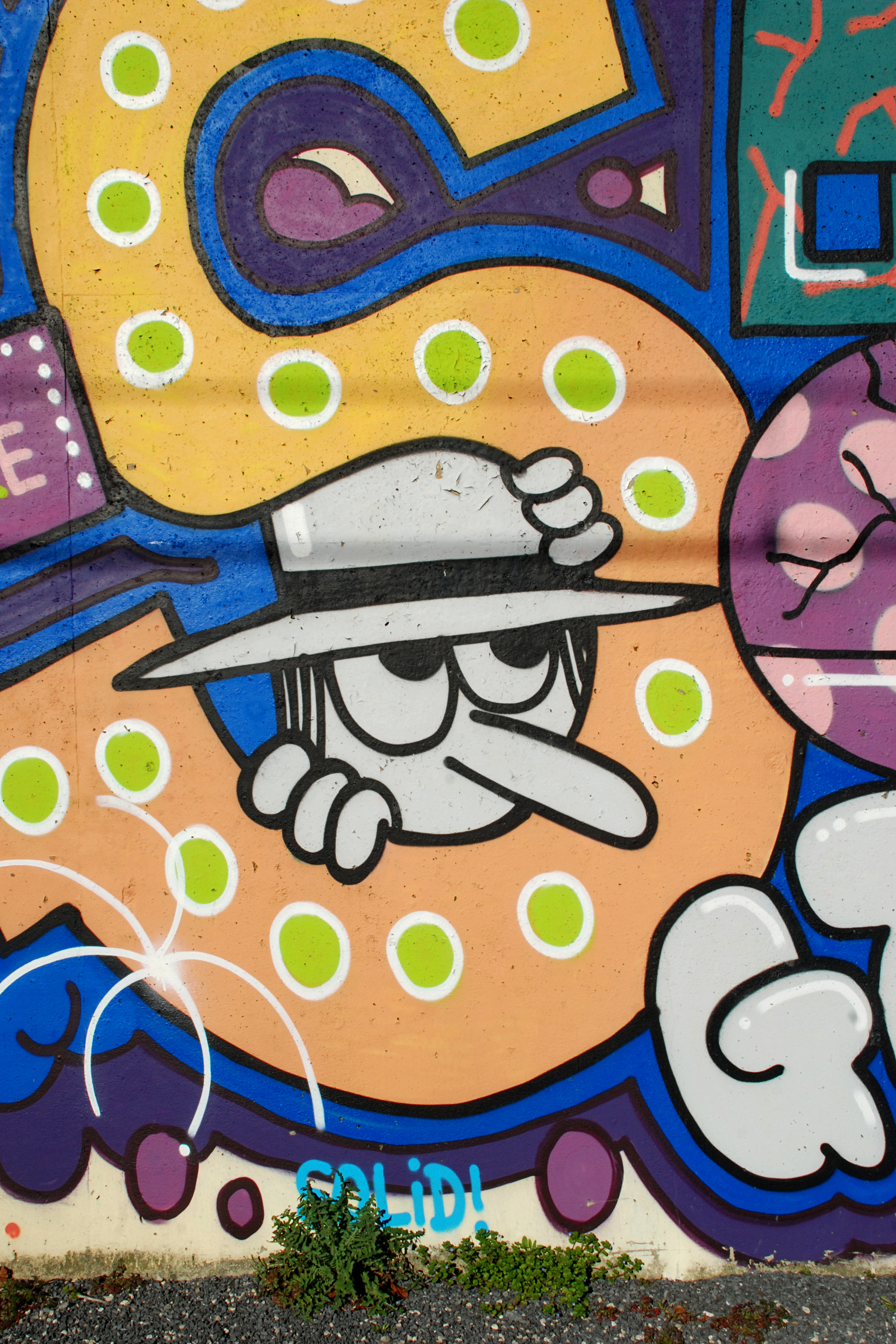
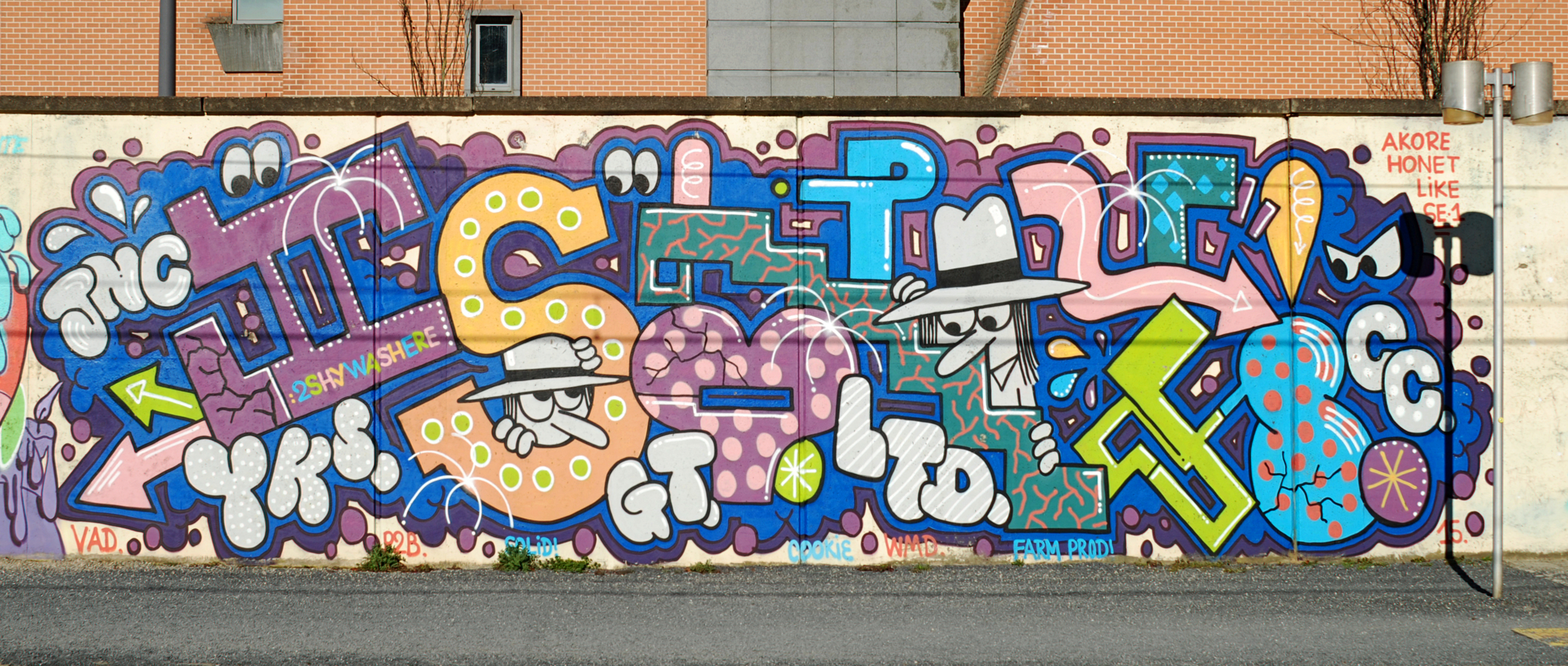
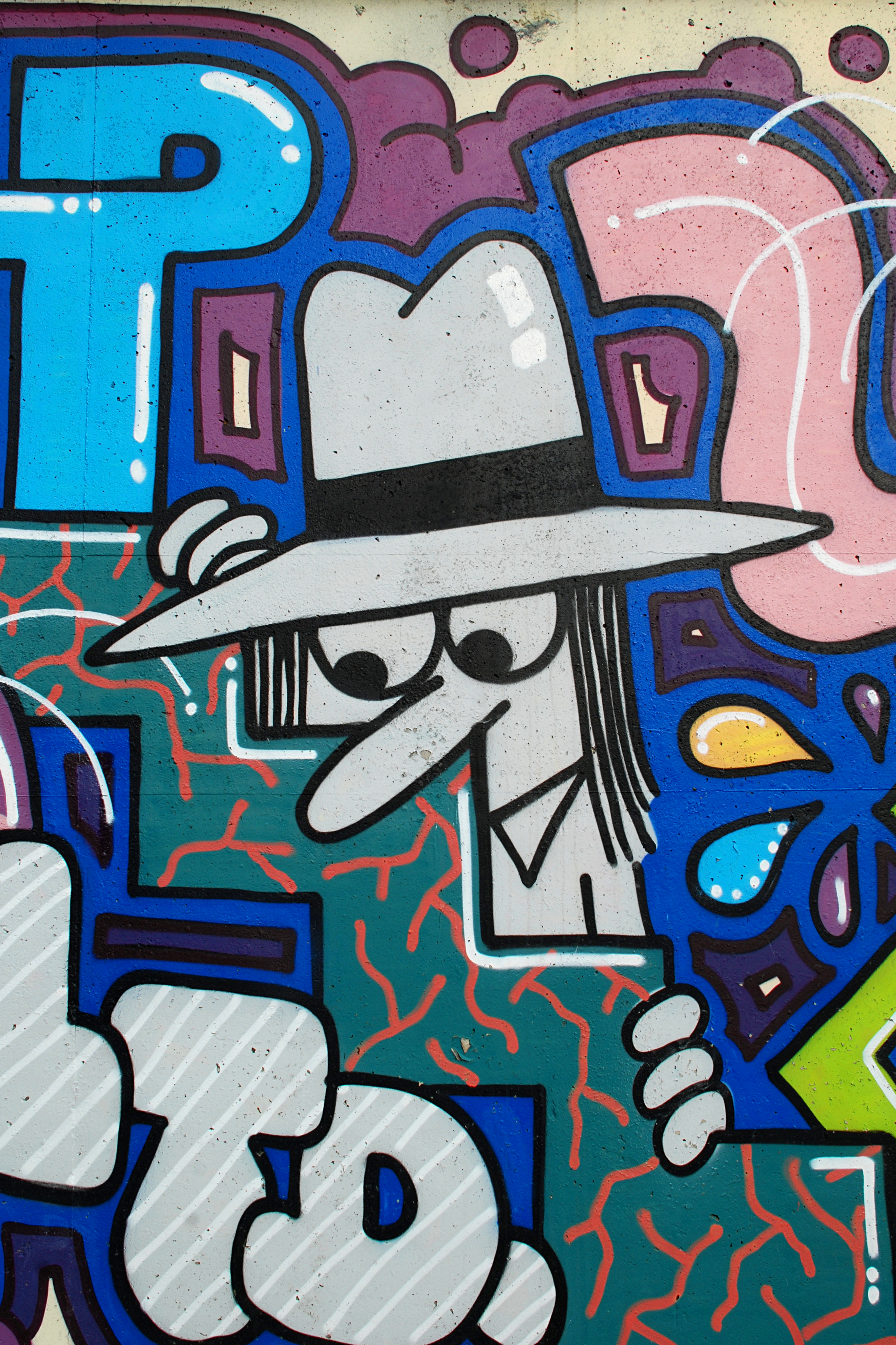

##### Aitor Cara: «Viva la Vida»
Une fresque plus empreinte de religiosité, réalisée par Aitor Cara, représente un portrait de femme au collier sous lequel un phylactère porte la mention « Viva la Vida », et à côté duquel se dresse une figure de la Vierge.
L'artiste a signé « Aitor C. aka Monkey » en bas à droite.

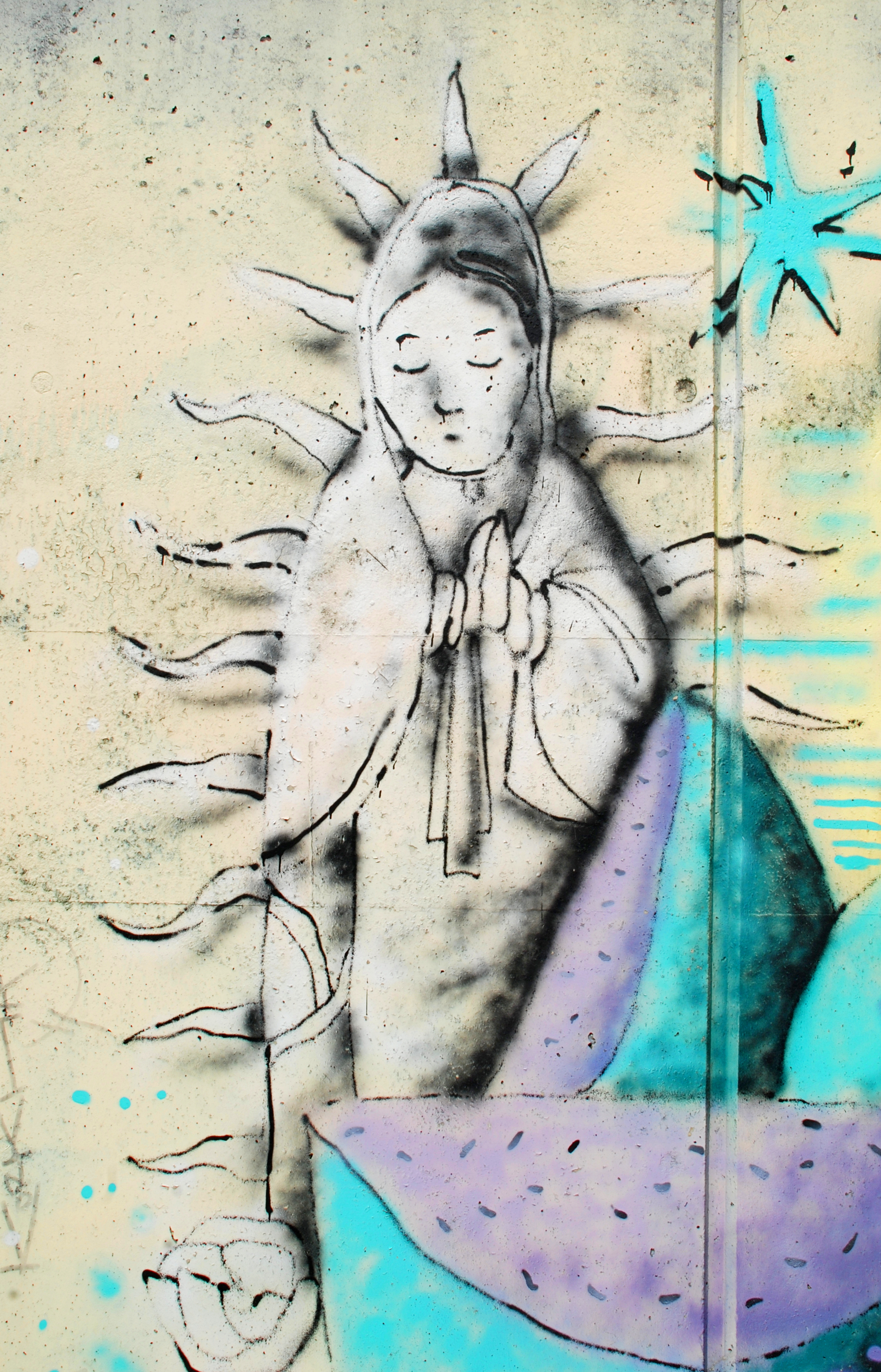
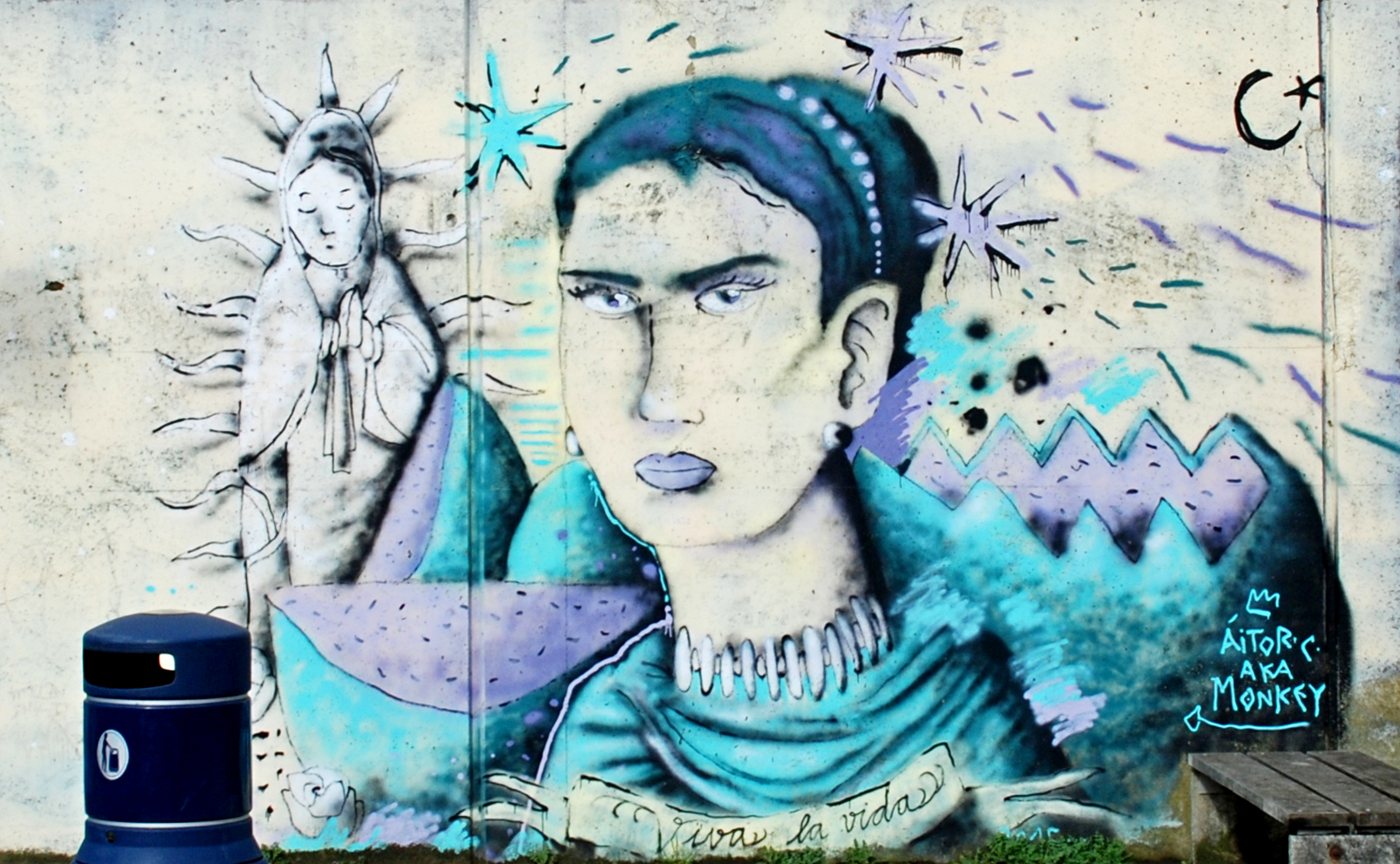
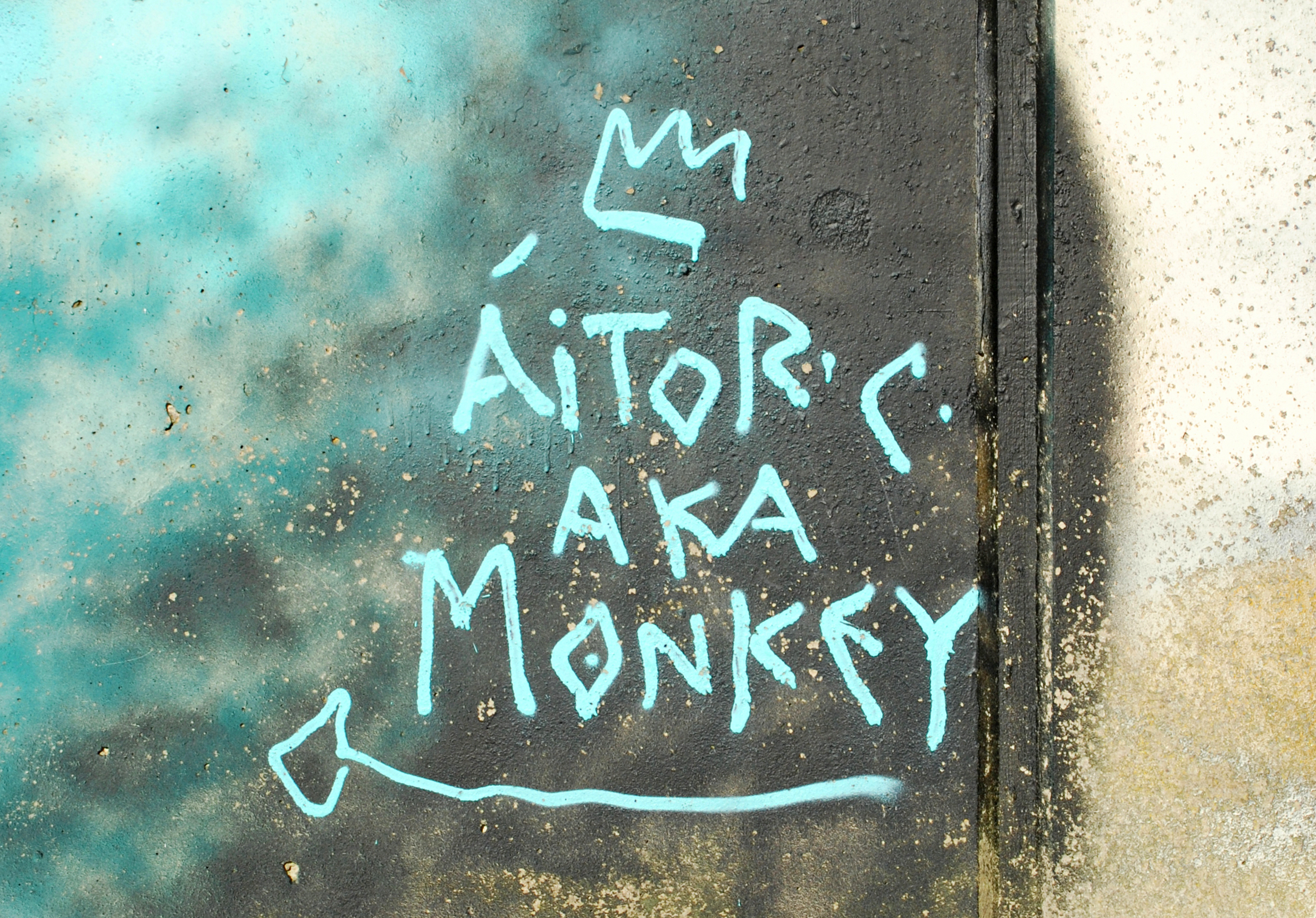

##### Vision
Le graffeur Vision réalise une fresque, faite des six lettres de son nom, peintes en couleur alternativement verte et rose.
On lit « Kosmo Art Tour » en bas à droite, et on distingue à gauche (peint en blanc) le logo du collectif de graffeurs bruxellois « Farm Prod », organisateur du Kosmopolite Art Tour 2015.

Vision
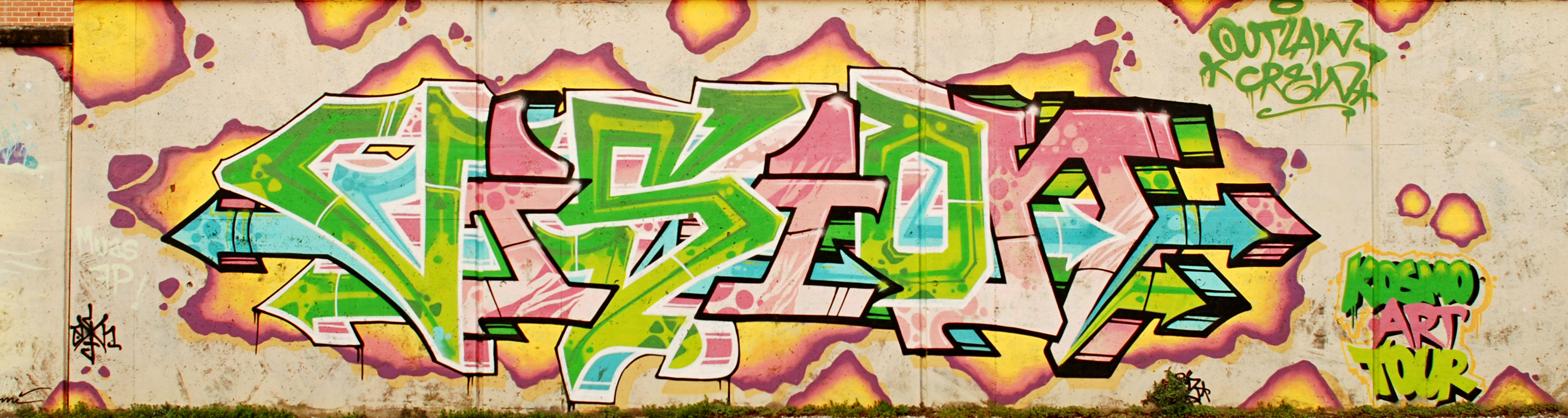
La fresque de Vision.
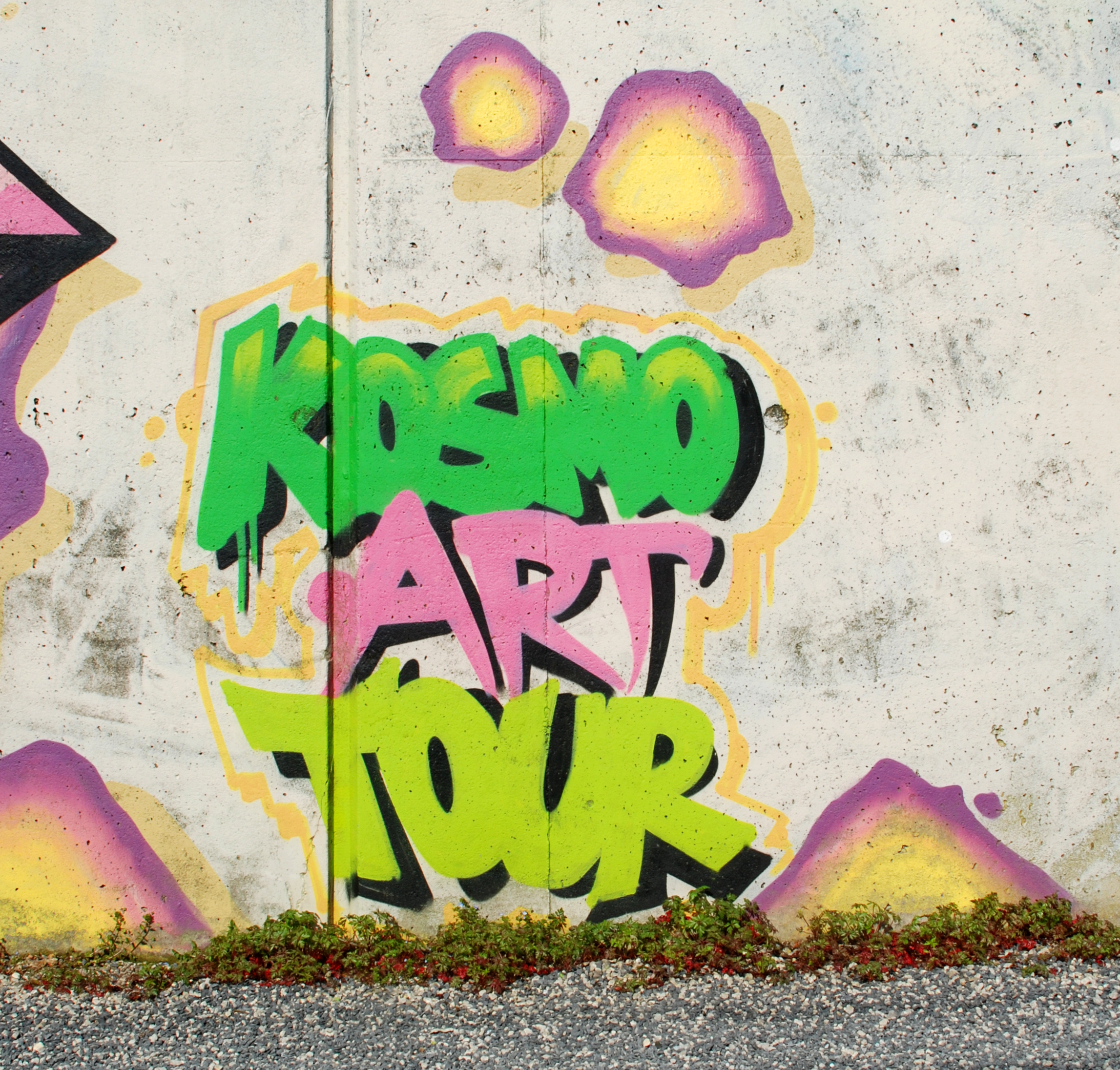
« Kosmo Art Tour ».

##### Collectif «The Weird»

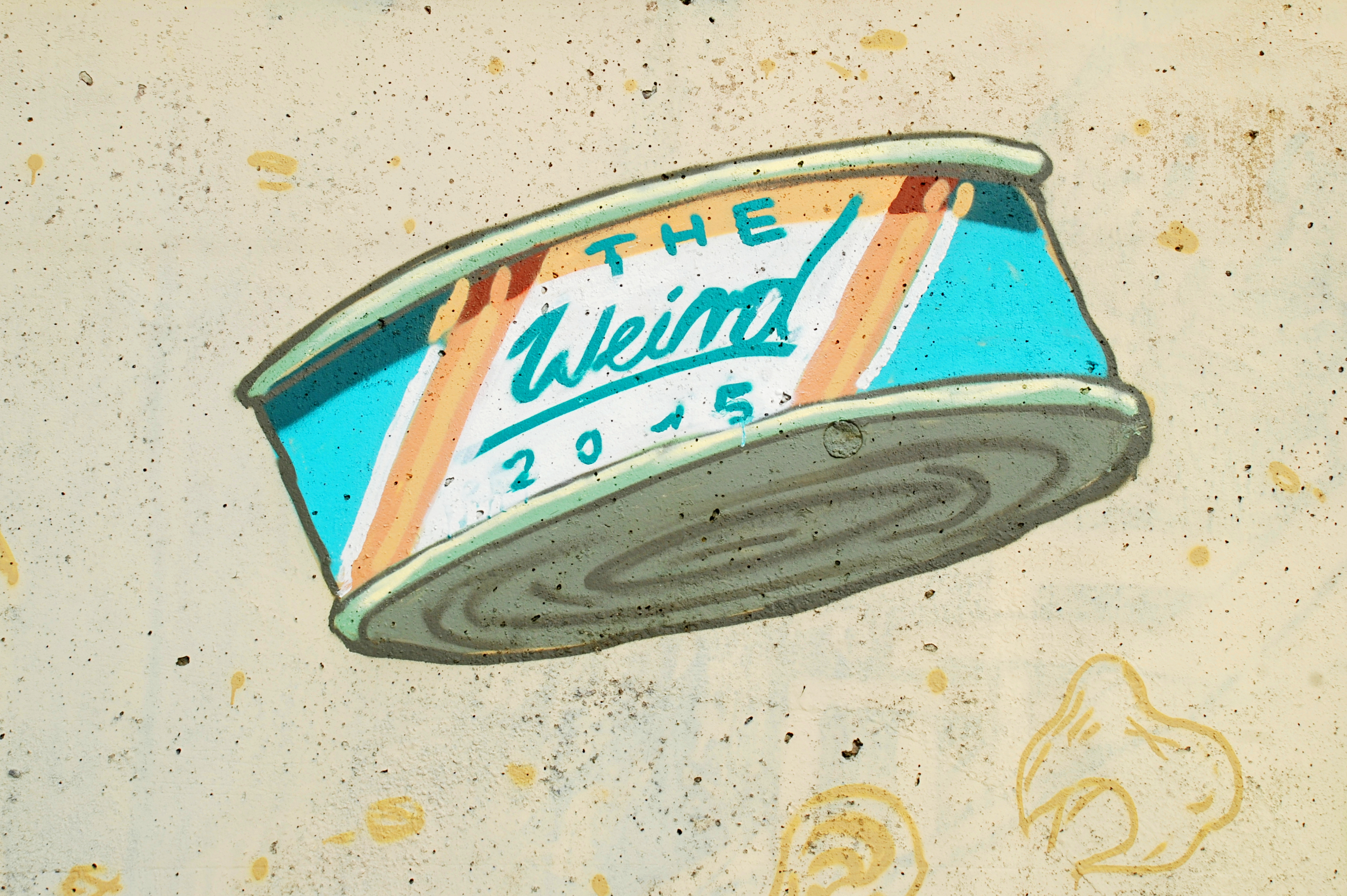
Boîte de conserve affichant le nom du collectif et le millésime 2015.

Une fresque d'un goût morbide orne le centre du mur du quai de la gare. Elle est l'œuvre du collectif « The Weird » composé des graffeur allemands Rookie et Cone et de la graffeuse autrichienne Frau Isa,,, un collectif déjà rencontré plus haut sur les murs du parking du Sablon.
La fresque est signée Frau Isa, Cone et Rookie en lettres dorées et affiche le nom du collectif ainsi que le millésime 2015 sur une boîte de conserve.
Au centre, une énorme main verte flanquée de deux mains minuscules tient une boîte de conserve entrouverte marquée « Ear worms », qui contient  des oreilles et des vers.
À droite, un homme est assis dans une énorme boîte de conserve marquée « Miguel's Delicious Stew » (« Le délicieux ragoût de Miguel ») d'où s'échappent de gros vers bleus.
Le fond de la fresque est parsemé de dents, d'oreilles et de vers peints en couleur jaune pâle.

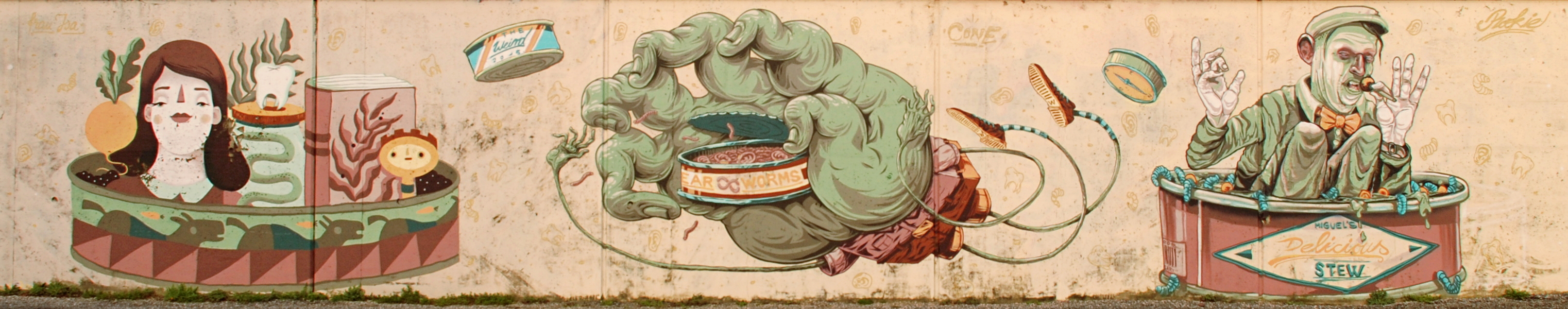
La fresque du collectif « The Weird ».

##### Les oiseaux de Mr Cana
On trouve dans la gare quatre grands oiseaux hauts sur pattes, stylisés et géométriques, dus à Mr Cana. 
Le premier, au corps bleu et au bec gris, est situé sur le mur du quai no 1, à gauche du train SNCB de Solid et Choc. 
Le deuxième et le troisième, au corps mauve et au bec blanc, encadrent l'ascenseur décoré par Kool Koor (au niveau -1) et sont flanqués de la signature de Mr Cana, marquée « Kosmopolite 2015 ».
Le quatrième, au corps bleu et au bec blanc, se cache sous l'escalier qui mène aux quais no 2 et no 3, près des fresques des graffeurs Eyes-B et Pelucas. 
Ces oiseaux sont typiques du style de Mr Cana,, un membre du collectif de graffeurs lillois Renart, originaire de Denain, actif à Valenciennes à ses débuts (1994/1999) puis à Lille, et qui est allé peindre des fresques jusqu'en Palestine.
On notera qu'on trouve deux oiseaux identiques dans l'entrée du Théâtre Jean Vilar et un dernier sur le mur qui sépare la gare du boulevard de Wallonie.

Les oiseaux de Mr Cana
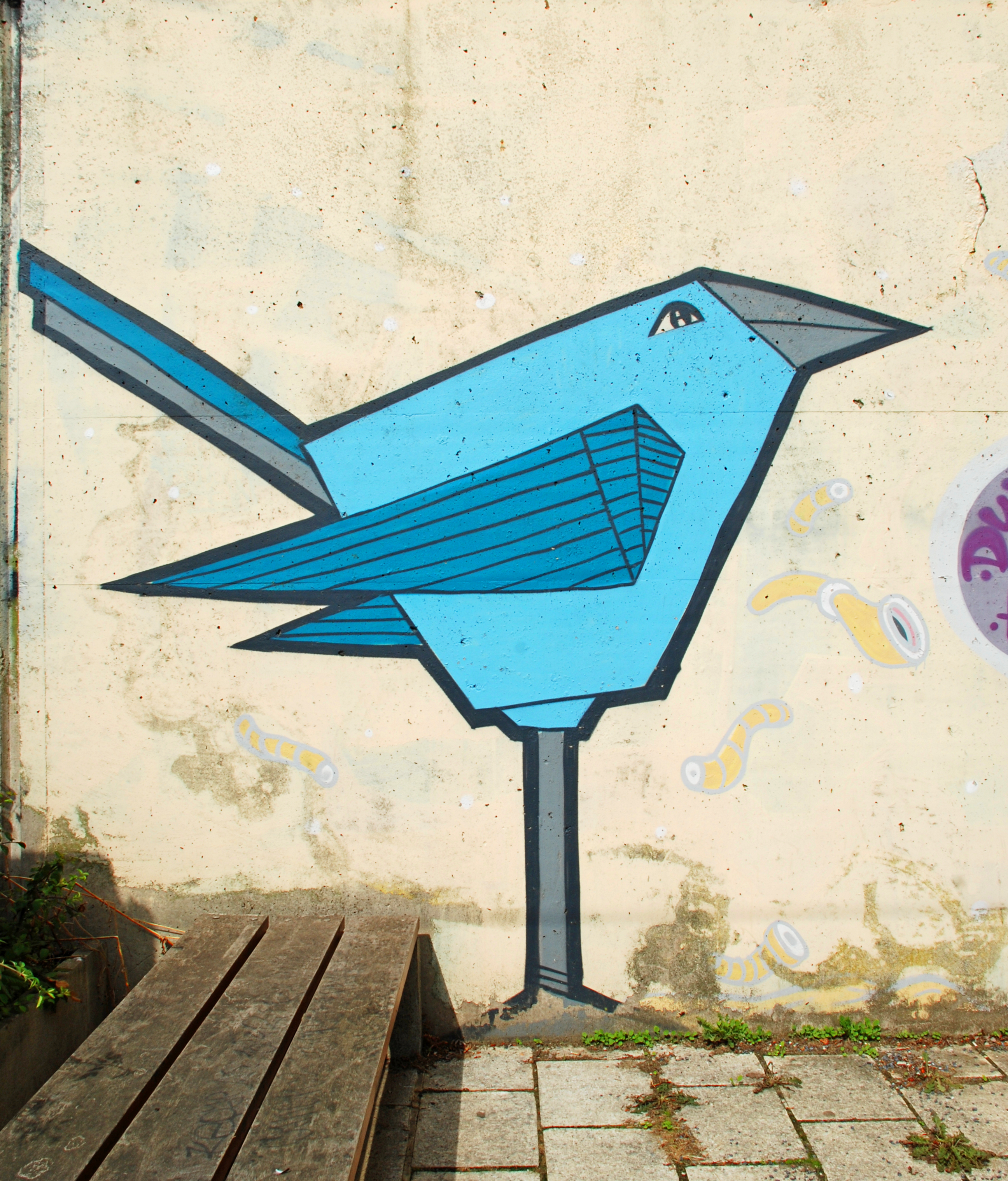
L'oiseau bleu du quai no 1.
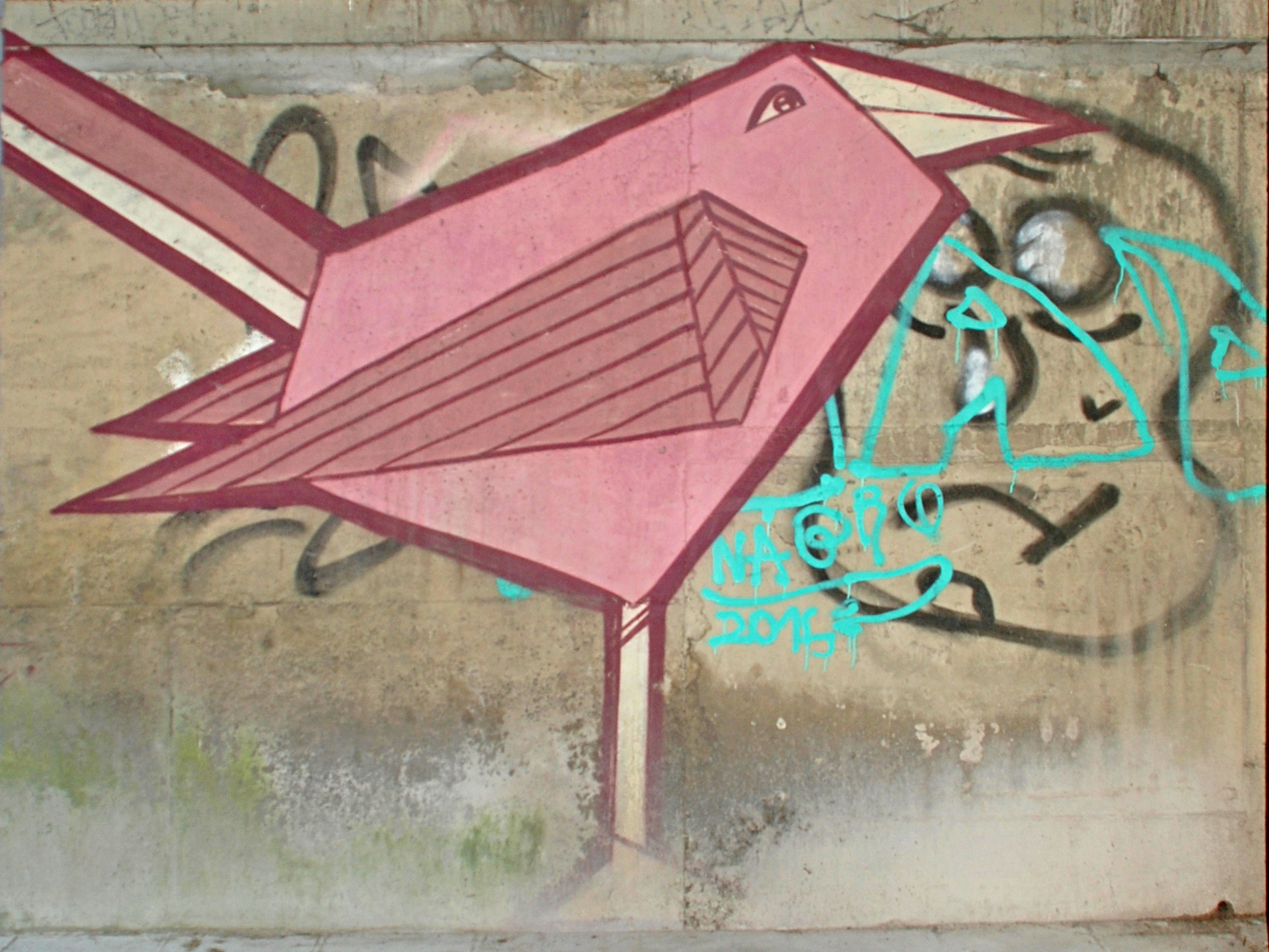
Un des oiseaux mauves.
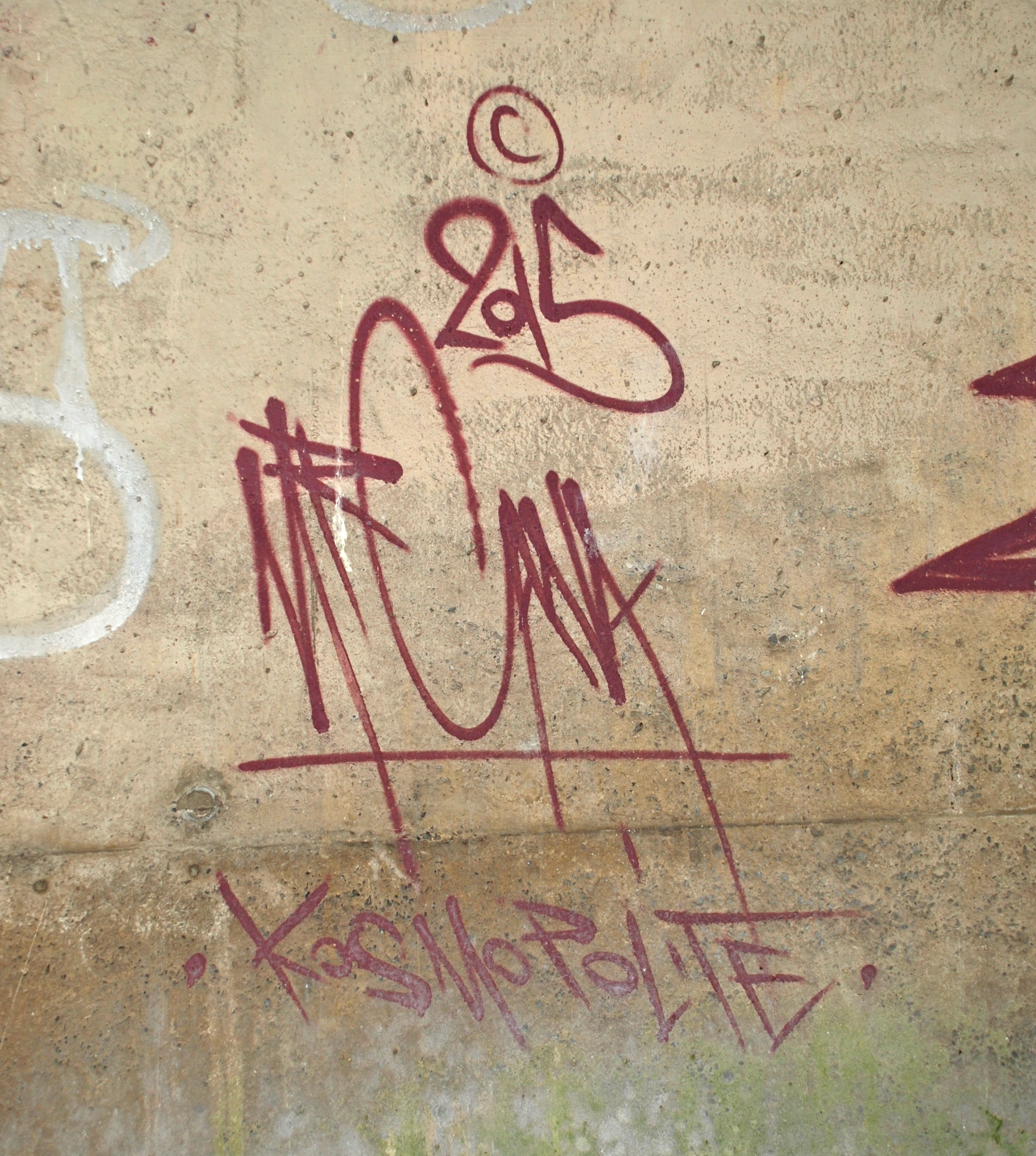
Signature et millésime 2015.
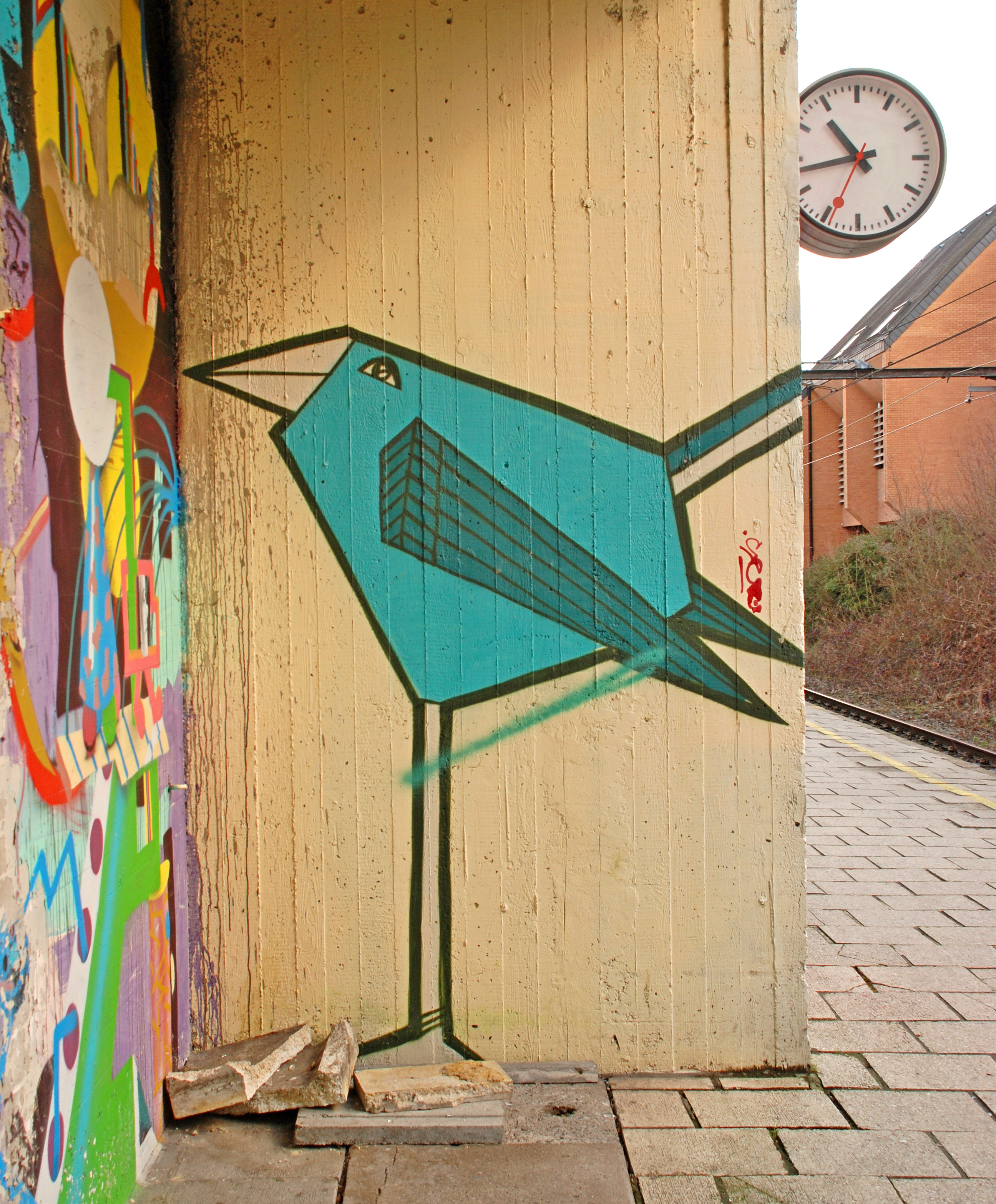
L'oiseau bleu du quai no 3.

##### Johan Baggio et Aitor Cara: bières belges
Au bout du quai, sous les quais de déchargement pour les camions qui approvisionnent le centre commercial L'Esplanade, se trouvent plusieurs fresques moins connues que les autres, parce que moins visibles.
Parmi celles-ci, deux fresques ont été réalisées par Johan Baggio et Aitor Cara et mettent en scène des bières belges.
La première de ces fresques représente trois bouteilles de bière de Chimay (une Chimay Blanche, une Chimay Bleue et une Chimay Rouge) dans un cadre sur lequel se penche un homme-léopard. La seconde fresque, plus petite, représente une canette de Cara Pils, allusion humoristique au nom d'Aitor Cara et à une bière bon marché très populaire auprès des étudiants.
Johan Baggio est un artiste d'origine française et camerounaise qui a étudié la peinture à l'école de la Cambre à Bruxelles. Ses origines partiellement camerounaises sont une grande source d'influence pour lui ce qui, combiné à sa fascination pour le rituel, explique sans doute sa représentation d'un homme-léopard.

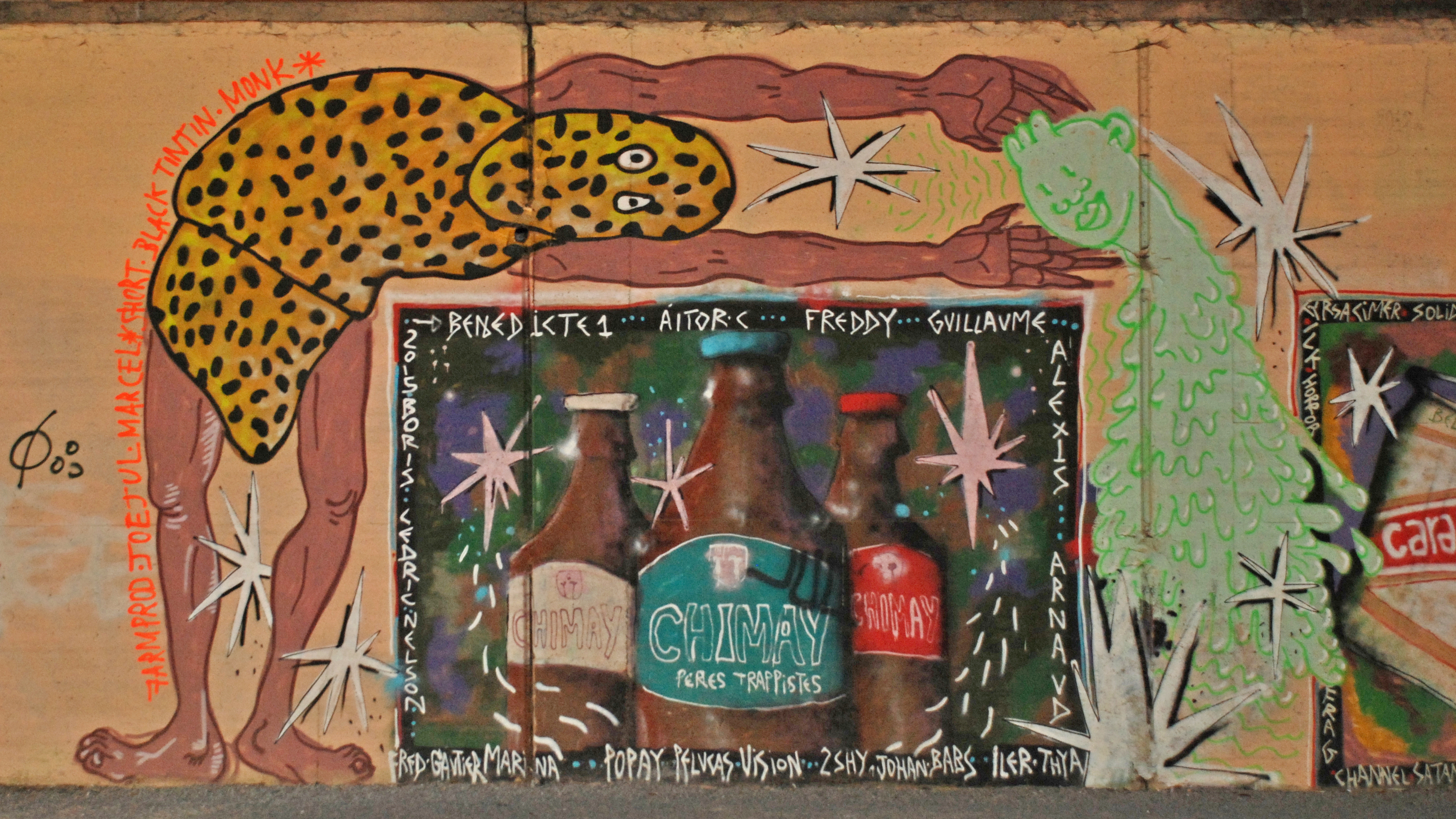
L'homme-léopard et les Chimay.
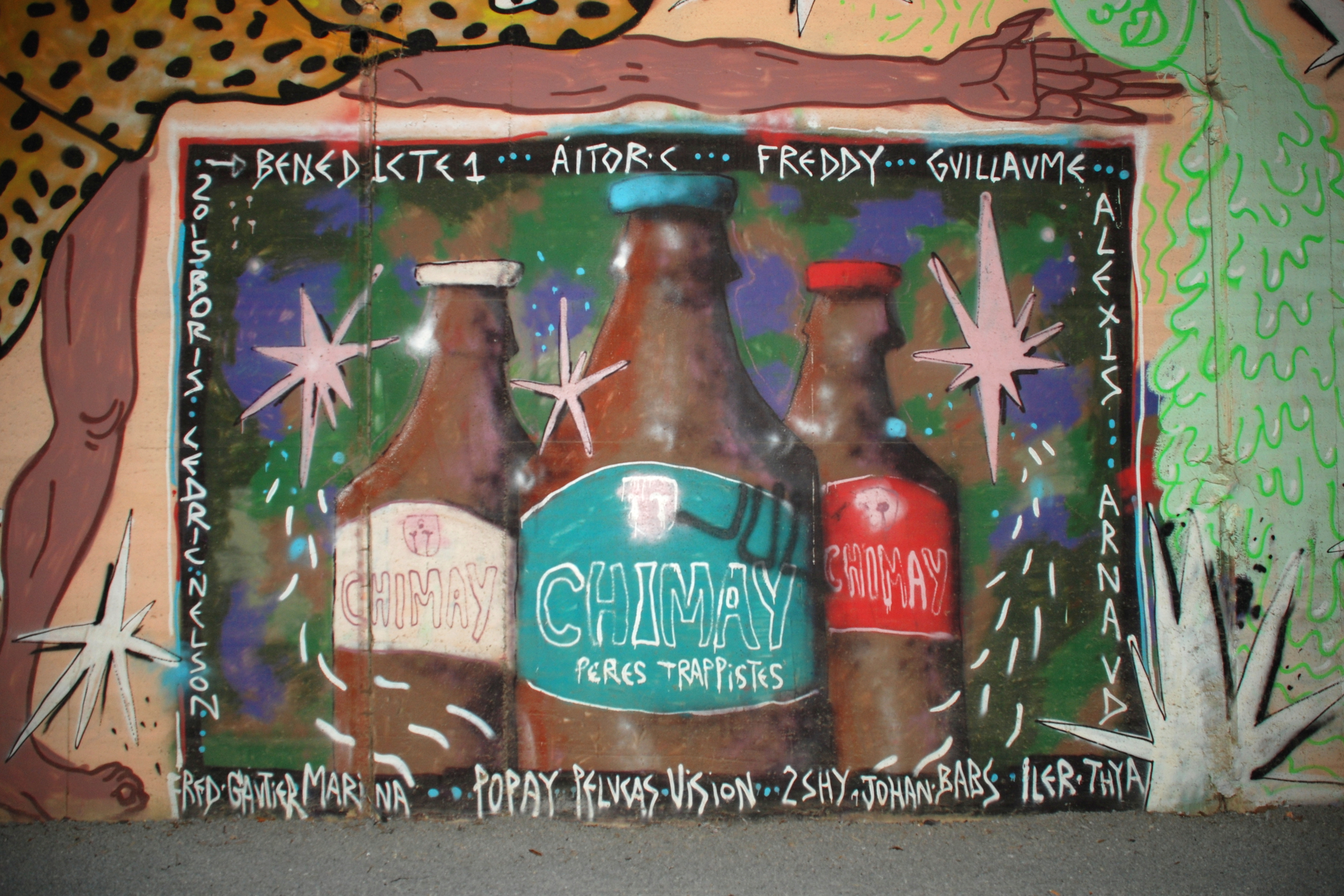
Bouteilles de Chimay.
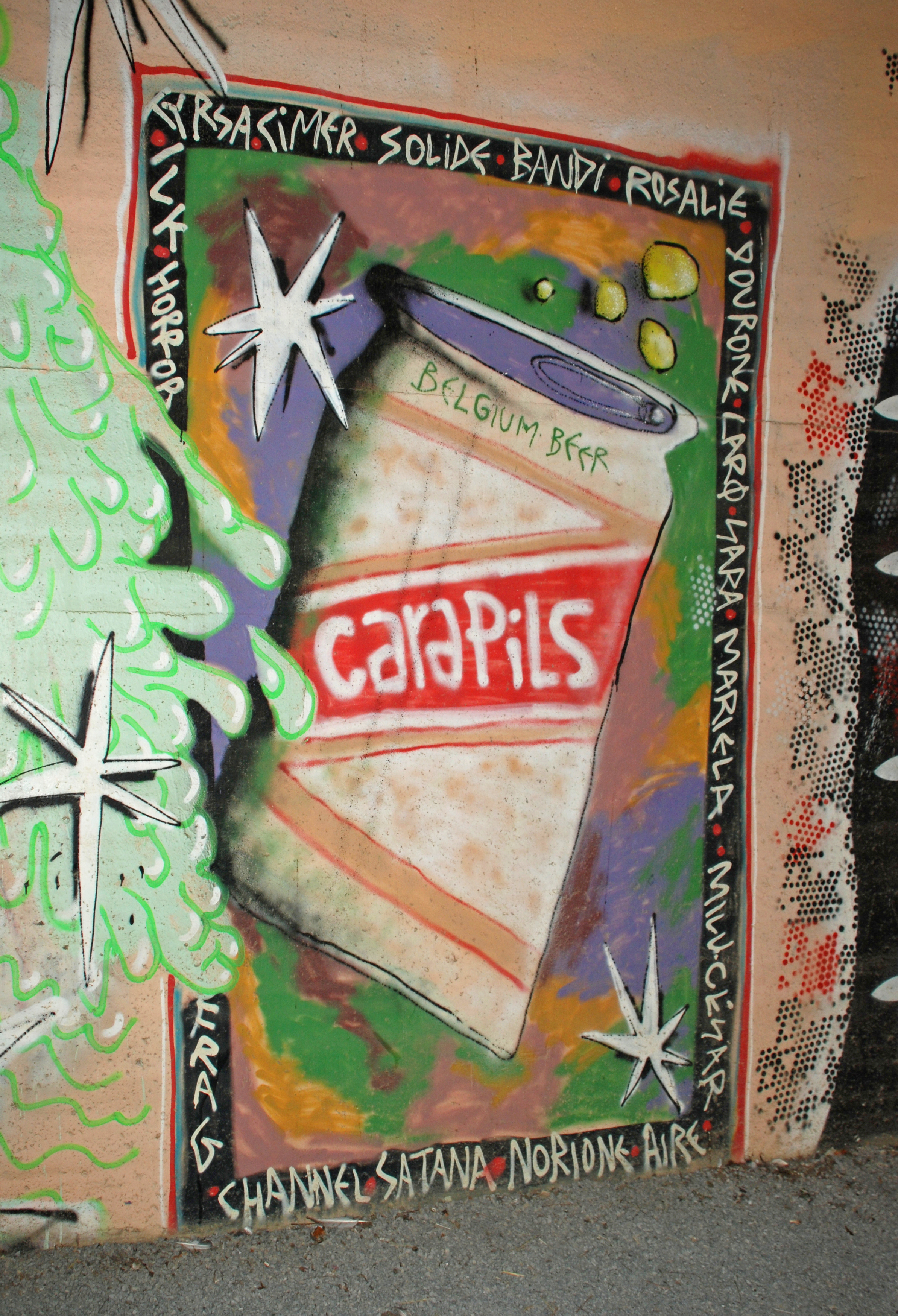
Cara Pils.

##### Damien-Paul Gal: «Louis Vuitton»
Juste à côté de la fresque « Cara Pils » se trouve une fresque du graffeur français Damien-Paul Gal, que l'on a déjà vu à l'œuvre sur les murs du Théâtre Jean Vilar.
Inspiré à la fois du pop art et du street art, ce graffeur est aussi un plasticien qui dénonce la société de consommation et en détourne les grandes marques, comme Louis Vuitton. Une de ses techniques préférées est de poser du plastique thermoformé sur un sac Louis Vuitton.
Ici, le graffeur représente une étreinte entre une jeune femme et un jeune homme stylisé dont la silhouette est entièrement faite de motifs « Louis Vuitton ».
L'artiste signe en bas à droite d'une signature déjà rencontrée deux fois sur les murs du théâtre Jean Vilar et, comme il l'avait fait au théâtre Jean Vilar, il imprime le logo du Kosmopolite Art Tour Belgium 2015 et du modèle de bombe aérosol Montana 94 très utilisé par les graffeurs du KAT 2015.

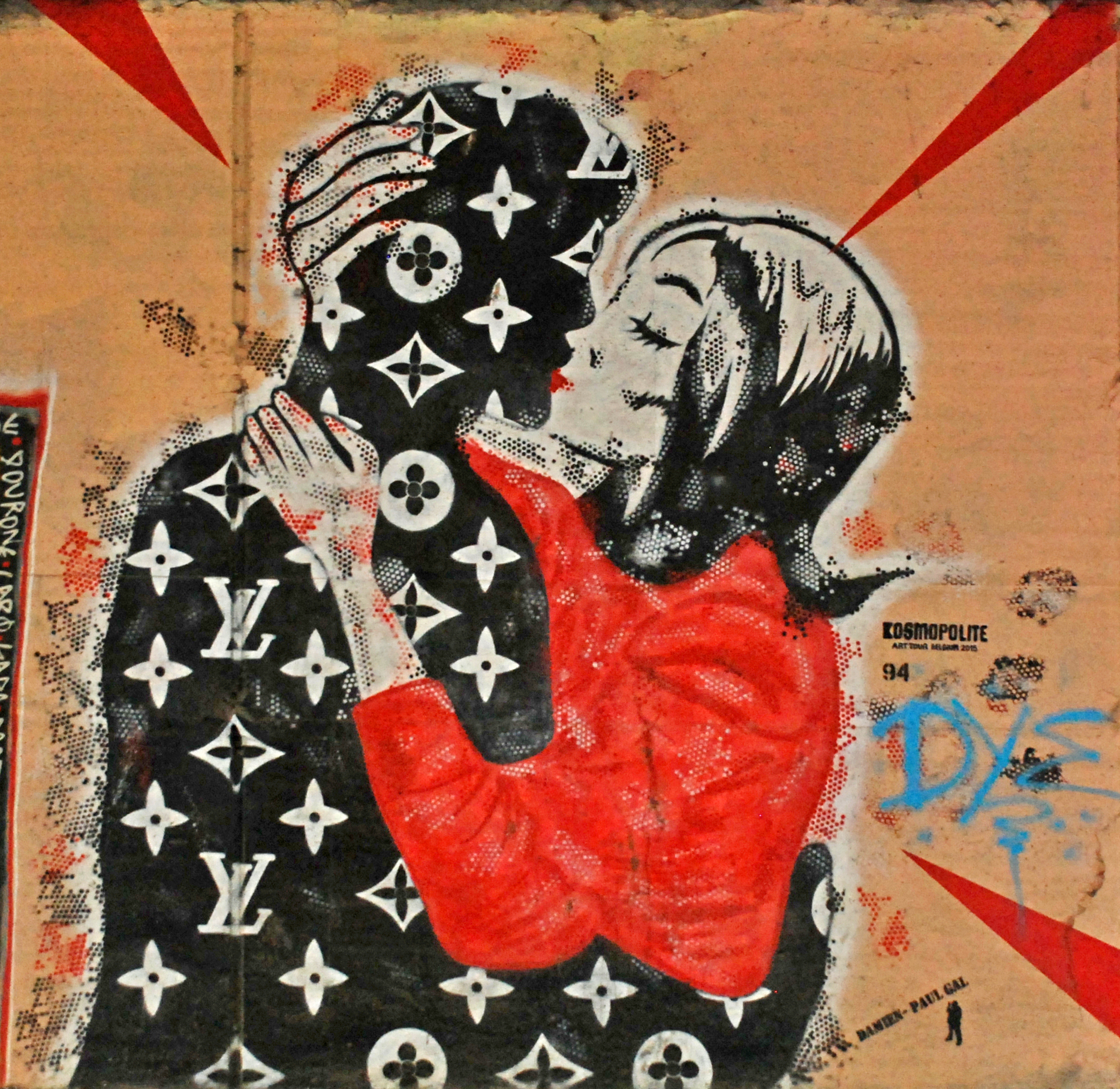
L'homme « Louis Vuitton ».
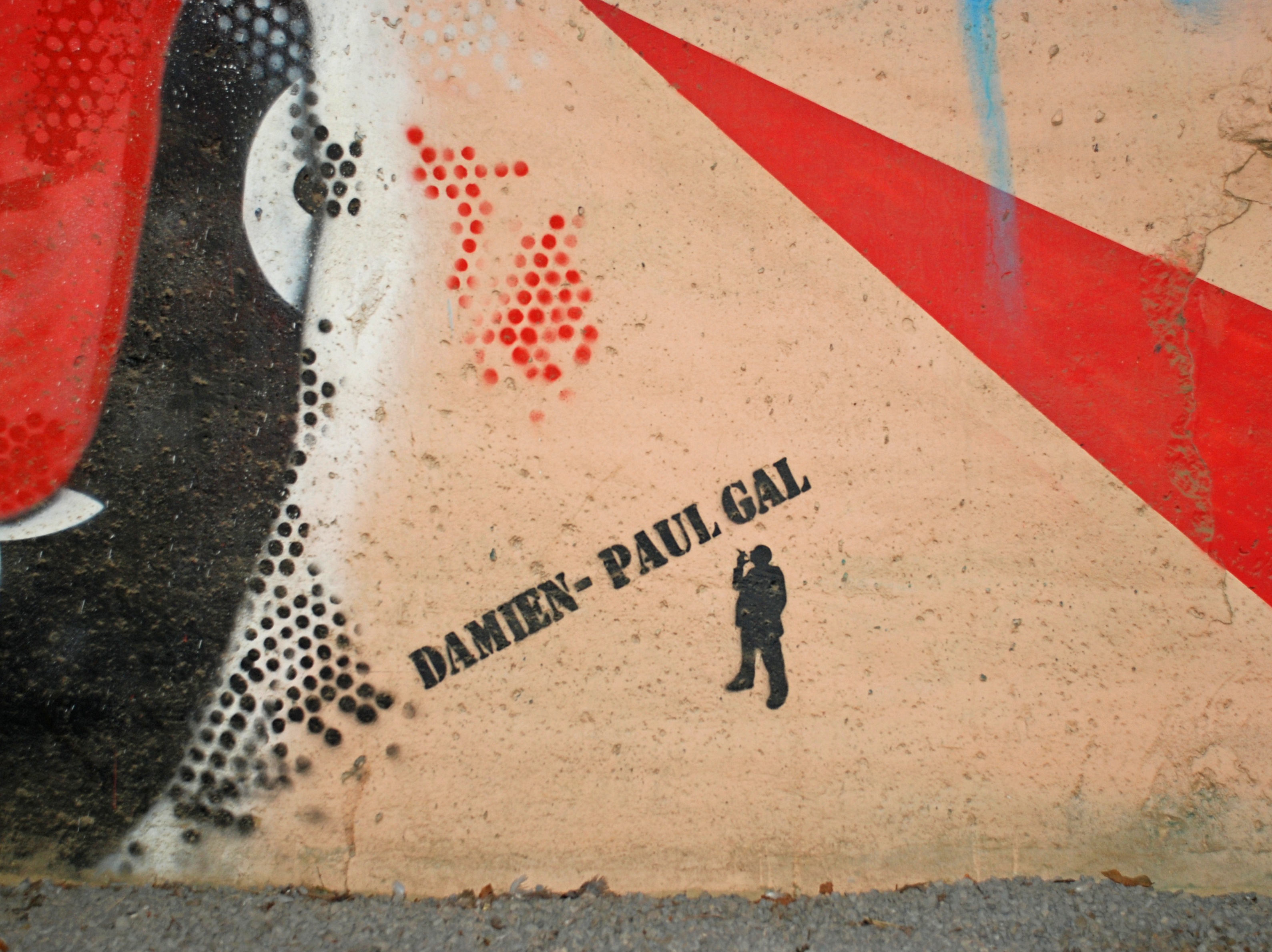
Signature de Damien-Paul Gal.
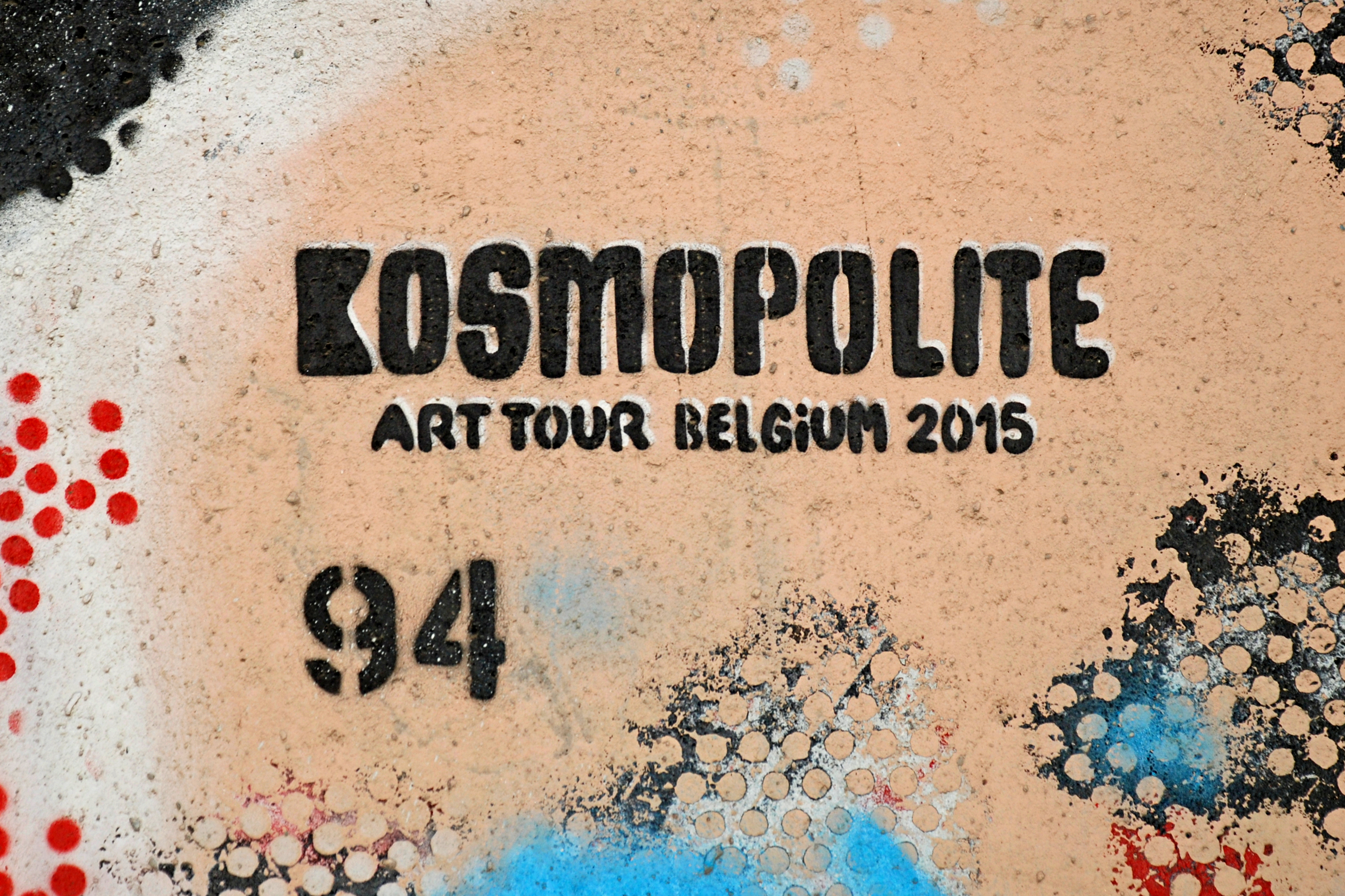
Logo du Kosmopolite Art Tour Belgium 2015 et du spray Montana 94.

##### Guitar, Daer et Horor
D'autres fresques ornent encore le quai de la gare, parmi lesquelles on remarque celles de Guitar, Daer et Horor.
La fresque de Guitar est signée en haut à gauche et porte le millésime 2015 en bas à droite. On y aperçoit le logo du collectif de graffeurs bruxellois « Farm Prod » fait d'un F inversé et d'un P.
Celle de Daer est faite des quatre lettres de son nom, peintes en couleur verte, bleue, rose et rouge. On lit « Super Kosmo ! » en bas à gauche et la mention « Merci les copains !! » en haut à droite, flanquée du logo du collectif « Farm Prod ».
La fresque de Horor, enfin, est titrée « Vous n'êtes pas des z'hommes ». Elle affiche « FP rocks » en haut à droite et le millésime 2015 en bas à gauche.

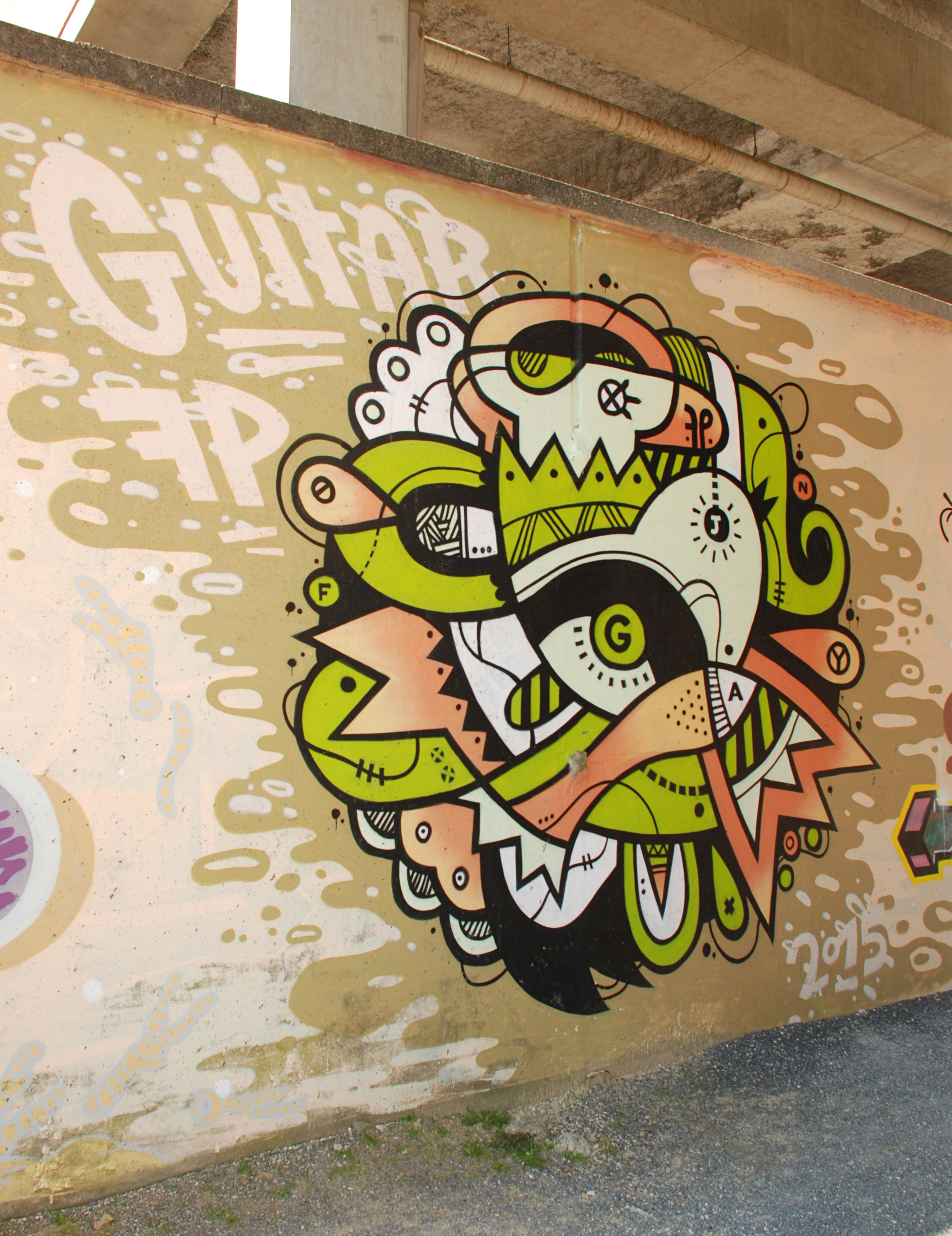
Fresque de Guitar.
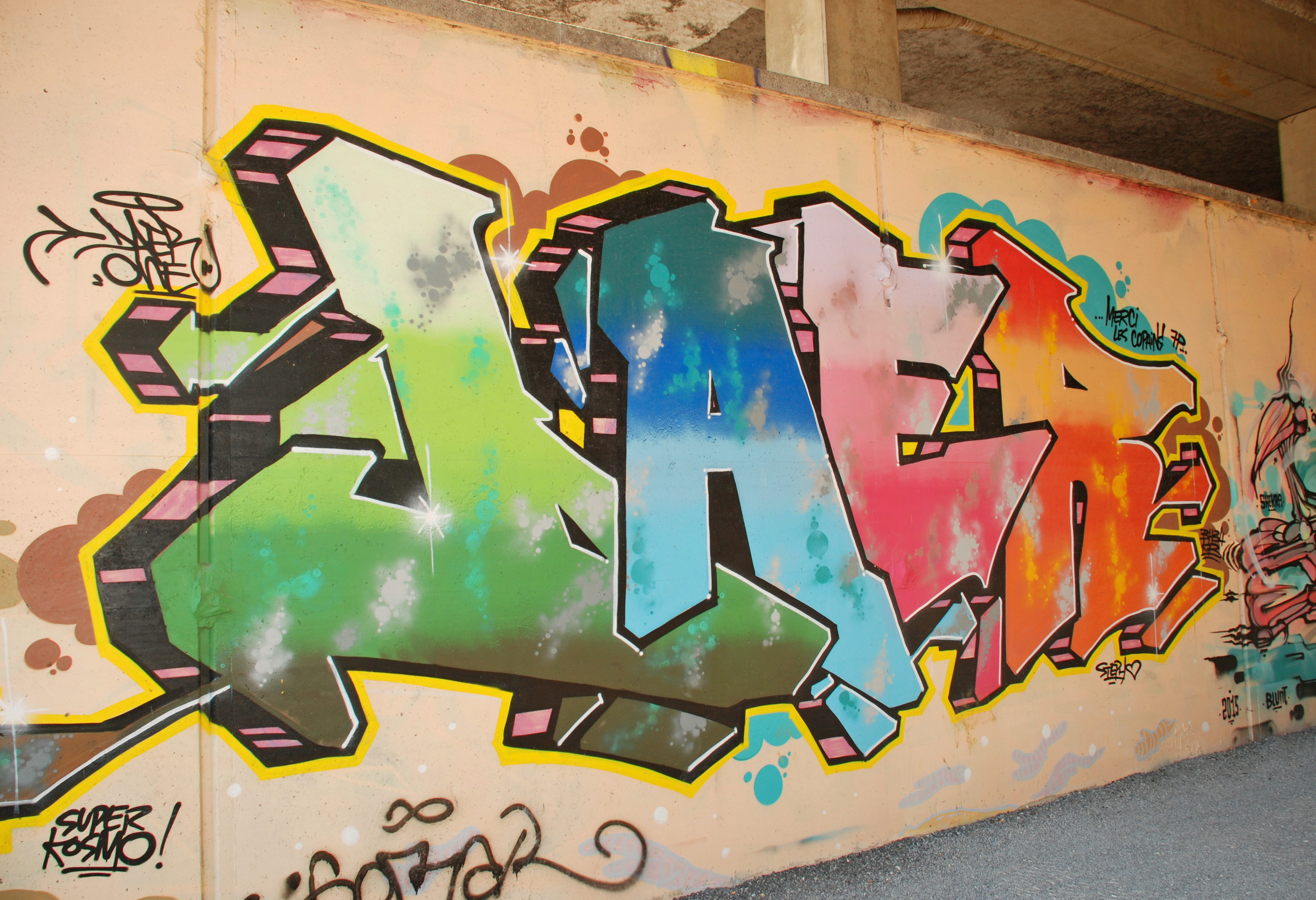
Fresque de Daer.
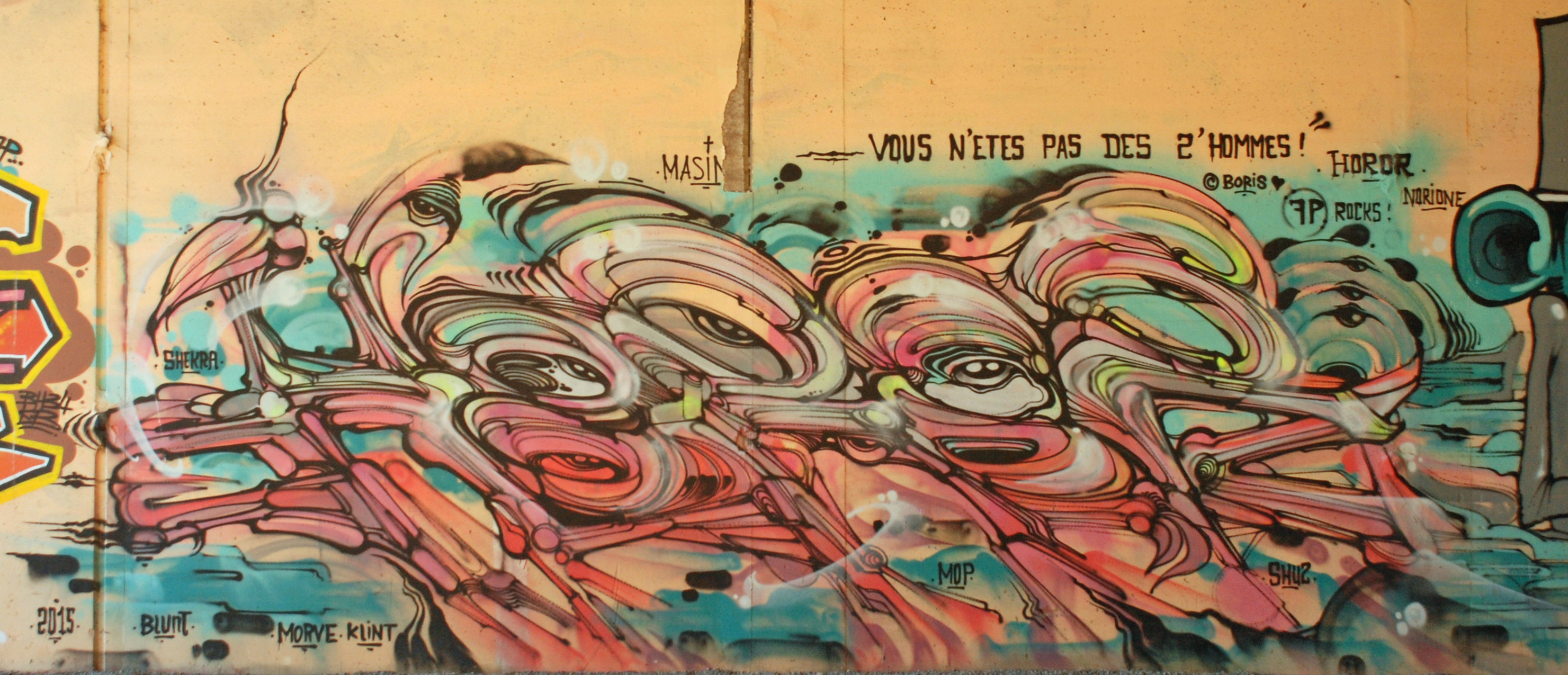
Fresque de Horor.

### Nationale 4:L'OffrandeetL'Homme Jaguar

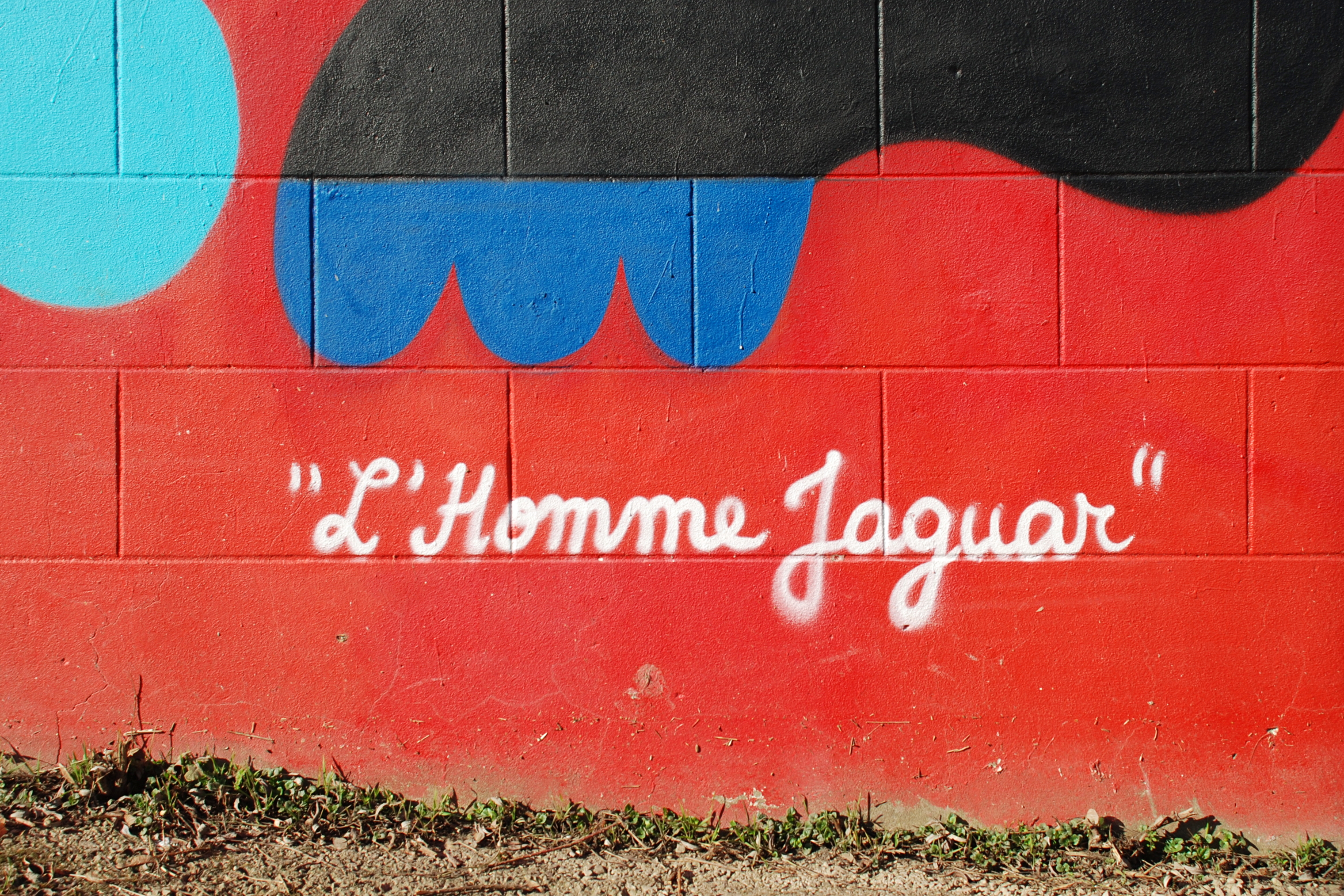
L'Homme Jaguar (détail).

Le long de la route nationale 4, face au quartier de La Baraque, se dresse une cabine électrique décorée de fresques aux couleurs vives réalisées par Remed et 3TT.
3TT ou 3TTMAN (Trois Têtes Man) est un graffeur français, Louis Lambert, né à Lille. Il commence par expérimenter avec des autocollants et des affiches avec son ami d'enfance Remed, puis décide en 1999 de présenter son art au public en lançant une marque de vêtements imprimés à la main, avant de se lancer définitivement dans le street art en 2004. Présent sur la scène de l'art urbain contemporain à Madrid en Espagne, il s'est forgé une esthétique alliant l'héritage du graffiti à un style fortement influencé à la fois par l'art vernaculaire et l'art religieux populaire.
Son ami d'enfance Guillaume Alby, alias Remed, est lui aussi un artiste français originaire de Lille et vivant à Madrid. Riches de représentations, ses travaux reposent principalement sur la simplicité, car « peu de personnes passent assez de temps face à une œuvre pour la déchiffrer », constate-t-il.
Le mur occidental de la cabine électrique est orné d'une fresque sur fond jaune intitulée « L'Offrande », signée 3TT en bas à droite (signature reproduite plus haut dans l'article). Le mur méridional est orné, pour sa part, d'une fresque sur fond rouge intitulée « L'Homme Jaguar ».
Le choix d'une cabine électrique est peut-être une réminiscence des débuts de 3TT dans le street art, une époque où il travaillait uniquement sur le mobilier urbain (boîtes aux lettres, lampadaires, poubelles, etc). 

L'Offrande et L'Homme Jaguar
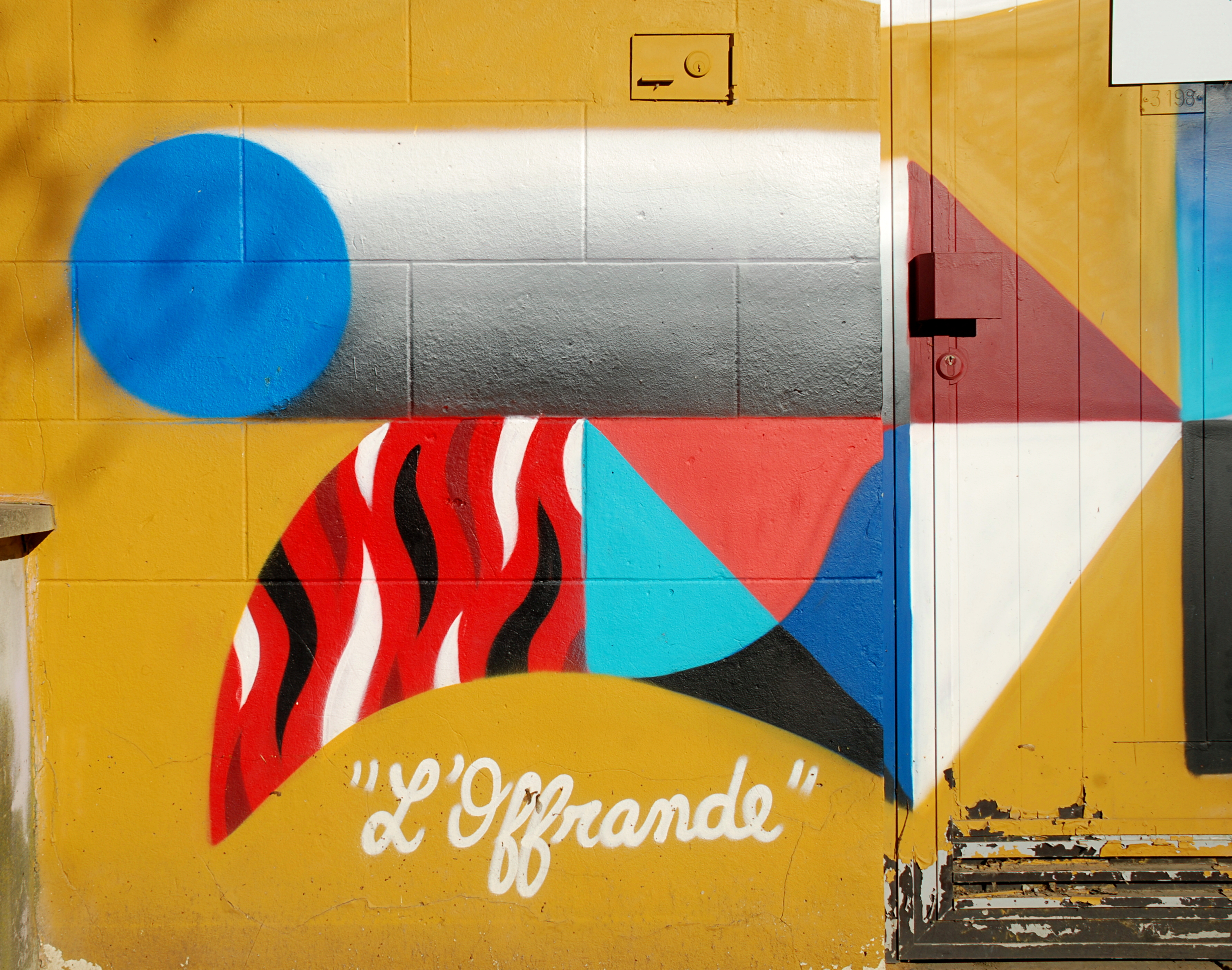
L'Offrande (détail).
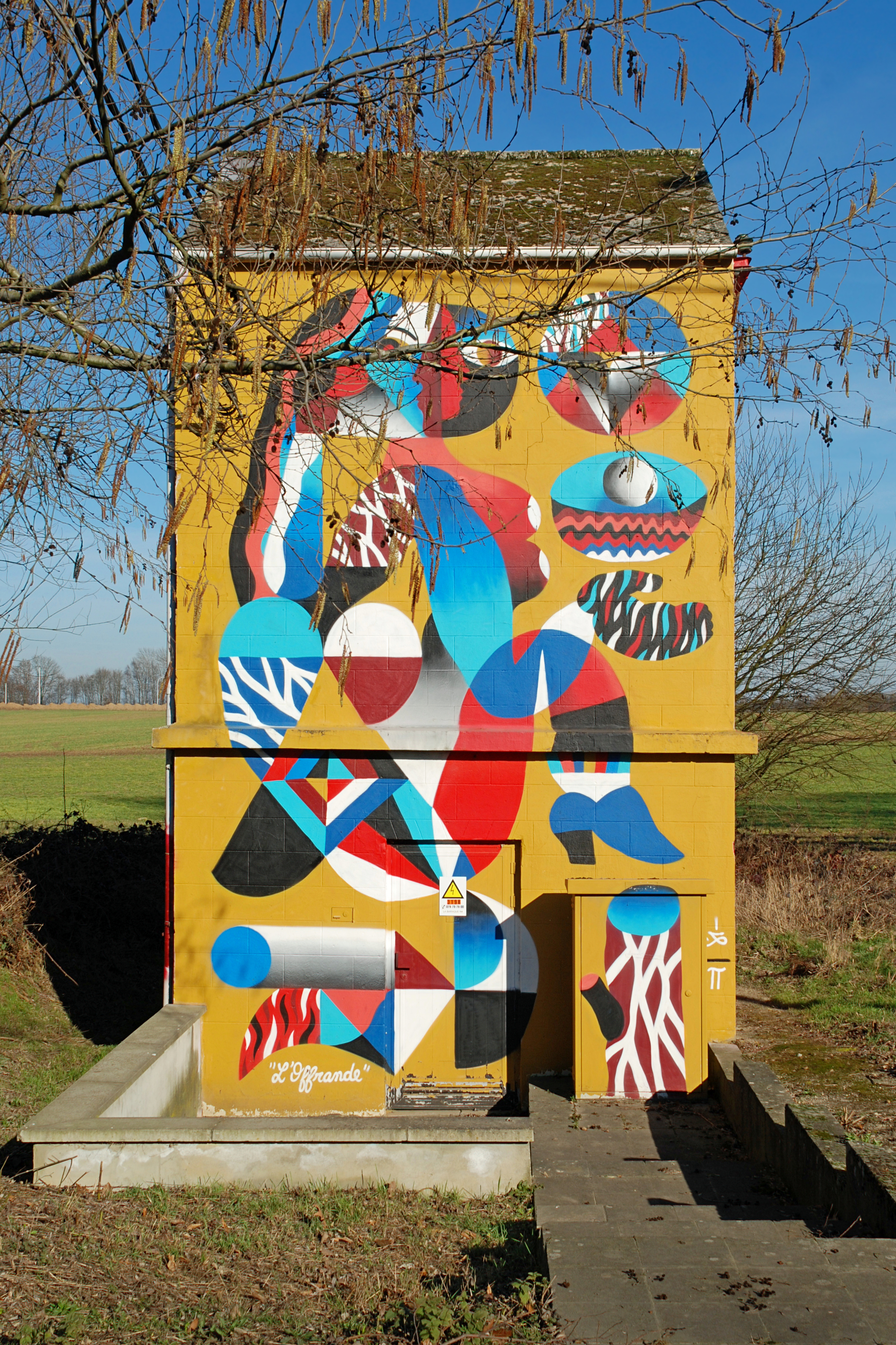
L'Offrande.
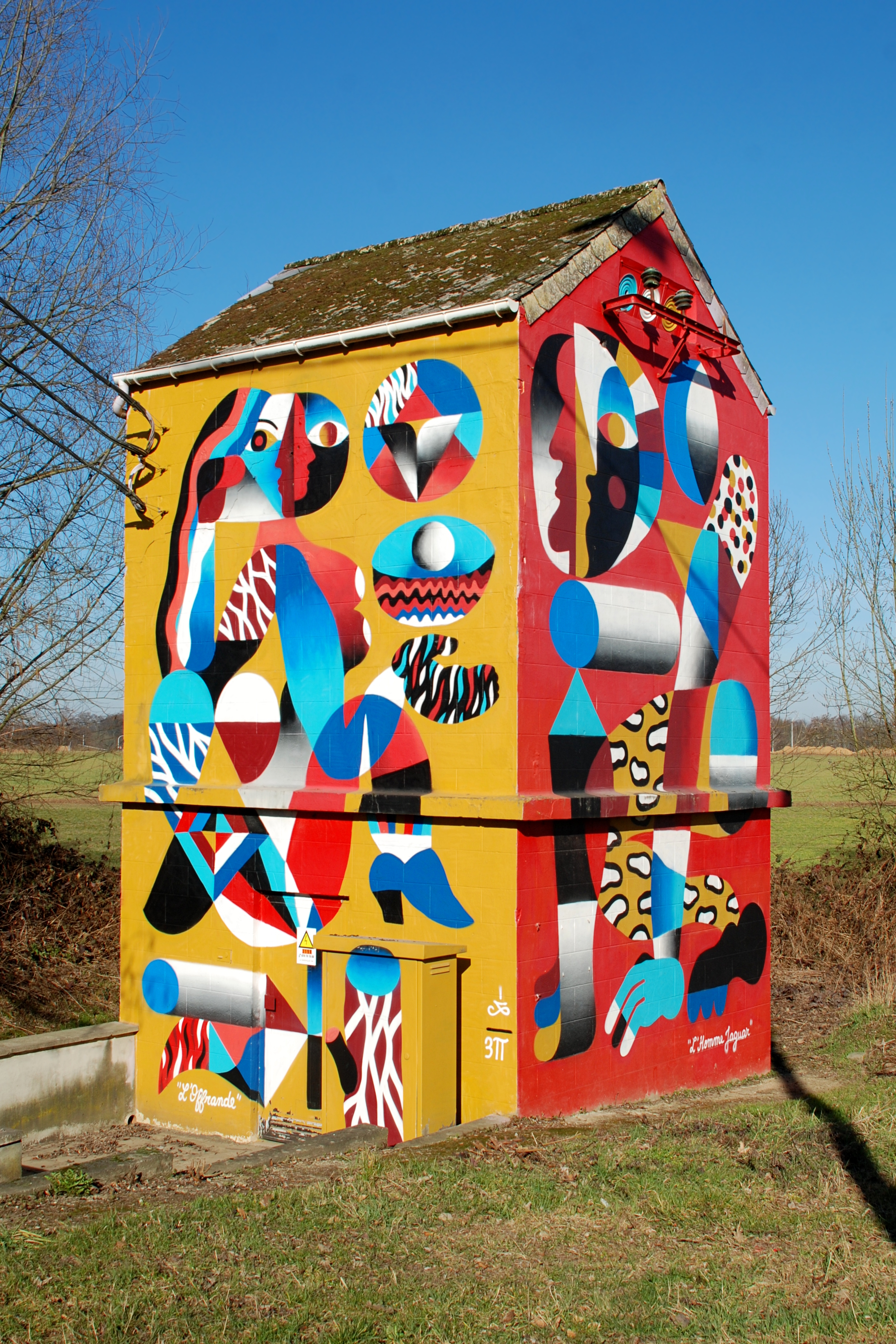
La cabine électrique.
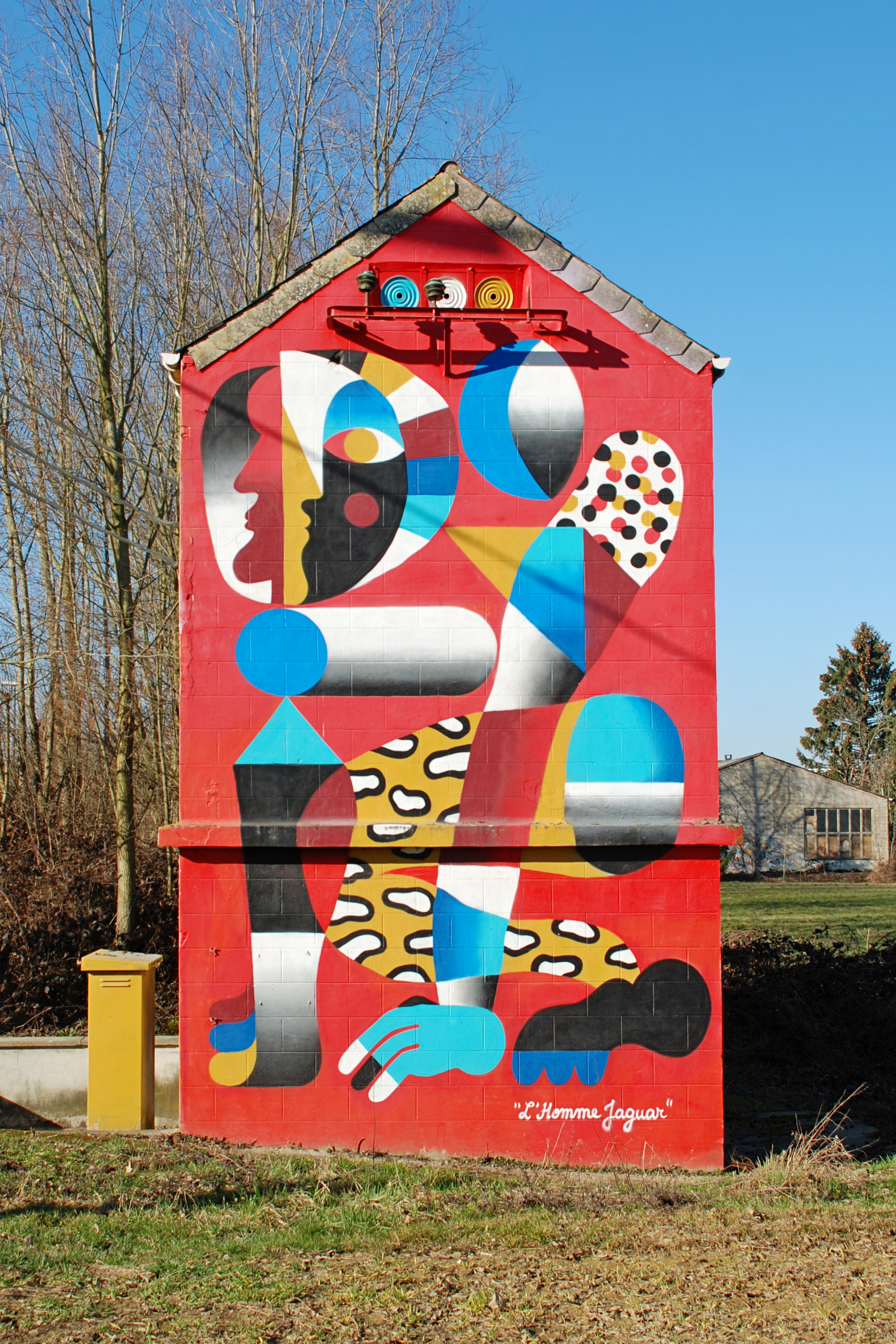
L'Homme Jaguar.
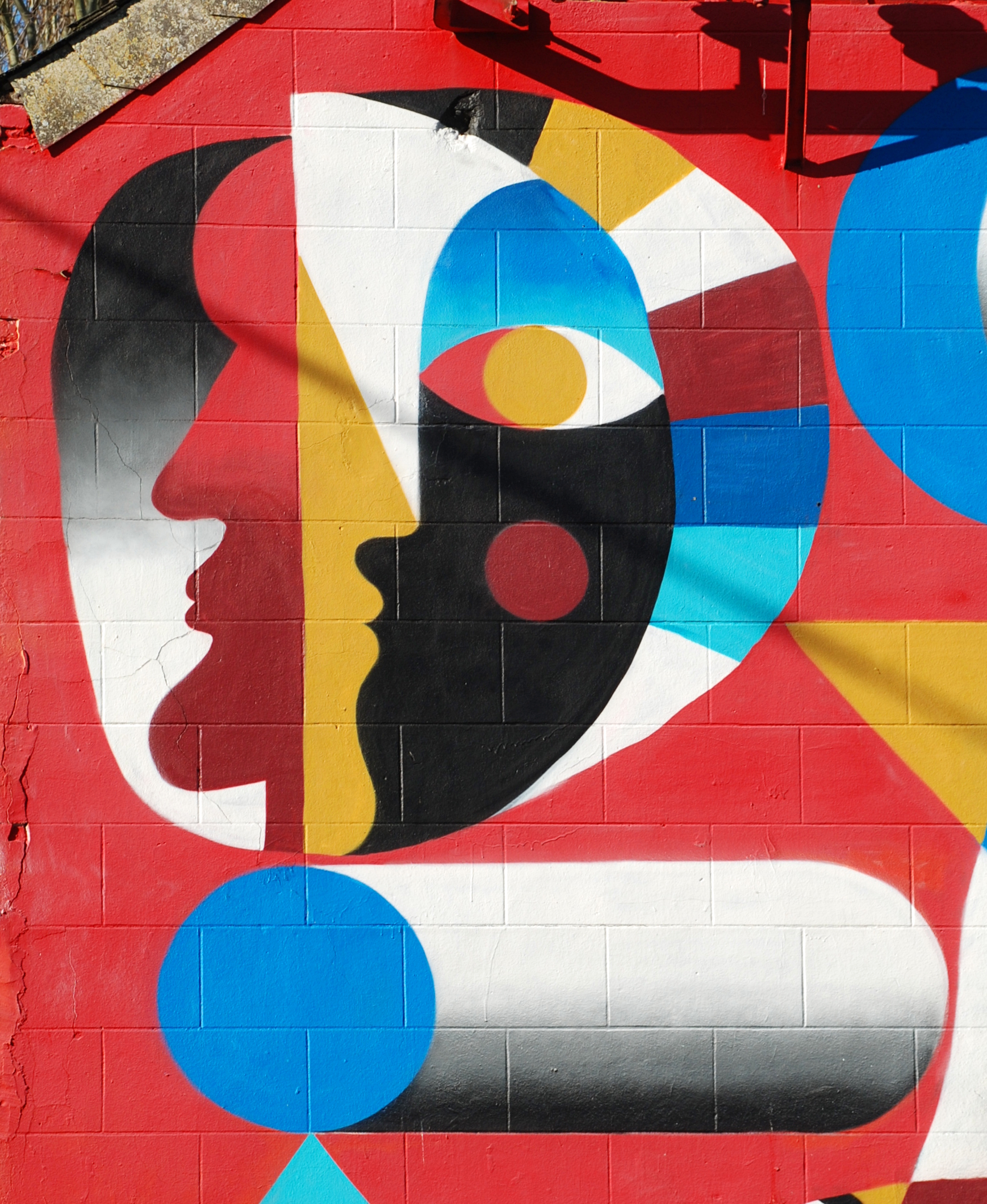
L'Homme Jaguar (détail).

### Passerelle du chemin des Lorrains

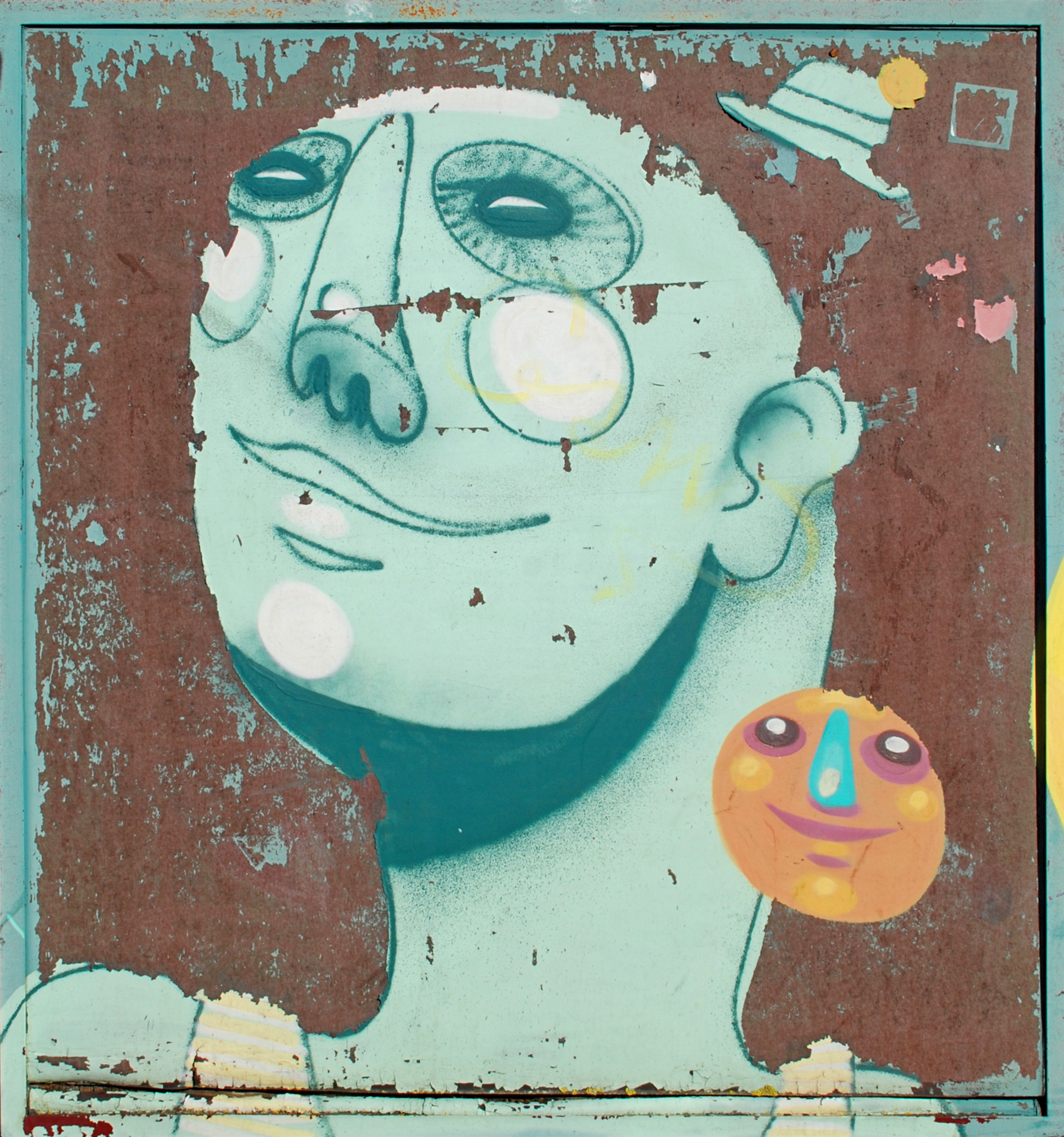

Les panneaux métalliques des deux parapets de la passerelle du chemin des Lorrains qui enjambe la ligne de chemin de fer sont ornés de peintures réalisées lors du Kosmopolite Art Tour 2015.

#### Peintures de Zësar
Les panneaux du côté nord (vers la gare) sont ornés de peintures de Zësar. Selon les termes du site Trompe-l'œil « Zësar Bahamonte est un artiste espagnol né à Séville. Après avoir passé quelques années à Barcelone, il déménage en Uruguay, à Montevideo, et c'est là bas qu'il développe professionnellement sa carrière en tant que muraliste. Ses motifs sont le plus souvent des personnages colorés, aux traits assez simples ». De la bouche du premier personnage à gauche sort une bulle affichant « Kosmopolite 2015 ». L'artiste signe plus à droite.
Après trois ans seulement (en 2018), les panneaux métalliques sont très abîmés : le fond couleur rouille était initialement bleu, comme le montrent les photos de 2015 que l'on peut encore apercevoir sur le portfolio de photos présenté sur le site Spraymiummagazine.

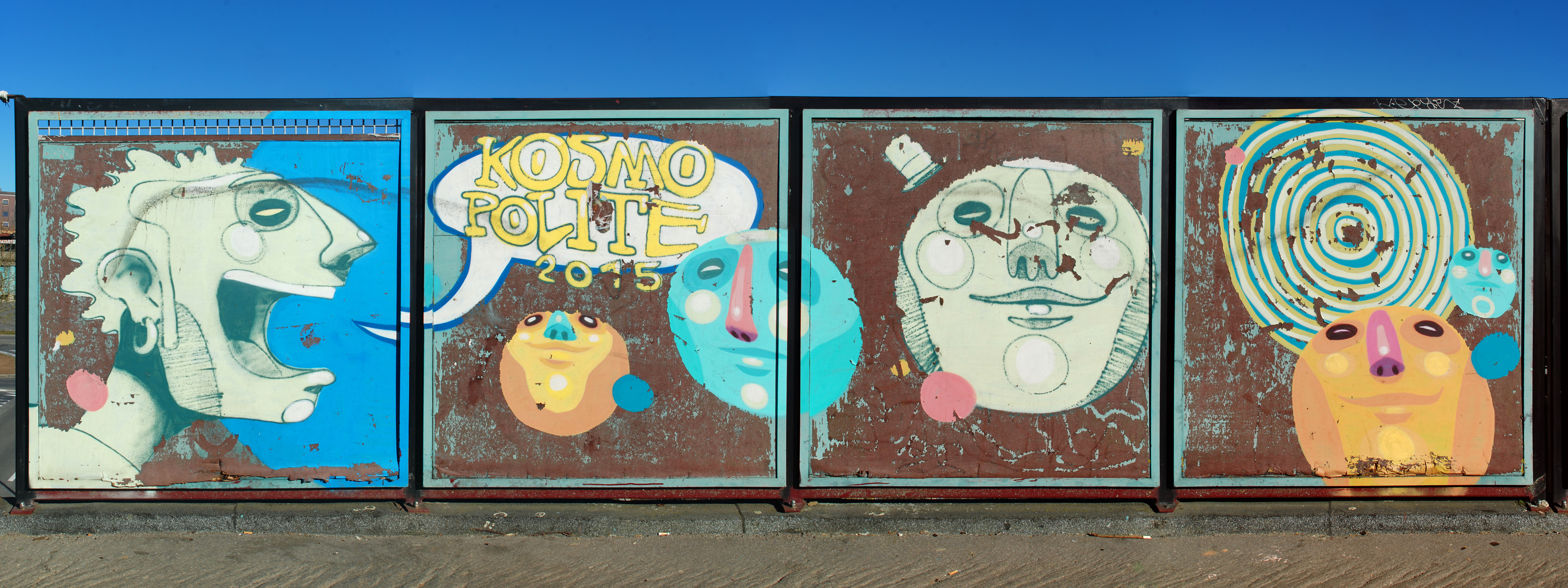
Les quatre premiers panneaux de la fresque de Zësar.

#### Peintures de Sami
Les panneaux du côté sud sont décorés par Sami du « Collectif Renart », collectif de street art lillois déjà évoqué plus haut à propos des fresques de style Art nouveau de la gare des bus.
Les panneaux sont également abîmés, mais un peu moins que ceux du côté nord : ils ont conservé une partie de leur fond bleu.
L'artiste a signé son œuvre sur un panneau situé à droite, qui porte les mentions « Kosmopolite .15 » et « Utopia », l'utopie étant, rappelons-le, le thème imposé de l'édition 2015,.

Peintures de Sami
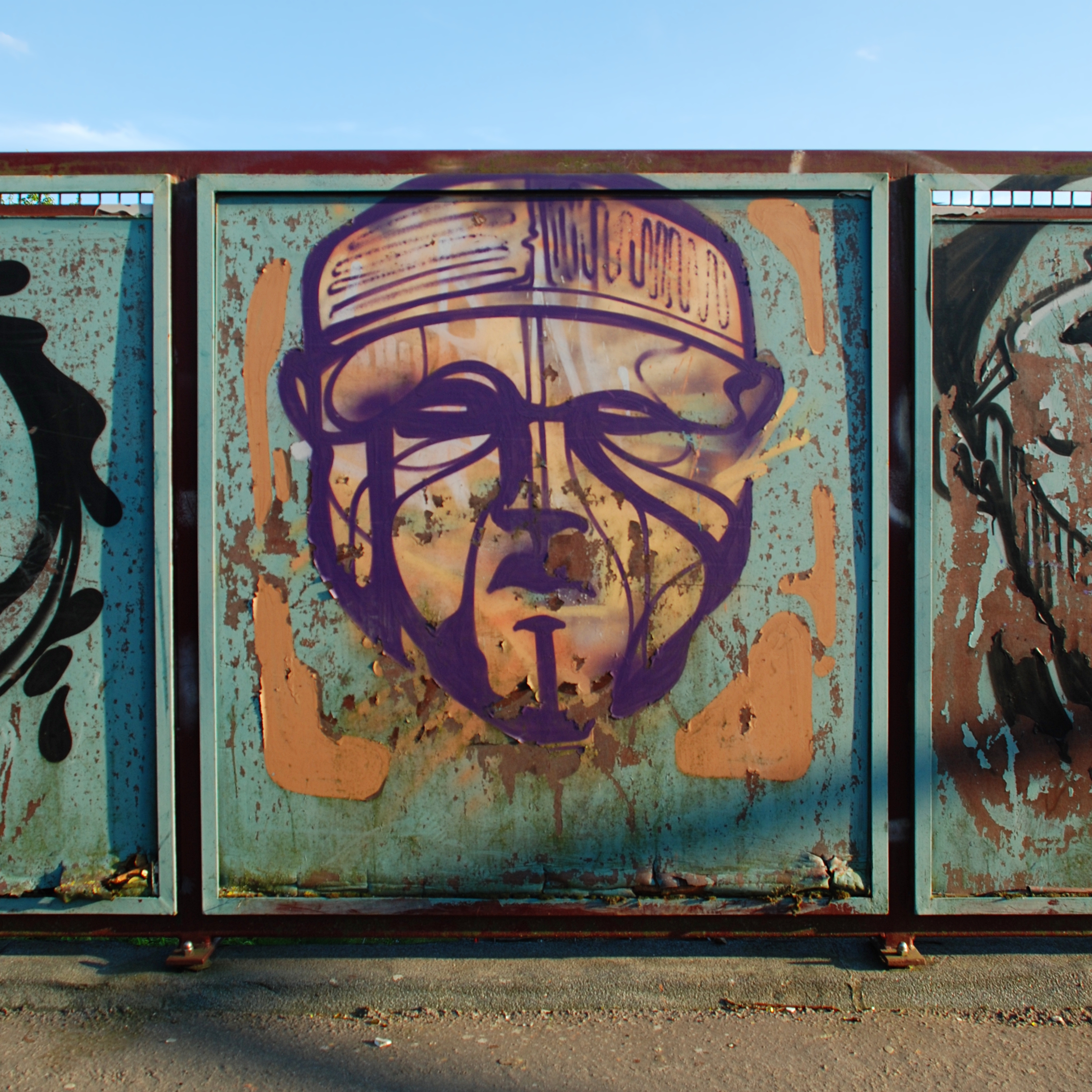
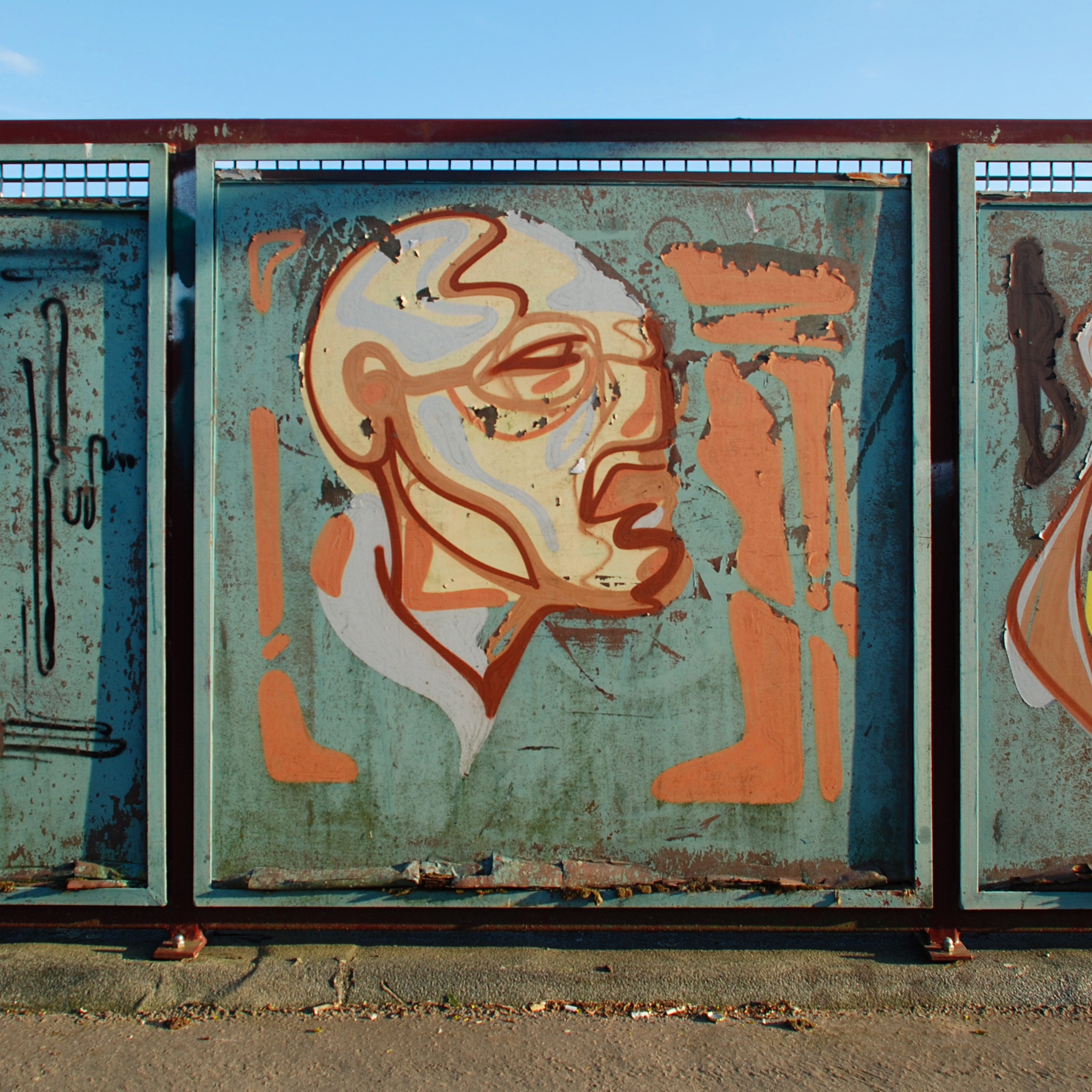
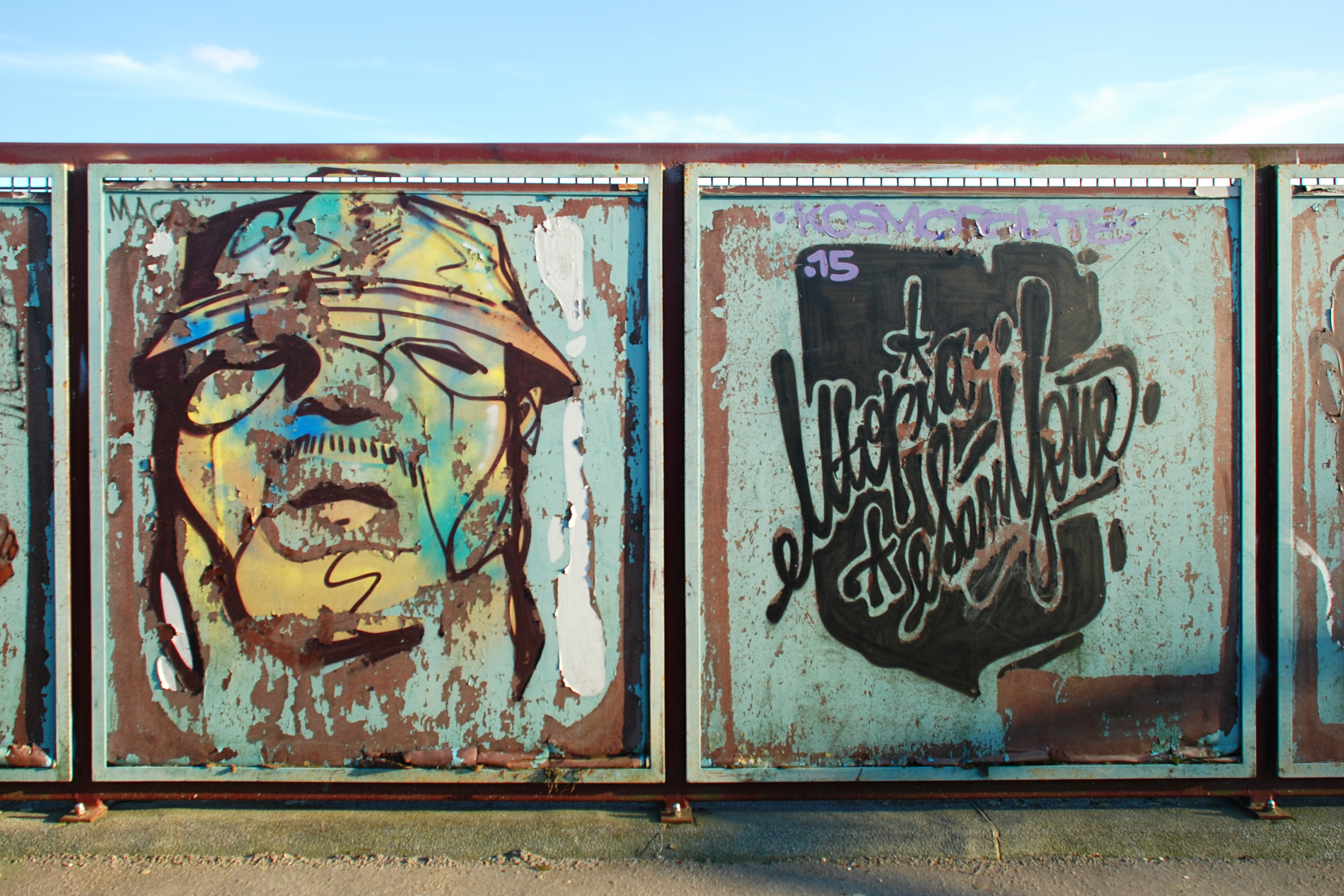

### Place Galilée

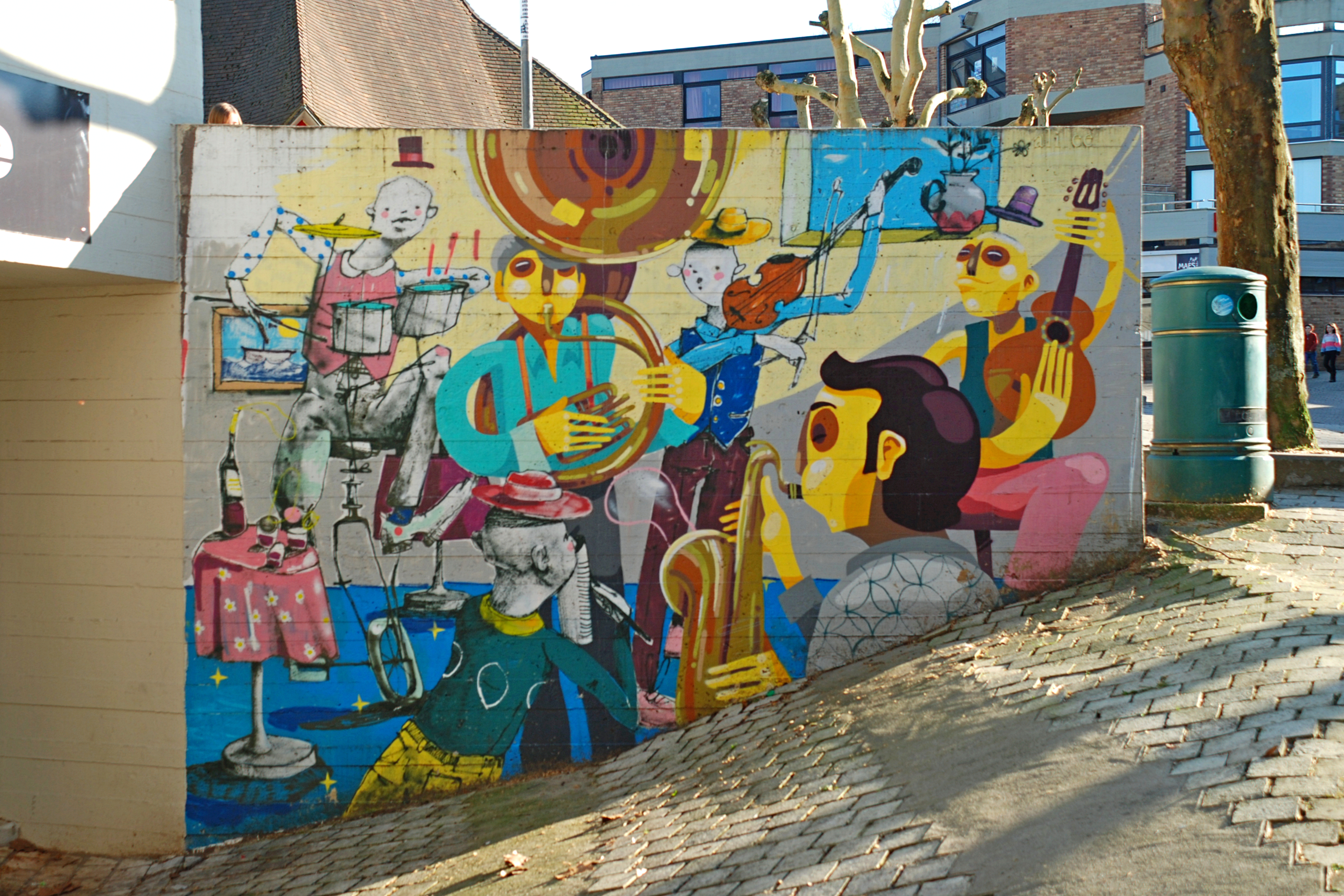
Fresque de Zësar et Mart Aire.

Sur la place Galilée, contre la médiathèque, se dresse un pan de mur oblique orné d'une fresque où se combinent les styles de Zësar Bahamonte et de Mart Aire,.
La fresque représente un groupe de six musiciens. 
On distingue clairement dans les trois musiciens au visage blanc le style de Mart Aire, cet artiste argentin de Buenos Aires déjà rencontré plus haut lors de la description du parapet de la gare, qui représente habituellement des gens stylisés peints avec de fines lignes réalisées à main levée.
Les trois musiciens au visage jaune révèlent quant à eux le style de Zësar Bahamonte, cet artiste espagnol né à Séville et aujourd'hui actif à Montevideo en Uruguay auteur de fresques sur panneaux métalliques sur la passerelle du chemin des Lorrains, que nous venons de décrire.

### Anneau central
Plusieurs fresques ont été réalisées sur le mur de soubassement de la salle académique et de spectacle Aula Magna. Ces fresques étaient en plein air en 2015 mais elles se trouvent maintenant confinées dans le tunnel appelé « Anneau central » à la suite de la construction du complexe hôtelier et résidentiel Resort Urbain Agora en 2015-2018),.
Trois fresques s'enchaînent. Tout d'abord « Utopia » de Tyrsa et Ilk qui illustre le thème imposé de l'édition 2015, ensuite une fresque de Delicious Brains et, enfin, une fresque de 2Shy,. Tyrsa et Ilk signent leur œuvre « @Tyrsamisu » et « @Ilk Flottante » en haut à droite.
Presque en face, le mur de soubassement du Collège Érasme était jadis orné de fresques du collectif de graffeurs « Art Osons », qui ont disparu à la suite de la construction du Resort Urbain Agora (2015-2018), mais que l'on peut encore apercevoir sur le portfolio de photos présenté sur le site Spraymiummagazine.

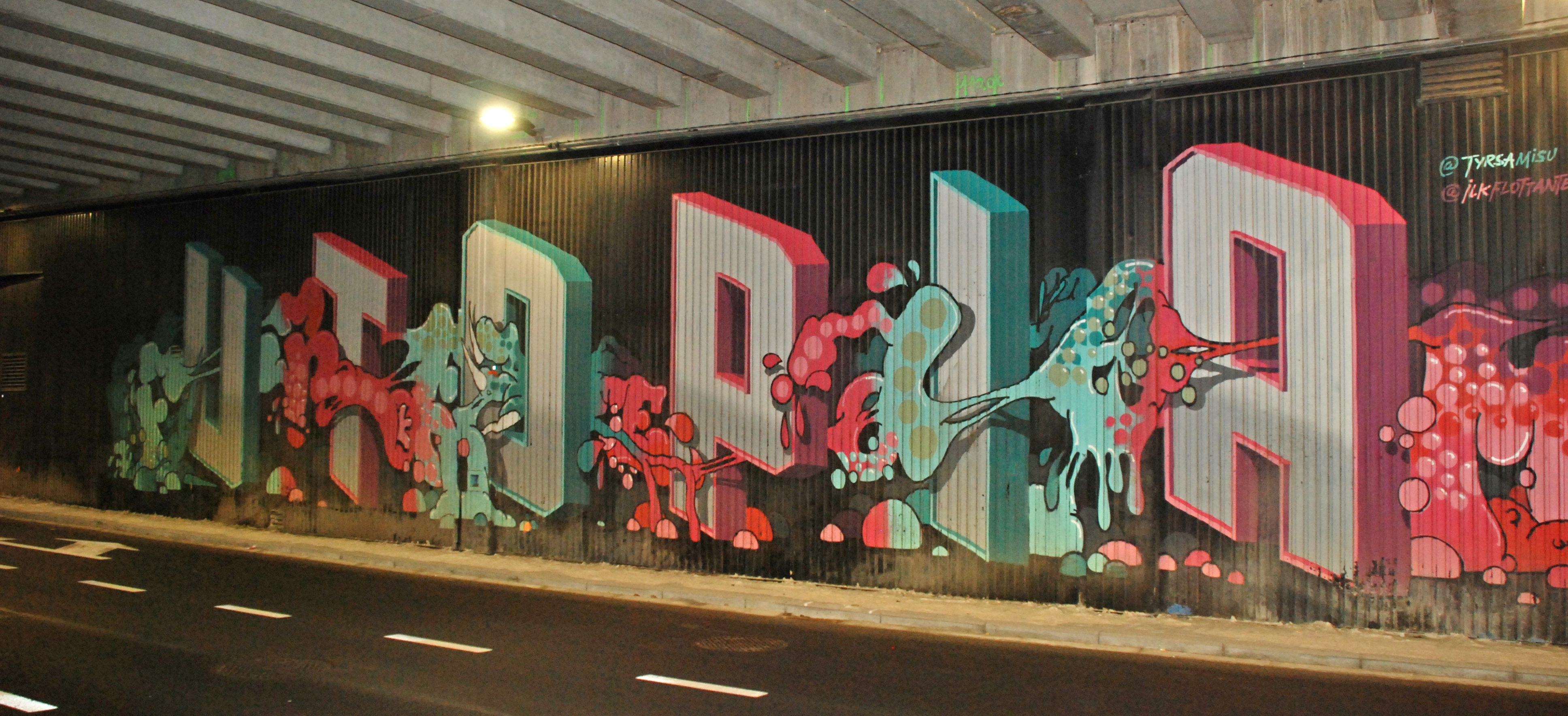
Utopia.
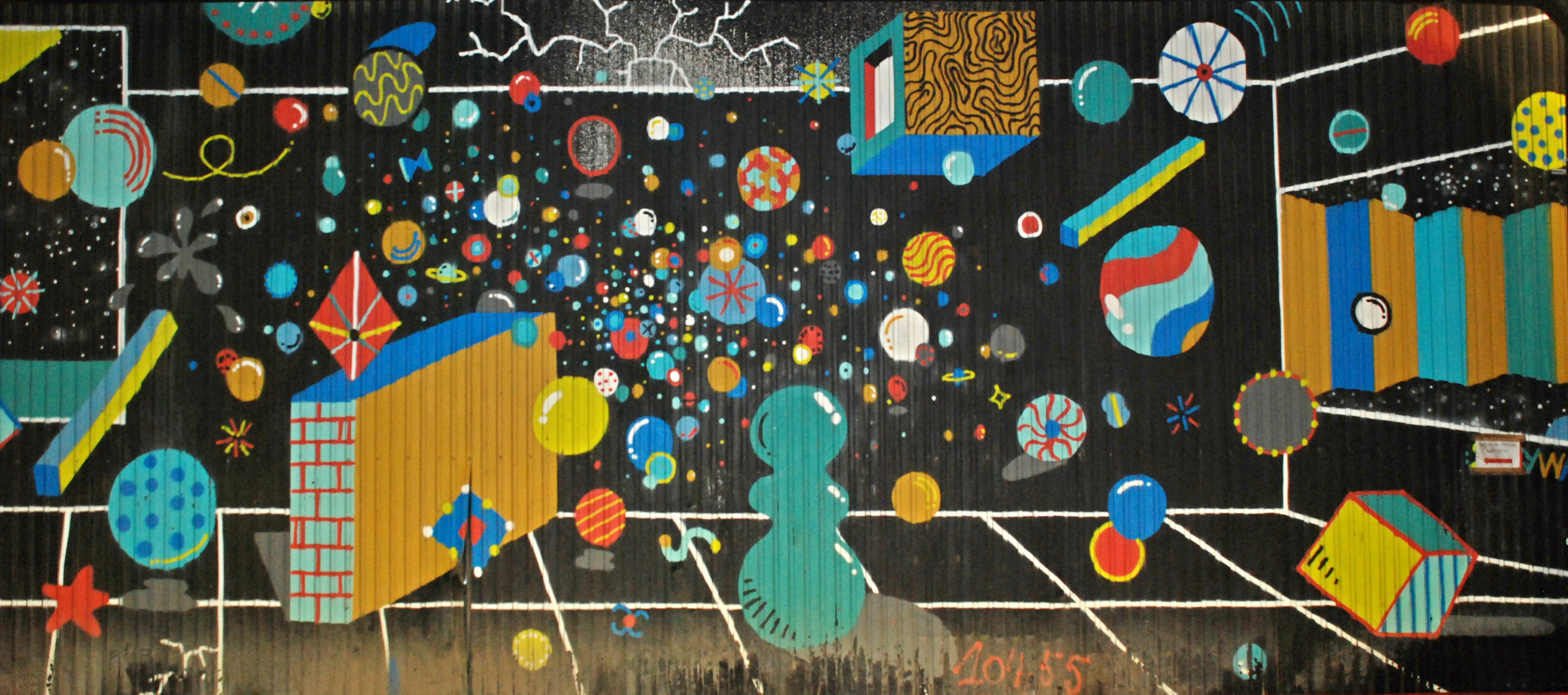
Fresque de 2Shy.

### Cour des Borains
Le parking de la Cour des Borains, derrière la place des Wallons, a été orné de peintures murales par CÄät et PsoMan.

#### CÄät
CÄät est le pseudonyme de la bruxelloise Catherine Fradier, diplômée des Beaux-Arts, graffeuse et illustratrice de presse pour Victoire, Le Moustique et des magazines jeunesse, qui « alterne peinture au pinceau, à la bombe, illustration, BD, etc… » et réalise même des décorations pour des restaurants.
CÄät avait participé trois ans plus tôt au Kosmopolite Art Tour 2012 à Louvain-la-Neuve et collaboré à la fresque d'une jungle sur la place des Wallons.
En 2015, elle arrive en dernière minute sur les lieux du festival le mercredi 5 août, soit six jours après le début du festival : « On m'a proposé de venir parce qu'il restait des murs disponibles, raconte la jeune femme. Et comme je connais bien les organisateurs, je me suis dit pourquoi pas ».
CÄät représente des arbres, de la nature et des animaux, à la demande d'un restaurant situé non loin : sur un décor arboré, elle peint de droite à gauche un oiseau à tête d'homme, un renard aux allures de serpent et une femme qui semble voler vers l'homme dessiné par Psoman.

Cäät
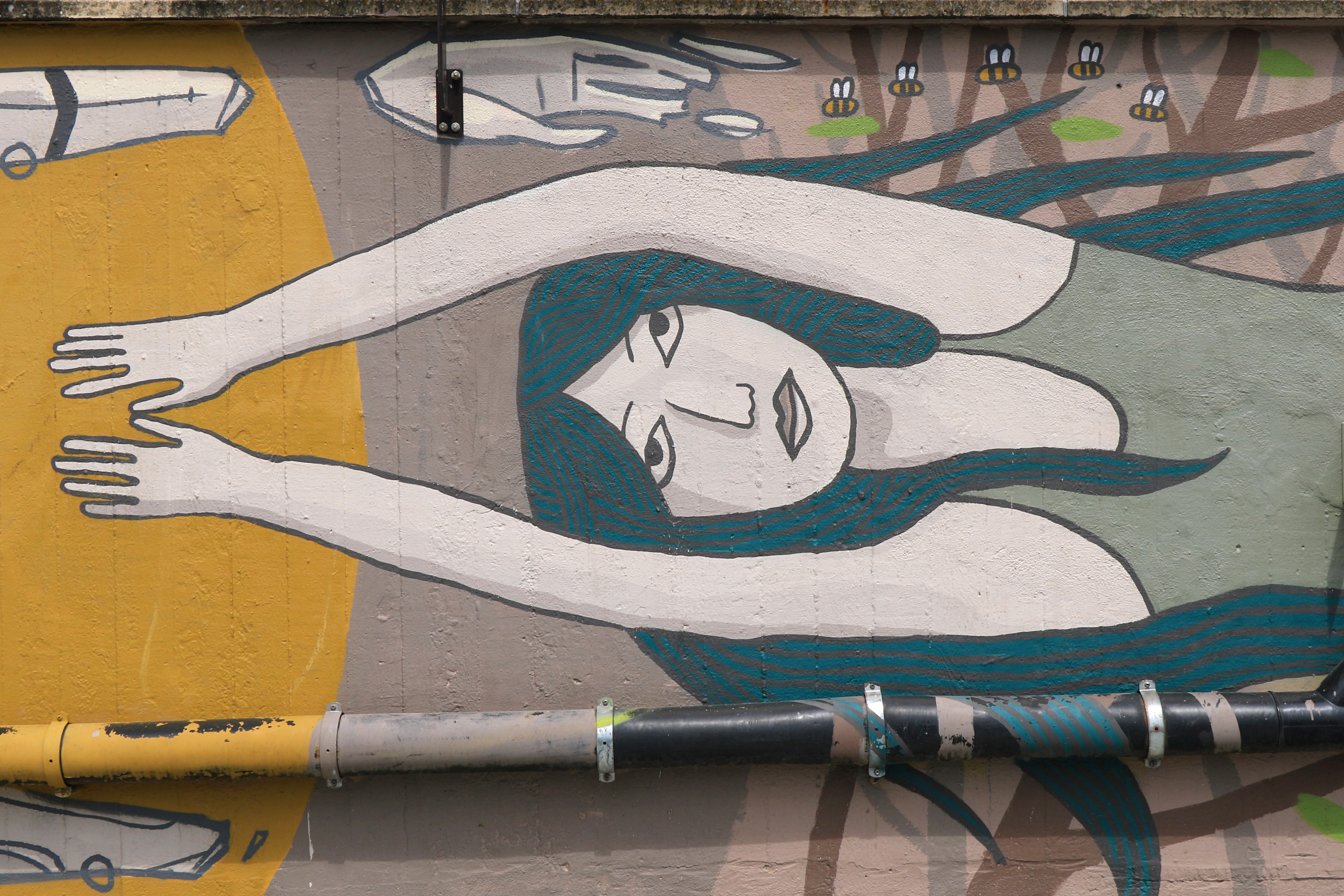
Femme.
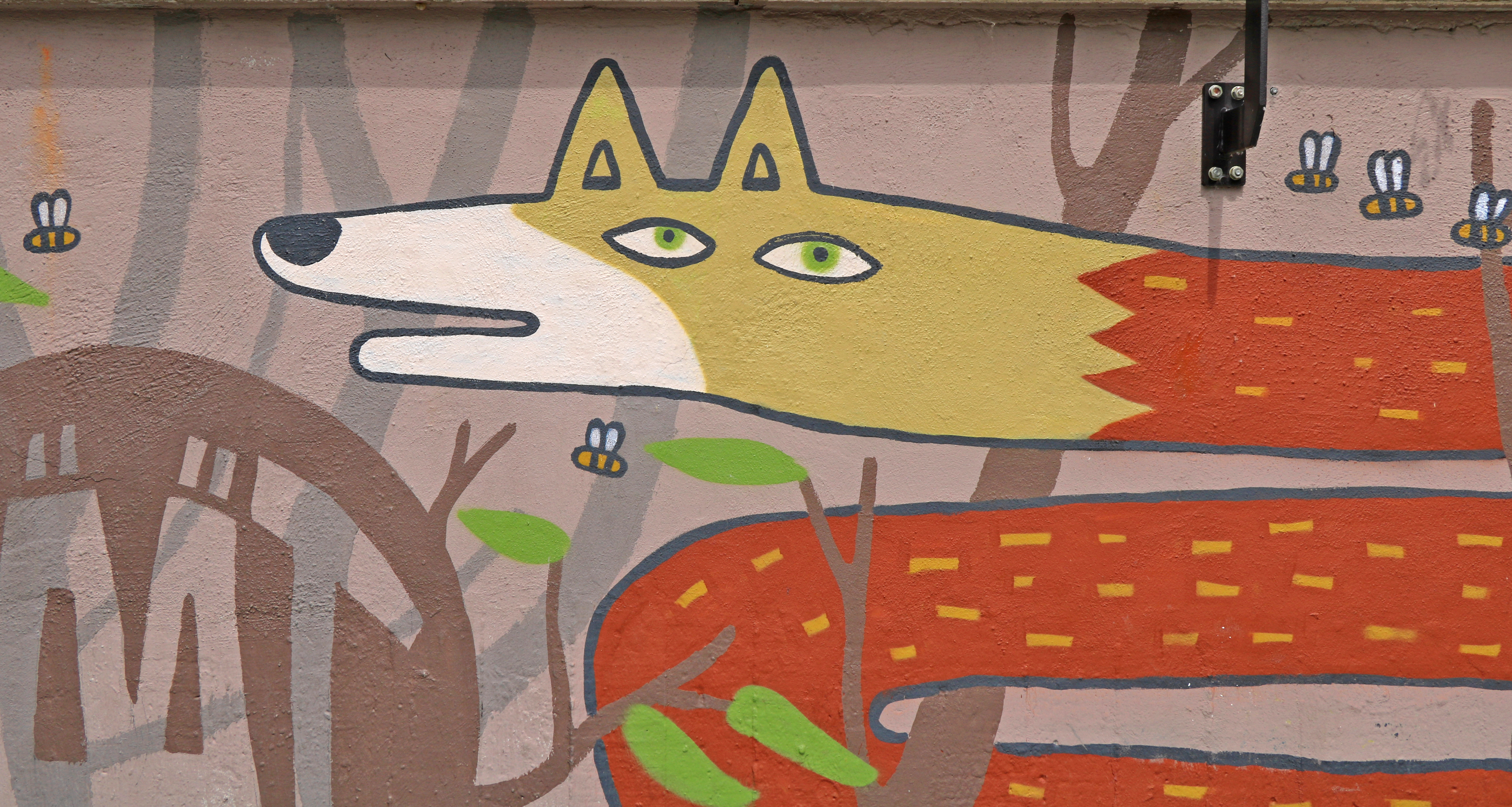
Renard aux allures de serpent.
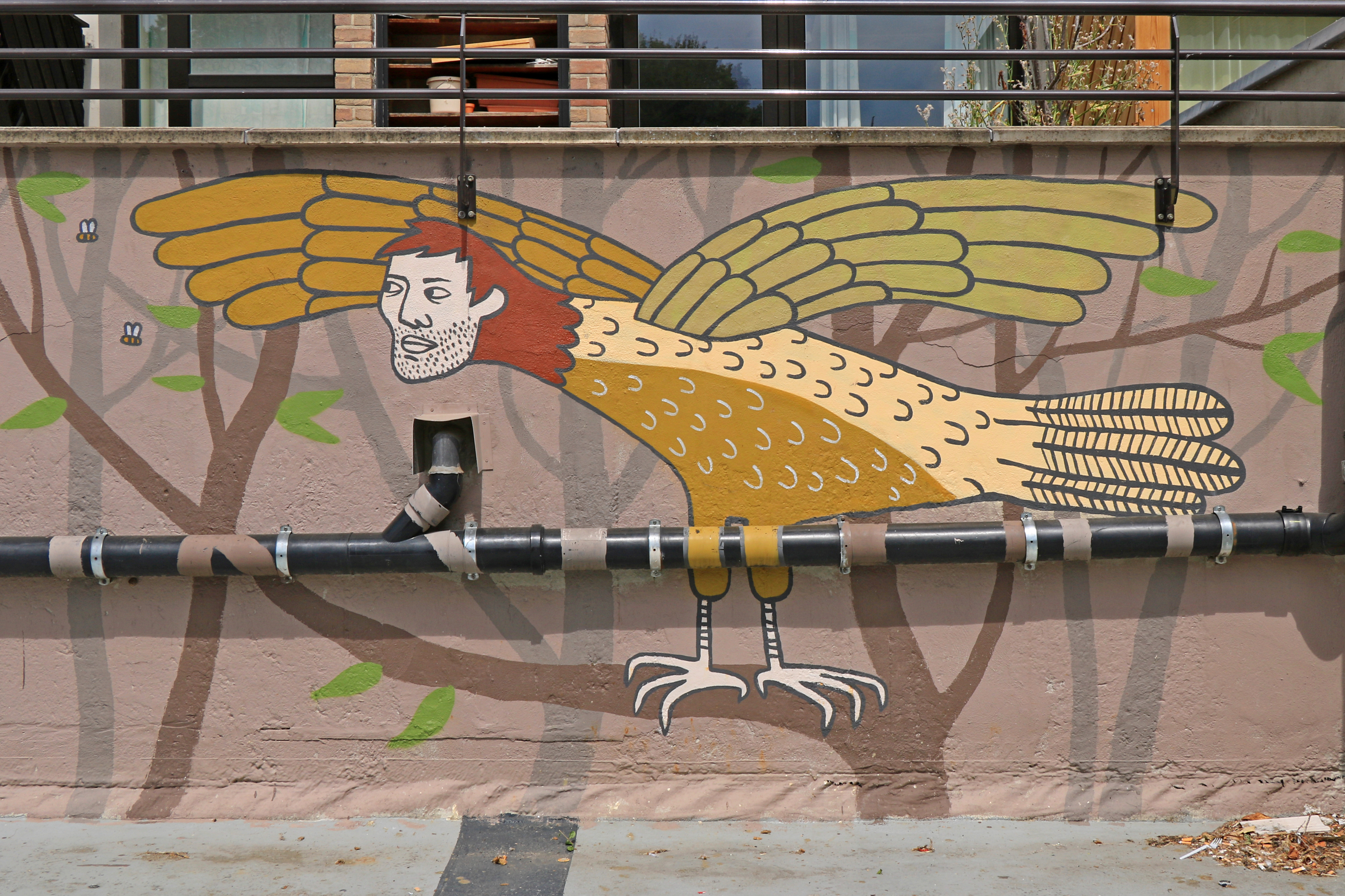
Oiseau à tête d'homme.

#### PsoMan
PsoMan, un artiste liégeois de 33 ans (en 2015), avait déjà commencé le travail au parking des Borains deux jours avant CÄät. Cäät précise : « Il a lancé un univers, une gamme de couleurs. Et moi, j'essaie de m'intégrer ».
La pièce principale de sa composition est un jeune homme qui se découpe sur un soleil rouge et orange et semble flotter à la rencontre de la femme de CÄät. Le jeune homme en T-shirt porte un bermuda signé PsoMan.
L'artiste signe « PsoMan - Kosmopolite Art Tour 2015 - KAT 2015 » dans un grand cercle brun d'où émergent de nombreuses branches du décor végétal de la fresque.

PsoMan
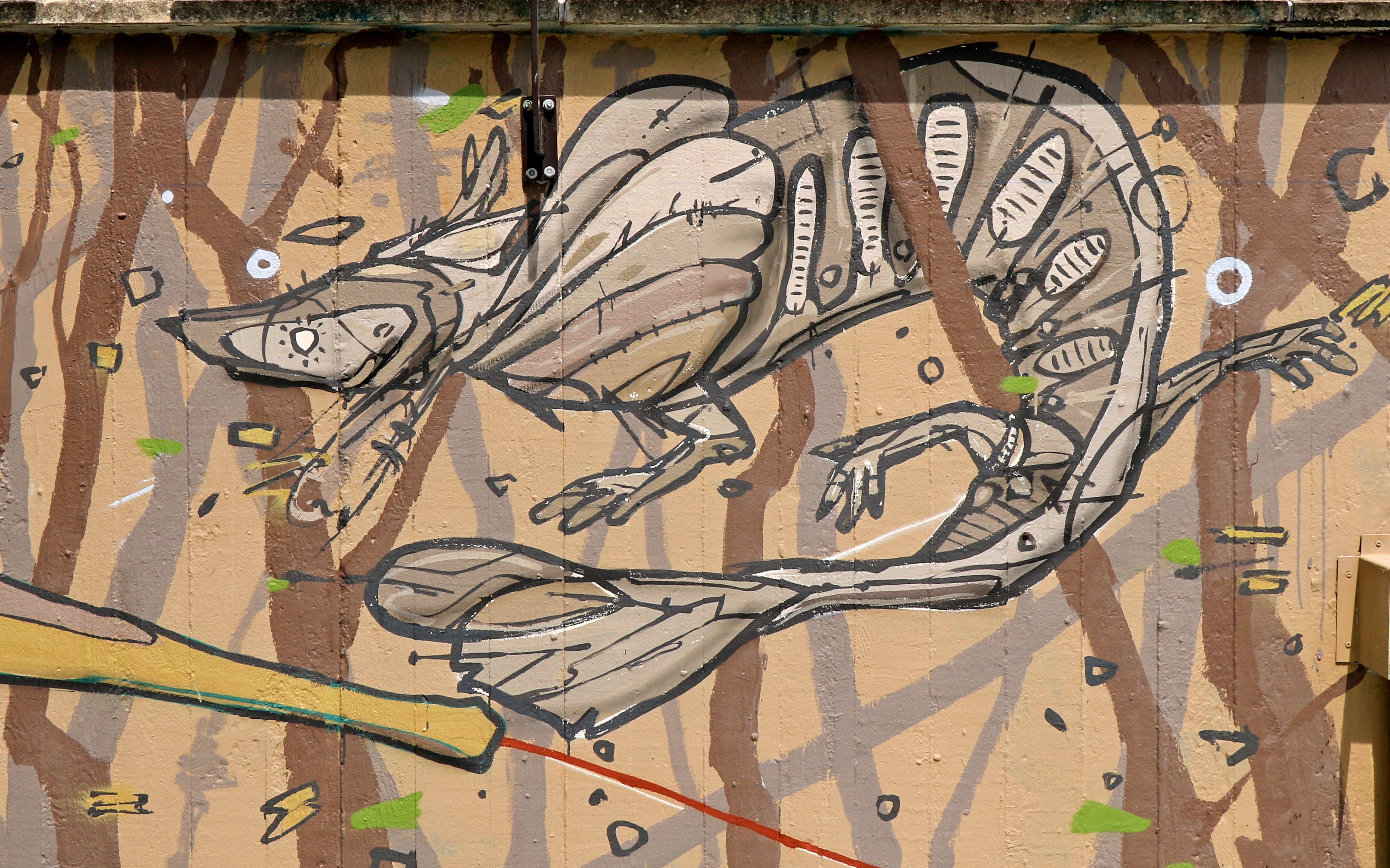
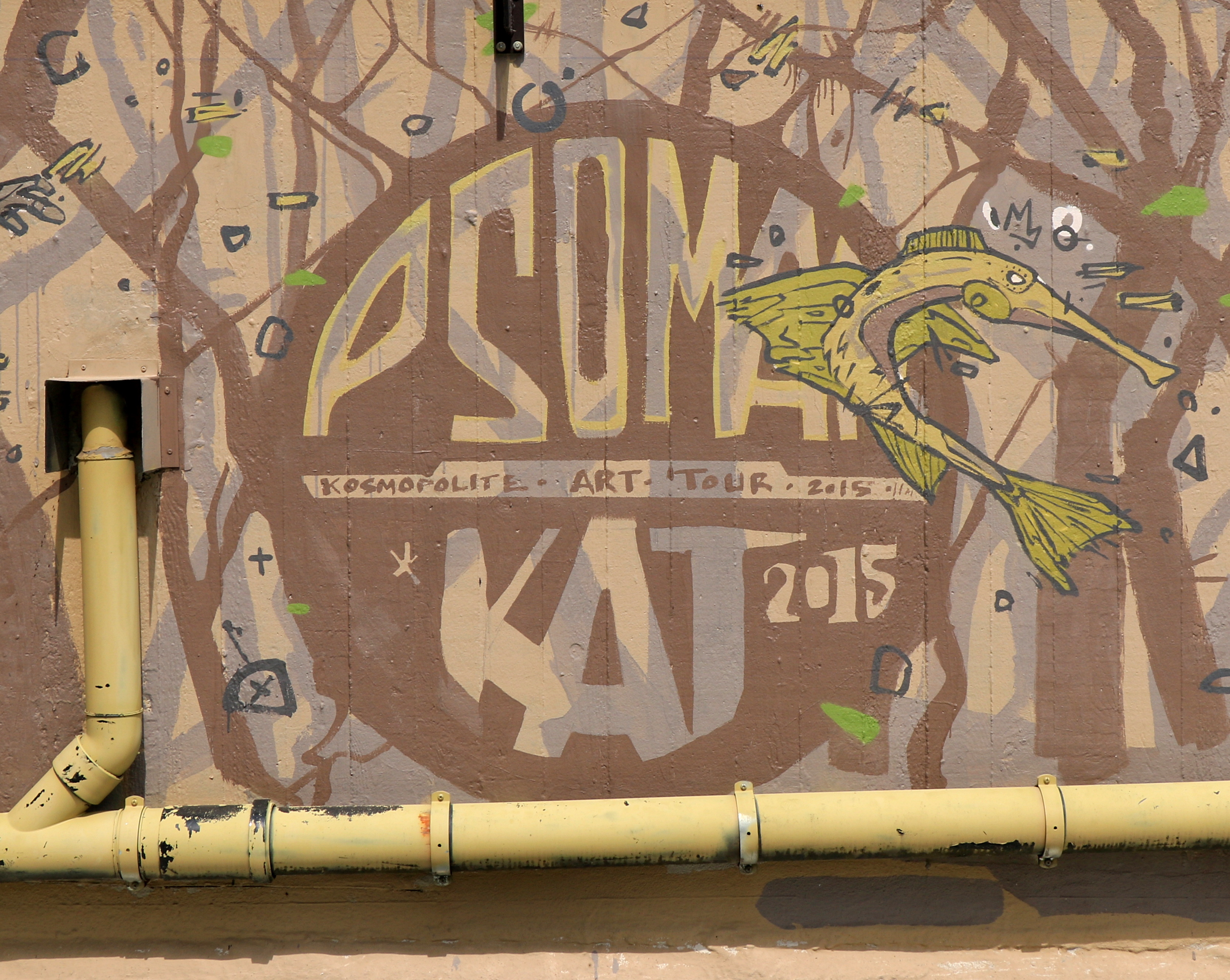
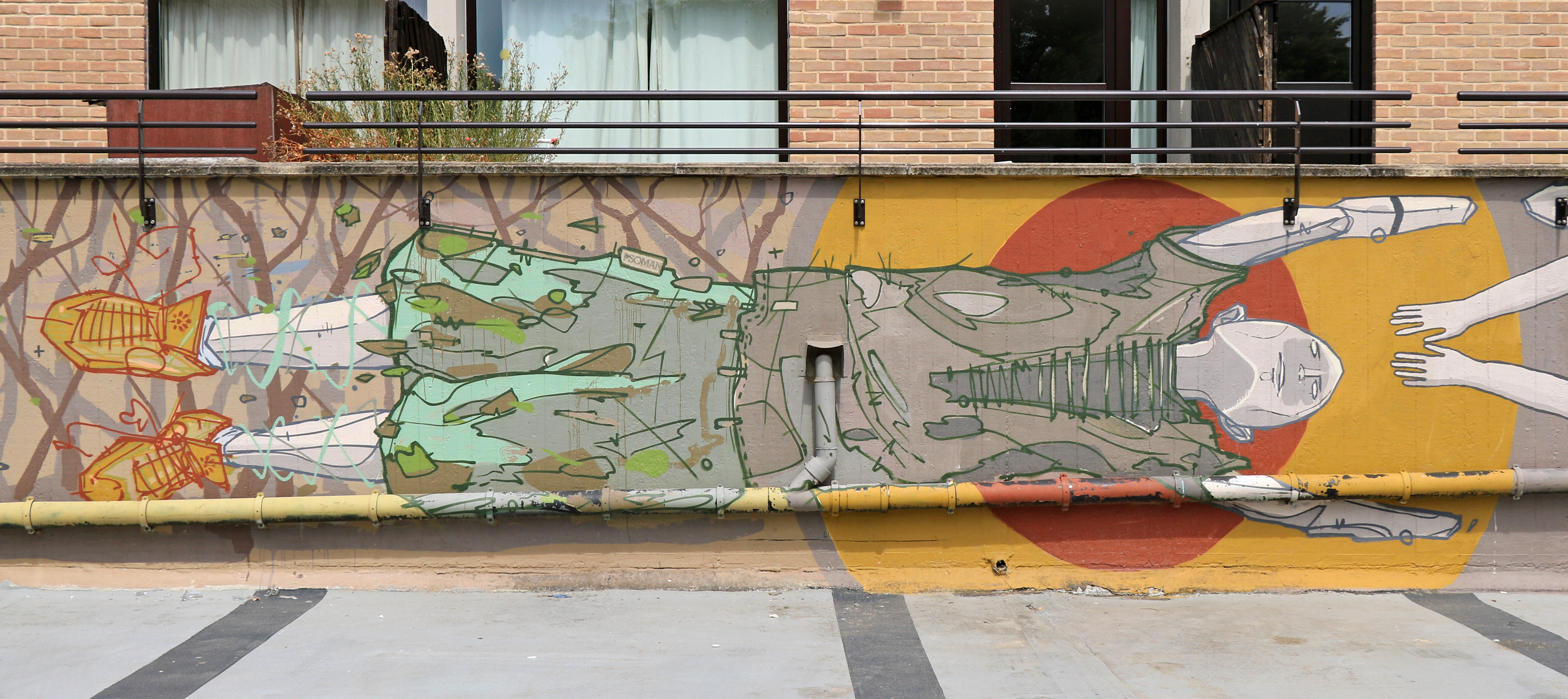

### Boulevard de Wallonie
Le mur qui longe le boulevard de Wallonie et qui sépare celui-ci du quai no 1 de la gare est orné de nombreuses fresques.
On y remarque une composition géométrique dans les tons noir, blanc, rouge et gris de Fredone Fone, l'artiste de street art brésilien déjà rencontré au Théâtre Jean Vilar, ainsi qu'un contorsionniste haut en couleur signé Arno 2bal, alias Arno Debal, cet artiste belge cofondateur en 2003 du collectif de graffeurs bruxellois « Farm Prod » qui a décoré les rampes de l'escalier qui mène au quai no 1 de la gare.
Le mur porte également des œuvres de Bandi, Thia, Cimer, Solid, 2Shy, Babs, Brisk, Amen et Atos ainsi qu'un oiseau de Mr Cana, semblable à ceux que ce graffeur a peint sur les quais de la gare et dans l'escalier d'entrée du Théâtre Jean Vilar.

Boulevard de Wallonie
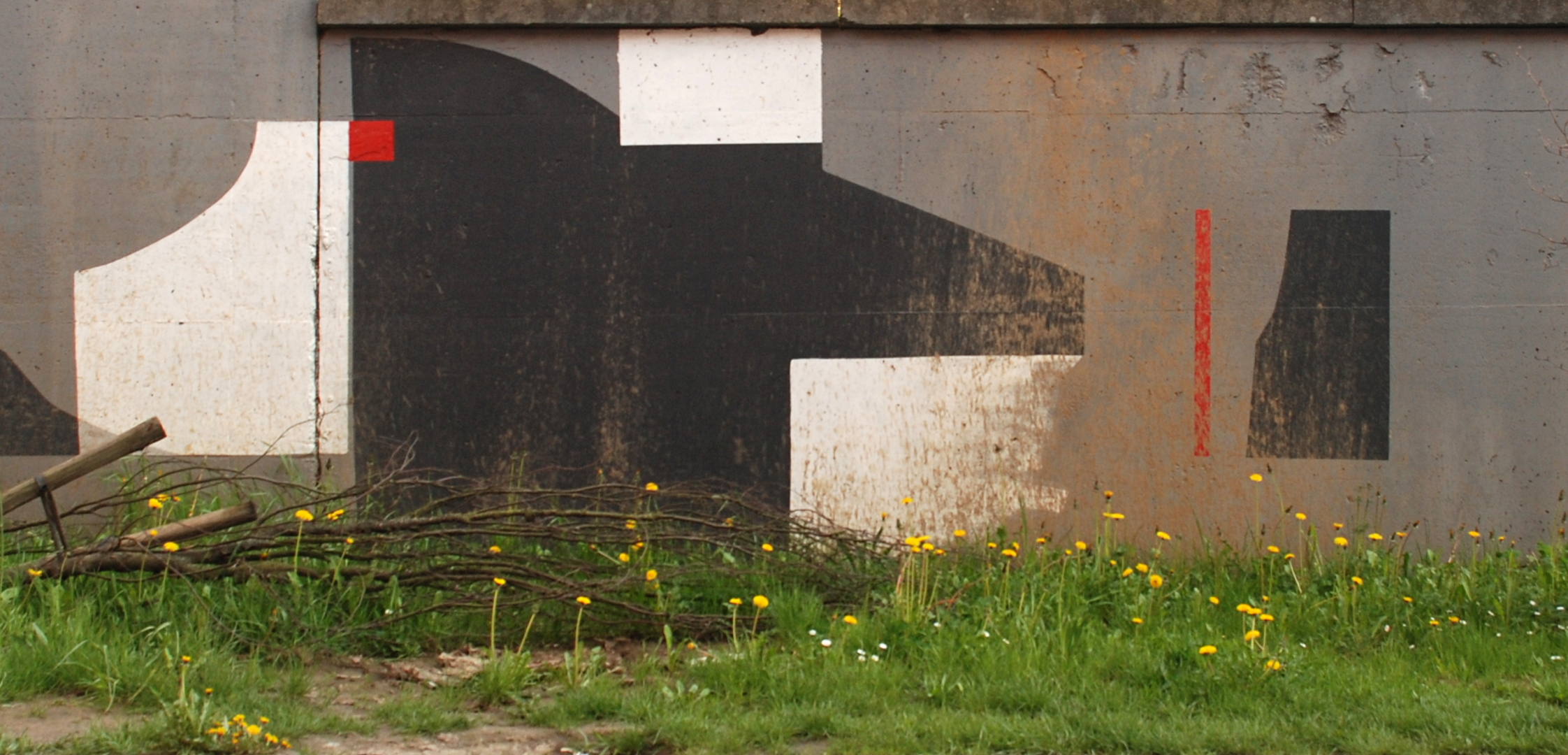
Fredone Fone.
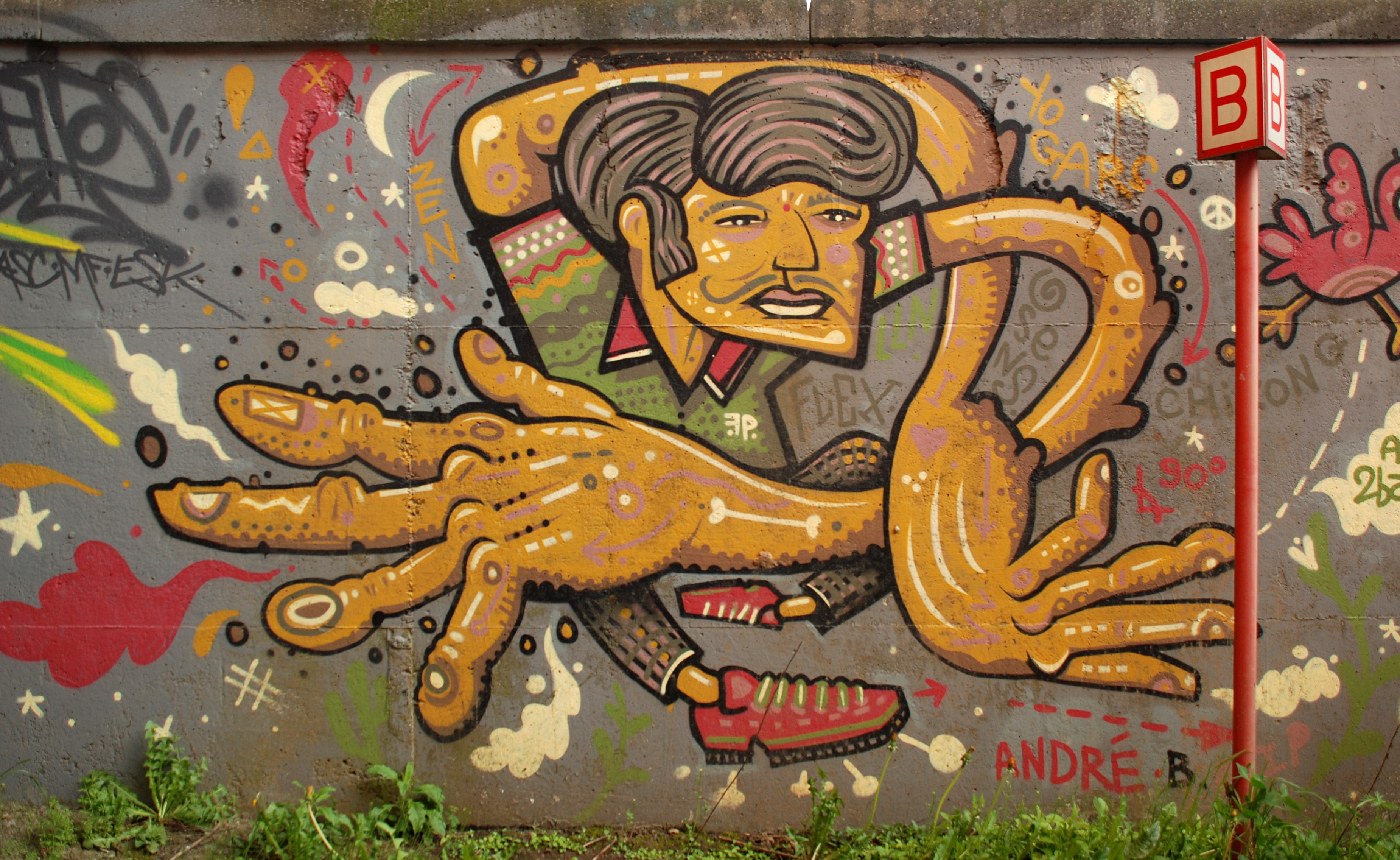
Arno 2bal.
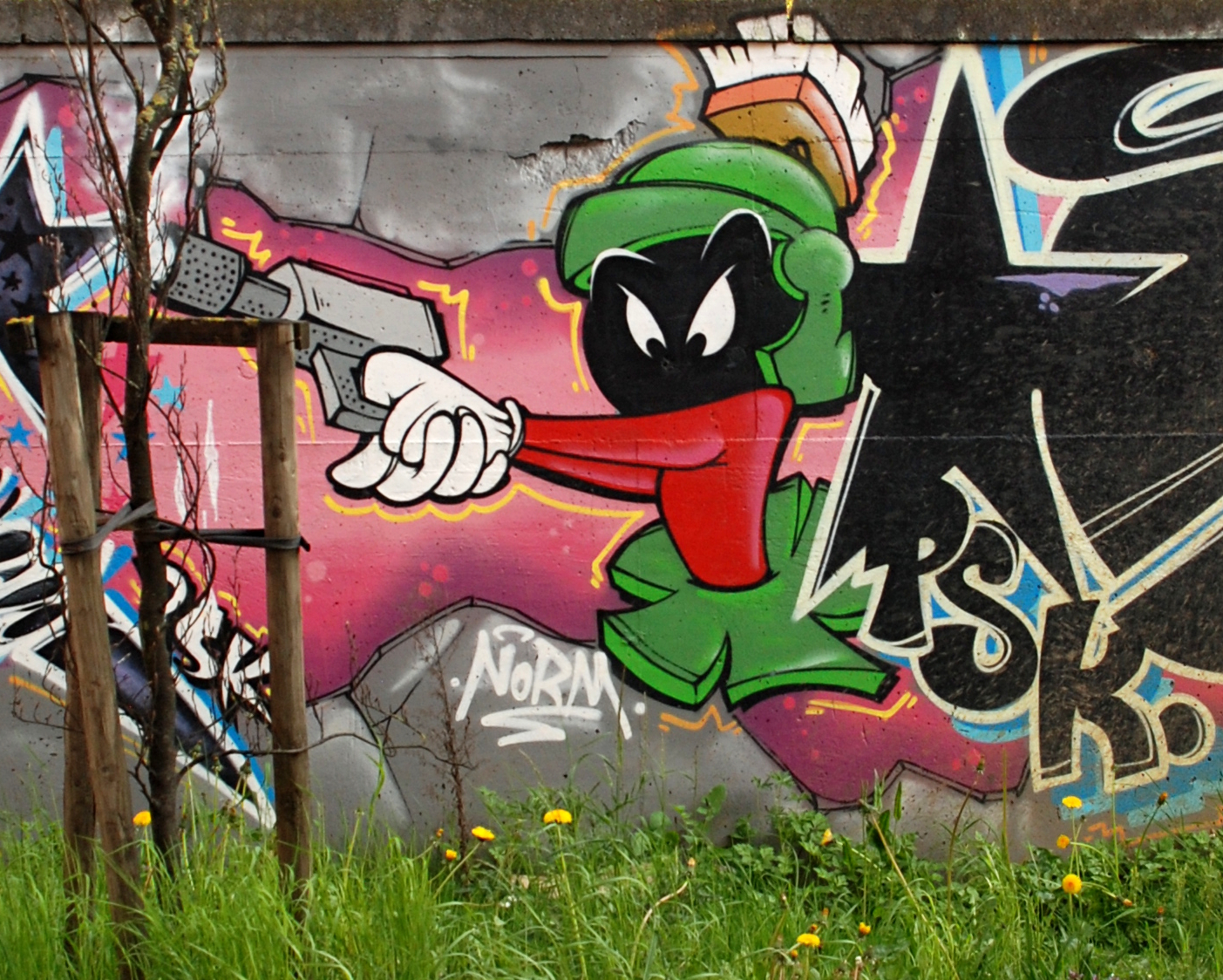
Solid.

### Collège Jacques Leclercq
Sur la place Montesquieu se dresse le Collège Jacques Leclercq, un immeuble construit par les architectes Jean Cosse et Émile Verhaegen entre 1973 et 1975, et éminemment représentatif de l'architecture brutaliste.
Dans un petit recoin, au-dessus d'une grille d'égout, se cache une petite fresque de Damien-Paul Gal, ce graffeur déjà rencontré au niveau du Théâtre Jean Vilar et du quai de la gare.
L'artiste y représente un sac, entouré de fins triangles acérés similaires à ceux qu'il utilise en grand nombre au Théâtre Jean Vilar et sur la fresque « Louis Vuitton » du quai de la gare. Il signe de la même façon que sur les œuvres précitées mais, cette fois, sans la silhouette d'un homme en train de fumer.

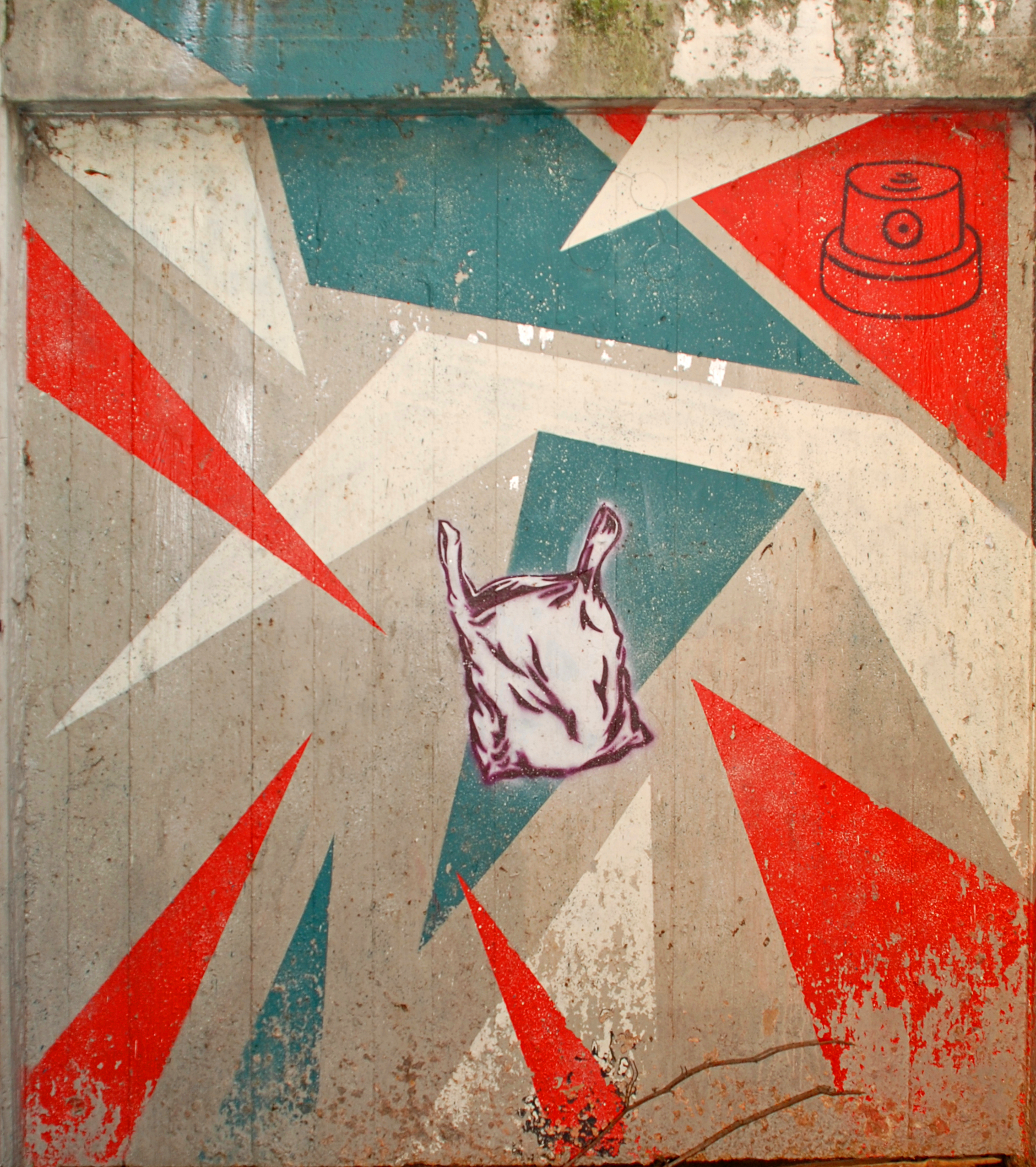
Fresque.
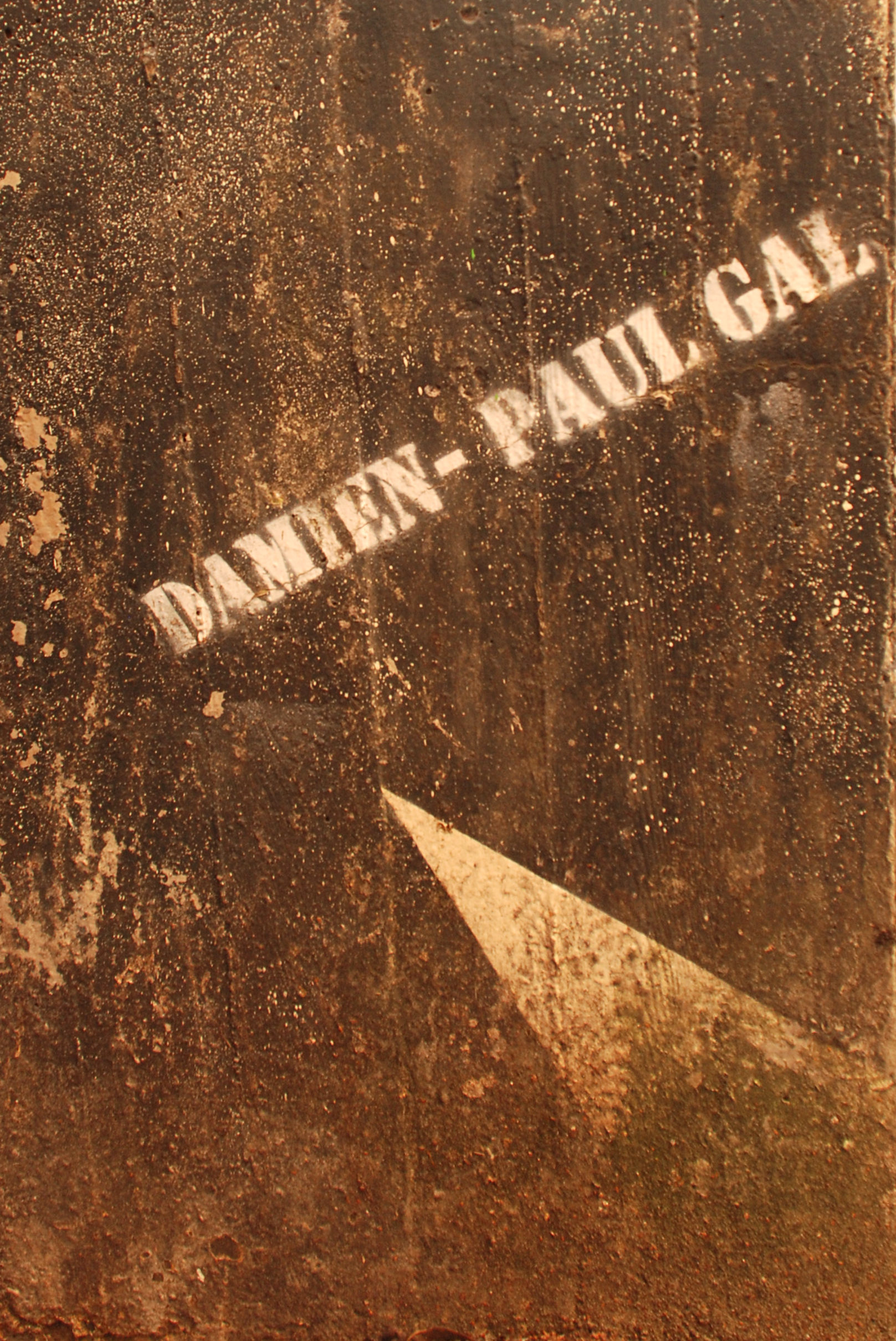
Signature.